# 千葉市
千葉市（ちばし）は、千葉県の中央部にある市。千葉県の県庁所在地及び人口最多の市であり、政令指定都市の一つ。都市雇用圏における東京都市圏の中心都市の一つであり、6区の行政区を持つ。業務核都市、国家戦略特区、構造改革特区、都市再生特別地区、国際会議観光都市、保健所政令市、グローバルMICE都市に指定されている。
仙台市に次いで日本の市町村で12番目の人口を持つ都市であり、100万人未満の市の中で最多である。なお、人口密度は100万都市である神戸市や札幌市などよりも高く、10県の総人口を上回っている。

## 概要

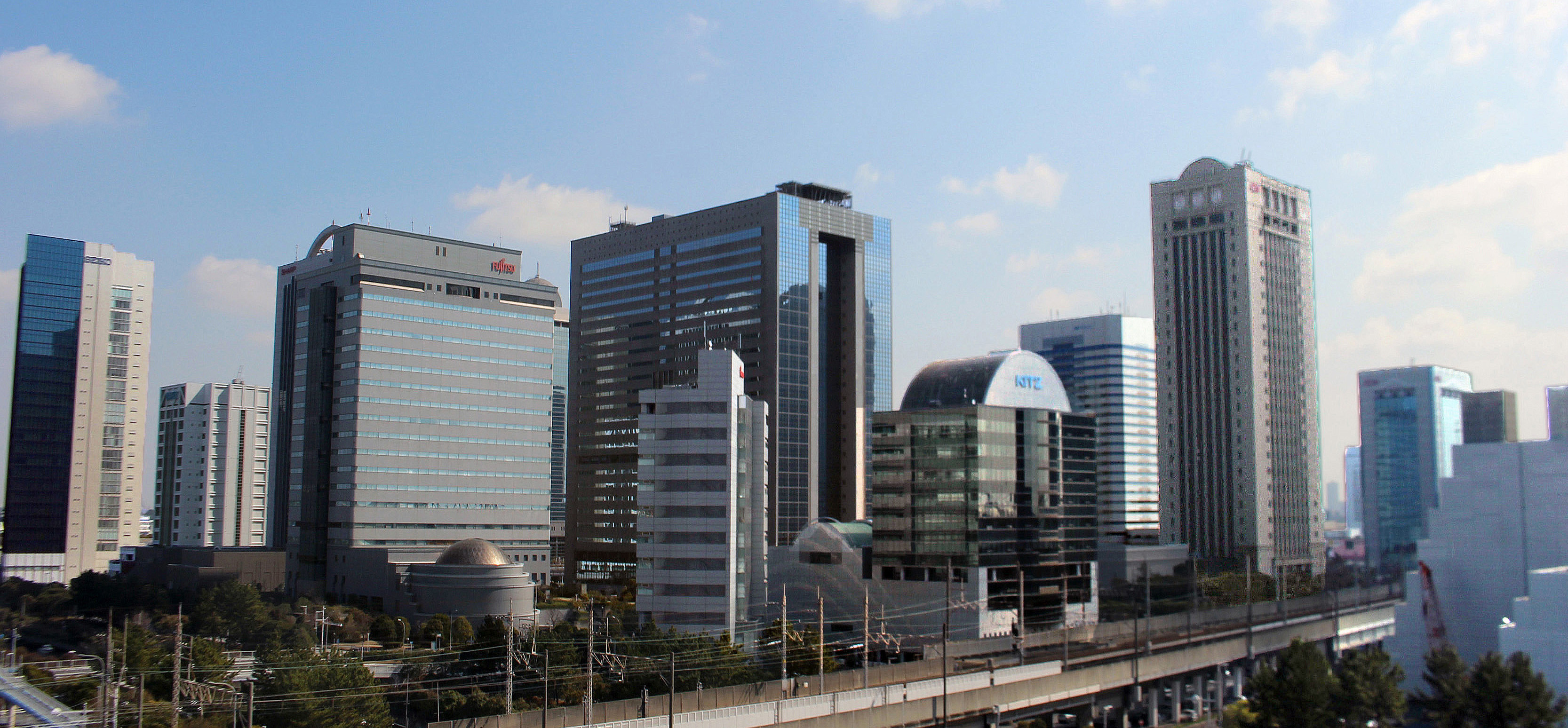
幕張新都心業務研究地区のスカイライン

千葉県中央部に位置し、日本の首都である東京都の都心や成田国際空港・東京国際空港（羽田空港）から約25 - 35キロメートル圏内にある、東京湾に面した県内最大の都市である。市域の中央駅は千葉駅（中央区）。市政の中心地は千葉港地区（中央区の千葉みなと駅周辺）と、県政の中心地でもある亥鼻地区（中央区の本千葉駅、県庁前駅周辺）。経済活動の中心地は千葉都心（中央区の千葉駅・千葉中央駅・千葉都市モノレール1号線沿線周辺）、蘇我副都心（中央区の蘇我駅周辺）、幕張新都心（美浜区の海浜幕張駅周辺）。教育の中心地は稲毛区であり、千葉大学の本部をはじめとして、多数の私立大学や高等学校が存在する。
国際拠点港の千葉港を有する港湾都市で、京葉工業地帯の中核・工業都市である。市内にはアジア地域有数の国際見本市である幕張メッセがあり、首都圏の中でも多種業務機能が集積した首都機能の一翼を担い、中心業務地区 (CBD) の千葉都心及び幕張新都心を中心に世界に開かれた国際都市の役割の一部を担う。
1126年、千葉氏の実質的な初代当主である千葉常重が猪鼻台（現在の亥鼻城址周辺）に居館を築いたことにより広義の城下町として繁栄し、その後は千葉妙見宮（千葉神社）の小規模な門前町となる。近世には千葉佐倉街道（千葉街道）や東金御成街道の宿場町となり、佐倉藩の外港でもあった。1873年、千葉県庁が千葉町（現在の千葉市中央区本千葉町）に置かれたことにより、千葉県内の政治・経済・文化の中心地、交通の要衝として発展した。主に1960年代の高度成長期以降は東京一極集中の影響で首都圏の人口が大幅に増加し、さらにウォーターフロント開発による千葉港や京葉工業地帯の整備による港湾都市・工業都市として、約100万規模を有する都市へと成長した。また、東京都の都心と成田国際空港の中間地点に位置することから首都圏の中でも幕張新都心や千葉港のような国際戦略に重要な機能・施設が多く、グローバル都市としての役割が強い先端技術産業の集積地となっている。
東京都特別区部への通勤率は20.0%といわゆる「千葉都民」が一定数存在する（2015年国勢調査）。昼夜間人口比率は100を下回っているものの、97.5% とベッドタウンとしての機能が強い東京の周辺に位置する首都圏の都市では昼間人口が比較的多い方であり、関東有数の巨大商圏による商業集積や企業の本社を持つ一方で、独立した支店経済都市として東京都の都心だけに依存しない独自の経済圏（千葉都市圏）を形成している。また、一部の企業が支店や支社を千葉市に置いて首都圏（特に東関東）を管轄下に置いているケースも見られ、広義の拠点都市としての機能もある。

### 都市計画
千葉市には、都心・新都心・副都心と異なる名称を与えられた地区があるが、3者とも機能的には「都心」としている。
千葉市都市計画マスタープラン によると下記のような集約型都市構造としている。
- 県都、都市圏の中核としての3都心、重要地域拠点の形成
  - 都心 - 千葉都心（中央区、千葉駅周辺・千葉中央地区・亥鼻地区・千葉港周辺）
  - 新都心 - 幕張新都心（美浜区、海浜幕張駅周辺）
  - 副都心 - 蘇我副都心（中央区、蘇我駅周辺）
  - 重要地域拠点（副都心機能）- 稲毛（稲毛区）、幕張（花見川区）、都賀（若葉区）、鎌取（緑区）
- 日常生活の拠点の形成・確立と、広がりをコンパクトにした都市づくり
  - 地域拠点（生活拠点） - 浜野（中央区）、検見川浜・稲毛海岸（美浜区）、西千葉（稲毛区）、検見川・幕張本郷（花見川区）、千城台（若葉区）、土気・誉田（緑区）
- 活力ある産業集積、農業振興
  - 産業拠点（産業集積地） - 川崎町、新港、千種町など

## 地理
千葉県の中央部（ほぼ中西部）に位置し、中心市街地は東京都の都心と成田国際空港の中間地点（約25 - 35キロメートル）である。
地形は、臨海部および各河川下流域に広がる関東平野の平地とその周辺部は下総台地の台地・谷津から構成される。郊外や臨海部を中心に大規模な住宅団地が多くある一方、若葉区、緑区には豊かな自然環境と住宅地が共存している。かつての海岸線は現在の国道14号・国道357号・国道16号をなぞる線にほぼ等しく、遠浅の海が広がっていたが高度経済成長期以降の大規模な海面埋立により、新たに広大な土地が誕生した。美浜区のほぼ全域および中央区の一部がこれに該当する。現在の海岸線は中央区部分ではほぼ工業施設または港湾で占められている一方、美浜区部分には長大な人工海浜（いなげの浜、検見川の浜、幕張の浜）も造成されている。美浜区全域、中央区と花見川区の一部を除いて標高20メートル以上の台地に位置しており、緑区土気町など標高90メートル以上に位置する地域も存在する。なお最高地点は緑区板倉町の標高103.6メートル、最低地点は美浜区豊砂の標高0.7メートルである。

### 気候
地域によって気候は異なるが、一般には夏季はそれほど猛暑にはならず、冬季も若葉区や緑区など内陸部を除き暖かくて温和な太平洋側気候である。年平均気温は、過ごしやすい16.2度である。
千葉特別地域気象観測所（旧千葉測候所）の観測によると、1月の平均気温は6.1℃、最低気温は2.4℃と高く、沿岸部は東京湾からの風や高い水温の影響で冬日になることは少なく、過去最低気温（1966年4月 - ）は-5.2℃（1967年2月13日）とかなり高い。一方、若葉区、緑区などの内陸部は風が弱く、放射冷却により冬日になりやすく氷点下まで冷え込むことも多い。そのため中央区の港湾部に立地し三方を海に囲まれたうえに都市部特有のヒートアイランドによる影響も強い千葉特別地域気象観測所の観測気温と内陸部の気温とでは大きく異なることがある。実際に千葉特別地域気象観測所では2016年（平成28年）1月24日から25日にかけての寒波の時、南西諸島や伊豆諸島、小笠原諸島などの島嶼部を除いた全国の観測地（気象官署・アメダス）の中で唯一、冬日を観測しなかった。
8月の平均気温は27.1℃、最低気温は24.3℃であり、共に千葉県内の気象観測地点の中では高めの傾向にある。これは、ヒートアイランドの影響に加え、沿岸部の埋立地に立地する千葉特別地域気象観測所は東京湾から吹き付ける湿度の高い熱風の影響で夜になっても気温が下がりにくいからである。そのため、東京湾沿岸地域の日中は海のない内陸県のような猛暑（35℃以上）とはなりにくいものの、夜は蒸し暑くなりやすい。過去最高気温は38.5℃（2015年8月7日）である。

冬季、南関東を南岸低気圧が通過する場合、千葉市付近は暖気と寒気の境界線となりやすく、県内北西部（東葛・葛南地域）や東京・横浜が大雪の場合でも県内南部（君津・木更津地域）などでは雨や霙となり、それほどの積雪量にならない場合も多く、年間平均降雪量も7センチメートルと東京（8センチ）や横浜（9センチメートル）に及ばない。しかし、寒気の引き込みが強い場合は、標高が100メートル前後と高く気温が低い地区（緑区土気周辺など）で降雪量が多くなりやすく、毎年10センチメートル前後の積雪となるのも珍しくない。過去に1951年（昭和26年）2月14日から15日にかけての関東平野部（1都6県）では記録的大雪を観測しており、南岸低気圧の影響で内陸部の白井（現・若葉区野呂町）で133センチメートル、市街地に近い仁戸名（現・中央区仁戸名町）で91センチメートル、市街地の都（現・中央区都町）で80センチ の積雪となったことがあるなど、低気圧の進路や寒冷渦の影響などによっては稀に雪の積雪量が多くなることがある。

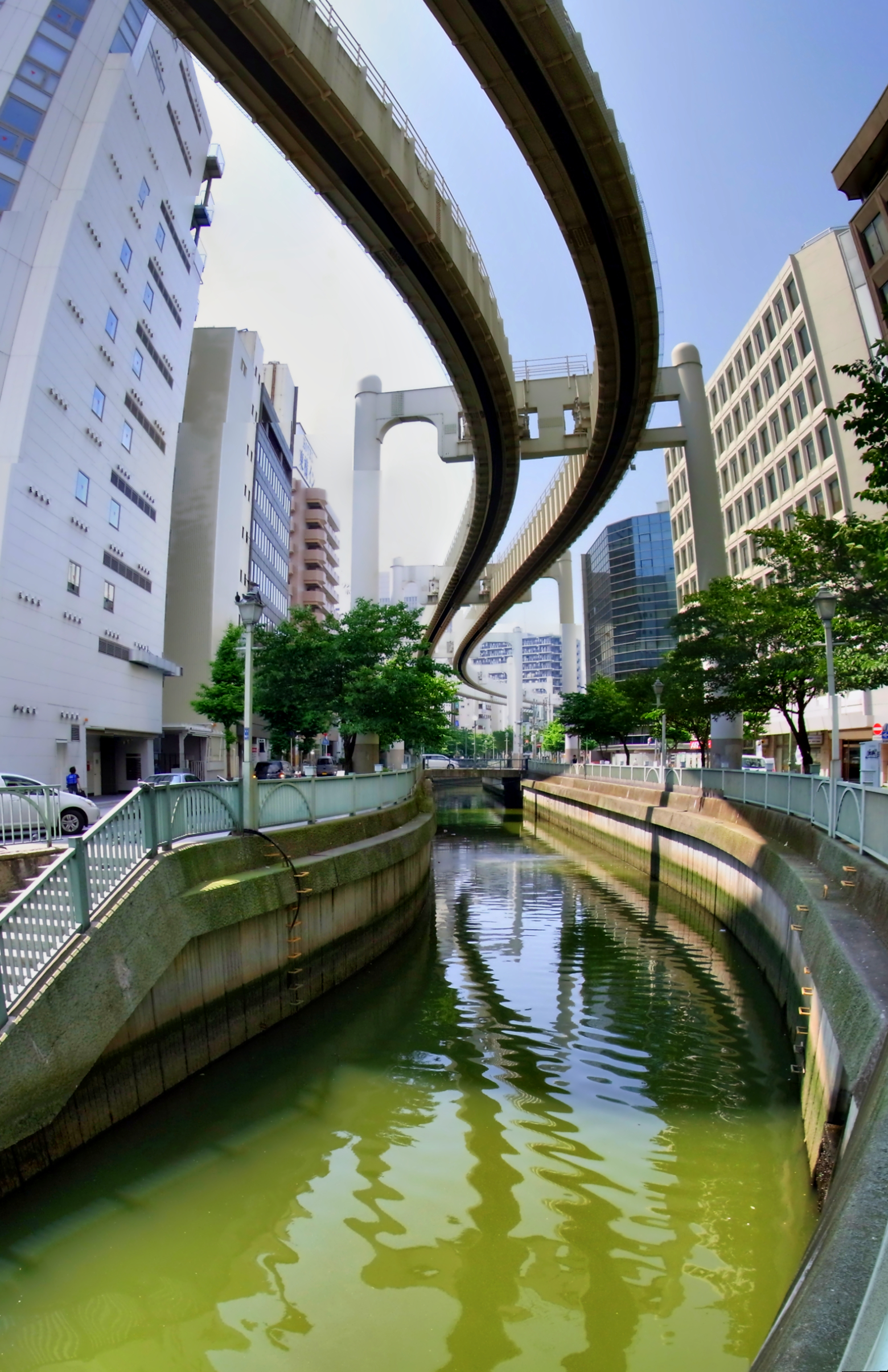
市街地を流れる葭川

| 千葉市中央区中央港（千葉特別地域気象観測所、標高3m）の気候 | 千葉市中央区中央港（千葉特別地域気象観測所、標高3m）の気候 | 千葉市中央区中央港（千葉特別地域気象観測所、標高3m）の気候 | 千葉市中央区中央港（千葉特別地域気象観測所、標高3m）の気候 | 千葉市中央区中央港（千葉特別地域気象観測所、標高3m）の気候 | 千葉市中央区中央港（千葉特別地域気象観測所、標高3m）の気候 | 千葉市中央区中央港（千葉特別地域気象観測所、標高3m）の気候 | 千葉市中央区中央港（千葉特別地域気象観測所、標高3m）の気候 | 千葉市中央区中央港（千葉特別地域気象観測所、標高3m）の気候 | 千葉市中央区中央港（千葉特別地域気象観測所、標高3m）の気候 | 千葉市中央区中央港（千葉特別地域気象観測所、標高3m）の気候 | 千葉市中央区中央港（千葉特別地域気象観測所、標高3m）の気候 | 千葉市中央区中央港（千葉特別地域気象観測所、標高3m）の気候 | 千葉市中央区中央港（千葉特別地域気象観測所、標高3m）の気候 |
| 月                                                         | 1月                                                        | 2月                                                        | 3月                                                        | 4月                                                        | 5月                                                        | 6月                                                        | 7月                                                        | 8月                                                        | 9月                                                        | 10月                                                       | 11月                                                       | 12月                                                       | 年                                                         |
| ---------------------------------------------------------- | ---------------------------------------------------------- | ---------------------------------------------------------- | ---------------------------------------------------------- | ---------------------------------------------------------- | ---------------------------------------------------------- | ---------------------------------------------------------- | ---------------------------------------------------------- | ---------------------------------------------------------- | ---------------------------------------------------------- | ---------------------------------------------------------- | ---------------------------------------------------------- | ---------------------------------------------------------- | ---------------------------------------------------------- |
| 最高気温記録 °C （°F）                                     | 20.7 (69.3)                                                | 24.7 (76.5)                                                | 25.3 (77.5)                                                | 28.7 (83.7)                                                | 32.2 (90)                                                  | 36.4 (97.5)                                                | 37.8 (100)                                                 | 38.5 (101.3)                                               | 36.2 (97.2)                                                | 32.8 (91)                                                  | 27.5 (81.5)                                                | 24.3 (75.7)                                                | 38.5 (101.3)                                               |
| 平均最高気温 °C （°F）                                     | 10.1 (50.2)                                                | 10.7 (51.3)                                                | 13.8 (56.8)                                                | 18.7 (65.7)                                                | 23.0 (73.4)                                                | 25.6 (78.1)                                                | 29.4 (84.9)                                                | 31.0 (87.8)                                                | 27.5 (81.5)                                                | 22.3 (72.1)                                                | 17.3 (63.1)                                                | 12.5 (54.5)                                                | 20.2 (68.4)                                                |
| 日平均気温 °C （°F）                                       | 6.1 (43)                                                   | 6.6 (43.9)                                                 | 9.6 (49.3)                                                 | 14.5 (58.1)                                                | 18.9 (66)                                                  | 21.9 (71.4)                                                | 25.7 (78.3)                                                | 27.1 (80.8)                                                | 23.8 (74.8)                                                | 18.6 (65.5)                                                | 13.4 (56.1)                                                | 8.6 (47.5)                                                 | 16.2 (61.2)                                                |
| 平均最低気温 °C （°F）                                     | 2.4 (36.3)                                                 | 2.8 (37)                                                   | 5.7 (42.3)                                                 | 10.6 (51.1)                                                | 15.4 (59.7)                                                | 19.0 (66.2)                                                | 23.0 (73.4)                                                | 24.3 (75.7)                                                | 21.0 (69.8)                                                | 15.6 (60.1)                                                | 9.9 (49.8)                                                 | 4.9 (40.8)                                                 | 12.9 (55.2)                                                |
| 最低気温記録 °C （°F）                                     | −5.1 (22.8)                                                | −5.2 (22.6)                                                | −4.4 (24.1)                                                | 0.4 (32.7)                                                 | 6.8 (44.2)                                                 | 9.1 (48.4)                                                 | 12.5 (54.5)                                                | 16.5 (61.7)                                                | 10.7 (51.3)                                                | 5.8 (42.4)                                                 | −0.9 (30.4)                                                | −3.7 (25.3)                                                | −5.2 (22.6)                                                |
| 降水量 mm （inch）                                         | 67.5 (2.657)                                               | 59.1 (2.327)                                               | 111.3 (4.382)                                              | 110.4 (4.346)                                              | 122.3 (4.815)                                              | 150.9 (5.941)                                              | 136.5 (5.374)                                              | 115.7 (4.555)                                              | 204.7 (8.059)                                              | 225.7 (8.886)                                              | 94.1 (3.705)                                               | 56.8 (2.236)                                               | 1,454.7 (57.272)                                           |
| 降雪量 cm （inch）                                         | 2 (0.8)                                                    | 4 (1.6)                                                    | 0 (0)                                                      | 0 (0)                                                      | 0 (0)                                                      | 0 (0)                                                      | 0 (0)                                                      | 0 (0)                                                      | 0 (0)                                                      | 0 (0)                                                      | 0 (0)                                                      | 0 (0)                                                      | 7 (2.8)                                                    |
| 平均降水日数 （≥0.5 mm）                                   | 6.2                                                        | 6.8                                                        | 11.2                                                       | 10.7                                                       | 11.2                                                       | 12.4                                                       | 10.7                                                       | 8.5                                                        | 12.0                                                       | 11.5                                                       | 8.8                                                        | 6.5                                                        | 116.6                                                      |
| 平均降雪日数                                               | 5.6                                                        | 5.9                                                        | 2.4                                                        | 0.4                                                        | 0.0                                                        | 0.0                                                        | 0.0                                                        | 0.0                                                        | 0.0                                                        | 0.0                                                        | 0.1                                                        | 2.5                                                        | 17.7                                                       |
| % 湿度                                                     | 53                                                         | 55                                                         | 61                                                         | 66                                                         | 71                                                         | 77                                                         | 78                                                         | 77                                                         | 77                                                         | 73                                                         | 66                                                         | 57                                                         | 68                                                         |
| 平均月間日照時間                                           | 191.6                                                      | 165.3                                                      | 167.5                                                      | 177.0                                                      | 180.5                                                      | 126.9                                                      | 162.7                                                      | 189.4                                                      | 134.6                                                      | 131.6                                                      | 143.6                                                      | 174.8                                                      | 1,945.5                                                    |
| 出典：気象庁 (平均値：1991年-2020年、極値：1966年-現在)    |                                                            |                                                            |                                                            |                                                            |                                                            |                                                            |                                                            |                                                            |                                                            |                                                            |                                                            |                                                            |                                                            |

### 主要な河川
一級河川
- 利根川水系：鹿島川、花見川（印旛疏水路）、勝田川

二級河川
- 浜田川水系：浜田川
- 都川水系：都川、葭川、支川都川、坂月川
- 浜野川水系：浜野川
- 生実川水系：生実川
- 村田川水系：村田川、ミカダ川

## 歴史

### 前史（古代）

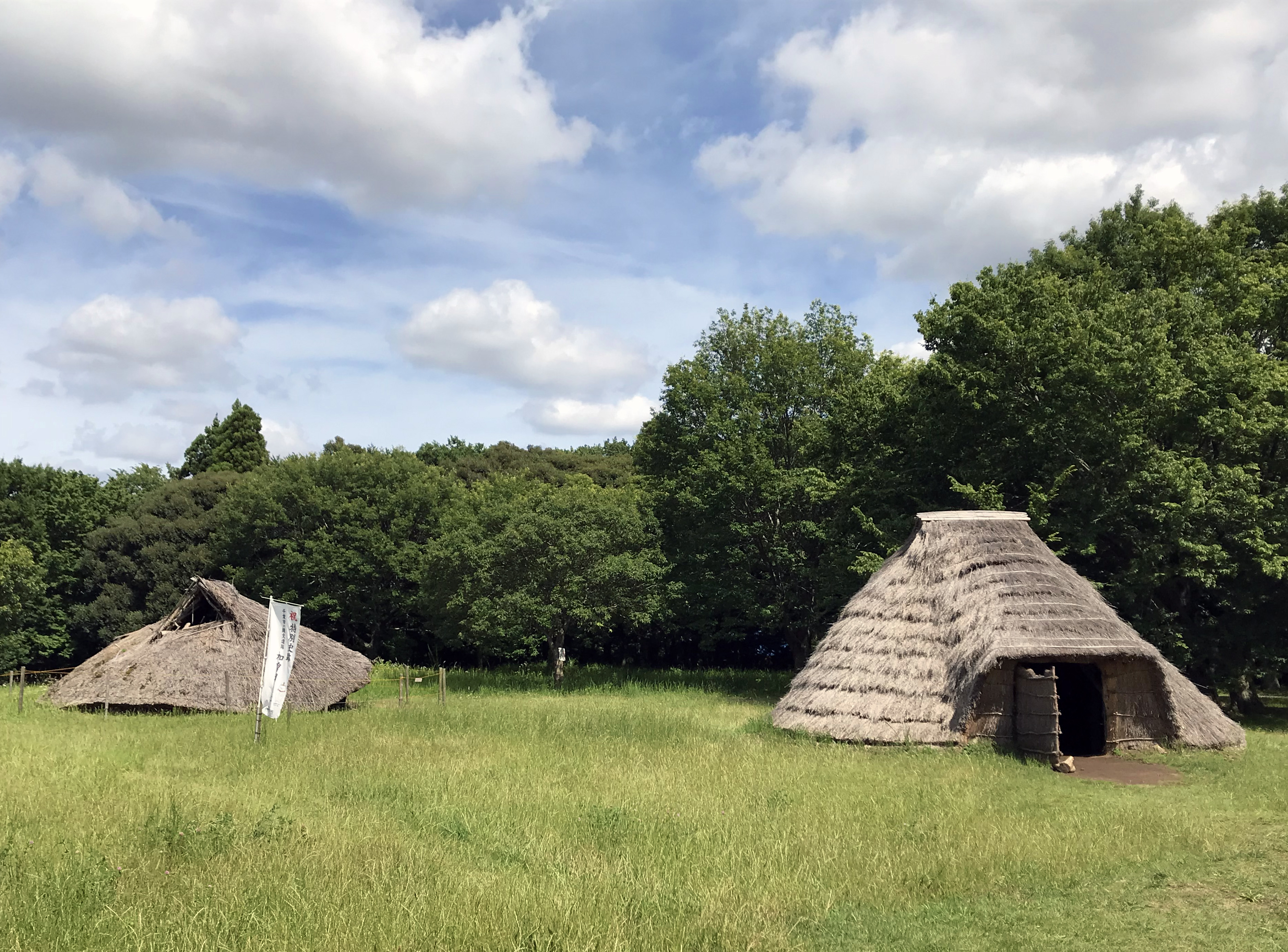
加曽利貝塚内の復元竪穴建物

千葉市若葉区桜木には世界でも最大規模の貝塚および環状集落である特別史跡「加曽利貝塚」がある。縄文時代の痕跡が色濃く残っており、この場所では約7000年前の竪穴建物跡が発見されているが、当時の貝塚は残されていない。巨大な貝塚が作られ始めたのは約5000年前の縄文中期である。初期には小規模な貝塚と建物群があったが、後にその上に直径約130メートルのドーナツ形の貝塚が約1000年かけて形成されていることからも、多くの人々が暮らしていたとされている。
『日本後紀』大同元年正月癸巳（1月28日）（806年2月20日）条に、「千葉国造（ちはのくにのみやつこ）大私部直（おおきさいべのあたい、直はカバネ）善人」という人物が登場しており、大化の改新以前より千葉市に国造が置かれていた可能性が高く、律令制成立後も下総国千葉郡と呼ばれる郡が成立した。さらに『倭名類聚鈔』には千葉郡にあった7つの郷の一つに「千葉郷」と呼ばれる郷があったことが記されており、同郷は現在の稲毛区穴川・黒砂付近を指していたと考えられている。

### 千葉氏の本拠地

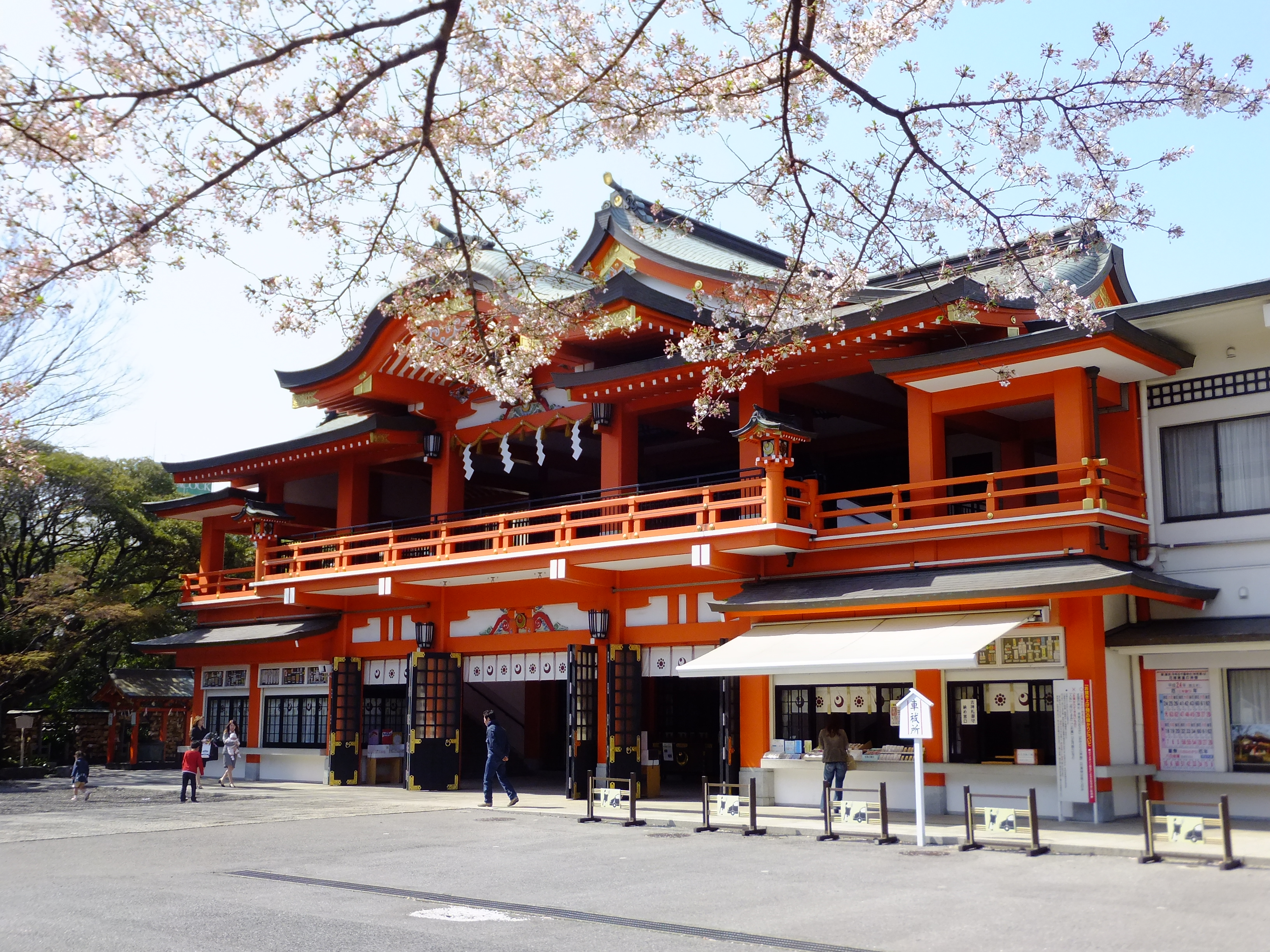
千葉妙見宮（千葉神社）

平安時代に平常重が千葉郡千葉郷・池田郷一帯に千葉荘を開き、1126年（大治元年）、猪鼻台（現在の亥鼻城址・亥鼻公園周辺）に居館（亥鼻城）を築いて、千葉介を名乗り 千葉氏の実質的な初代当主となる（千葉常重）。都川周辺は広義の城下町 として繁栄した。常重の子、千葉常胤は鎌倉幕府を開いた源頼朝の重鎮となる。以後、子孫が室町時代まで下総国守護職として周辺を支配した。
下総国から西へ東京湾を渡った相模国金沢（現在の神奈川県横浜市金沢区）の称名寺には、鎌倉時代の千葉寺や千葉市の大日寺で書写された仏教関係の文書が多数残されている。東京湾対岸の称名寺に多数残されているのは、僧侶が東京湾の水運を使って下総国と相模国の間を往来していたためとされ、都川河口（現在の千葉市中央区寒川町付近）は下総国の地方船着場（湊）として利用されていた。しかし、享徳の乱に乗じた原胤房と馬加康胤によって千葉胤宣が討たれ、千葉氏宗家が滅びた後は、千葉妙見宮（千葉神社）の小規模な門前町となった。

### 徳川藩政時代の街道と湊整備

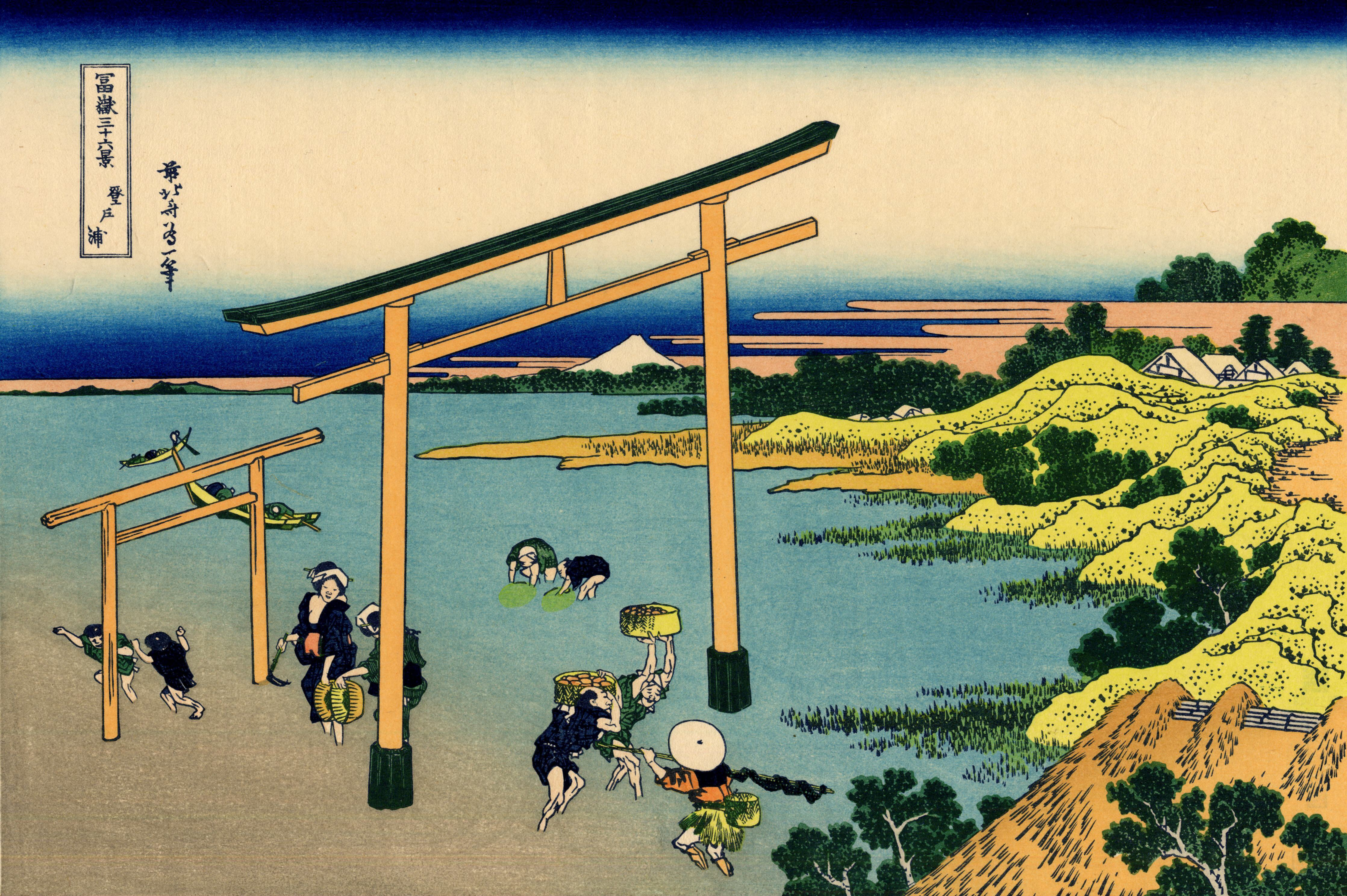
葛飾北斎画『富嶽三十六景』「登戶浦」の様子

江戸時代には、現在の千葉市域の大半が佐倉藩の所領となった他、市域内に生実藩・曽我野藩の2小藩が置かれた。その他に幕府領（天領および旗本・与力知行所）となっている地域もあった。
後に江戸から佐倉城を結ぶ佐倉街道が整備されると、船橋宿から分岐して寒川湊（現在の千葉港）を結ぶ千葉佐倉道（千葉街道）や東金御成街道が整備され、将軍が休息・宿泊する為に千葉御茶屋御殿（千葉市若葉区御殿町）、千葉御殿（千葉市中央区中央）も造られた。千葉市内には御殿が2カ所存在し、小規模な宿場町となる。
江戸時代末期ごろから海運業が盛んとなり、曽我野浦（曽我野県、現在の千葉市中央区蘇我）や登戸浦（現在の千葉市中央区登戸）は、物資を江戸へと船で運ぶ拠点となっていた。曽我野浦では、東金や九十九里沿岸から馬の背で輸送された〆粕・干鰯・年貢米・鮮魚などを荷受けし、五大力船で江戸に廻送した。登戸浦は、江戸築地に荷揚場を持ち、都川の水運で運ばれた年貢米や海産物を房総半島から江戸に運び、佐倉藩の外港でもあった。江戸時代後期の浮世絵師である葛飾北斎の『富嶽三十六景』の「登戶浦」に当時の活気が描かれている。

### 千葉市誕生と軍都

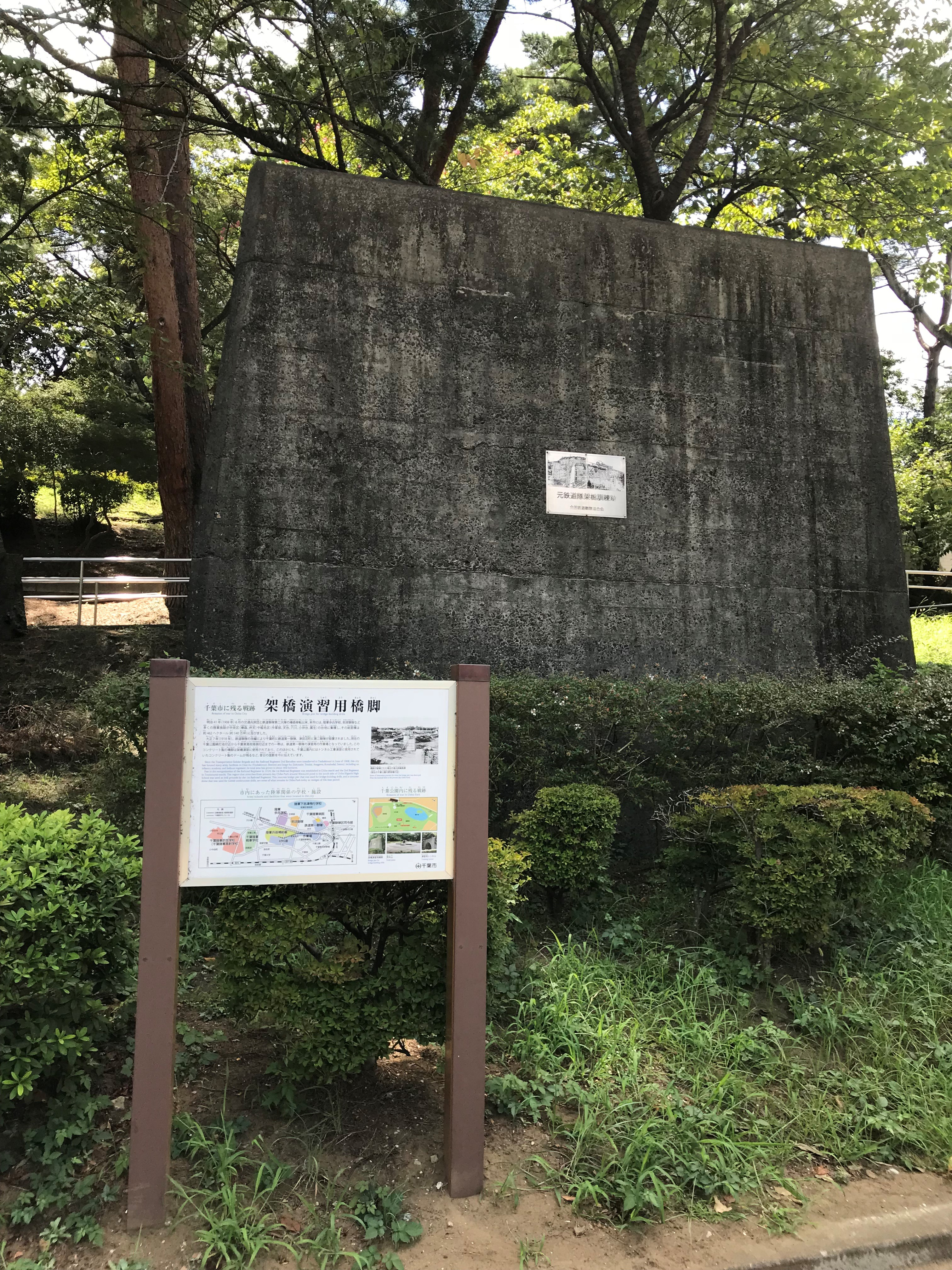
橋脚跡（鉄道連隊遺構）

戊辰戦争後の1871年8月29日（明治4年7月14日）の廃藩置県では、現千葉市は印旛県の領内に入れられた。しかし、明治初期の1873年（明治6年）には印旛県と木更津県が合併されて千葉県が誕生し、旧両県の境で千葉氏の本拠地でもあった現千葉市（亥鼻地区）に県庁が設置され、これ以後は千葉県の県庁所在地として発展することとなる。1894年（明治27年）には総武鉄道の開通により、政治と交通の中心地として整備が進んだ。
市制施行により千葉市が誕生したのは、1921年（大正10年）1月1日のことである。この時点での市域は、現在の中央区の北半分から稲毛区の南東部にわたり、これは1889年（明治22年）に設定された千葉町の町域をそのまま引き継いだものであった。その後、徐々に周辺の町村を編入するとともに、海面の埋め立てを進め、1922年（大正11年）5月27日、内務省告示第131号により港湾指定を受け、後の千葉港となる。1940年（昭和15年）には、東京湾臨海工業地帯計画が内務省土木会議で決定され、その一環として、千葉市今井町地先海面300ヘクタールの埋め立てを計画して200ヘクタールの埋立てを行い、市域は拡大していく。
戦前（第二次世界大戦勃発前）には、現在の川崎町の埋立地に日立航空機製作所と日立製作所などの軍施設が集中する軍都「千葉」として軍都「習志野」とともに発展した。千葉市内には1908年ごろの陸軍歩兵学校、気球聯隊など陸軍関係の学校や施設が多く残り、例として千葉公園内には戦跡として練習用トンネル、架橋演習用橋脚、荒木山などが残されている。1945年（昭和20年）6月10日と7月7日に連合国軍による大規模な空襲（千葉空襲・七夕空襲）に見舞われ市域の7割が壊滅する甚大な被害を受け、その後、第二次世界大戦は終結となる。

### 戦後の工業発展と開港
戦後、宮内三朗市長（名誉市民第1号）の元で大規模な埋め立てと市町村合併が行われた。現在の緑区のうち、旧土気町であった部分はかつては上総国山辺郡（今の山武郡）に属していた地域である。1948年（昭和23年）7月16日、千葉港の港則法に基づく港域が決定され、日本における戦災復興都市計画の一環として川崎製鉄株式会社（現在のJFEスチール株式会社）を今井町地先埋立地（現在の蘇我副都心）に誘致し、京葉工業地帯の中心都市として再建された。周辺は企業城下町の雰囲気を色濃く残し、西口がある川崎町にはJFEスチール東日本製鉄所、東口にはJFE体育館（旧：川鉄体育館）・千葉メディカルセンター（旧：川鉄病院）・JFEスチールの社宅や独身寮などが建設され、工業都市として発展した。
1954年（昭和29年）2月27日、千葉港が法務省令第14号により出入国管理令上の出入国港に指定、同年3月20日港則法に基づく特定港に指定され、1953年（昭和28年）7月1日、政令第150号により国際貿易港として関税法上の開港に指定。これにより後の1982年（昭和57年）10月に、千葉港開港記念日を「7月1日」として制定された。

### 新都心計画と政令指定都市への移行

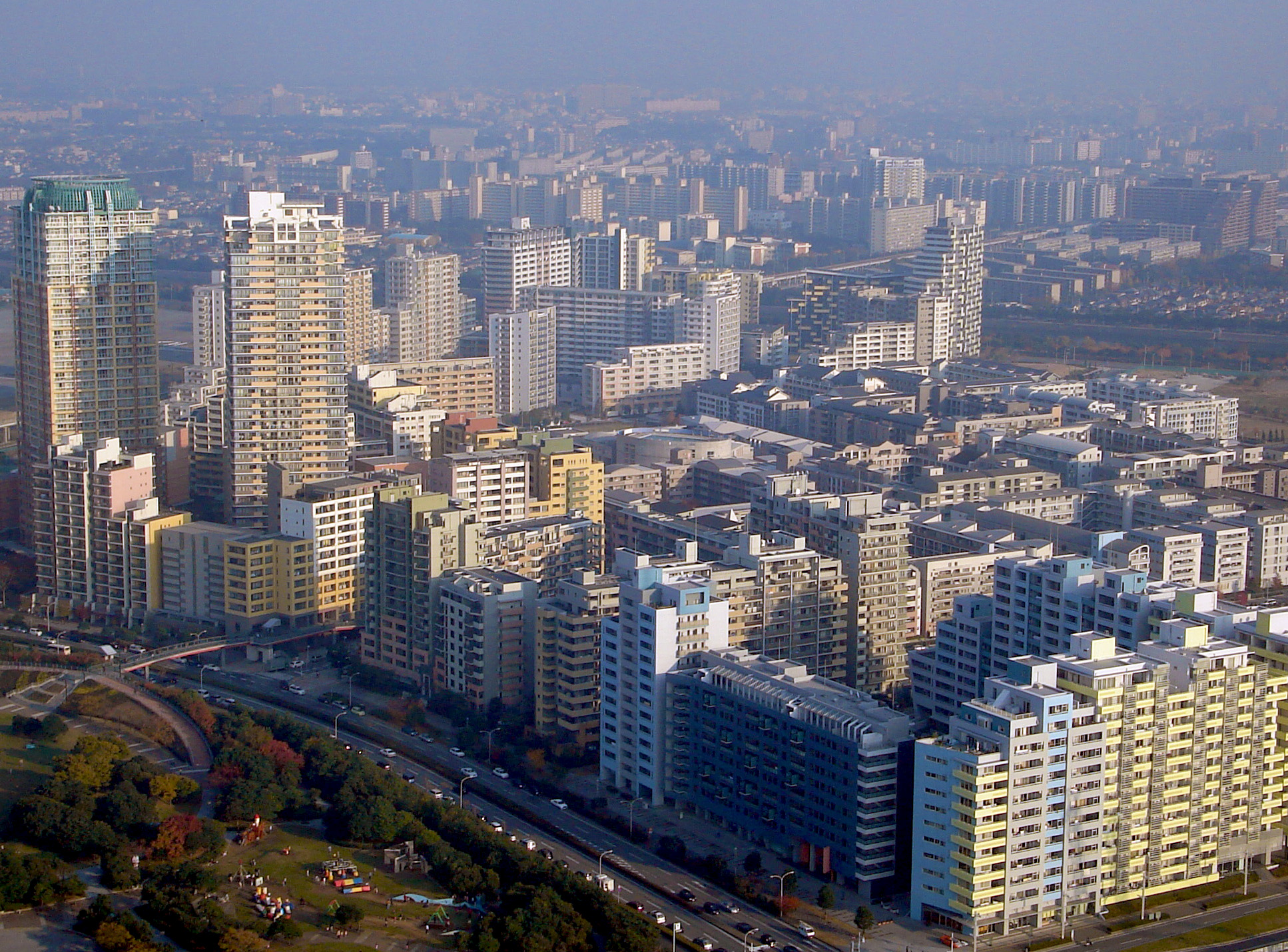
海浜ニュータウン（幕張ベイタウン）

「日本の政治、経済、文化等の中心としてふさわしい首都圏の建設とその秩序ある発展を図る」ことを目的として1956年（昭和31年）に「首都圏整備法」制定され、千葉市が近郊整備地帯に指定された。これにより、1960年（昭和35年）には、大宮団地の整備事業が開始され、以後土地区画整理事業が相次いだ。特に、1967年（昭和42年）には、海浜ニュータウン計画を発表、稲毛、検見川、幕張に計画人口約24万人の大規模なニュータウン建設が計画された。その後、独立都市の計画として「幕張新都心（A地区）基本計画」を発表し、業務中枢機能の東京一極集中に歯止めをかけることを目的に、住宅中心の土地利用計画を大幅に見直し、業務機能を持つ「新都心」を建設することを決定した。
『千葉県新総合五ケ年計画』では、千葉県内における進学率の上昇、学生数の増加に対応して幕張新都心に教育文化機能を充実させる「学園のまち」構想を示した。1981年（昭和56年）より順次、大学、高校などの文化・教育施設が立地し、西千葉駅周辺（稲毛区）、本千葉駅周辺（中央区）、おゆみ野（緑区）、幕張新都心文教地区（美浜区）に文教都市を形成した。また、首都高速湾岸線や東関東自動車道、JR京葉線などのインフラ整備が急ピッチで進む。

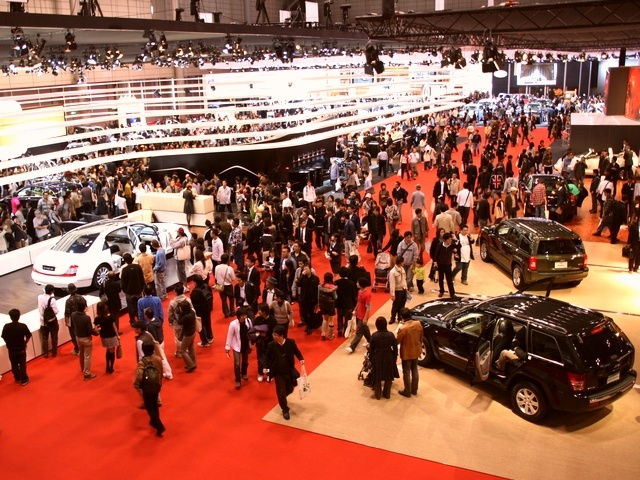
2007年の東京モーターショー（幕張メッセ）

1983年（昭和58年）千葉新産業三角構想策定（基幹プロジェクト）および幕張新都心事業化計画（千葉新産業三角構想）を策定し「幕張新都心構想」「かずさアカデミアパーク構想」「成田国際空港都市構想」の3つを基幹プロジェクトとした『千葉新産業三角構想』が決定。東京都心と成田国際空港の中間に位置する千葉市は、業務機能の集積を核とした新都心として構想されるようになり、その開発誘導施設として幕張メッセを位置づける「幕張新都心事業化計画」も同年発表される。1989年（平成元年）10月、国際見本市として幕張メッセが完成。同月、第28回「東京モーターショー」が幕張メッセで開催され、史上最高の15カ国が参加。192万人が訪れ、幕張新都心は名実ともに国際コンベンション都市として誕生した。1990年（平成2年）3月には、幕張メッセの海側に総面積（延床）4万4782平方メートル、3万人収容という国際級規模の千葉マリンスタジアムがオープンし、1992年（平成4年）3月からは千葉ロッテマリーンズのホームグラウンドとなっている。また、幕張テクノガーデンのオープンを皮きりに、業務地域の建設が順調に進んだ。幕張新都心の総合的な街づくりに対して、日本都市計画学会賞「石川賞」が千葉県に贈られ、質の高いインフラ整備と優れたデザインによって事業者を誘導するなど、先進的で官民一体となった業績が評価され、自治体では初の受賞となった。
1992年4月1日には、全国12番目の政令指定都市に移行し、6つの行政区が発足した。

### 国際業務都市としての発展

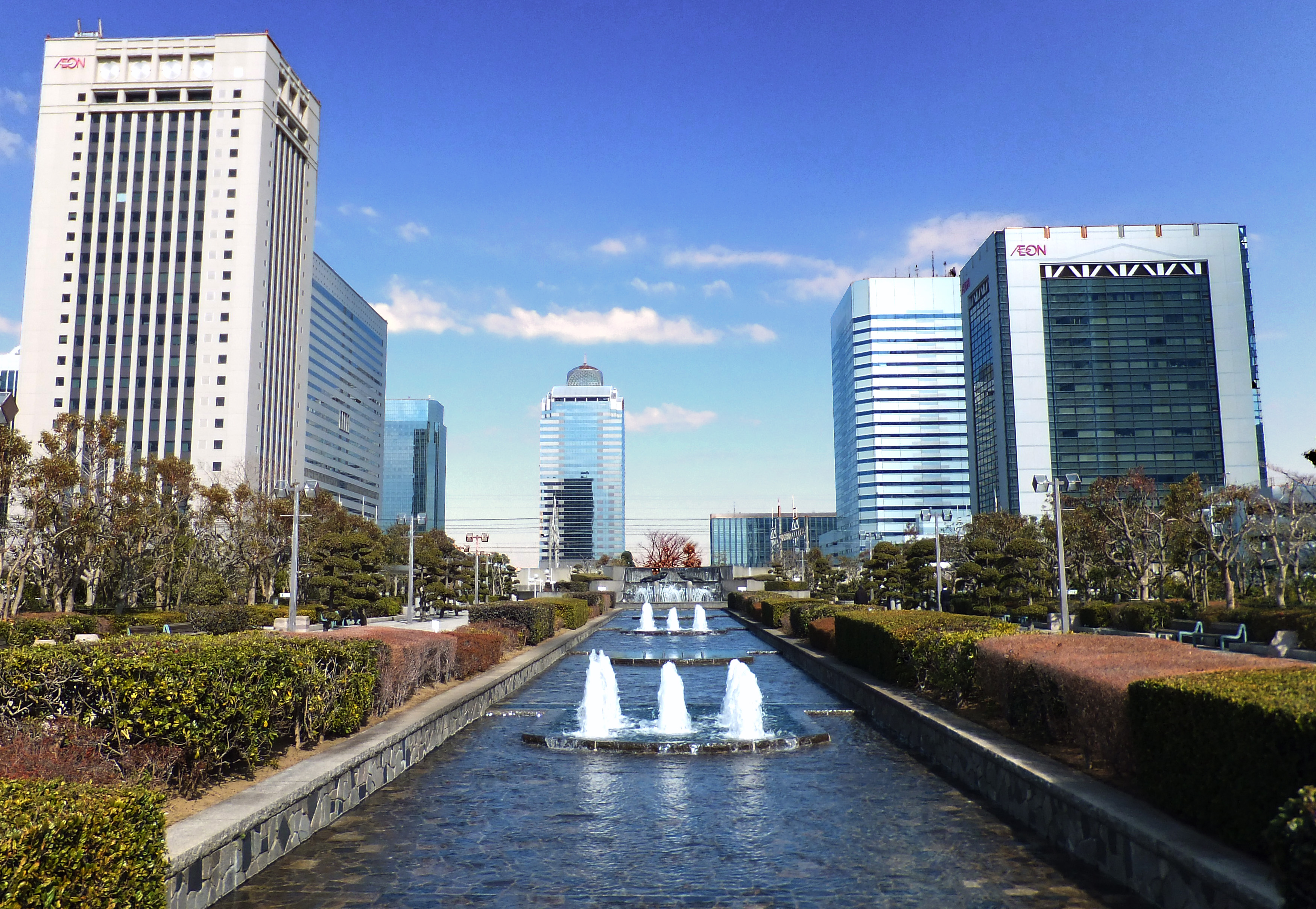
幕張新都心メッセモール

蘇我副都心では、JFEスチール東日本製鉄所の沖合い埋立地区への移転に伴い、千葉市が蘇我特定地区整備計画を策定し、ハーバーシティ蘇我として再開発が行われた。2005年（平成17年）4月27日に第1期として開業し、その後千葉市蘇我スポーツ公園内にフクダ電子アリーナが整備され、同年10月16日に開業してからはジェユナイテッド市原・千葉のホームスタジアムとなっている。フクダ電子アリーナの完成後、蘇我スポーツ公園内（スタジアムの東隣）に多目的広場（フクダ電子スクエア）などが建設されたほか、隣接地にジェフのクラブハウスや練習所を兼ね備えたユナイテッドパークが整備されている。これにより、延べで年間2000万人が来場する施設となった。
千葉駅は2011年（平成23年）から建て替え工事が進められてきており、2016年（平成28年）11月20日、53年ぶりに新しい「千葉駅」として開業した。改札など駅機能を3階に集約することで、ターミナル駅として利便性も向上している。駅西口には2013年（平成25年）10月1日に千葉都市計画事業千葉駅西口地区第二種市街地再開発事業の中核施設として複合施設のウェストリオ (WESTRIO) が開業し、ビルが3棟並ぶ。2018年（平成30年）6月28日には千葉ステーションビル主体の駅ビル「ペリエ千葉 (Perie)」が開業し、構内にはエキナカ（地上3、4階の2フロア）、改札外にはペリエ千葉の本館、ペリチカ、ストリート1、ストリート2と約8万3000平方メートルの大規模な駅ビルが隣接している。駅周辺は都市の国際競争力強化の観点から特に重要な地域として都市再生緊急整備地域に指定されており、千葉駅東口地区第一種市街地再開発事業、千葉駅西口地区第二種市街地再開発事業（B工区） など、更なる都市再開発事業が続いている。
2015年（平成27年）、幕張海浜公園にて「レッドブル・エアレース・千葉 2015」が日本初開催される。更に幕張海浜公園D・Eブロックが「JFAナショナルフットボールセンター」の建設候補地となる。2016年（平成28年）、千葉市が東京圏の国家戦略特別区域に指定され、ドローン宅配便や自動運転モビリティなどの実用化に向けた検討を行う近未来技術実証や、規制改革メニュー活用事業、児童福祉施設の設備および運営に関する基準の緩和や都市部におけるオンライン服薬指導の実施などの規制改革提案が行われている。
2020年には幕張メッセにおいて東京2020オリンピック競技大会の3競技（フェンシング、レスリング、テコンドー）、東京2020パラリンピック競技大会の4競技（ゴールボール、シッティングバレーボール、車いすフェンシング、テコンドー）の会場となることが決定。更に2018年（平成30年）10月15日、重点戦略5の都市資源を活用し、統合型リゾート（IR）導入の可能性に国の動向を注視しながら検討を進めている。

### 年表
- 天治元年（1124年） - 千葉常重が猪鼻の地に居館を築く。
- 享徳4年（1455年） - 原胤房に千葉城を急襲され、千田庄（現在の香取郡多古町）に逃れた千葉胤宣が（元号が変わって康正元年8月12日（1455年9月23日）、原胤房に加担した馬加康胤に討たれ千葉氏宗家が滅亡した。
- 明治4年7月14日（1871年8月29日） - 廃藩置県により、木更津県、印旛県、新治県が設置される。
- 1873年（明治6年）6月15日 - 木更津県と印旛県が合併され、千葉県が設置される。県庁を両県の境となる千葉郡千葉町（現・千葉市中央区本千葉町）に設置。
- 1875年（明治8年）5月7日 - 新治県が分割され、利根川以南が千葉県に編入される。現在の千葉県域が形成される。
- 1889年（明治22年）4月1日 - 町村制施行により、千葉町、寒川村、登戸村、千葉寺村、黒砂村が合併し、千葉郡千葉町が発足。

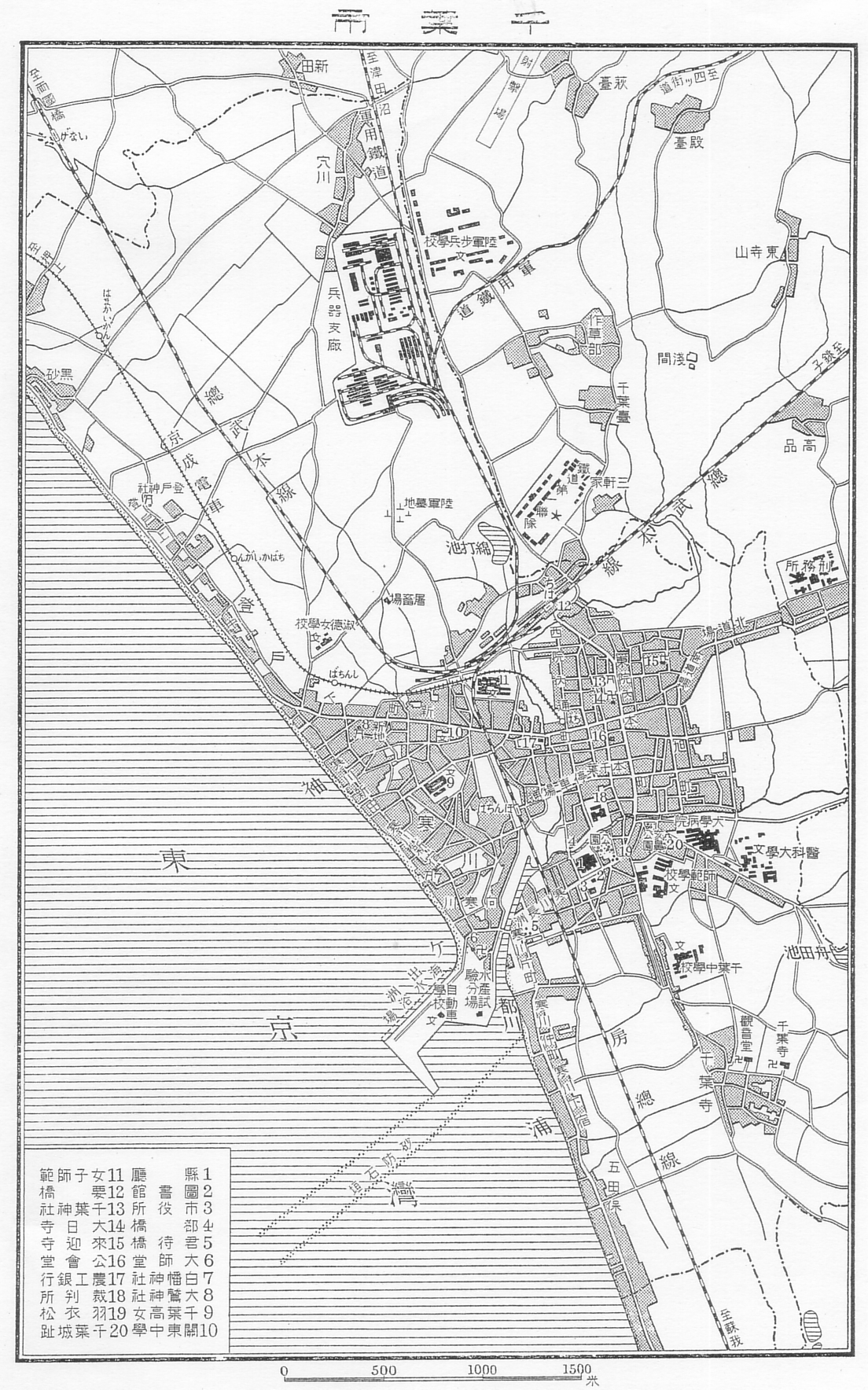
1930年ごろ（昭和初頭）の千葉市周辺の地図。

- 1908年（明治41年）2月12日 - 市内で火災。511戸が焼失[38]。
- 1921年（大正10年）1月1日 - 千葉町が市制を施行し千葉市となる。全国で66番目・県内初の市制施行。
- 1931年（昭和6年） - 千葉市歌を制定。
- 1937年（昭和12年）2月11日 - 千葉郡蘇我町、検見川町、都賀村、都村を編入。
- 1944年（昭和19年）2月11日 - 千葉郡千城村を編入。
- 1954年（昭和29年）7月1日 - 千葉郡犢橋村を編入。
- 1954年（昭和29年）
  - 7月6日 - 千葉郡幕張町を編入。
  - 8月1日 - 千葉郡津田沼町が千葉市の一部（旧幕張町北部：実籾、愛宕、安生津、長作、天戸）を編入して習志野町と改称、即日市制を施行して習志野市となる。
  - 8月28日 - 習志野市の一部（旧幕張町北部：長作、天戸）を編入。
- 1955年（昭和30年）2月1日 - 千葉郡生浜町、椎名村、誉田村を編入。
- 1959年（昭和34年）2月1日 - 印旛郡四街道町（現・四街道市）大日の飛地を編入。
- 1963年（昭和38年）4月1日 - 千葉郡泉町を編入。
- 1969年（昭和44年）7月15日 - 山武郡土気町を編入。
  - 10月1日〜1995年（平成7年）10月1日 - 公有水面埋立（海浜ニュータウン他）による編入。
- 1985年（昭和60年）6月1日 - 佐倉市の一部（下志津原、上志津原、上志津、下志津の各一部）を編入。
- 1990年（平成2年）6月1日 - 四街道市と境界変更。
- 1992年（平成4年）
  - 3月 - ロッテオリオンズの本拠地が川崎から千葉へ移転。これを機に千葉ロッテマリーンズへ改称[39]。
  - 4月1日 - 政令指定都市に移行し、6区が発足[40][41][42]。全国で12番目の移行。
- 1994年（平成6年）10月1日 - 茂原市と境界変更。同日、市原市とも境界変更。
- 1995年（平成7年）
  - 10月1日 - 市原市と境界変更。
  - 11月1日 - 千葉市美術館を開館[43]。
- 1996年（平成8年）5月28日 - モントルー市と姉妹都市提携に調印[44]。
- 1999年（平成11年）10月1日 - 佐倉市と境界変更。
- 2006年（平成18年）12月1日 - 一部を四街道市に編入（境界変更）。
- 2010年（平成22年）5月20日 - 地域の福祉、健康などの増進及び人材の育成に貢献することを目的とし、淑徳大学と相互連携協定を締結。
- 2019年（平成31年/令和元年）
  - 1月29日 - 性的少数者 (LGBT) や事実婚などのカップルにパートナーとしての公的証明書を交付する「パートナーシップ宣誓証明制度」を開始。LBGTに限定しないパートナーシップ制度は全国初[45]。
  - 7月11日 - 日本電信電話（NTT）と包括連携協定を締結[46]。
- 2021年（令和3年）
  - 1月4日 - 千葉市制100周年記念式典が開かれた[47]が、12月31日 (大晦日) でエンディングを迎える予定。

### 合併構想
2003年（平成15年）2月、隣接する四街道市の住民の発議によって法定合併協議会が設置され、千葉市への編入として行政区名を「四街道区」とする方針が決まったが、四街道市議会内で編入への賛否が拮抗したことから賛成派・反対派双方による発議により編入の是非を問う住民投票が行われることになり、2004年（平成16年）5月16日の投票で反対意見が賛成を上回り、6月28日に千葉県に合併協議会の解散を届け出て編入は白紙となった。

## 人口
2015年国勢調査より前回調査からの人口増減をみると、1.05%増の971,882人であり、増減率は千葉県下54市町村中12位、60行政区域中15位。
| |                                        |  |
| 千葉市と全国の年齢別人口分布（2005年） | 千葉市の年齢・男女別人口分布（2005年） |  |
| ■紫色 ― 千葉市 ■緑色 ― 日本全国 | ■青色 ― 男性 ■赤色 ― 女性              |  |
| 千葉市（に相当する地域）の人口の推移 \| 1970年（昭和45年） \| 482,293人 \| \| \| 1975年（昭和50年） \| 659,356人 \| \| \| 1980年（昭和55年） \| 746,430人 \| \| \| 1985年（昭和60年） \| 788,930人 \| \| \| 1990年（平成2年） \| 829,455人 \| \| \| 1995年（平成7年） \| 856,878人 \| \| \| 2000年（平成12年） \| 887,164人 \| \| \| 2005年（平成17年） \| 924,319人 \| \| \| 2010年（平成22年） \| 961,749人 \| \| \| 2015年（平成27年） \| 971,882人 \| \| \| 2020年（令和2年） \| 974,951人 \| \| |                                        |  |
| 総務省統計局 国勢調査より |                                        |  |
| 1970年（昭和45年） | 482,293人                              |  |
| 1975年（昭和50年） | 659,356人                              |  |
| 1980年（昭和55年） | 746,430人                              |  |
| 1985年（昭和60年） | 788,930人                              |  |
| 1990年（平成2年） | 829,455人                              |  |
| 1995年（平成7年） | 856,878人                              |  |
| 2000年（平成12年） | 887,164人                              |  |
| 2005年（平成17年） | 924,319人                              |  |
| 2010年（平成22年） | 961,749人                              |  |
| 2015年（平成27年） | 971,882人                              |  |
| 2020年（令和2年） | 974,951人                              |  |

### 人口動態概要
2024年現在約98万人となっている。千葉市の人口変遷を見ると、1950年時点では19万人ほどの人口に過ぎなかったが,飛躍的な発展を遂げ現在までに5倍以上の100万人近い人口を抱えるまでに成長している。特に1980年までの人口増加は大きくこの時期までの30年間で人口は約4倍の75万人に到達している。1980年以降は年間1万人を越えるような大幅な人口増加は見られなくなったが、1987年に80万人、1994年に85万人、2002年に90万人、2009年に95万人を突破するなど緩やかな人口増加が今日まで続いている。
| 実施年 | 千葉市人口(人) | 千葉市増加数(人) | 千葉市増加率(%) | 国内増加率(%) | 大都市人口増加率順位 |
| ------ | -------------- | ---------------- | --------------- | ------------- | -------------------- |
| 1950年 | 189,467        | -                | -               | -             | -                    |
| 1955年 | 214,441        | 24,974           | 13.2            | 7.3           | 13位                 |
| 1960年 | 257,759        | 43,318           | 20.2            | 4.6           | 4位                  |
| 1965年 | 339,430        | 81,671           | 31.7            | 5.2           | 4位                  |
| 1970年 | 482,133        | 142,703          | 42.0            | 5.5           | 2位                  |
| 1975年 | 659,356        | 177,223          | 36.8            | 7.9           | 1位                  |
| 1980年 | 746,430        | 87,074           | 13.2            | 4.6           | 2位                  |
| 1985年 | 788,930        | 42,500           | 5.7             | 3.4           | 7位                  |
| 1990年 | 829,455        | 40,525           | 5.1             | 2.1           | 8位                  |
| 1995年 | 856,878        | 27,423           | 3.3             | 1.6           | 8位                  |
| 2000年 | 887,164        | 30,286           | 3.5             | 1.1           | 9位                  |
| 2005年 | 924,319        | 37,155           | 4.2             | 0.7           | 5位                  |
| 2010年 | 961,749        | 37,430           | 4.0             | 0.2           | 4位                  |
| 2015年 | 971,882        | 10,133           | 1.1             | 0.8           | 10位                 |
| 2020年 | 974,951        | 3,069            | 0.3             | 0.8           | 13位                 |

## 行政

### 行政区
千葉市役所を中心として6つの区が設置されている。
以下の6区で構成されている。人口はいずれも2025年7月1日時点の推計人口。
| コード  | 区名     | 人口 （人） | 面積 (km2) | 人口密度 （人/km2） | イメージカラー          |
| ------- | -------- | ----------- | ---------- | ------------------- | ----------------------- |
| 12101-1 | 中央区   | 220,726     | 44.71      | 4,937               | ■エネルギッシュ・レッド |
| 12106-1 | 美浜区   | 155,747     | 21.20      | 7,347               | ■マリンブルー           |
| 12103-7 | 稲毛区   | 160,916     | 21.22      | 7,583               | ■ブライト・イエロー     |
| 12102-9 | 花見川区 | 177,493     | 34.19      | 5,191               | ■フラワーピンク         |
| 12104-5 | 若葉区   | 144,349     | 84.19      | 1,715               | ■フレッシュ・グリーン   |
| 12105-3 | 緑区     | 128,315     | 66.25      | 1,937               | ■エバー・グリーン       |

2000年（平成12年）には市制施行80周年を記念して、各区の「イメージカラー」と「シンボルマーク」が発表された。なお、シンボルマークの使用については各区の許可が必要である。

### 行政区概要
- 中央区 - 千葉県伝統の政治・経済・文化の中心地
  - 千葉都心・蘇我副都心
    - 生活拠点：浜野
    - ニュータウン：千葉寺、都町
    - 中央区役所 〒260-8733 千葉市中央区中央三丁目10-8
- 美浜区 -「職・住・学・遊」が融合した未来型の国際都市をコンセプトにした新都心を核とした国際街区
  - 幕張新都心
    - 生活拠点：稲毛海岸、検見川浜
    - ニュータウン：検見川・稲毛海浜ニュータウン、幸町、幕張台、幕張ベイタウン、幕張ベイパーク
    - 美浜区役所 〒261-8733 千葉市美浜区真砂五丁目15-1
- 稲毛区 - かつて文人たちに愛された海辺の保養地、千葉市有数の文教地区
  - 重要地域拠点（稲毛）
    - 生活拠点：西千葉
    - ニュータウン：千草台
    - 稲毛区役所 〒263-8733 千葉市稲毛区穴川四丁目12-1
- 花見川区 - 桜並木が点在し美しい河川景観、大規模な住宅造成地区
  - 重要地域拠点（幕張）
    - 生活拠点：検見川、幕張本郷
    - ニュータウン：み春野翼の丘、花見川、さつきが丘、こてはし、新検見川北
    - 花見川区役所 〒262-8733 千葉市花見川区瑞穂1-1
- 若葉区 - 縄文時代の大規模住居地区と周辺自然地形が残る地区
  - 重要地域拠点（都賀）
    - 生活拠点：千城台
    - ニュータウン：大宮団地、千城台、東寺山
    - 若葉区役所 〒264-8733 千葉市若葉区桜木北二丁目1-1
- 緑区 - 区民ひとり当たりの都市公園面積が市内で最も広い自然豊かな地区
  - 重要地域拠点（鎌取）
    - 生活拠点：土気、誉田
    - ニュータウン：おゆみ野、あすみが丘、あすみが丘東、越智はなみずき台団地
    - 緑区役所 〒266-8733 千葉市緑区おゆみ野三丁目15-3

## 議会

### 千葉県議会
- 定数：14人（千葉市全体）
- 任期：2019年4月30日 - 2023年4月29日

| 選挙区       | 氏名     | 会派名                     |
| ------------ | -------- | -------------------------- |
| 中央区 (3)   | 本間進   | 自由民主党千葉県議会議員会 |
| 中央区 (3)   | 佐野彰   | 自由民主党千葉県議会議員会 |
| 中央区 (3)   | 網中肇   | 立憲民主党千葉県議会議員会 |
| 花見川区 (3) | 宍倉登   | 自由民主党千葉県議会議員会 |
| 花見川区 (3) | 田村耕作 | 公明党千葉県議会議員団     |
| 花見川区 (3) | 大川忠夫 | 立憲民主党千葉県議会議員会 |
| 稲毛区 (2)   | 阿部紘一 | 自由民主党千葉県議会議員会 |
| 稲毛区 (2)   | 天野行雄 | 千葉民主の会               |
| 若葉区 (2)   | 山中操   | 自由民主党千葉県議会議員会 |
| 若葉区 (2)   | 田中信行 | 千葉民主の会               |
| 緑区 (2)     | 関政幸   | 自由民主党千葉県議会議員会 |
| 緑区 (2)     | 竹内圭司 | 千葉民主の会               |
| 美浜区 (2)   | 河野俊紀 | 立憲民主党千葉県議会議員会 |
| 美浜区 (2)   | 臼井正一 | 自由民主党千葉県議会議員会 |

### 衆議院
千葉県第1区
- 選挙区：千葉1区（千葉市中央区・稲毛区・美浜区）
- 任期：2021年10月31日 - 2025年10月30日
- 当日有権者数：435,013人
- 投票率：54.51%

| 当落 | 候補者名 | 年齢 | 所属党派   | 新旧別 | 得票数    | 重複 |
| ---- | -------- | ---- | ---------- | ------ | --------- | ---- |
| 当   | 田嶋要   | 60   | 立憲民主党 | 前     | 128,556票 | ○    |
| 比当 | 門山宏哲 | 57   | 自由民主党 | 前     | 99,895票  | ○    |

千葉県第2区
- 選挙区：千葉2区（千葉市花見川区、習志野市、八千代市）
- 任期：2021年10月31日 - 2025年10月30日
- 当日有権者数：465,009人
- 投票率：54.65%

| 当落 | 候補者名 | 年齢 | 所属党派   | 新旧別 | 得票数    | 重複 |
| ---- | -------- | ---- | ---------- | ------ | --------- | ---- |
| 当   | 小林鷹之 | 46   | 自由民主党 | 前     | 153,017票 | ○    |
|      | 黒田雄   | 62   | 立憲民主党 | 元     | 69,583票  | ○    |
|      | 寺尾賢   | 45   | 日本共産党 | 新     | 24,052票  | ○    |

千葉県第3区
- 選挙区：千葉3区（千葉市緑区、市原市）
- 任期：2021年10月31日 - 2025年10月30日
- 当日有権者数：336,241人
- 投票率：52.36%

| 当落 | 候補者名 | 年齢 | 所属党派   | 新旧別 | 得票数    | 重複 |
| ---- | -------- | ---- | ---------- | ------ | --------- | ---- |
| 当   | 松野博一 | 59   | 自由民主党 | 前     | 106,500票 | ○    |
|      | 岡島一正 | 63   | 立憲民主党 | 前     | 65,627票  | ○    |

千葉県第9区
- 選挙区：千葉9区（千葉市若葉区、佐倉市、四街道市、八街市）
- 任期：2021年10月31日 - 2025年10月30日
- 当日有権者数：407,331人
- 投票率：53.01％

| 当落 | 候補者名   | 年齢 | 所属党派   | 新旧別 | 得票数    | 重複 |
| ---- | ---------- | ---- | ---------- | ------ | --------- | ---- |
| 当   | 奥野総一郎 | 57   | 立憲民主党 | 前     | 107,322票 | ○    |
| 比当 | 秋本真利   | 46   | 自由民主党 | 前     | 102,741票 | ○    |

## 国政・県政

### 国際機関
千葉市に置かれる国際機関は以下の通り。
- 国際連合
  - アジア太平洋統計研修所 (SIAP)
- 日本貿易振興機構
  - アジア経済研究所 (JETRO)
  - アジア経済研究所図書館
  - アジア経済研究所開発スクール (IDEAS)
- 国際協力機構
  - 国際協力機構千葉デスク (JICA)
- 自治体国際化協会
  - 自治体国際化協会千葉県支部 (CLAIR)
- その他
  - 千葉市国際交流協会
  - 千葉県国際交流センター

### 国家機関
千葉市に置かれる主な国の行政機関は以下の通り。
行政機関
| - 総務省 - 関東管区行政評価局千葉行政監視行政相談センター - 総務省政策統括官アジア太平洋統計研修所 - 法務省 - 千葉刑務所 - 千葉地方検察庁 - 千葉地方検察庁南町分室 - 千葉地方法務局 - 千葉保護観察所 - 千葉少年鑑別所（千葉法務少年支援センター） - 東京出入国在留管理局千葉出張所 - 関東公安調査局千葉公安調査事務所 - 財務省 - 千葉税関支署 - 関東財務局千葉財務事務所 - 東京国税局税務相談室千葉東分室 - 千葉西税務署 - 千葉東税務署 - 千葉南税務署 - 厚生労働省 - 千葉検疫所支所 - 関東信越厚生局千葉財務事務所 - 千葉労働局 - 千葉労働基準監督署 - 千葉公共職業安定所 - ハローワークプラザちば - 千葉南公共職業安定所 - 日本年金機構千葉年金相談センター（特殊法人） - アイル生活救済支援センター | - 経済産業省 - 経済産業省公務員宿舎 - 国土交通省 - 関東地方整備局千葉国道事務所 - 関東地方整備局千葉港湾事務所 - 関東運輸局千葉運輸支局 - 海上保安庁千葉海上保安部 - 千葉海上保安部航行援助センター - 気象庁銚子地方気象台千葉測候所 - 自動車事故対策機構千葉支所（独立行政法人） - 自動車技術総合機構千葉事務所（独立行政法人） - 防衛省 - 北関東防衛局千葉防衛事務所 - 自衛隊千葉地方協力本部 - 陸上自衛隊下志津駐屯地 - 陸上自衛隊高射学校 - 東部方面後方支援隊 - 第2高射特科群 - 東部方面システム通信群 - 警務隊 - 第105基地システム通信大隊 - 文部科学省 - 量子科学技術研究開発機構（独立行政法人） - 放射線医学総合研究所 - 国立情報学研究所千葉分館（大学共同利用機関法人） - 農林水産省 - 関東農政局千葉県拠点 - 千葉農政事務所（現:関東農政局） - 植物防疫所千葉出張所 - 千葉森林管理事務所 |

司法機関
- 千葉地方裁判所
- 千葉家庭裁判所
- 千葉簡易裁判所

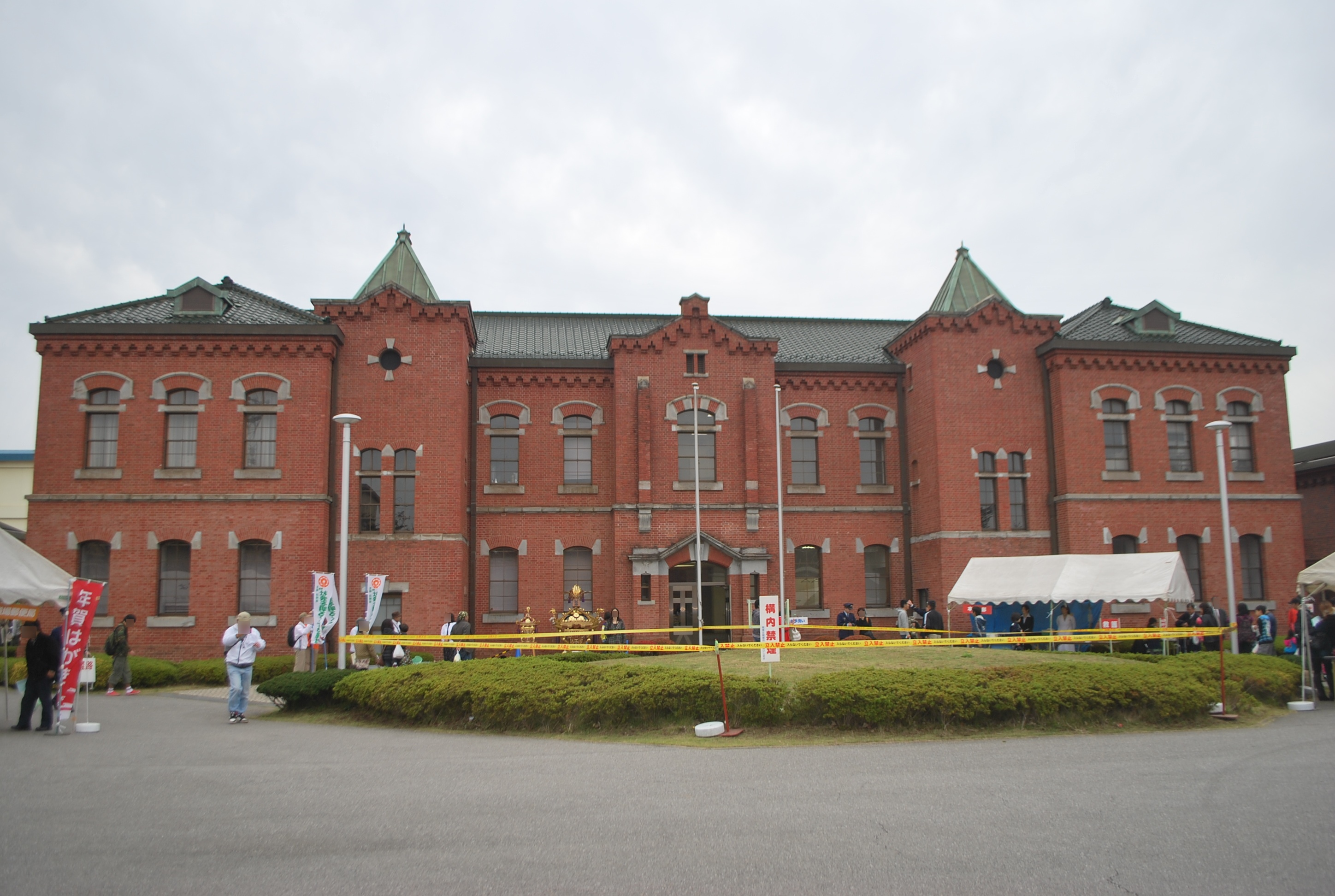
千葉刑務所
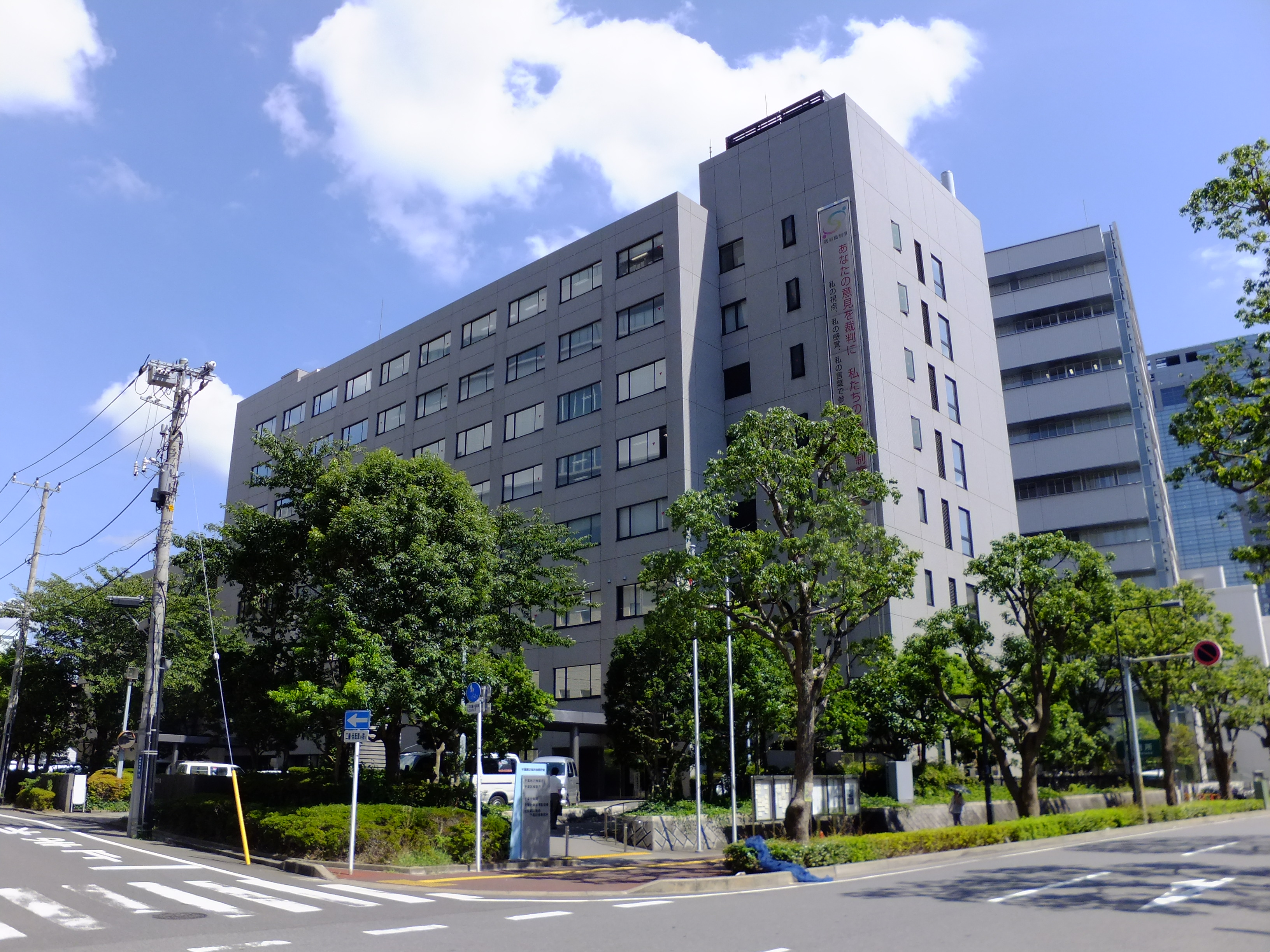
千葉地方検察庁
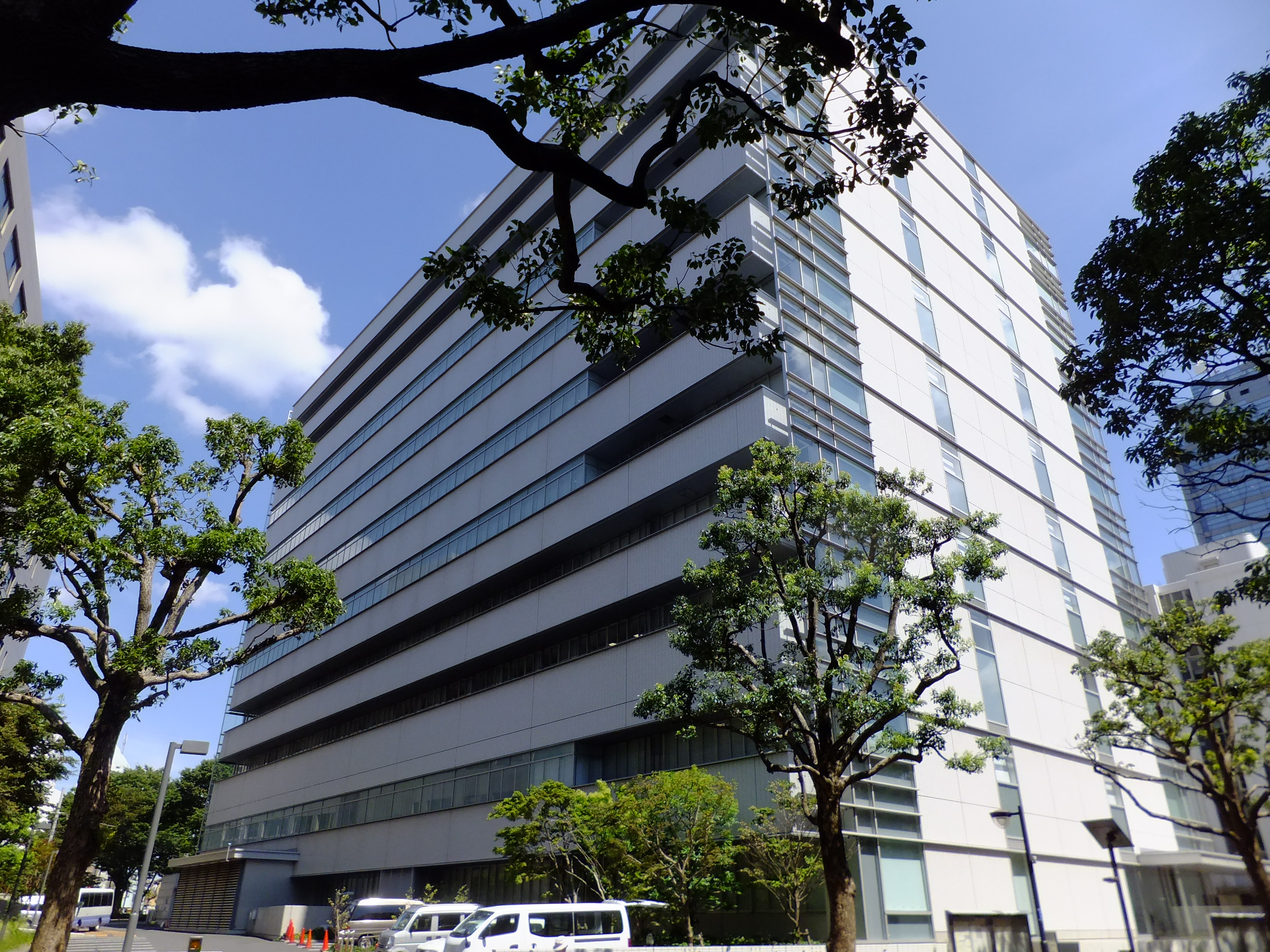
千葉地方裁判所
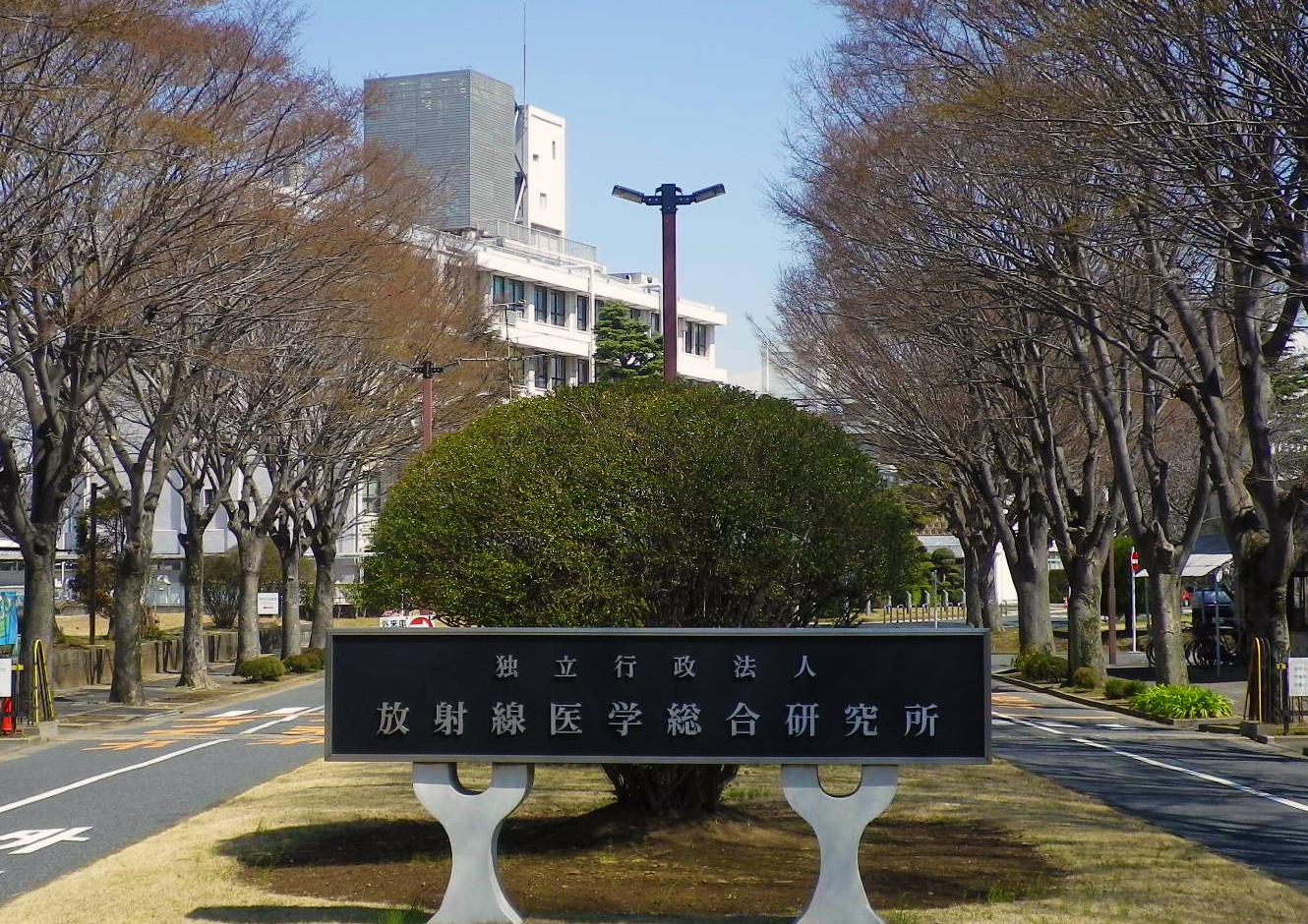
放射線医学総合研究所

### 県・市の機関
千葉市に置かれる主な県・市の行政機関は以下の通り。
| - 千葉県公安委員会 - 千葉県警察 - 千葉中央警察署 - 千葉北警察署 - 千葉西警察署 - 千葉東警察署 - 千葉南警察署 - 千葉運転免許センター - 千葉県企業庁 | - 千葉県教育委員会 - 千葉市消防局 - 中央消防署 - 花見川消防署 - 稲毛消防署 - 若葉消防署 - 緑消防署 - 美浜消防署 - 千葉県議会 - 千葉市教育委員会 |

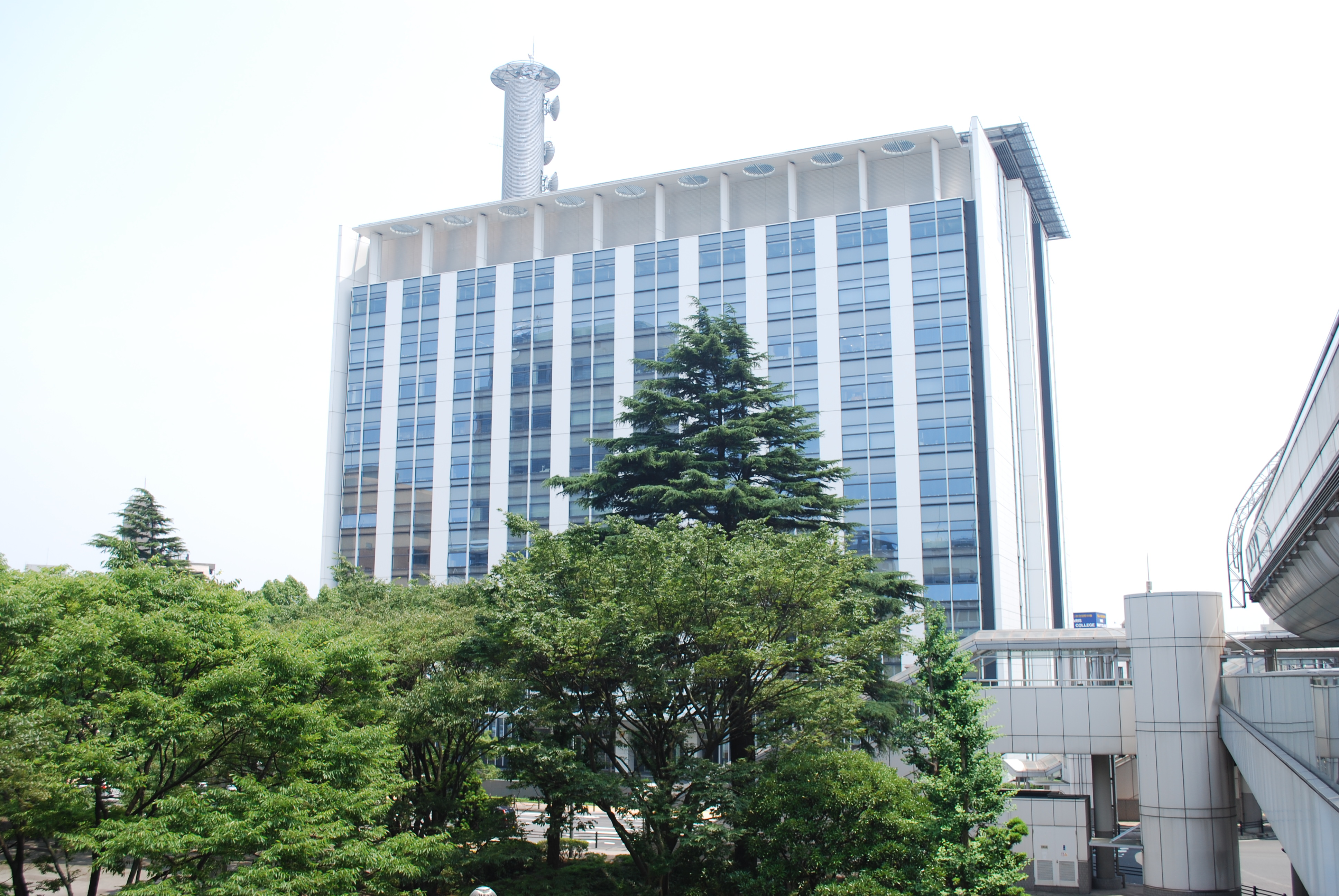
千葉県警察
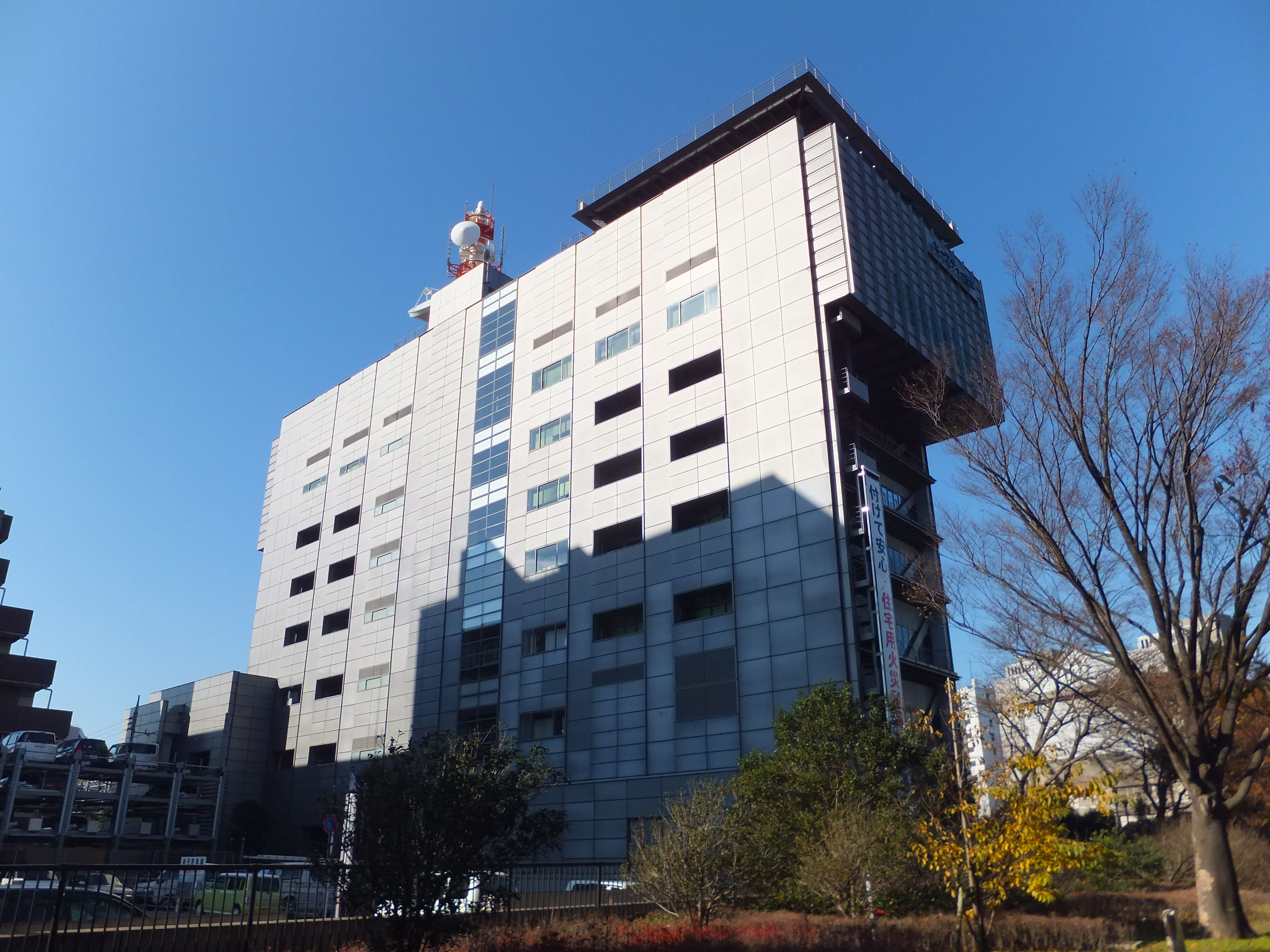
千葉市消防局
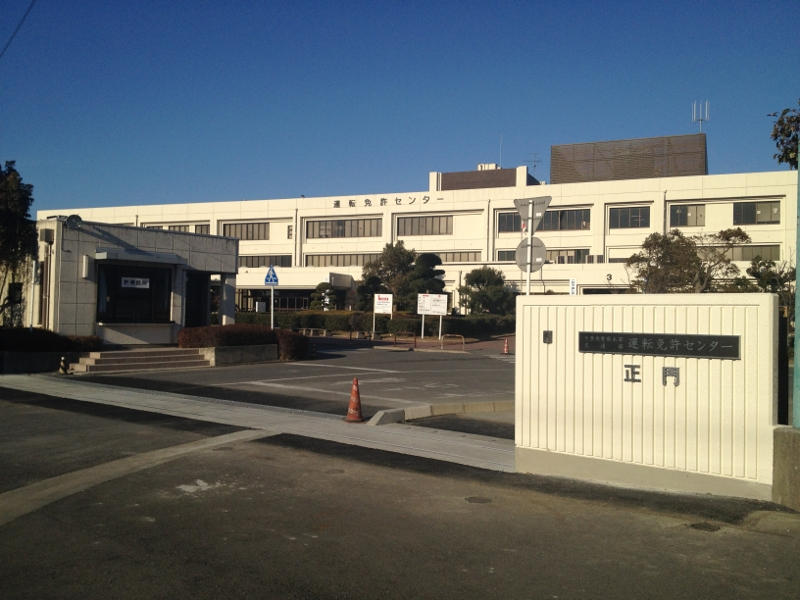
千葉運転免許センター
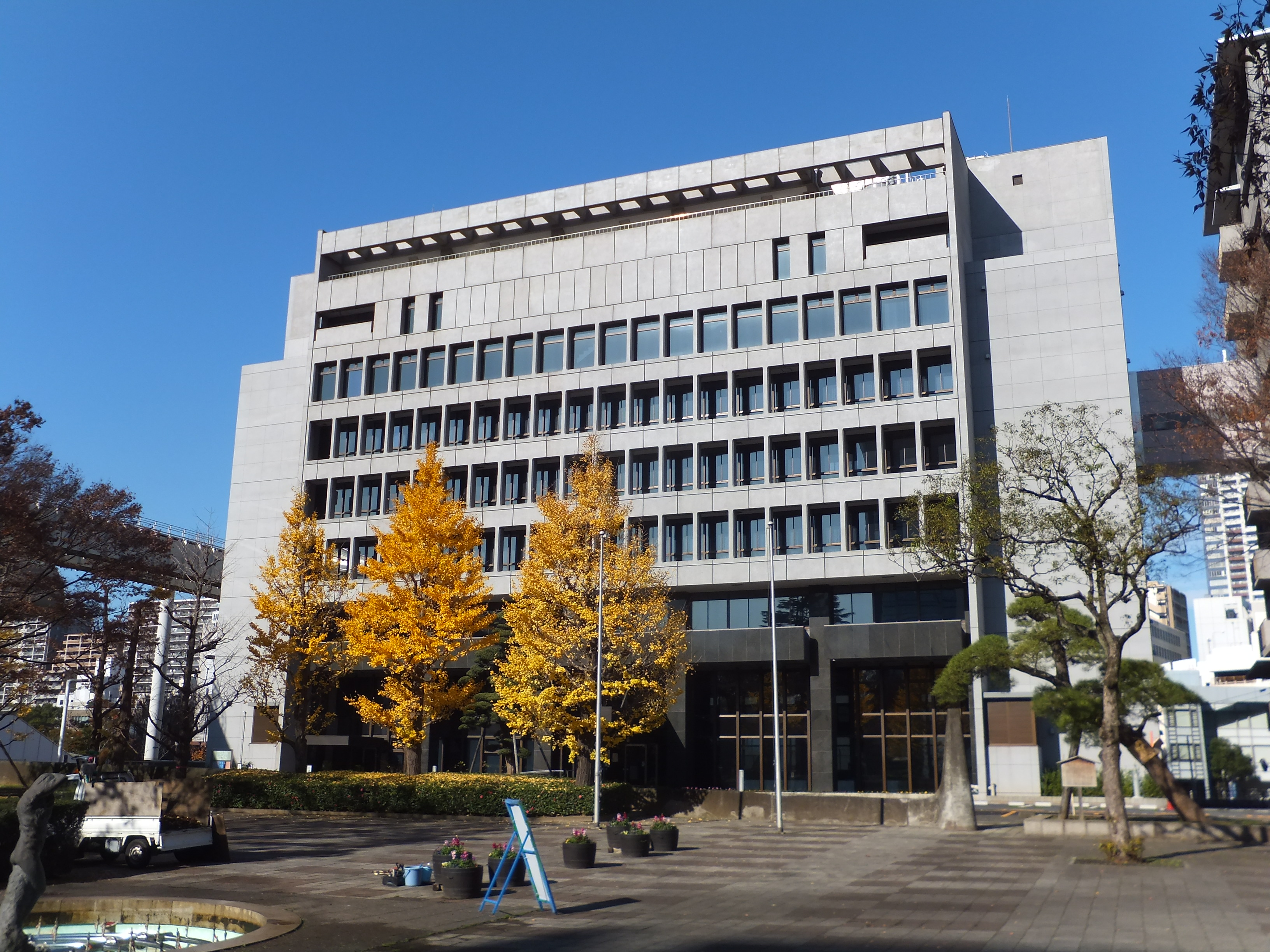
千葉県議会棟庁舎

## 経済

### 産業
工業

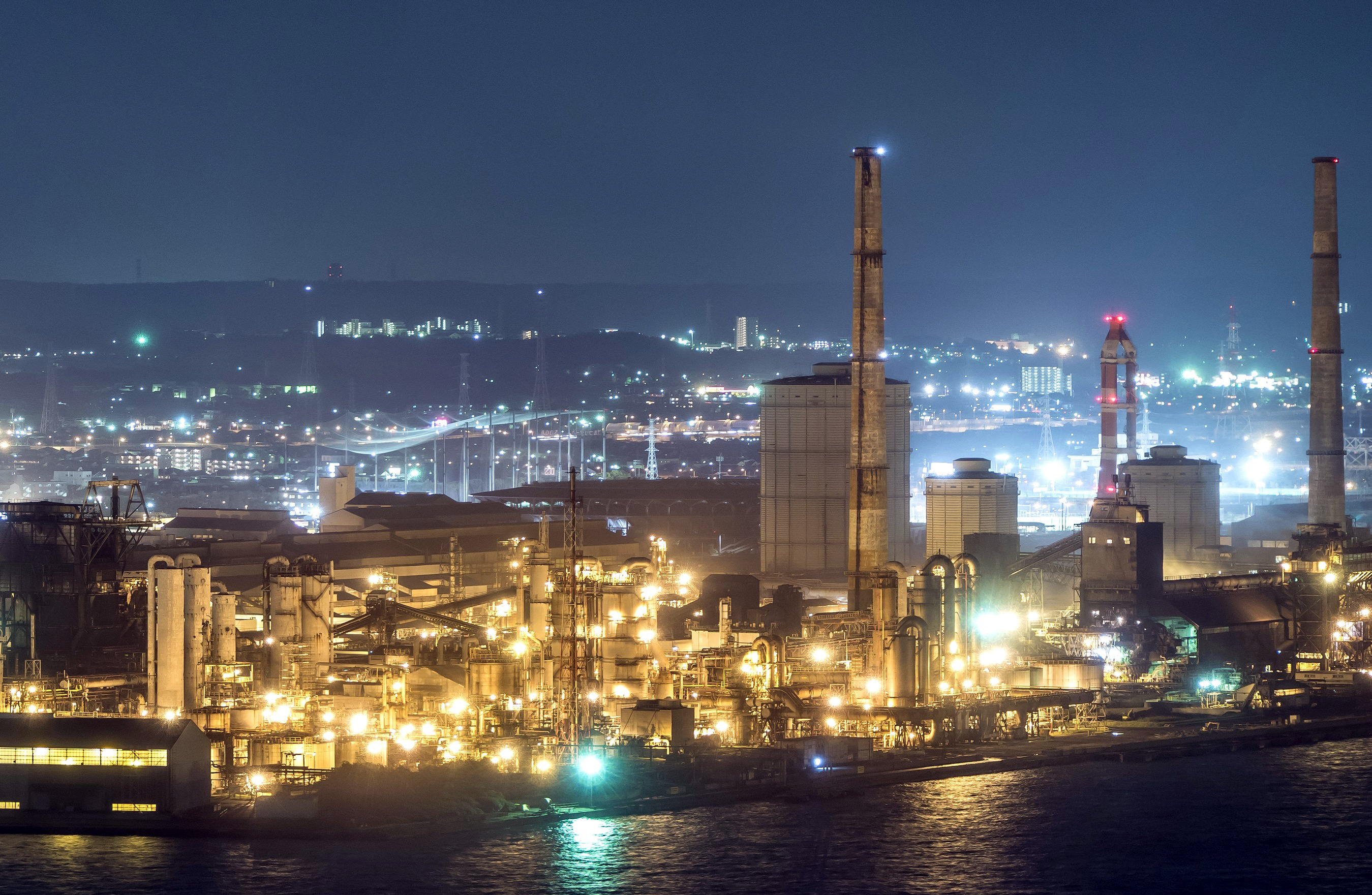
蘇我地区の工場夜景

臨海部（中央区川崎町、新浜町、蘇我町、美浜区新港を中心とした地域）は千葉港を中心とした京葉工業地帯の一角をなし、中央区部分にはJFEスチール東日本製鉄所（旧川崎製鉄千葉製鉄所）、JERA千葉火力発電所などが所在し、美浜区新港には食品や金属加工関連の事業所が多い。また、北部地域（花見川区千種町、稲毛区六方町を中心とした地域）では、鉄鋼加工や機械工業が盛んである。
商業

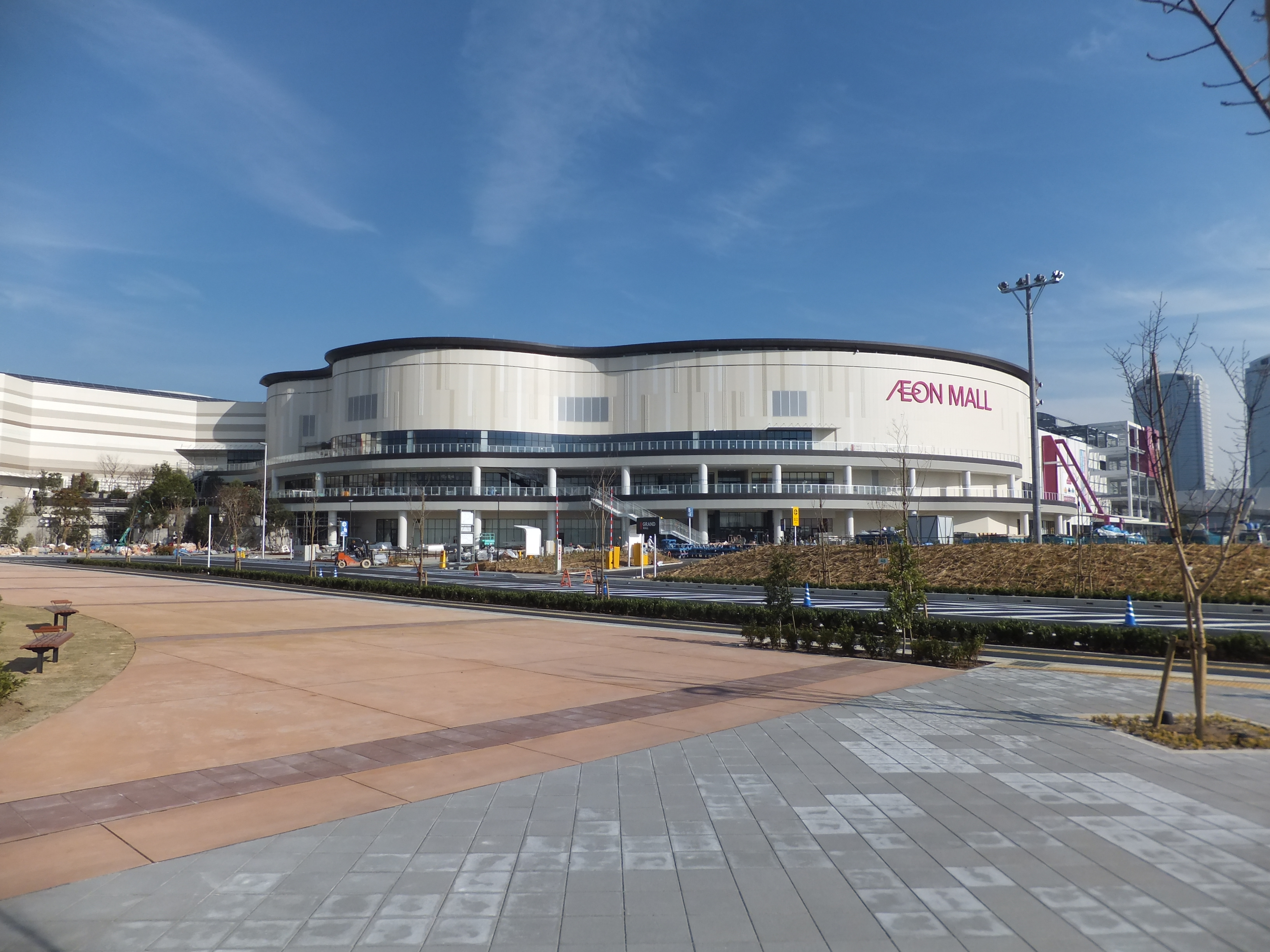
イオンモール幕張新都心（旗艦店）

第二次大戦前には旧：省線千葉駅（のちの旧：国鉄千葉駅 (初代)）、旧：京成千葉駅、県庁を結ぶ現・栄町通りがメインストリートとなっていた。しかし、戦災（千葉空襲）を経て第二次大戦後の都市整備に伴い、両千葉駅が移転したことで新駅周辺に商業集積が移動。特に国鉄千葉駅（二代目。現：JR千葉駅）前にはそごう千葉店、ニューナラヤ（現：千葉三越跡）といった大型小売店が店舗を構えたことから、千葉県最大・関東有数の商業拠点として栄えてきた。
バブル景気の時期には、幕張新都心、蘇我副都心、千葉みなとなどの臨海部に商業施設が建設され、郊外での大型ショッピングセンターなどが相次いで建設された。これ以来、地域が幕張（美浜区）を中心とした西半分と、亥鼻城周辺（中央区）を中心とする東半分に大きく二分されている。
概して、幕張新都心は大企業や多国籍企業が多く立地し、中心市街地（JR・千葉都市モノレール千葉駅、JR東千葉駅、JR本千葉駅、亥鼻城近辺）は古くからの地元商店街的な色彩が目立つ。
また、一部の企業が支店や支社を千葉市に置いて千葉県と茨城県を管轄下に置いているケースも見られ、広義の東関東の拠点都市としての機能がある。
農業
東京大都市圏の近郊型農業地。都市化の進展による農地の減少が課題となってはいるが、若葉区や緑区、花見川区北部には広大な農地が広がる。落花生やニンジンなどの畑作が中心だが、ブドウや梨などの果樹栽培もある。酪農も盛んで、飼養頭数、産出額は県下2位である。また落花生の生産量、作付け面積共に、隣接する八街市についで全国2位である。千葉市は江戸時代に青木昆陽が取り組んだことでさつまいもの栽培の先駆けとしても知られ昭和30年代まではとりわけ盛んに栽培されていた。若葉区や緑区に多い谷津田では稲作も盛んに行われている。
市街地の後背部に都市近郊の優良農地を有し、水田を中心とした土地基盤整備を始め、施設・機械の近代化など生産基盤の強化を図る。農業生産基盤である農地は、本来の生産機能の他に、防災機能、治水機能、環境保全・自然景観の保持やレクリエーションの場の提供など、都市の緑の空間としても重要な役割を果たしている。

### 企業

#### 千葉市に本社・本店を置く企業
| あ - 愛晃リサーチ（中央区） - アコレ（美浜区） - あすか交通（美浜区） い - イウォレ京成（中央区） - イオン（美浜区） - イオンイーハート（美浜区） - イオンコンパス（美浜区） - イオンシネマズ（美浜区） - イオンタウン（美浜区） - イオントップバリュ（美浜区） - イオンファンタジー（美浜区） - イオンベーカリー（美浜区） - イオンマーケティング（美浜区） - イオンモール（美浜区） - イオンリテール（美浜区） - 稲毛新聞（稲毛区） - イースト・コミュニケーションズ（緑区） う - ウェザーニューズ（美浜区） - ウェザーニュース (BSデジタル放送)（美浜区） え - エアーズネット（美浜区） - エイジス (企業)（花見川区） お - OKIデータ・インフォテック（美浜区） - OPA（美浜区） - オランダ家（美浜区） - オーエックスエンジニアリング（若葉区） - オートウェーブ（稲毛区） か - KAIENTAI DOJO（中央区） - 加悦（美浜区） - かっぺ（中央区） - 川崎マイクロエレクトロニクス（美浜区） き - 鬼怒川ゴム工業（稲毛区） - キヤノンカスタマーサポート（美浜区） - QVCジャパン（美浜区） け - 京成ホテル（中央区） - 京葉学院（中央区） - 京葉銀行（中央区） - 京葉臨海鉄道（中央区） し - JR千葉鉄道サービス（中央区） - ジェイコム千葉セントラル（中央区） - ジェフユナイテッド（中央区） - 秀穂（緑区） - 新日本建設（美浜区） - 新東日本製糖（美浜区） - シー・ヴイ・エス・ベイエリア（美浜区） す - 須山歯研（美浜区） せ - セイコーインスツル（美浜区） そ - ソード (企業)（美浜区） - ZOZO（美浜区） | た - 大東製糖（美浜区） - タカヨシ（美浜区） - ダンロップスポーツクラブ（美浜区） ち - 千葉海浜交通（美浜区） - 千葉銀行（中央区） - ちばぎん証券（中央区） - ちばぎんディーシーカード（中央区） - 千葉興行（中央区） - 千葉興業銀行（美浜区） - ちばシティバス（美浜区） - 千葉信用金庫（中央区） - 千葉シーサイドバス（花見川区） - 千葉ステーションビル（中央区） - 千葉製粉（美浜区） - 千葉中央バス（緑区） - 千葉テレビ放送（中央区） - 千葉都市モノレール（稲毛区） - 千葉日報（中央区） - 千葉プロパンガス販売（中央区） - 千葉マツダ（稲毛区） - 千葉みらい観光バス（若葉区） - 千葉薬品（中央区） - 千葉ロッテマリーンズ（美浜区） - 銚子丸（美浜区） と - 東京ベイ通信（中央区） - 東洋エンジニアリング（美浜区） - 東洋バス（花見川区） - トップシークレット（花見川区） - トップマート（中央区） - トヨタ勝又グループ（中央区） - トライ・インターナショナル（美浜区） な - 中村産業 (千葉市)（花見川区） - ナカン（花見川区） に - 西岬観光（緑区） - 日産フィナンシャルサービス（美浜区） - 日産プリンス千葉販売（中央区） は - 博全社（美浜区） ひ - ビィー・トランセホールディングス（美浜区） ふ - フジフーズ（美浜区） - 古谷乳業（中央区） - プロサイド（美浜区） へ - ベイエフエム（美浜区） - Babys breath（花見川区） - 平和交通 (千葉県)（稲毛区） ま - マイスターエンジニアリング（美浜区） - まいばすけっと（美浜区） - 幕張メッセ（美浜区） - マックスバリュ関東（美浜区） み - ミズノ興業（中央区） - ミニストップ（美浜区） - 都一（若葉区） - 未来屋書店（美浜区） め - メルセデス・ベンツ日本（美浜区） |

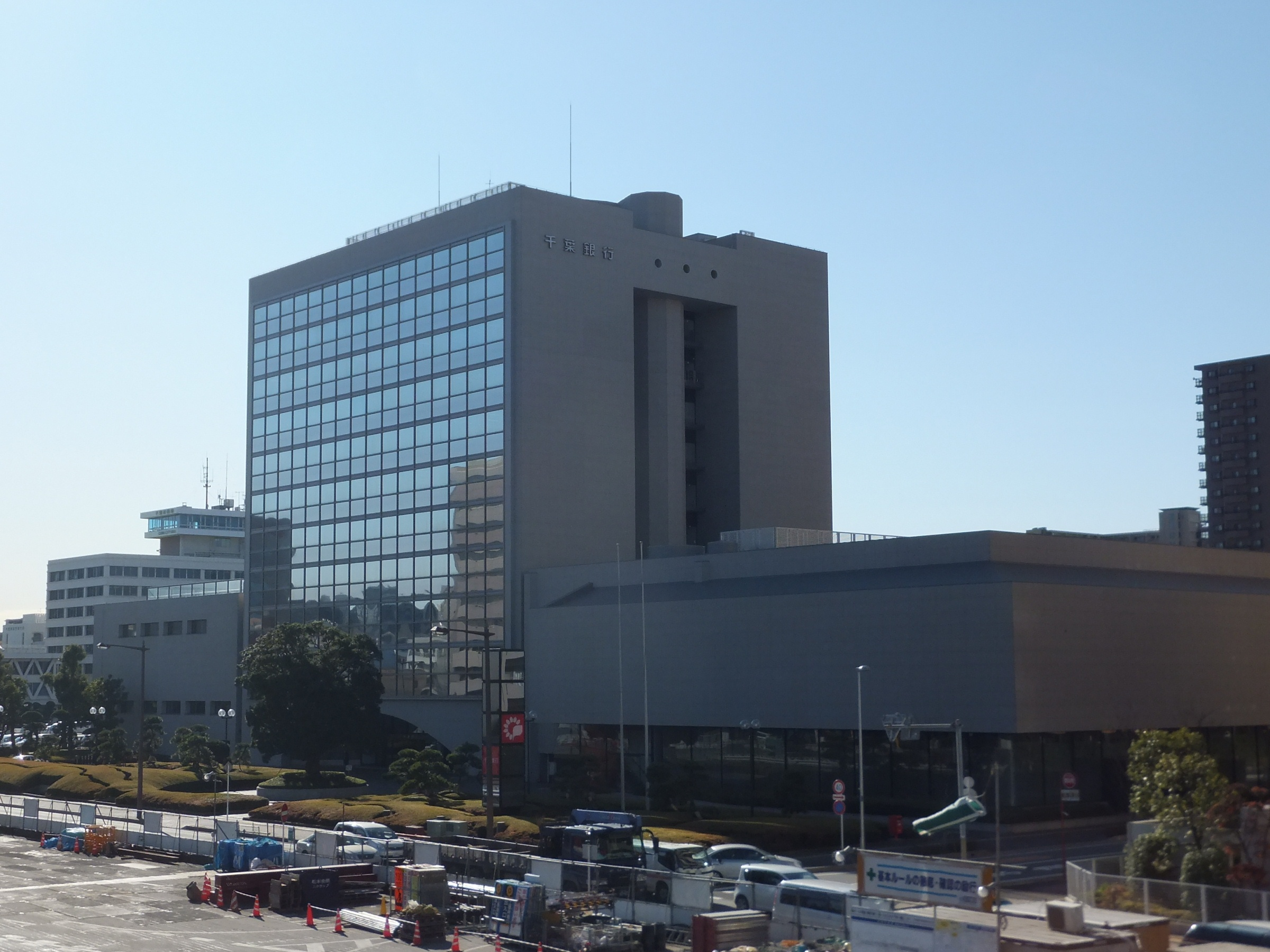
千葉銀行本店営業部
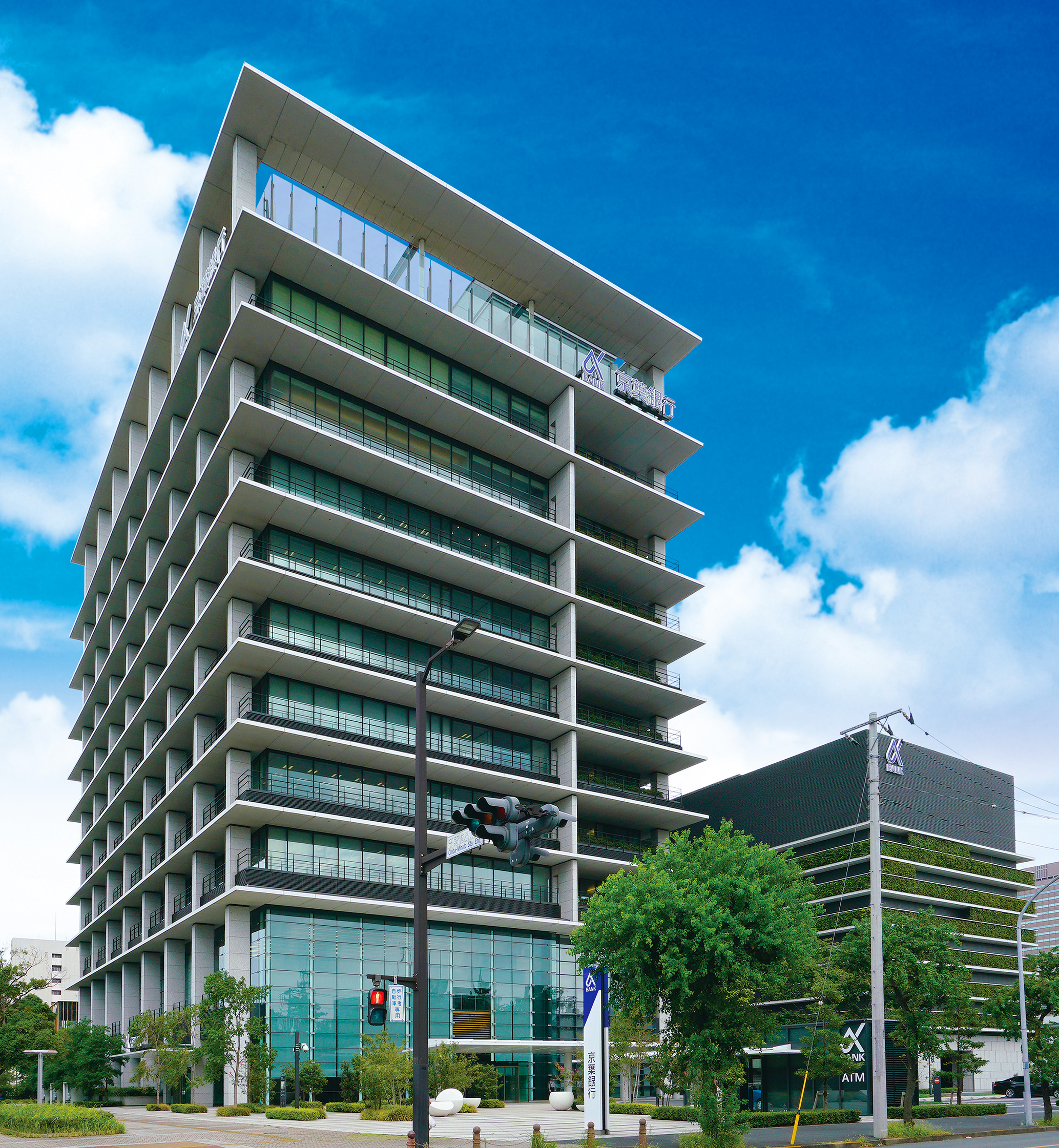
京葉銀行千葉みなと本部
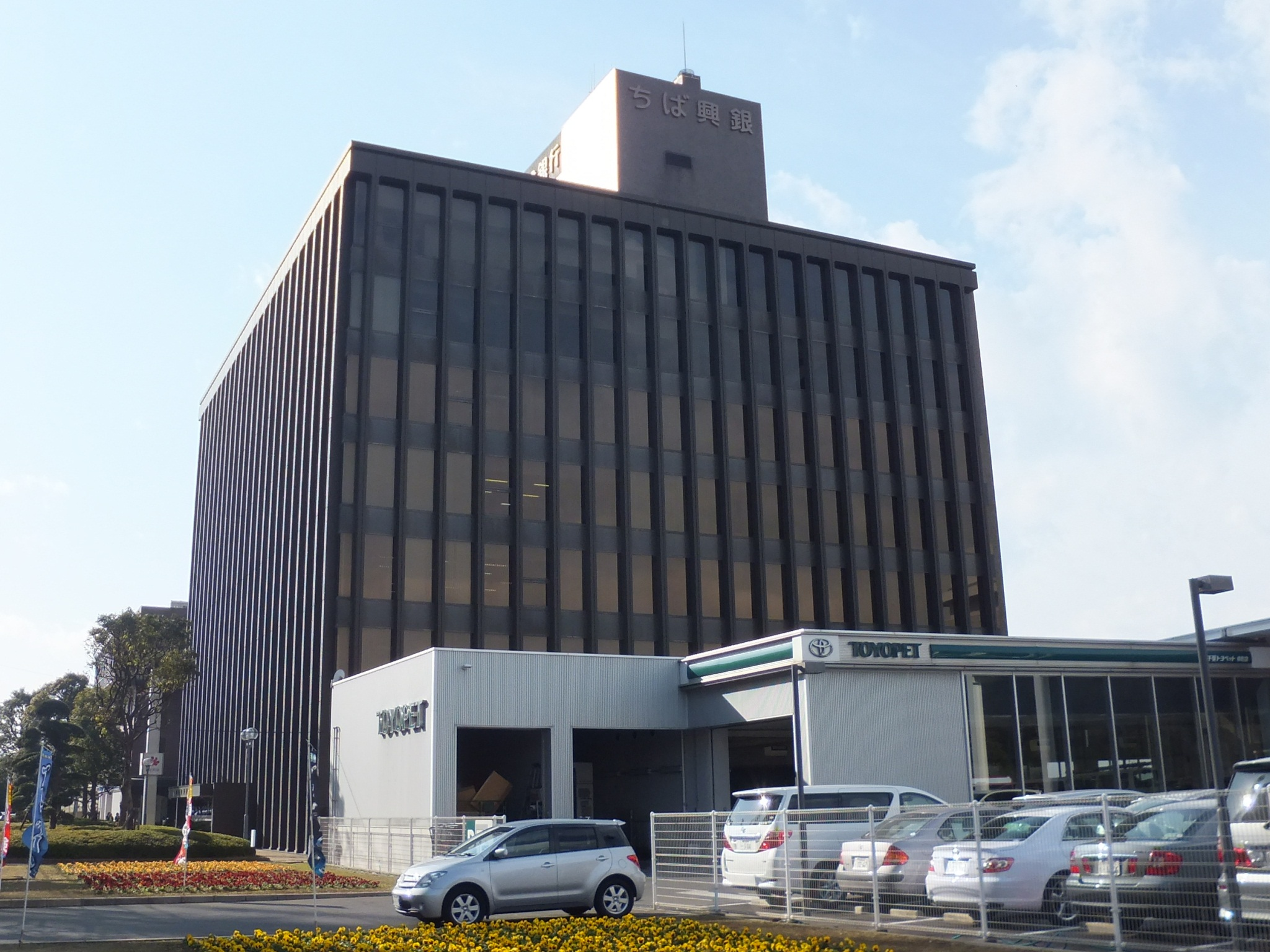
千葉興業銀行本店営業部
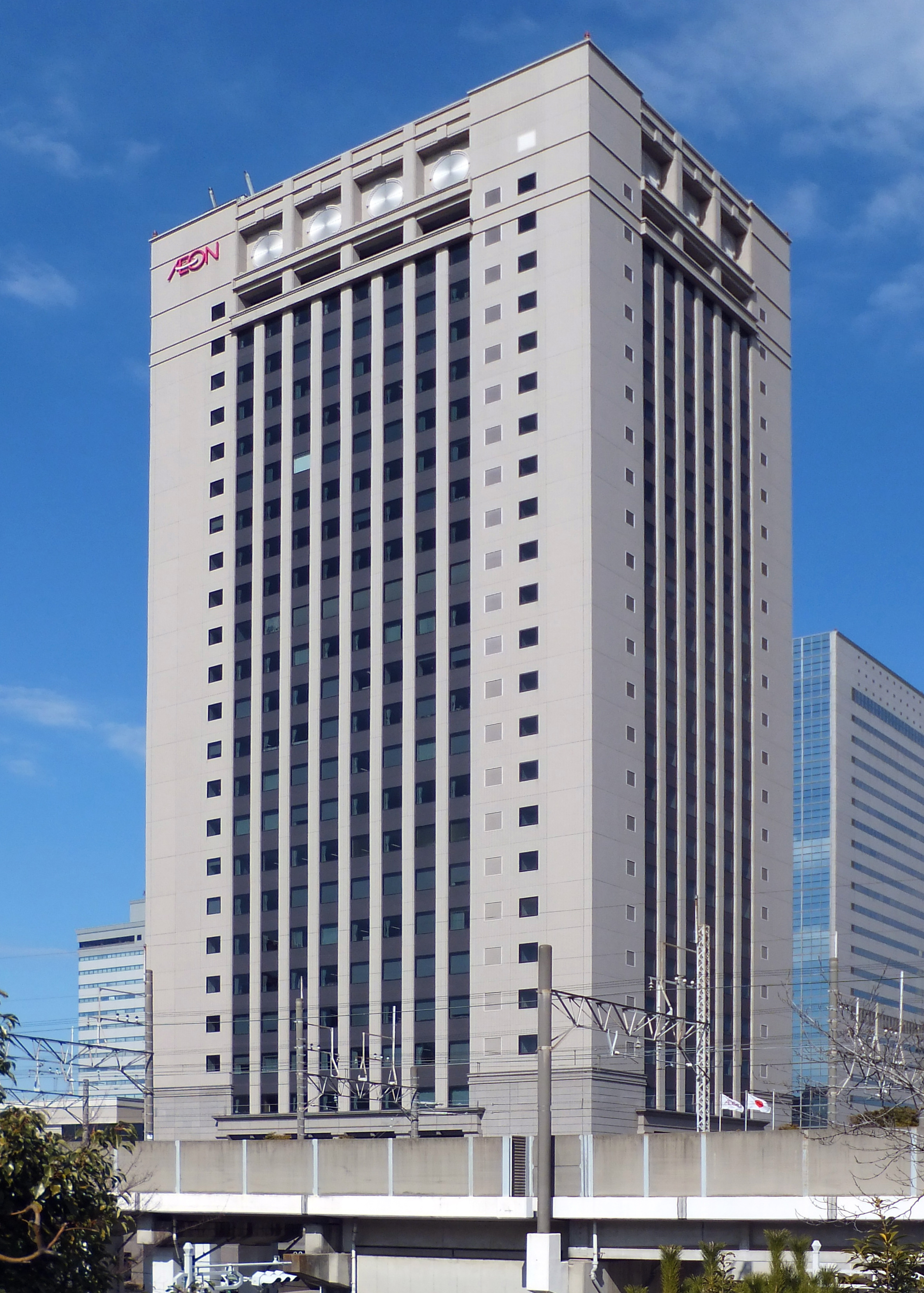
イオングループ本社ビル
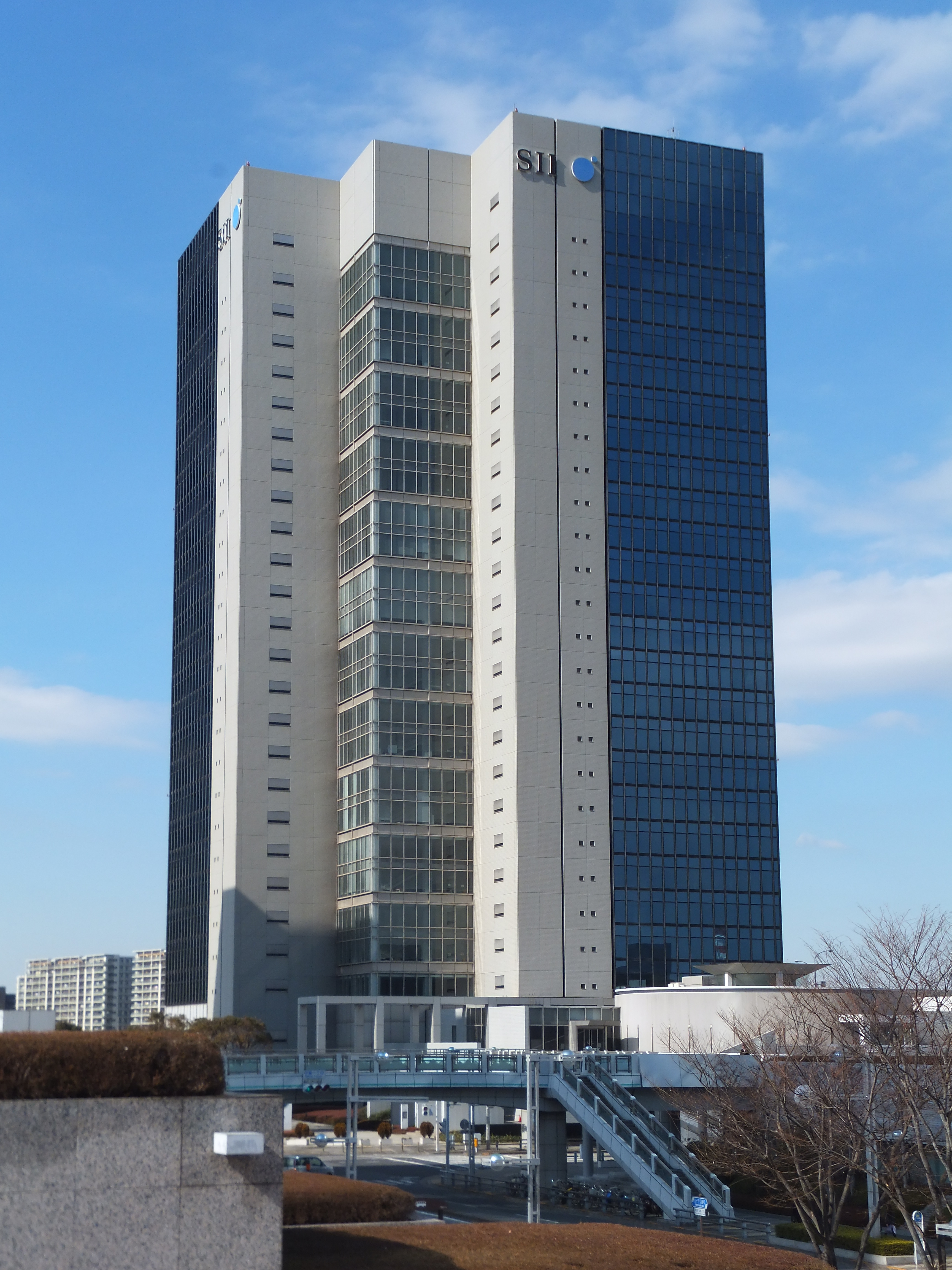
セイコーインスツル本社ビル
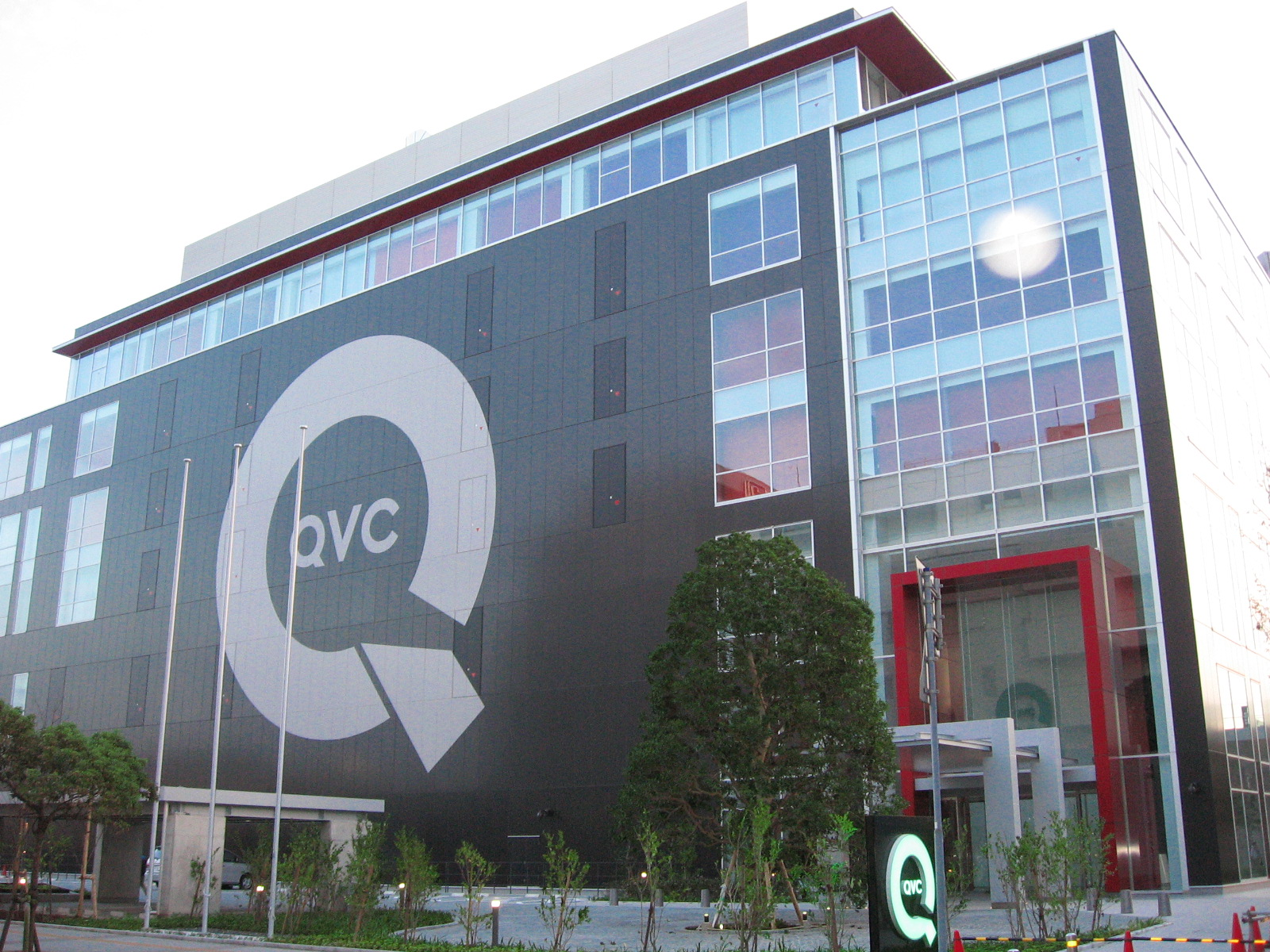
QVCジャパン本社

## 姉妹都市・提携都市

### 姉妹都市

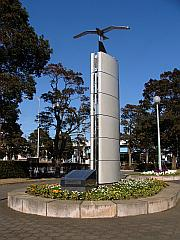
千葉みなと駅近くの臨港プロムナードに建つ友好都市のモニュメント（2005年1月）

- アスンシオン市（パラグアイ共和国・首都）
1970年（昭和45年）1月1日 姉妹都市を締結。パラグアイ駐在名誉領事より都市提携について熱心な申し出があり、また1968年（昭和43年）8月パラグアイ国大統領の就任式へ千葉県選出の代議士が日本の特派大使としてパラグアイを訪問したことを機会に提携の気運が高まり。千葉市制50年目を記念して姉妹都市を提携。
- ノースバンクーバー市（カナダブリティッシュコロンビア州）
1970年（昭和45年）1月1日 姉妹都市を締結。元々は、両市のライオンズクラブが姉妹関係を結んでいたが、市民対市民の友好関係を深めるために、両市が姉妹都市を結ぶ必要がある旨の申し出を千葉市のライオンズクラブが千葉市に提出。両市議会が満場一致し、千葉市制50年目を記念して姉妹都市を締結。
- ヒューストン市（アメリカ合衆国テキサス州）
1972年（昭和47年）10月24日 両市長提携調印に署名。1972年（昭和47年）3月ヒューストン市長が日本貿易振興会の招きで来日。都市形態のよく似ている都市との姉妹都市提携を結びたいという旨から、千葉市との姉妹都市提携の運びとなった。
- ケソン市（フィリピン共和国）
1972年（昭和47年）11月9日  提携調印書に署名。元々は、千葉青年会議所とケソン青年会議所が1964年（昭和39年）に姉妹会議所となり、様々な親交交流を続けてきた事に由来する。千葉青年会議所から、両都市が姉妹関係を結ぶことが望ましい旨の提案から提携の運びとなった。
- モントルー市（スイス連邦）
1996年（平成8年）5月28日 姉妹友好協定書に調印[44]。1995年（平成7年）6月、議会や市民の代表からなる「新たな姉妹・友好都市提携懇談会」を設置[54]。以後、懇談会及び現地調査を実施し、スイス連邦モントルー市が適当であるとの答申から決定した[55]。

### 友好都市
- 天津市（中華人民共和国）
1986年（昭和61年）5月7日 友好都市締結調印。日中友好平和条約が締結されて以来、青少年スポーツ団体の交流、国鉄千葉駅と天津駅の友好駅としての交流などが行われてきた。1982年（昭和57年）4月日中友好千葉市訪中団が天津市を訪問。1983年（昭和58年）7月李瑞環天津市長一行が来葉し友好都市提携などについて話し合いが行われた。1986年（昭和61年）5月締結代表団一行が天津市を訪問し、友好都市締結調印の運びとなった。
- 江蘇省蘇州市呉江区（中華人民共和国）
1996年（平成8年）10月10日友好都市提携協定書に調印。1995年（平成7年）6月「新たな姉妹・友好都市提携懇談会」を設置し[54]、懇談会及び現地調査を実施し、アジアでは中華人民共和国江蘇省呉江市が適当との答申から決定した[55]。

## 地域
千葉市の中心市街地は千葉都心（千葉駅から千葉中央駅、本千葉駅、千葉みなと駅周辺）、蘇我副都心、幕張新都心近辺に位置するが、東部の千葉都心・蘇我副都心と、西部の幕張新都心に大きく二分されている（詳細は後述の#商業の節）。一般的に「千葉市街地」というと千葉駅から千葉中央駅にかけて、もしくは千葉都市モノレール1号線沿い（千葉みなと駅から県庁前駅間）にかけての市街地を指すことが多い。

### 千葉都心

#### 千葉市街地

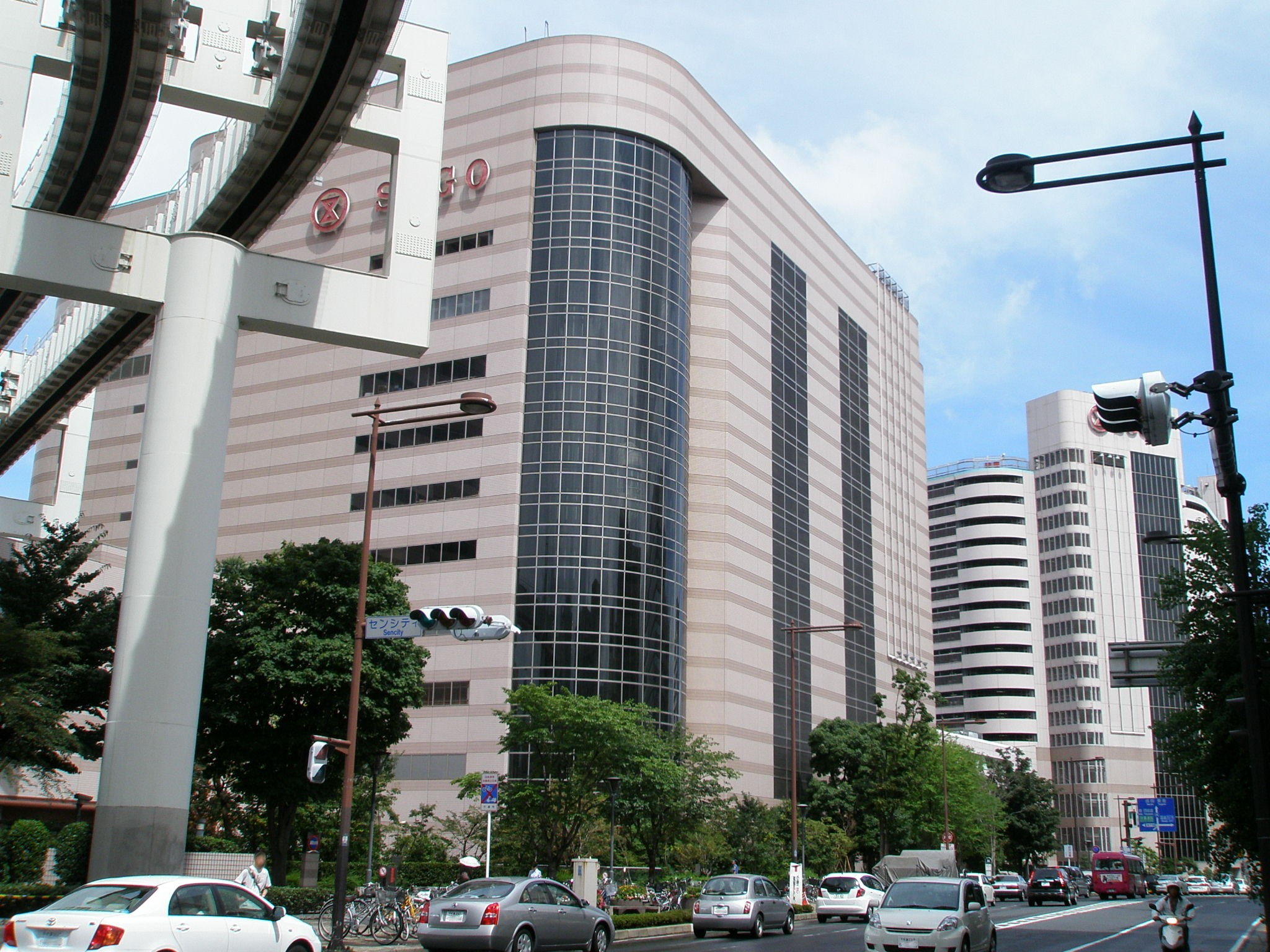
そごう千葉店

- 千葉駅周辺（富士見、新町、センシティ、オーロラモール、ペリエストリート、C-one、千葉駅東口地区の再開発）
- 栄町駅周辺（栄町、東千葉）
- 葭川公園駅周辺（中央1丁目-4丁目、千葉中央ツインビル、Qiball、千葉銀座通り）
- 新千葉地区（ウェストリオ、千葉駅西口地区の再開発）

JR東日本「千葉駅」から京成電鉄「千葉中央駅」、千葉都市モノレール「葭川公園駅」にかけての中心市街地（富士見地区から中央地区）には企業のオフィスビル、銀行や商業施設、家電量販店などが林立する繁華街となっており、関東有数の市場規模である巨大商圏となっている。また市街地中心部に位置する中央公園（葭川公園駅最寄り）は市民の憩いの場として様々なイベントが行われている。
千葉駅には駅ビル（ペリエ千葉）、複合施設（ウェストリオ）、ホテル（サンルート千葉）、センシティ（センシティタワー、そごう千葉店、ヨドバシHD千葉ビル）、商業施設（シーワン）が入居・接続しており、千葉駅から千葉中央駅の両駅間は約1キロメートルほどの商業施設（建物）で繋がっている。
市街地は地場資本の奈良屋（後に専門店ビル・セントラルプラザ）・田畑（後の千葉パルコ）・扇屋（後にジャスコ傘下入り）といった百貨店が並び、ダイエーや丸井、十字屋、緑屋が進出するなど活況を呈していたが、現在では駅直結のそごう千葉店、ヨドバシカメラ マルチメディア千葉など駅付近に商業施設が集中し、駅から離れた場所にあった商業施設はマンションなどに転用されている。また、市街地から少し逸れた中央区栄町地区は、かつては県下一の賑わいをみせていたが、千葉空襲の被害を受けたあと、風俗店、キャバレー、コリアンタウン、小料理屋などが集中する歓楽街と化し、国鉄千葉駅が現在の位置に移転した後は商業拠点も駅に近い中央区富士見地区に移転した。市は地元商店会と共に栄町の再生に取り組み始めている。
駅周辺は都市再生緊急整備地域に指定されており、千葉駅東口地区、西口地区の再開発事業が続いている。

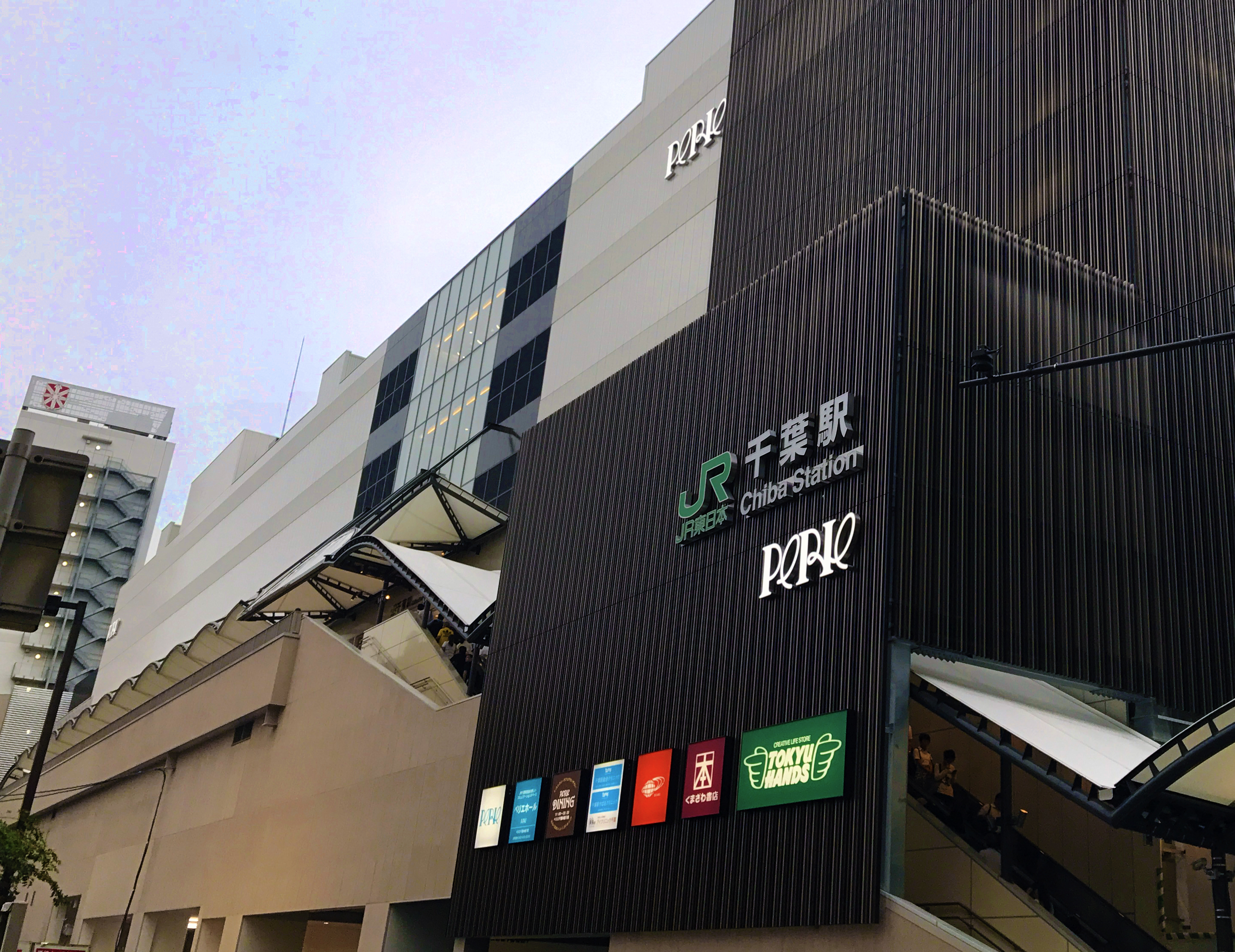
千葉駅（JR東日本・千葉都市モノレール）
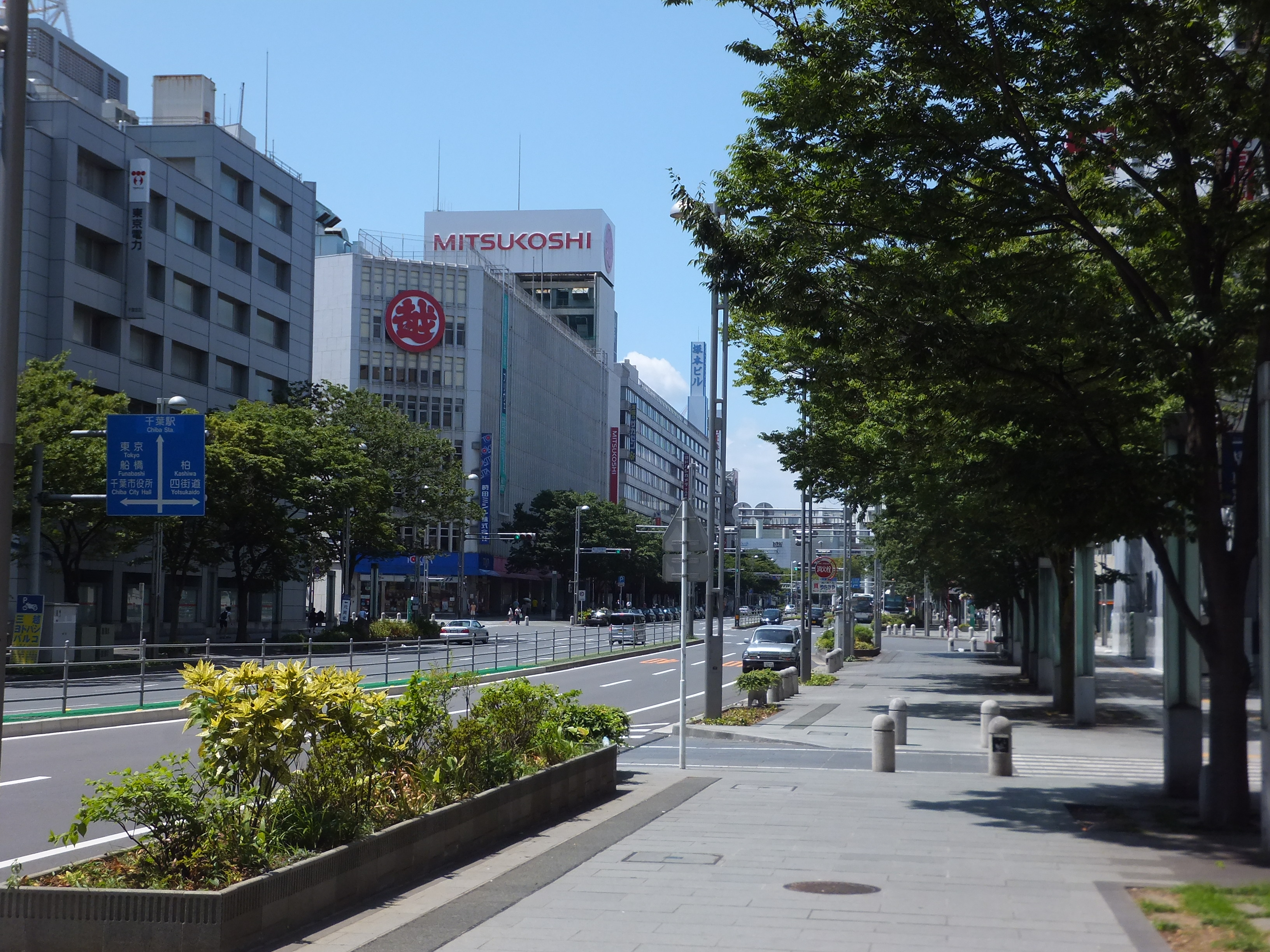
千葉駅前大通り
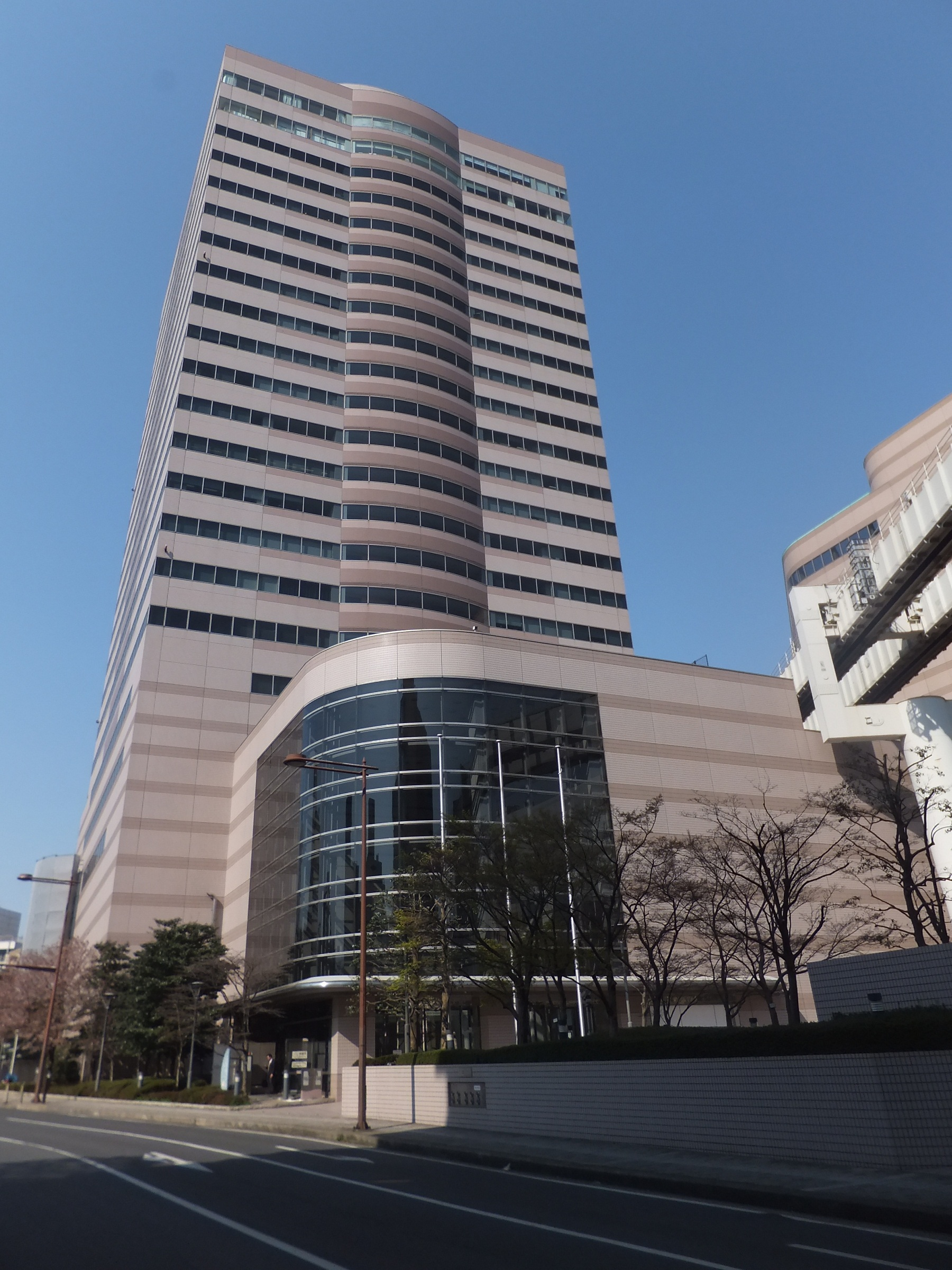
センシティタワー
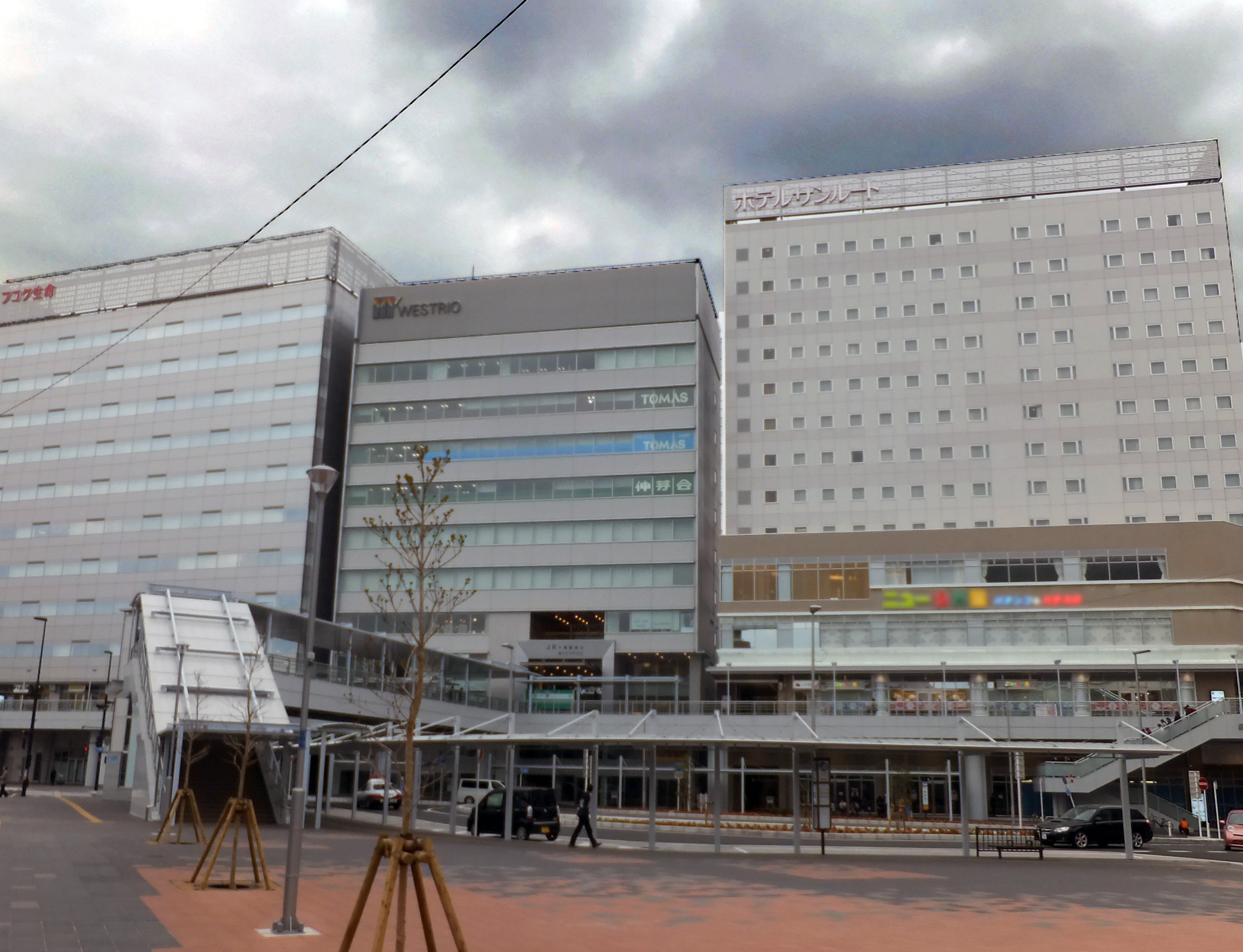
ウェストリオ
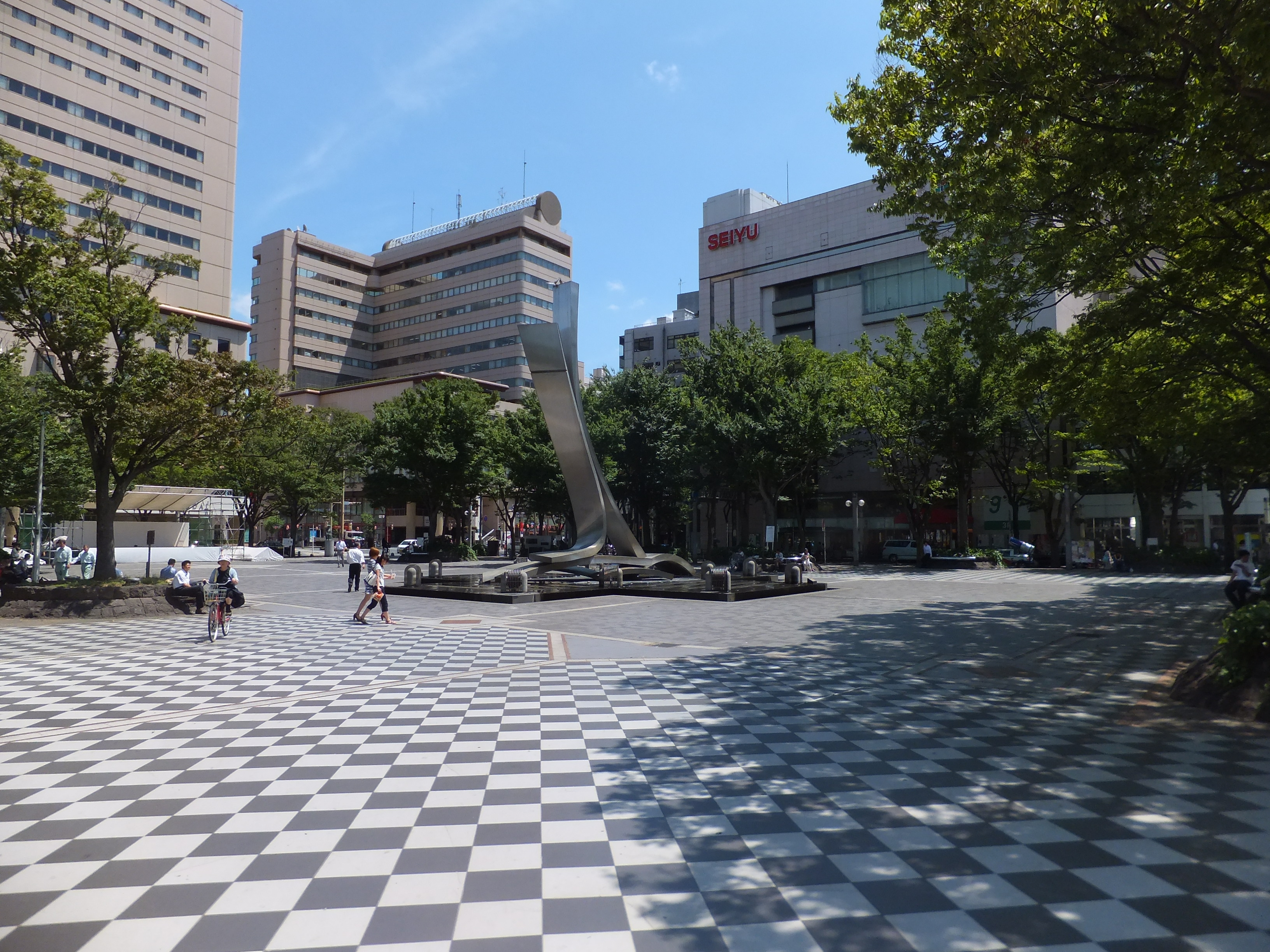
千葉中央公園
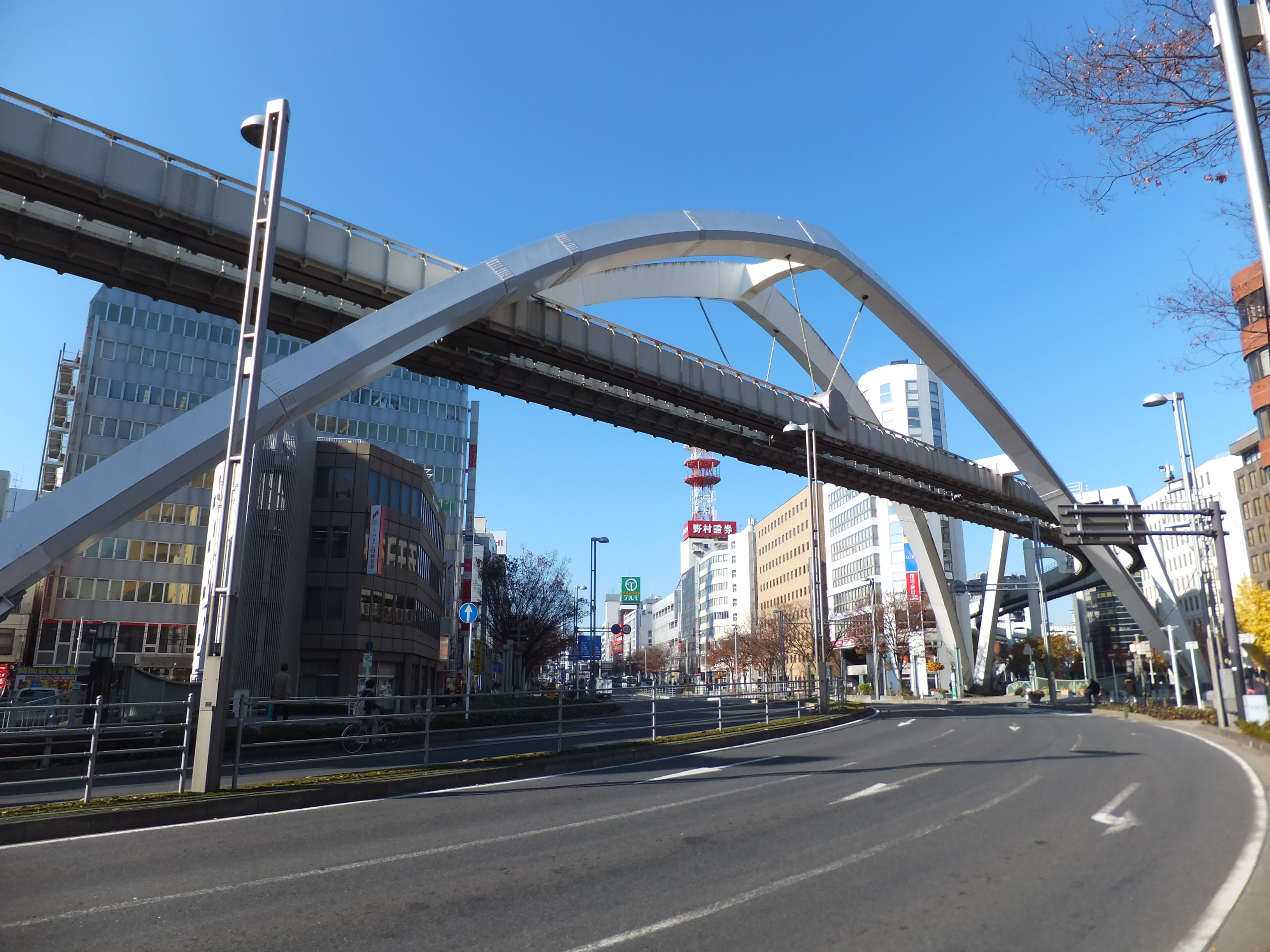
千葉都市モノレールセントラルアーチ

#### 本千葉

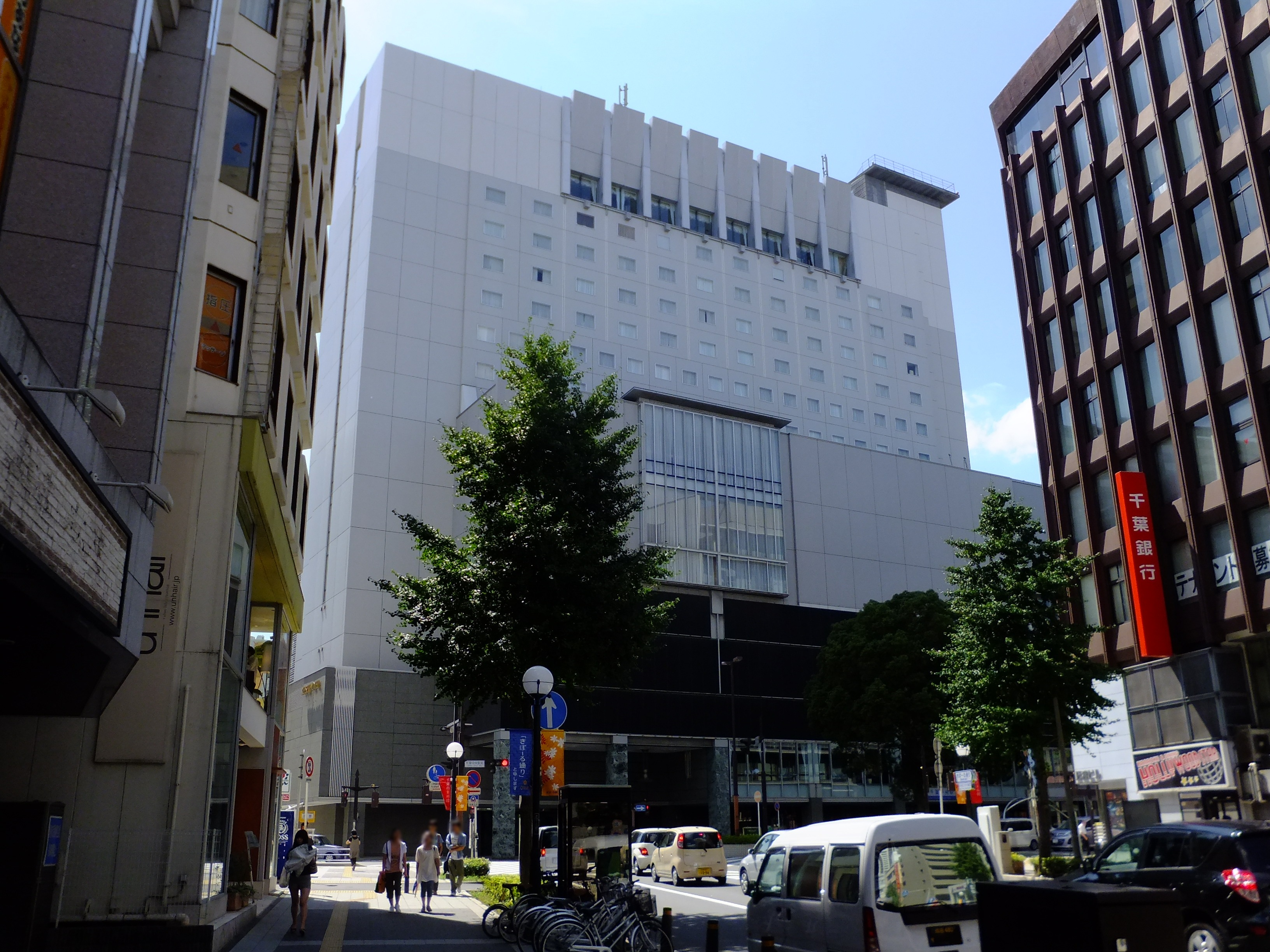
千葉中央駅（京成電鉄）

- 千葉中央地区（本千葉町、ミーオ、1番街-5番街）
- 本千葉駅周辺（長洲）
- 市場町地区（官庁街）
- 亥鼻・葛城地区（文教地区）

千葉市の古くからの中心部であり、周辺は官庁街のほか、千葉大学（医、薬、看護）をはじめ千葉県立千葉中学校・高等学校などが集約する文教地区として知られる。千葉中央駅にはシーワンと接続の商業施設（ミーオ）、ホテル（京成ホテルミラマーレ）、シネマコンプレックス（京成ローザ10イースト・ウエスト）などを有している。
JR東日本「千葉駅」から千葉都市モノレール「県庁前駅」周辺には、かつての下総国守護所があった亥鼻城跡（亥鼻公園）を囲むように、千葉県庁、千葉県議会棟庁舎、千葉県警察本部、千葉市消防局、千葉地方検察庁・千葉区検察庁、千葉地方裁判所・千葉家庭裁判所など行政機関が集中する。

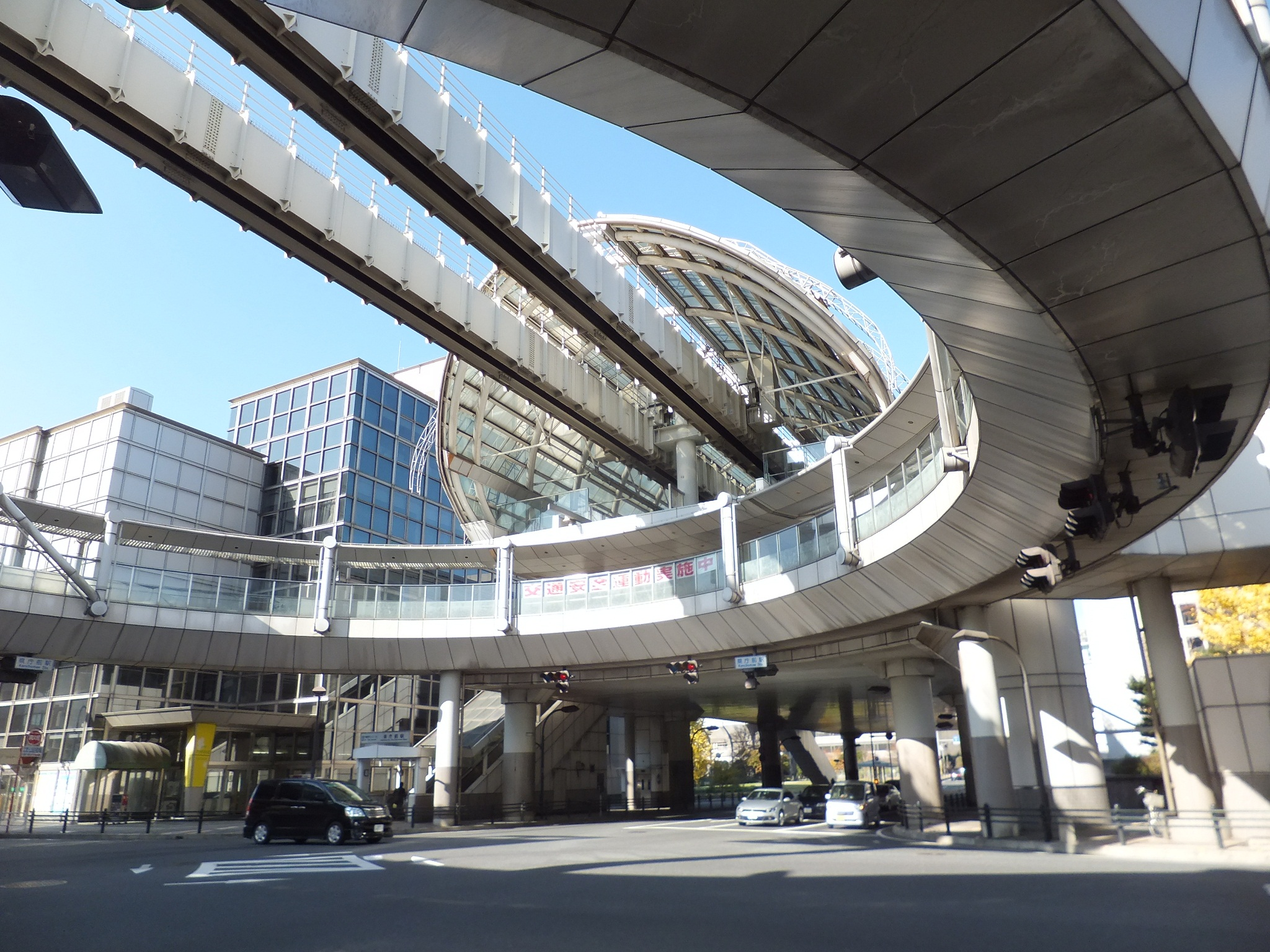
県庁前駅（千葉都市モノレール、関東の駅百選）
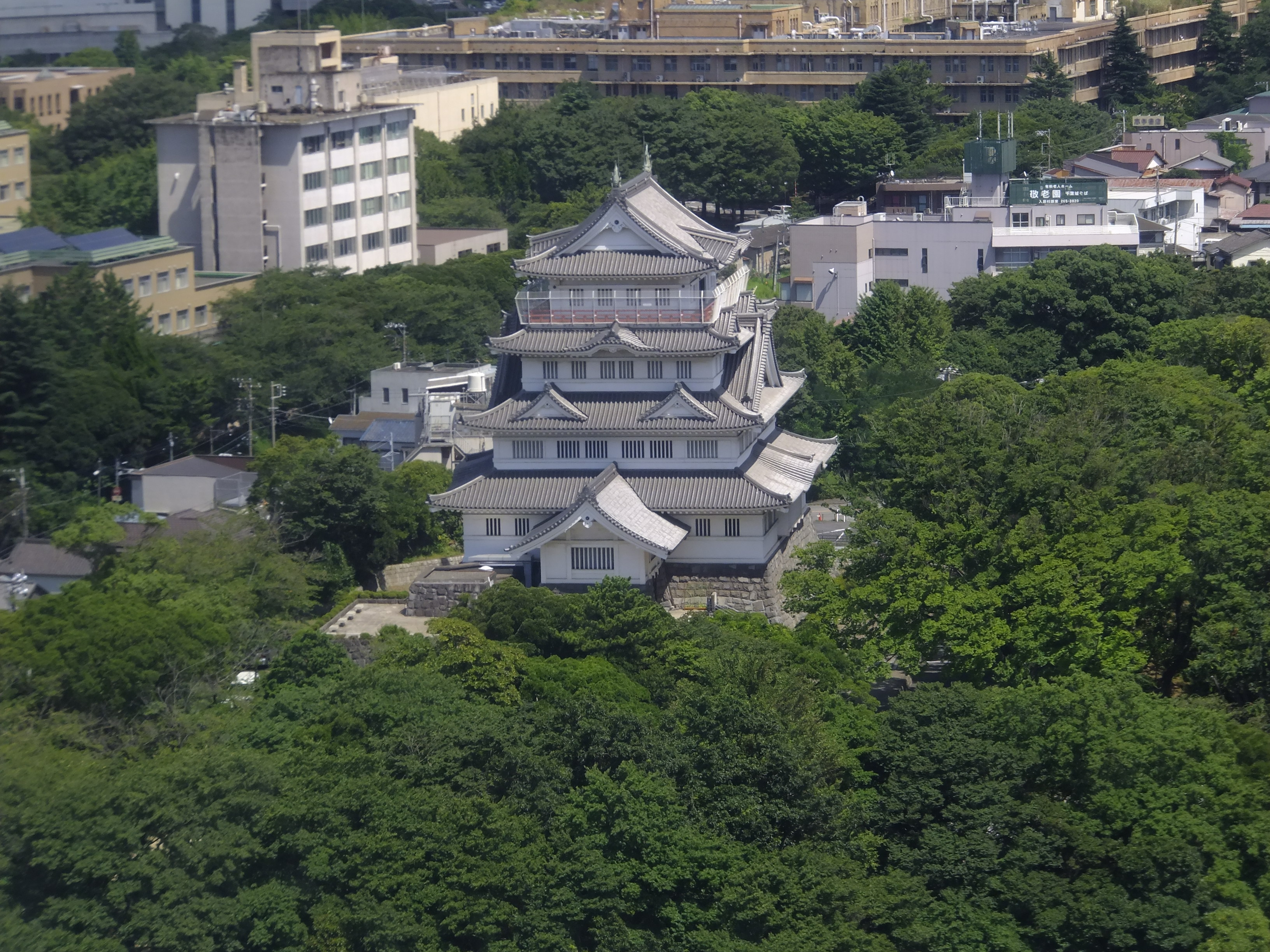
亥鼻城址（亥鼻公園・千葉市立郷土博物館）
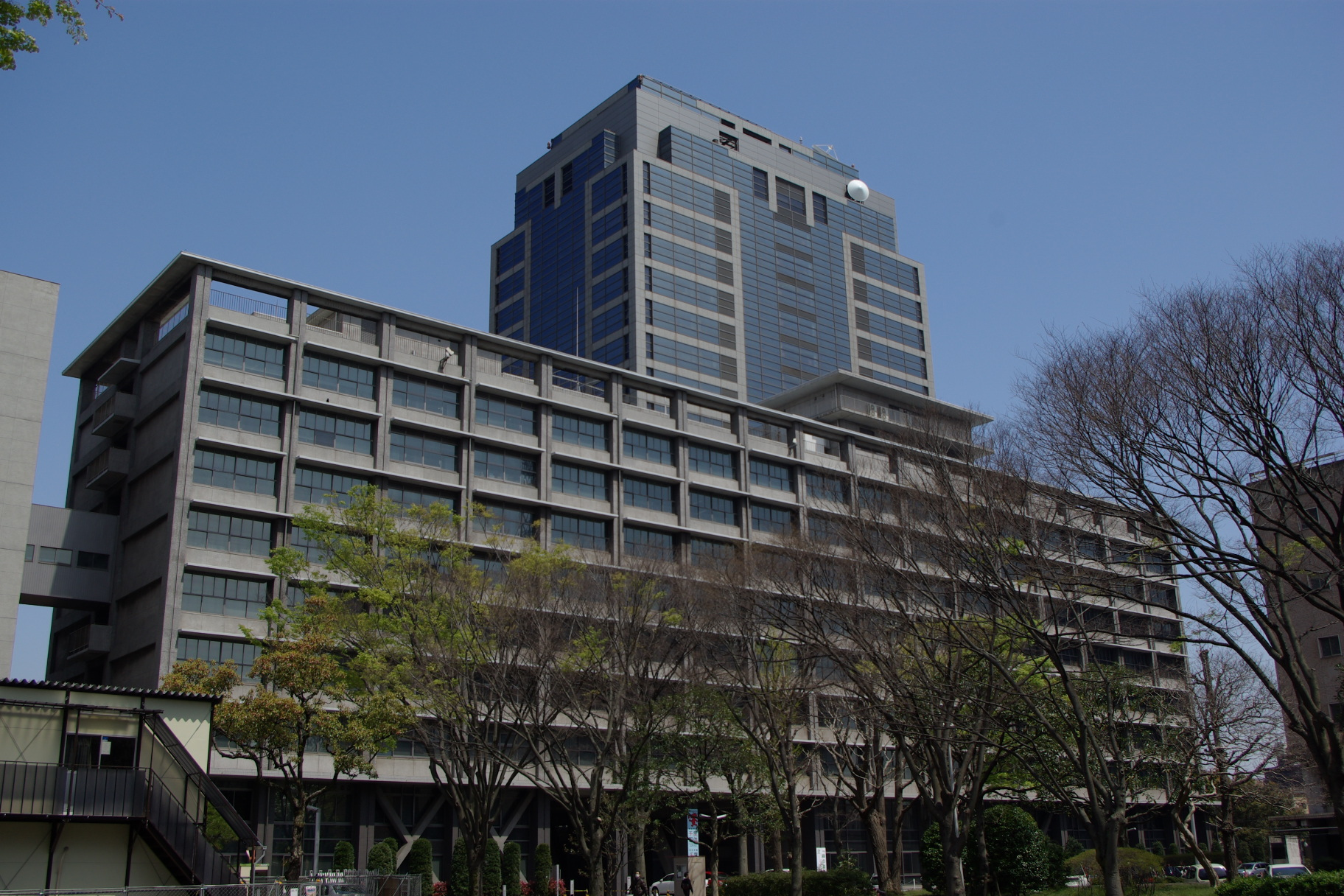
千葉県庁
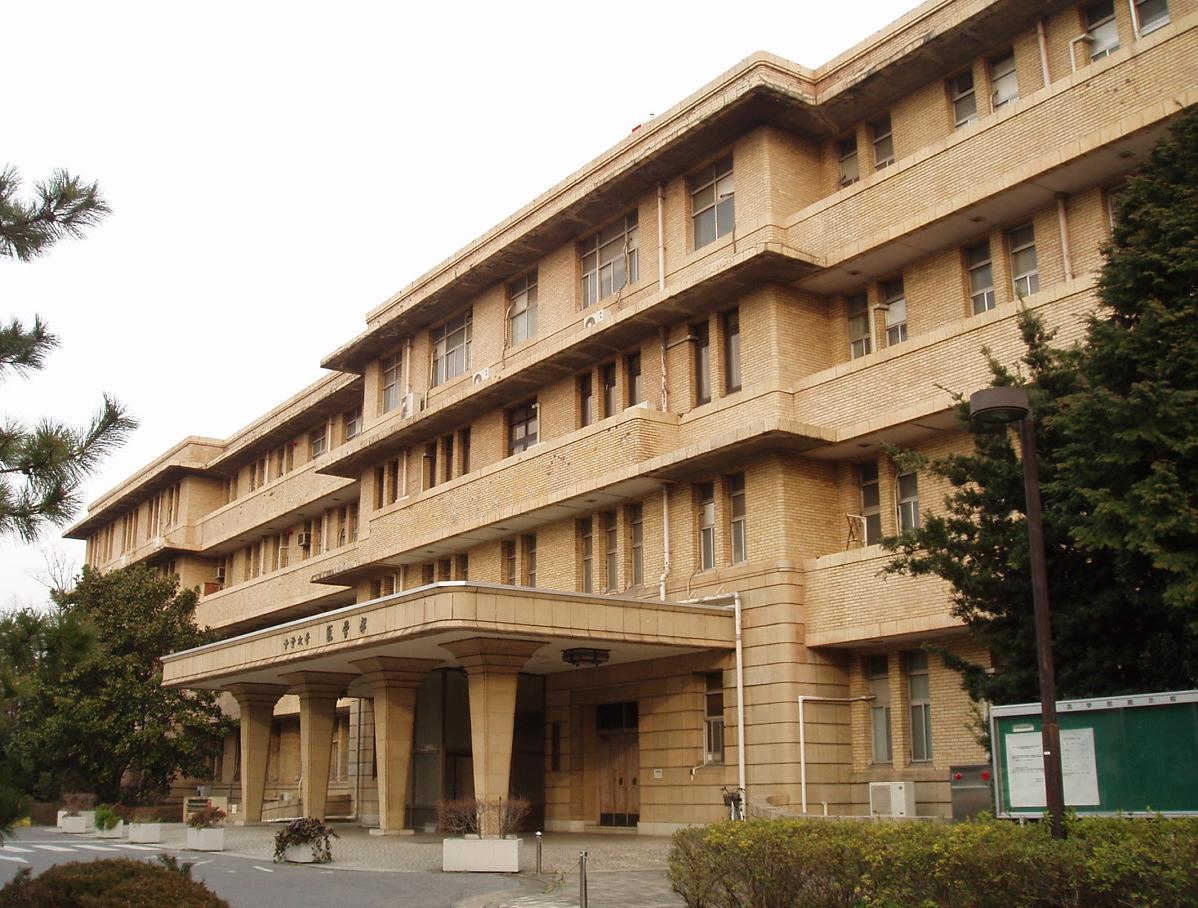
千葉大学医学部本館
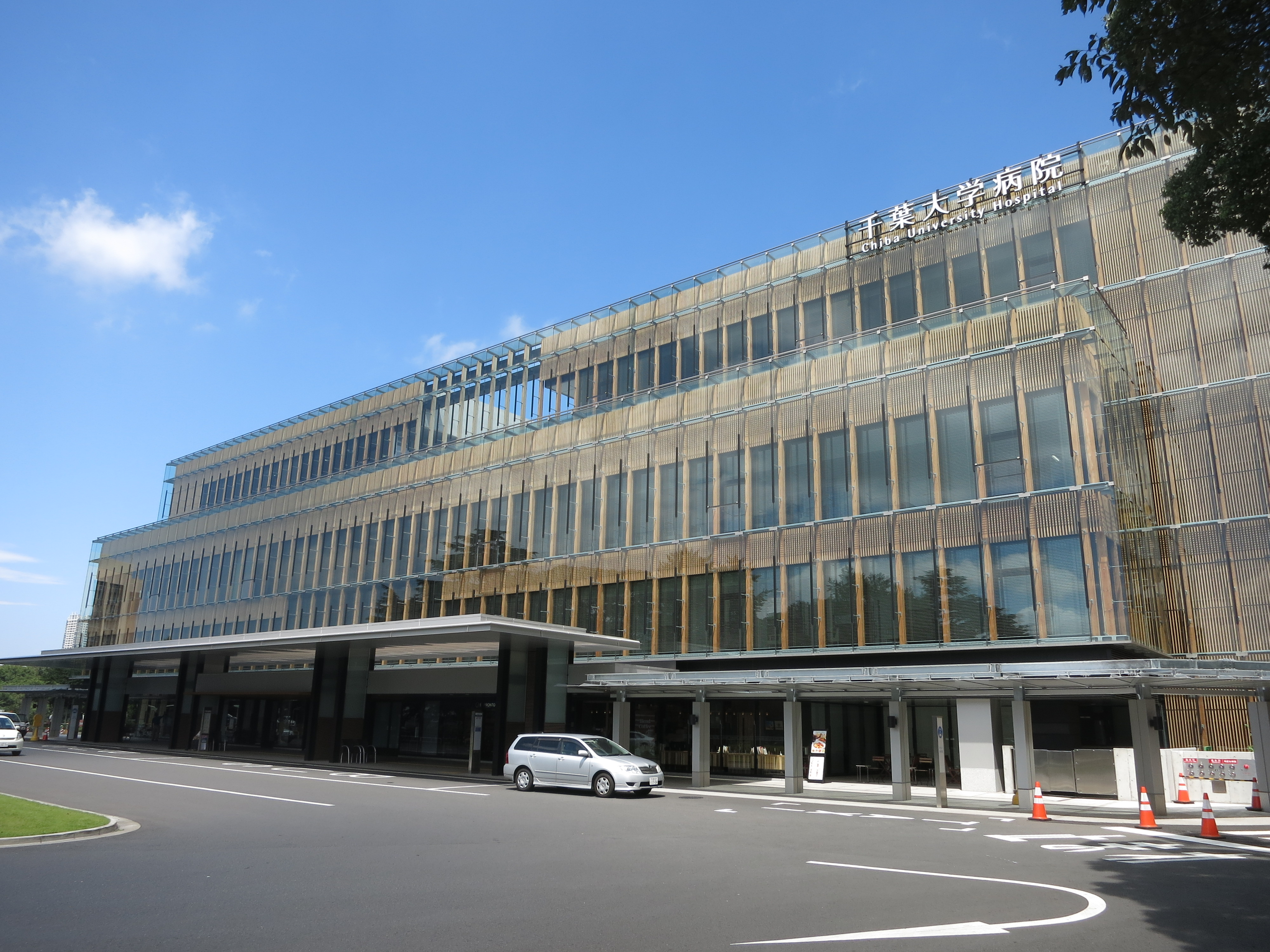
千葉大学医学部附属病院
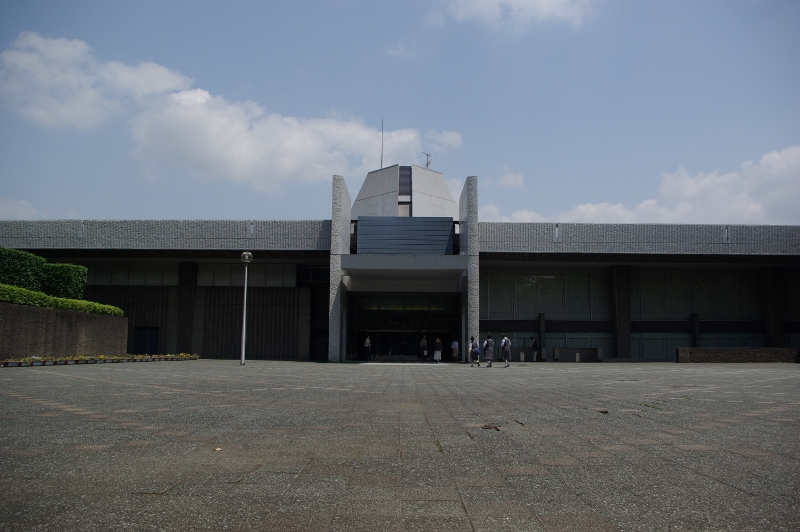
千葉県文化会館

#### 千葉港
- 千葉みなと駅周辺（千葉港、中央港、千葉ポートタウン、ケーズハーバー）

JR東日本「千葉みなと駅」周辺には国際拠点港湾である千葉港の港湾地区を中心に千葉ポートタワーや千葉県立美術館、千葉市役所をはじめ、港湾施設（千葉みなと桟橋、ケーズハーバーなど）、複合施設（千葉ポートスクエア）、商業施設（ミハマニューポートリゾートなど）、企業（京葉銀行千葉みなと本部など）、ホテル（オークラ千葉ホテルなど）、結婚式場（ベイサイドパーク迎賓館など）など港湾都市として整備されており、ウォーターフロントの開発が集中する。歴史的建造物として国の登録有形文化財に登録されている日本勧業銀行本店（現在の千葉トヨペット本社）がある。

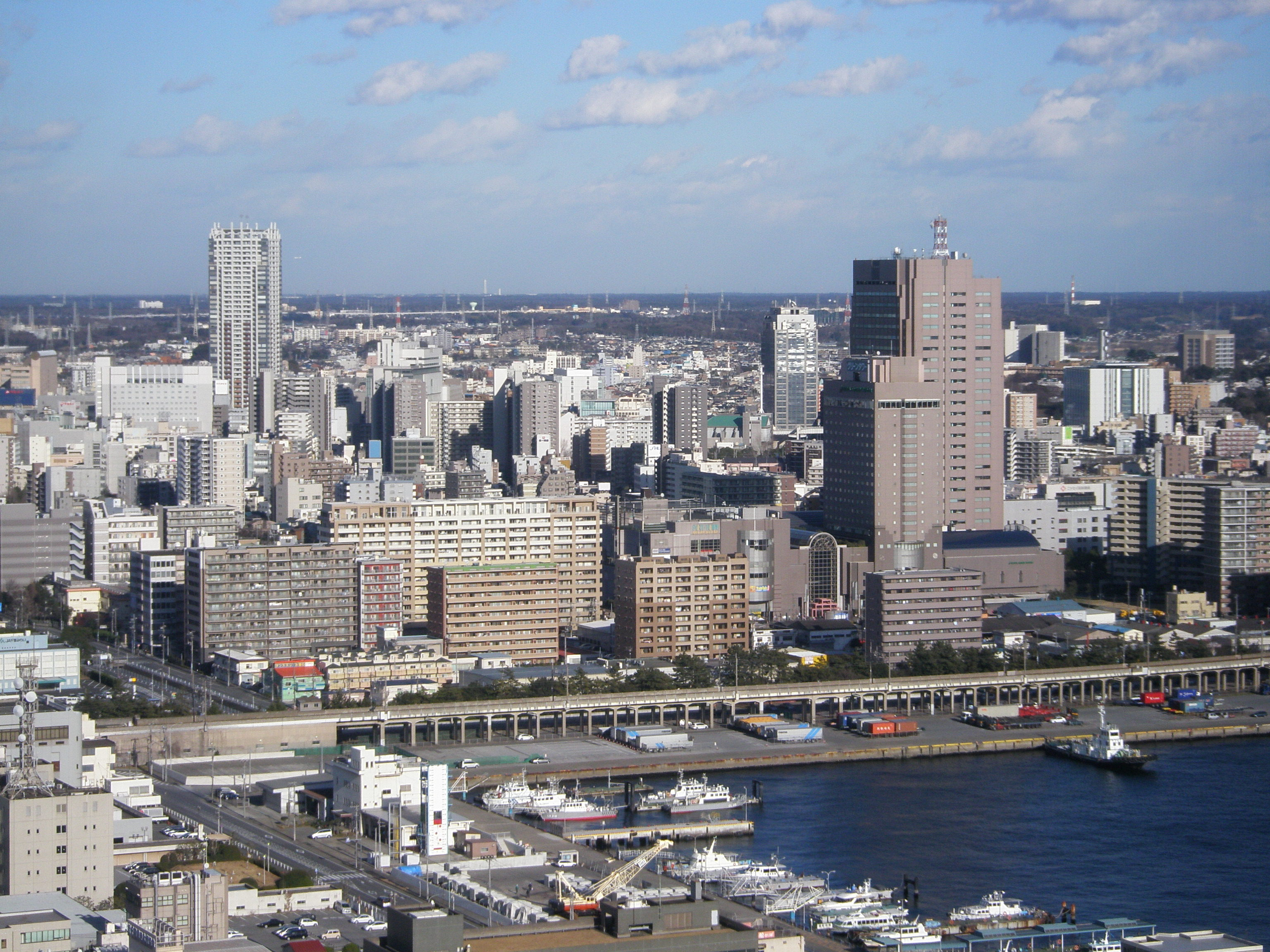
千葉港周辺
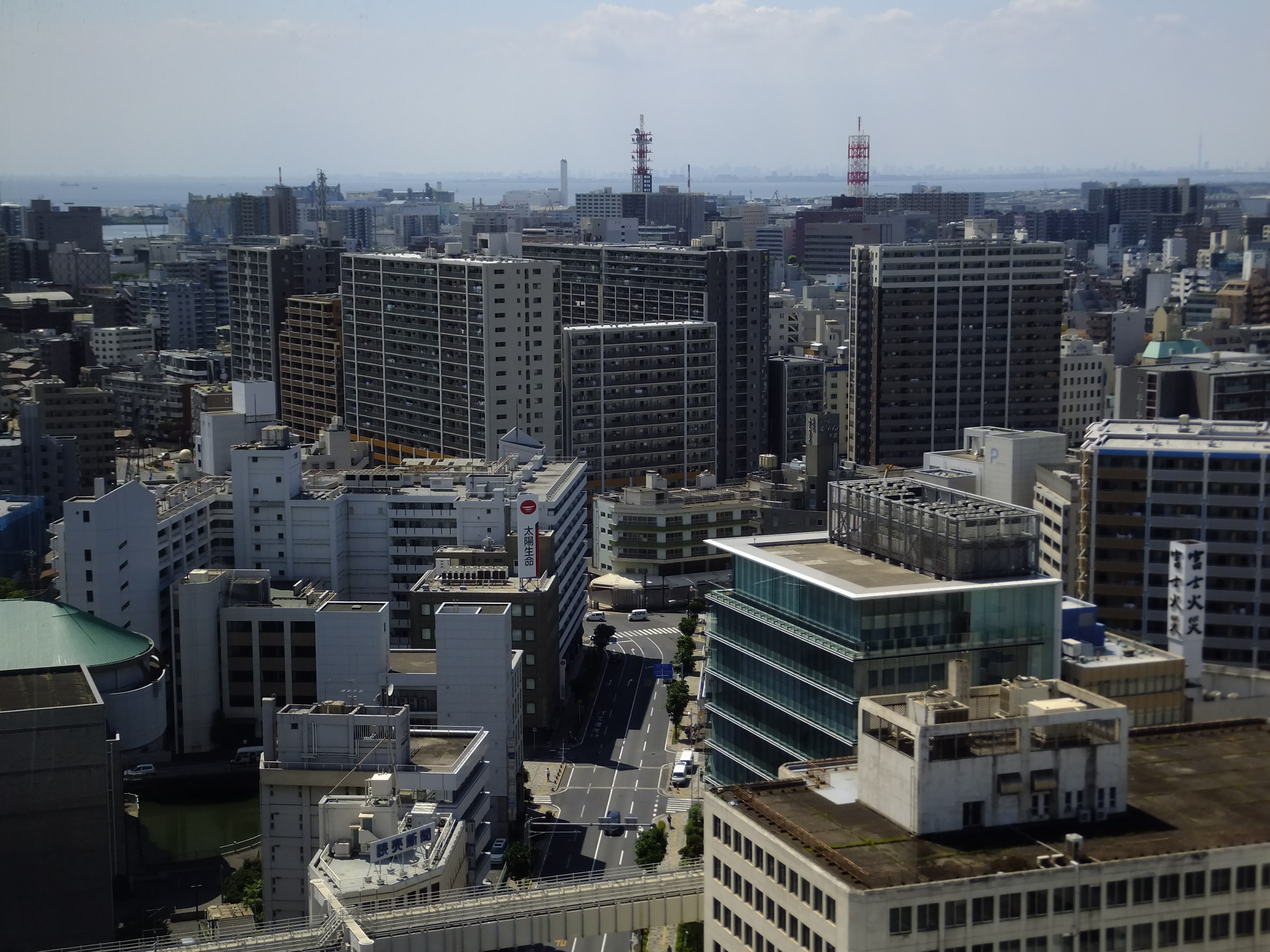
県庁から千葉港方面
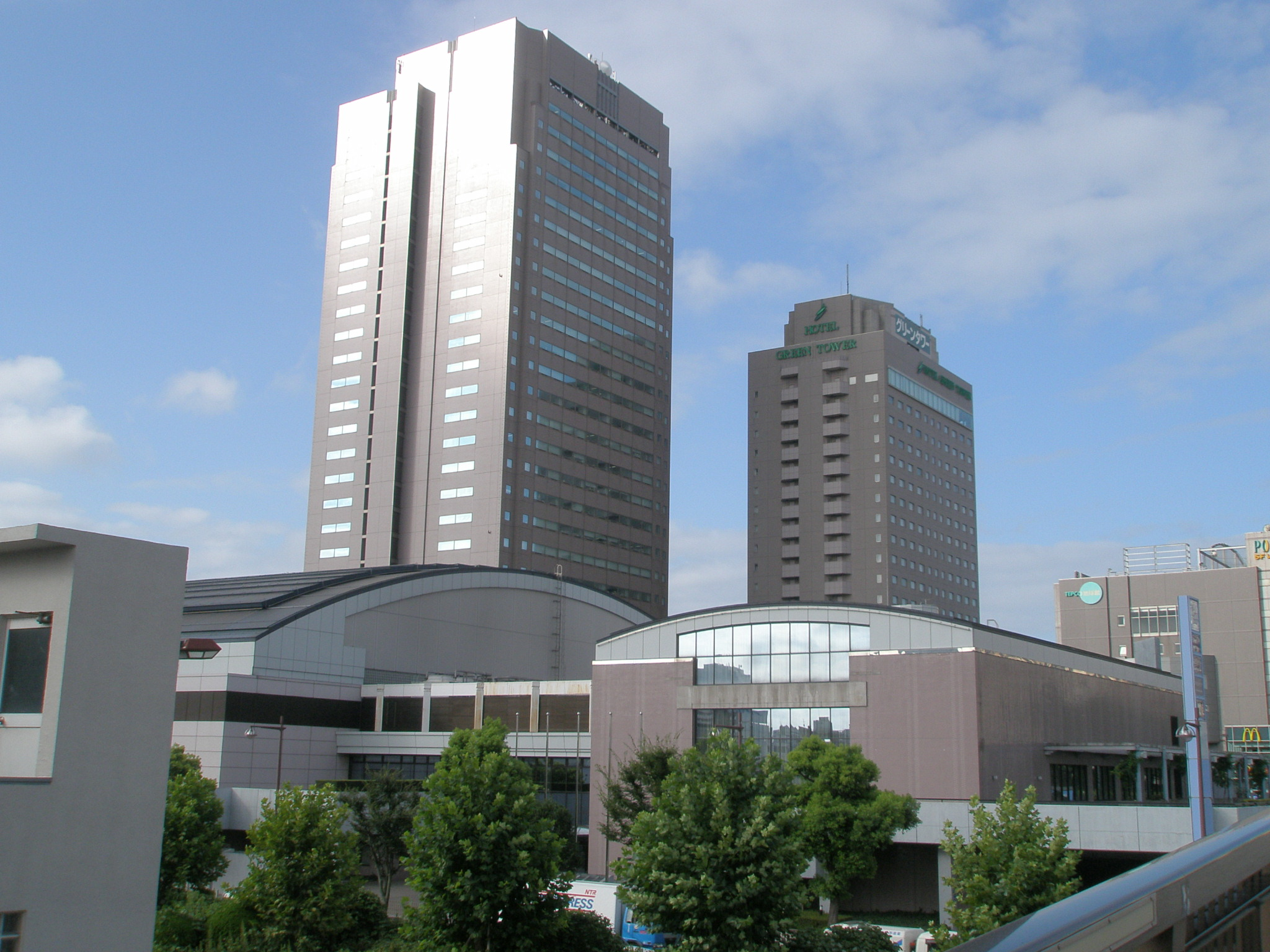
千葉ポートスクエア
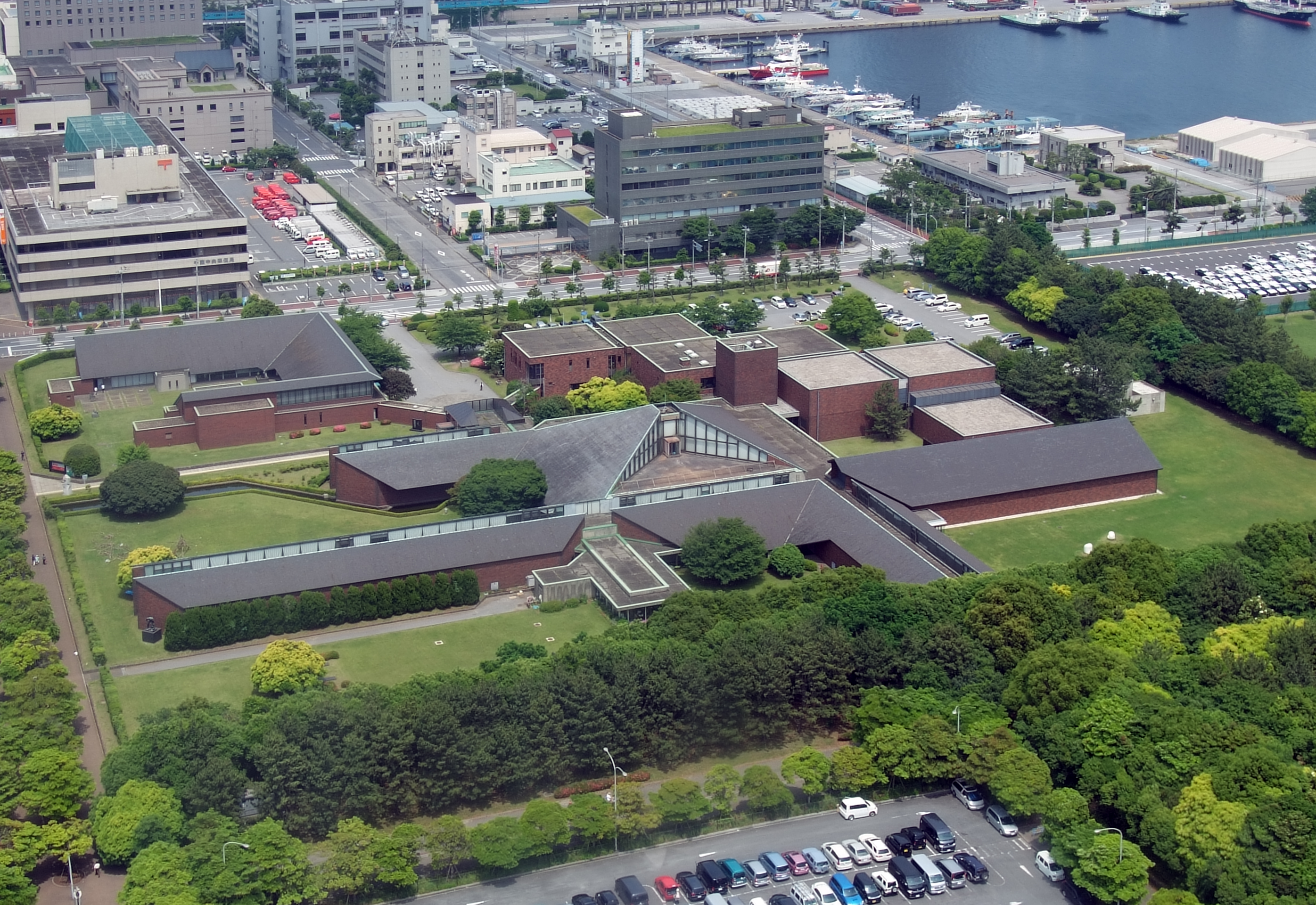
千葉県立美術館
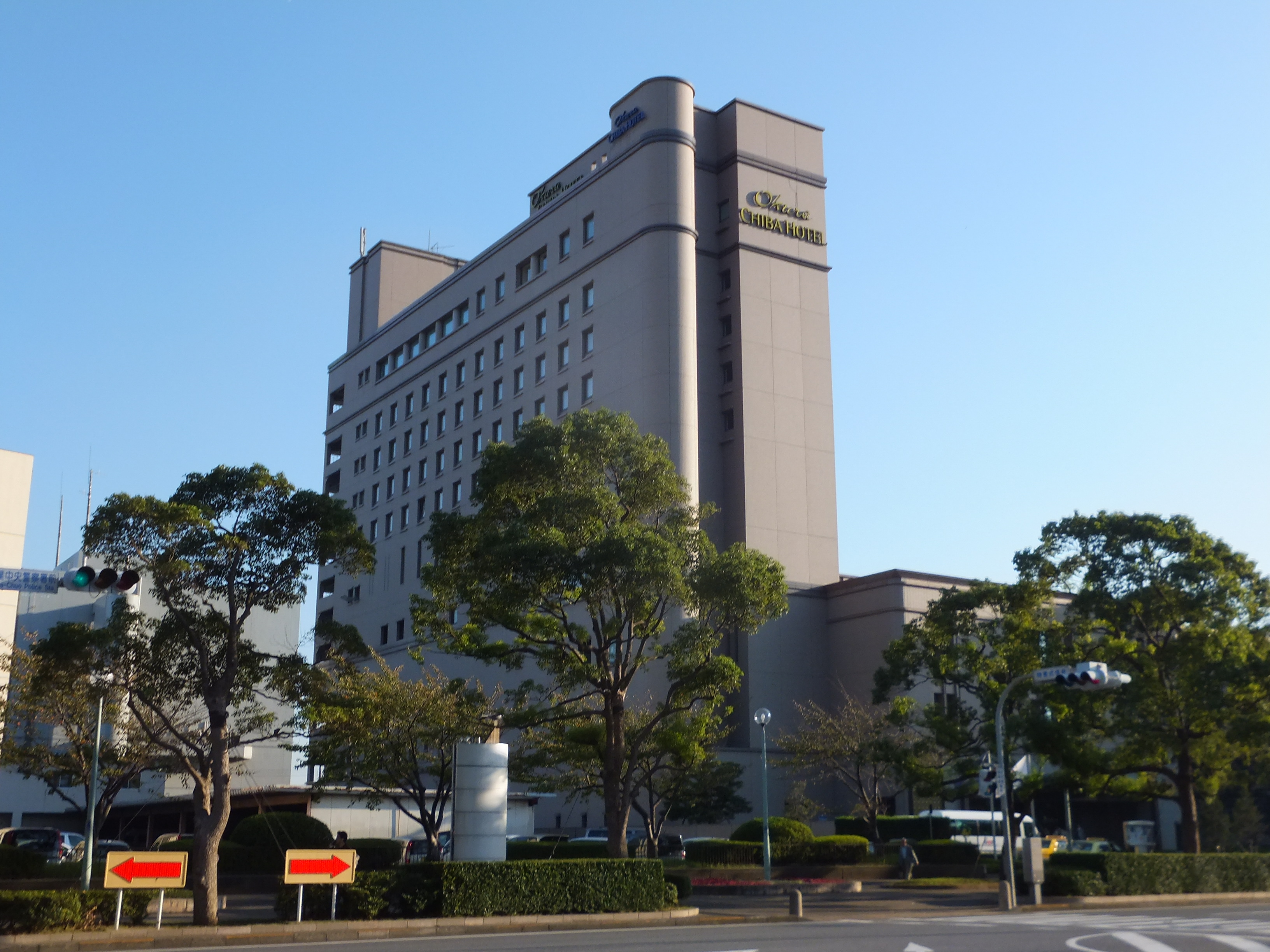
オークラ千葉ホテル
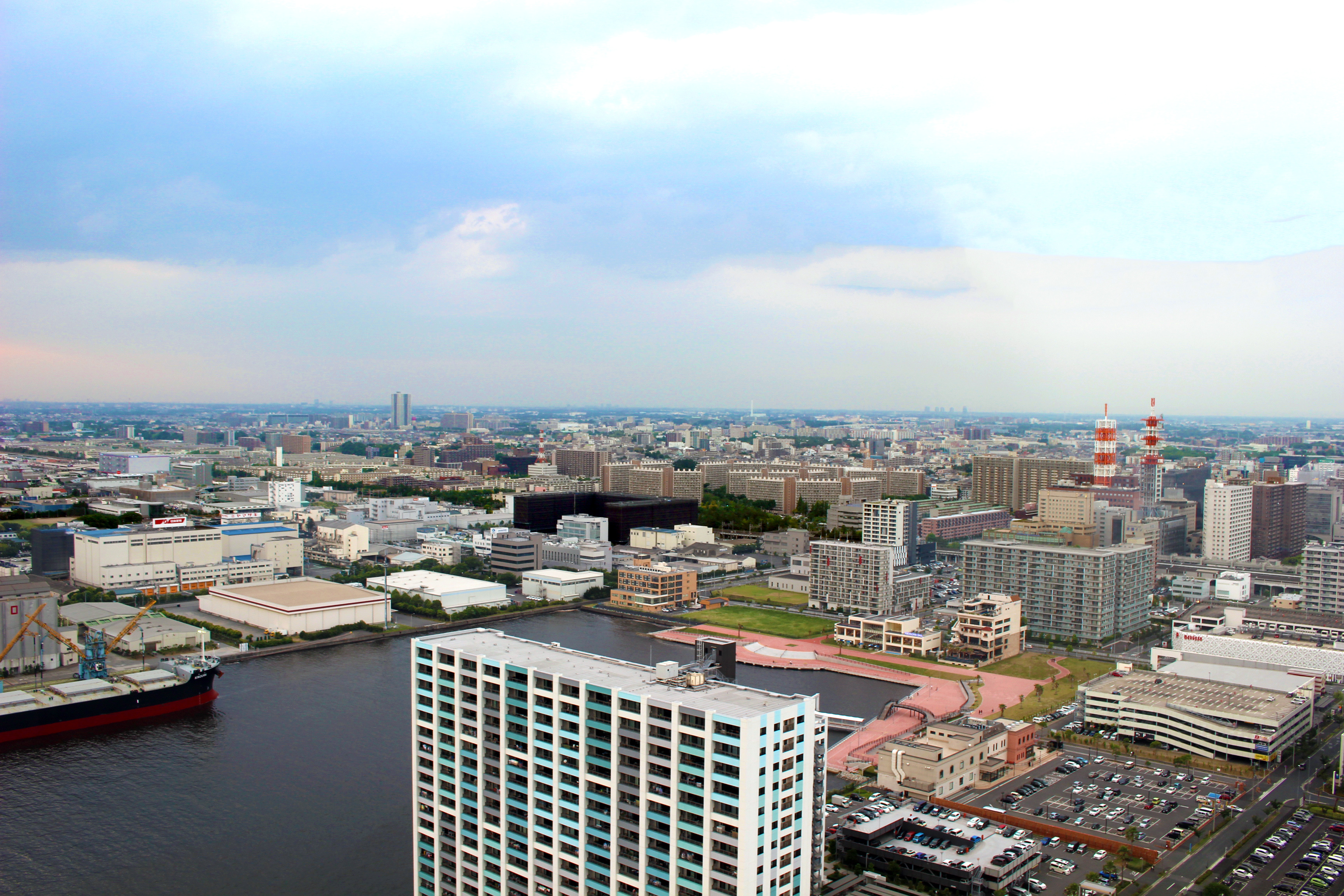
千葉みなと桟橋周辺

### 蘇我副都心
蘇我地区は戦災復興の一環として誘致された川崎製鉄の企業城下町である。千葉市は、蘇我駅周辺地区を千葉都心・幕張新都心に続く第三の都心と位置付け、2003年から川崎町地区の旧川鉄千葉製鉄所のほぼ全域と蘇我駅周辺地区を含めた蘇我臨海地区土地区画整理事業を開始し、大型商業施設や球技場を中核とした商業地区や公園施設の整備が行われている。これに伴い、土地区画整理後に商業施設やフクダ電子アリーナが建設され、将来的な周辺人口増による利用者増を見越して、千葉市とJR東日本により駅施設の拡充が行われている。2004年8月に駅本屋の拡充が、2005年に西口駅前広場の整備が終了している。JR東日本蘇我駅周辺にはハーバーシティ蘇我などの大型商業施設やジェフユナイテッド市原・千葉のホームスタジアムであるフクダ電子アリーナなどが整備されている。

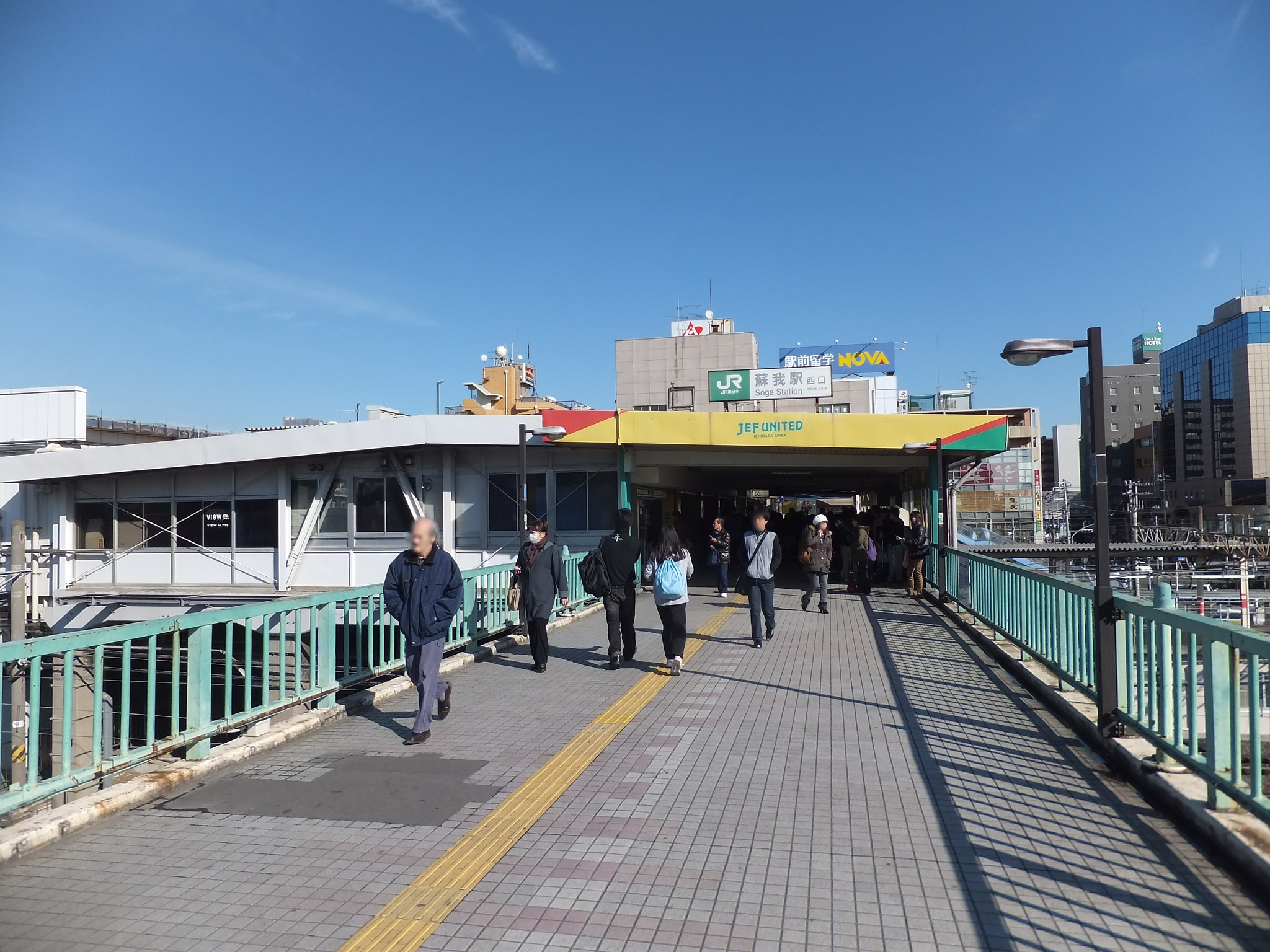
蘇我駅（JR東日本）
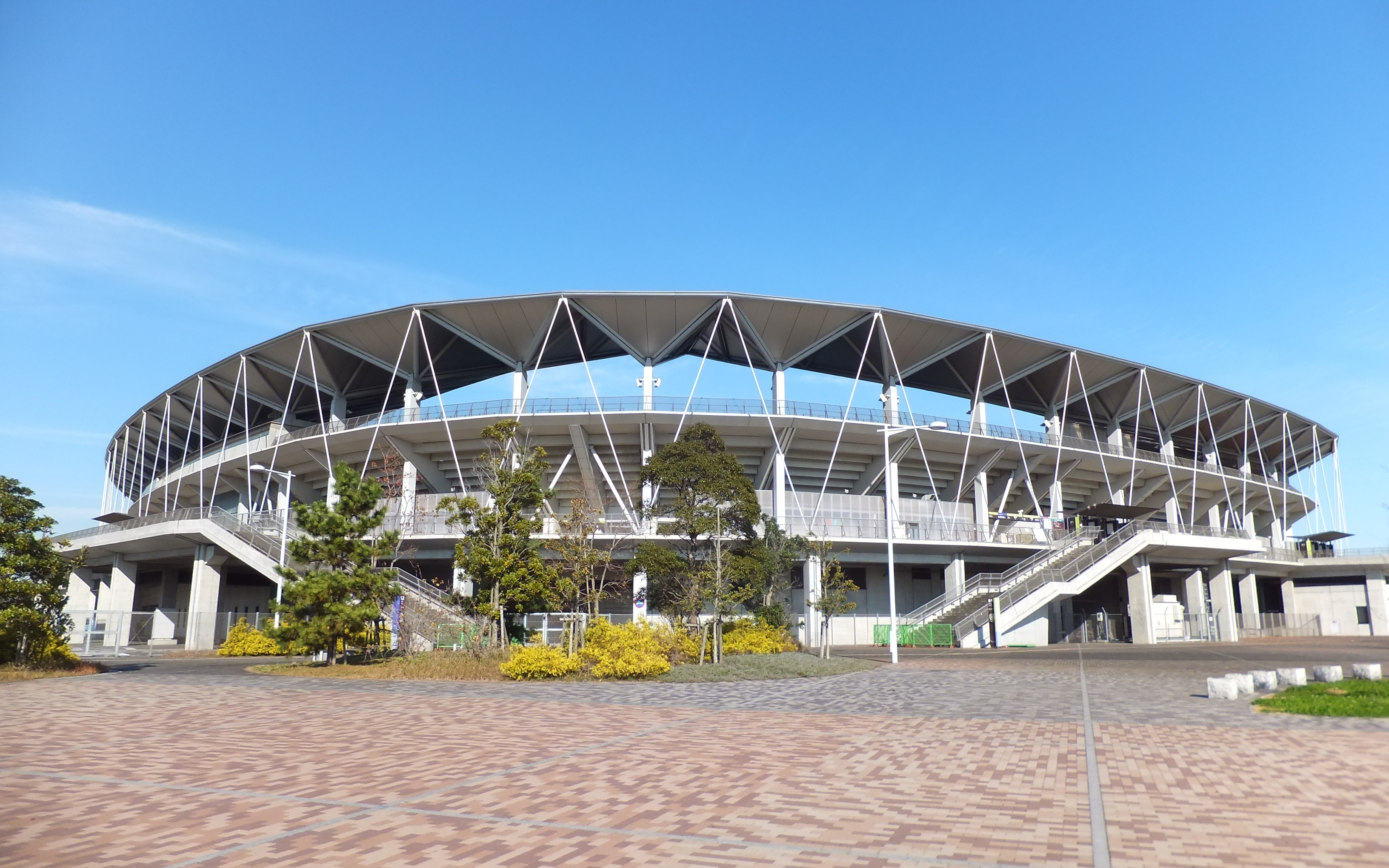
フクダ電子アリーナ
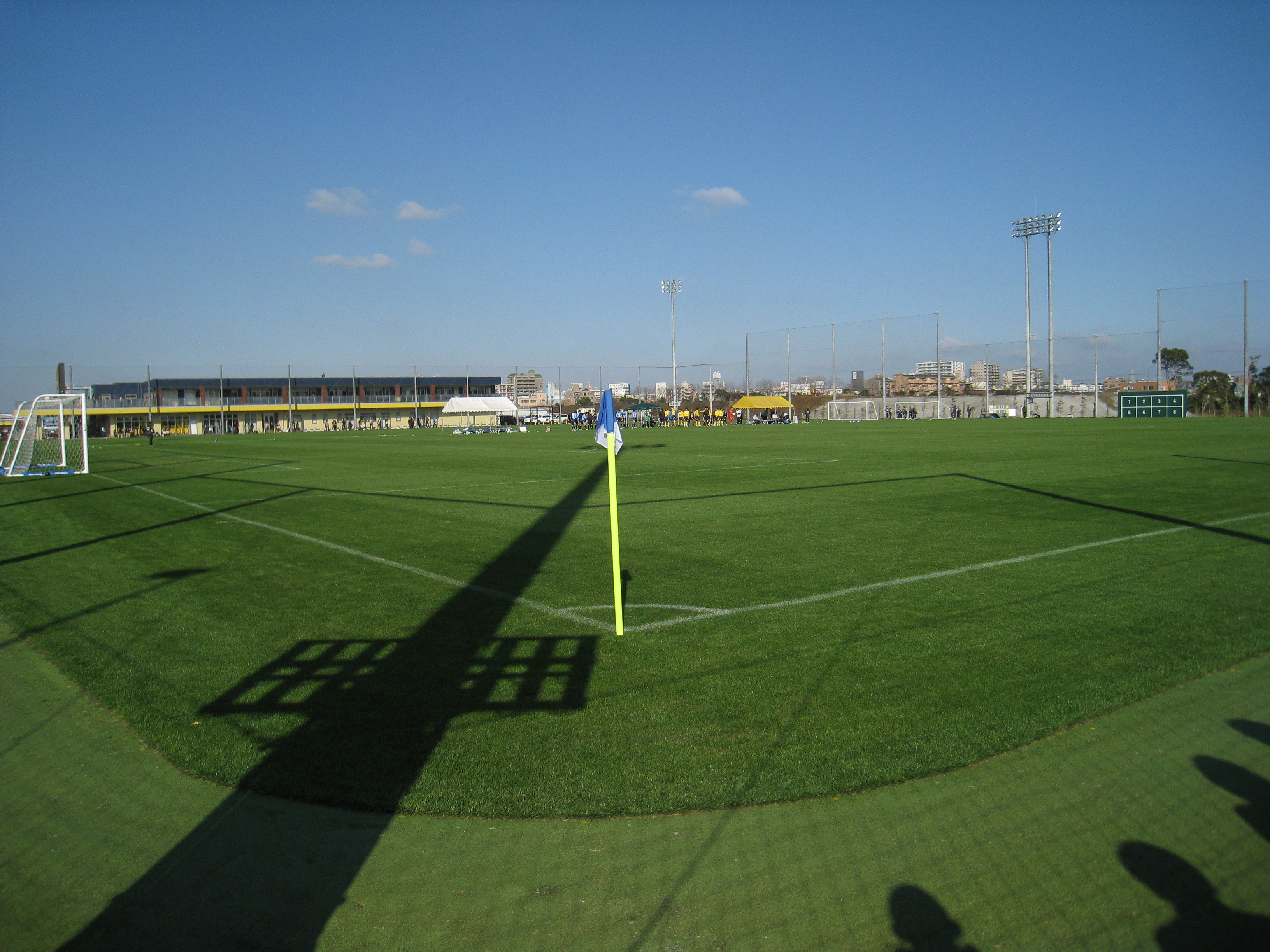
ユナイテッドパーク
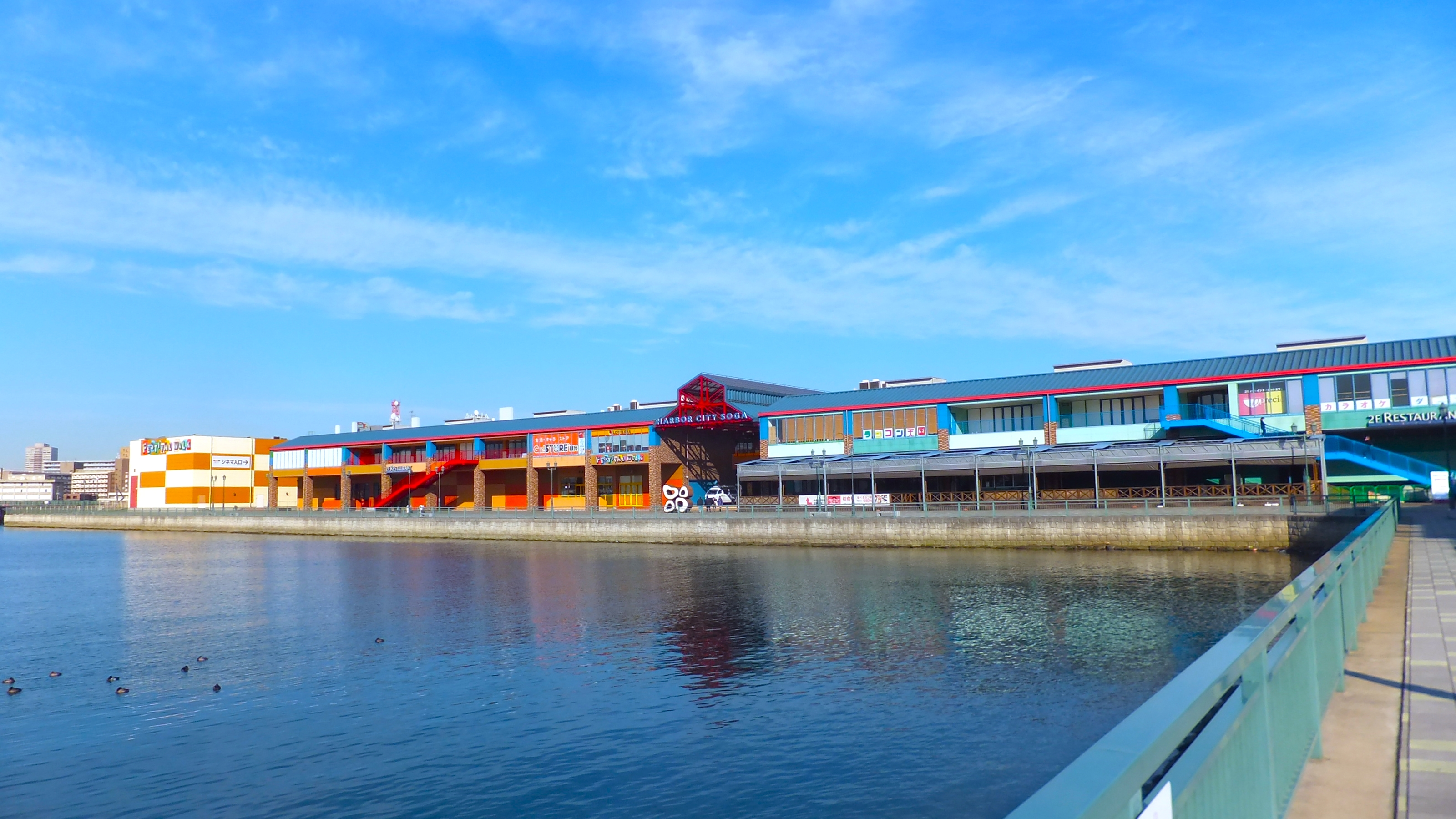
Festival Walk蘇我
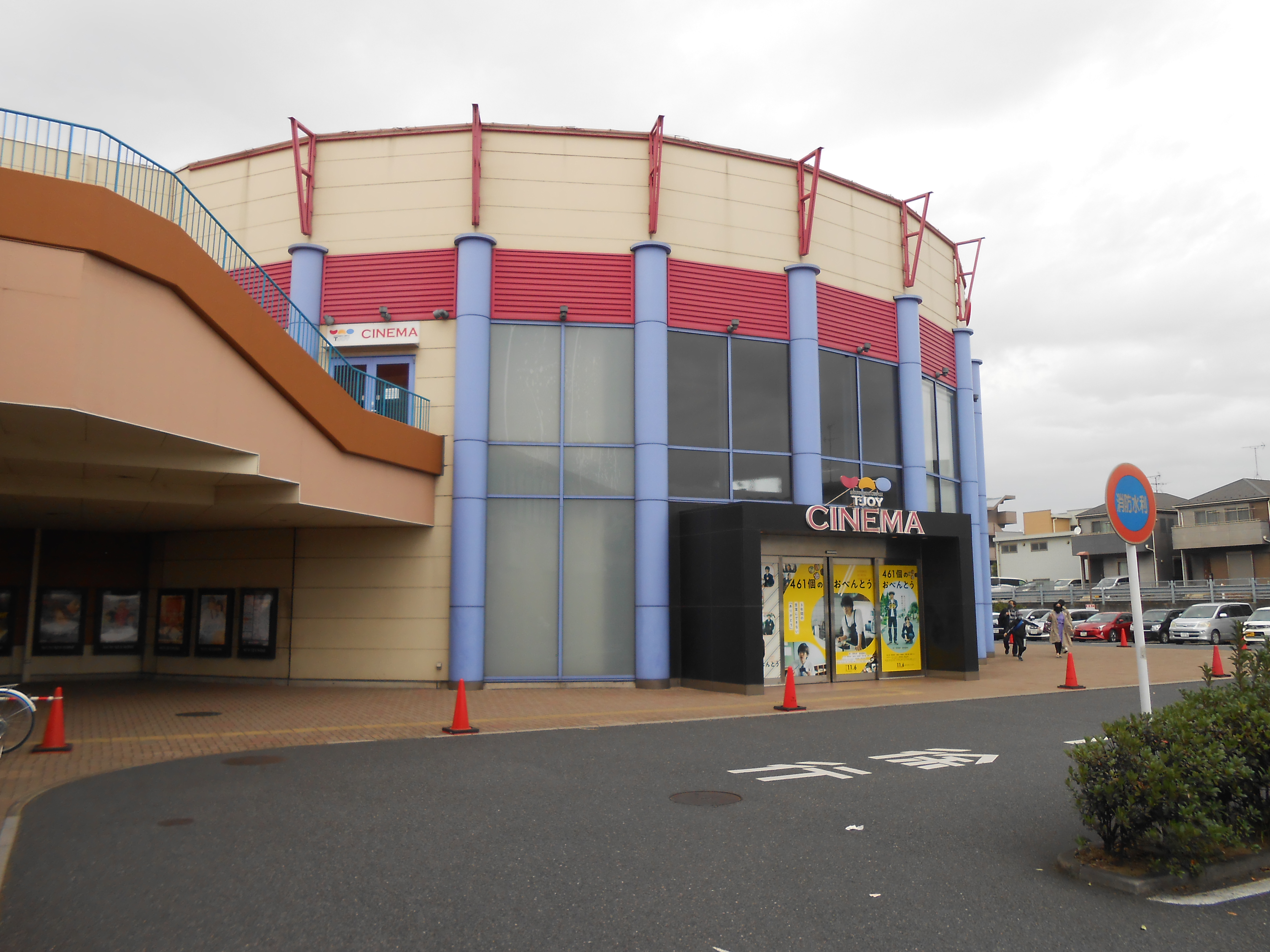
T・ジョイ蘇我
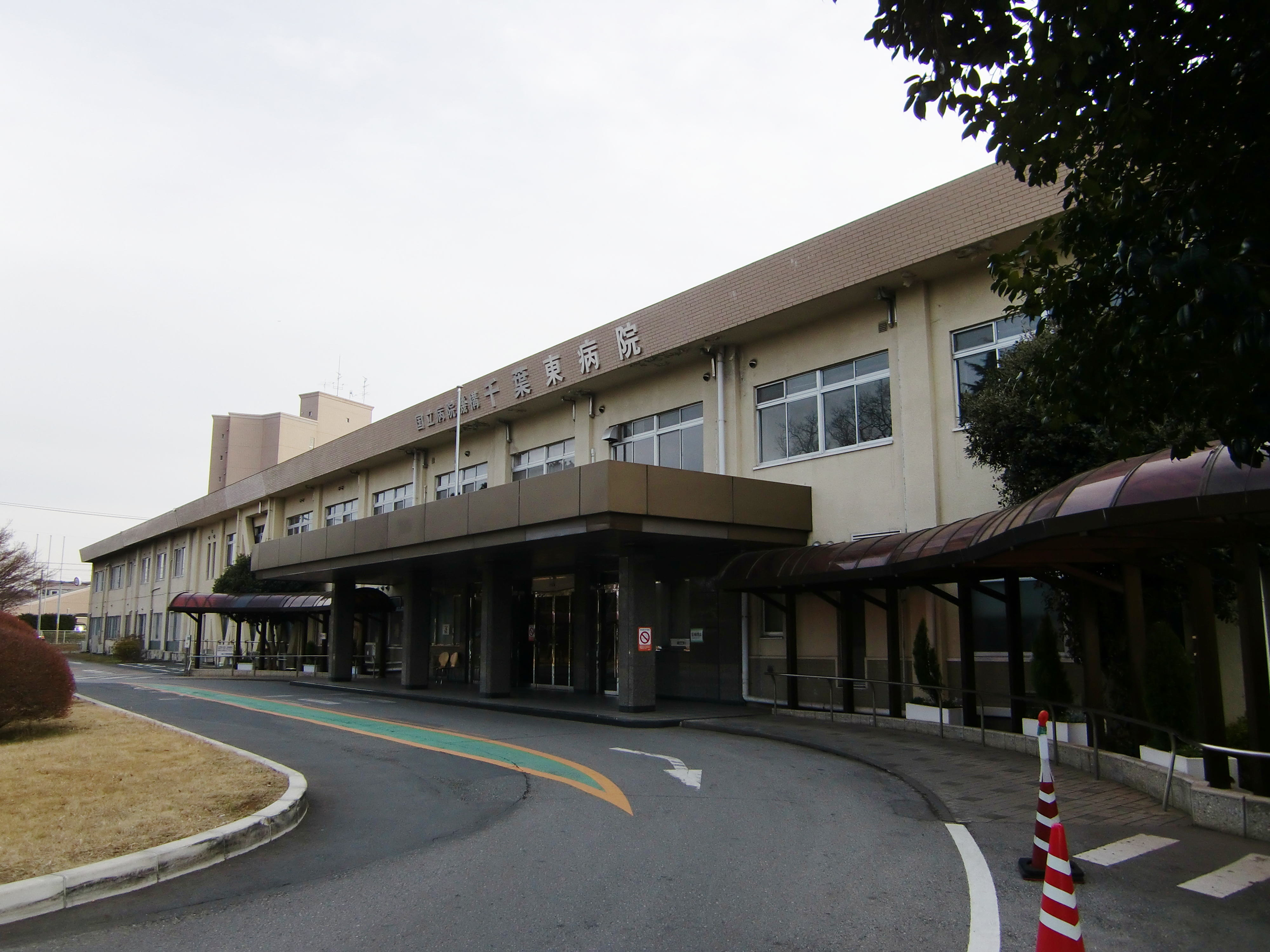
国立病院機構千葉東病院

### 幕張新都心
幕張新都心地区には、大規模見本市や国際会議などが開かれる幕張メッセ（国際展示場・国際会議場）・幕張イベントホールをはじめ、日本を代表する多国籍企業や外資系企業が入居する超高層ビル（ワールドビジネスガーデン・幕張テクノガーデン）、宿泊施設および大規模商業施設が数多く進出しており、国際機関および国家機関（官公庁）の研究・研修機関を中心とした教育・研究施設や、幕張ベイタウン・幕張ベイパークの中高層マンション群などにより「職・住・学・遊」の複合機能の集積が進む。ベイエリアには、人工海浜やヨットハーバーなどが整備されている。最寄り駅はJR東日本「海浜幕張駅」。
サッカー日本代表の拠点である高円宮記念JFA夢フィールドや本田圭佑自社グラウンドゾゾパークホンダフットボールエリア、プロ野球チーム・千葉ロッテマリーンズの本拠地である千葉マリンスタジアムを有し、国際千葉駅伝、レッドブル・エアレース・ワールドシリーズ日本会場（幕張海浜公園）、2020年東京オリンピック・パラリンピック競技会場（幕張メッセ）など、一大スポーツ拠点ともなっている。
東京都心・東京国際空港と成田国際空港のほぼ中間地に位置するため、そのアクセスの良さから年間約2,700万人が訪れる。

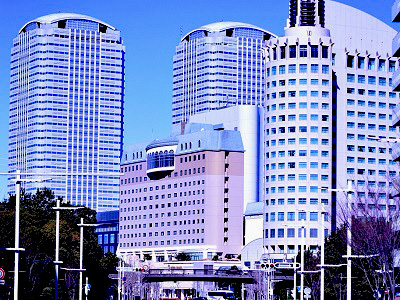
メッセ大通り（ホテルエリア）
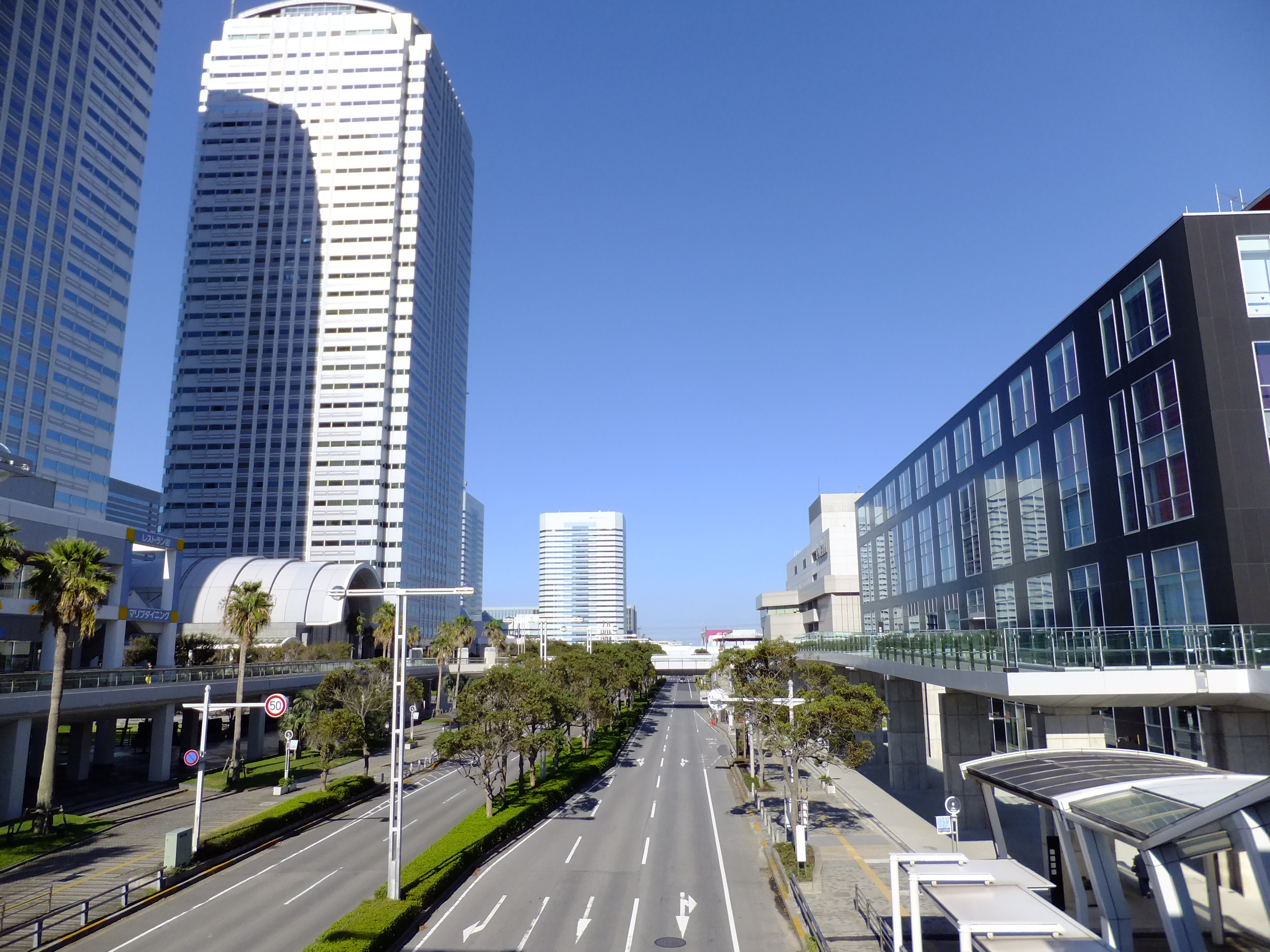
国際大通り（ビジネスエリア）
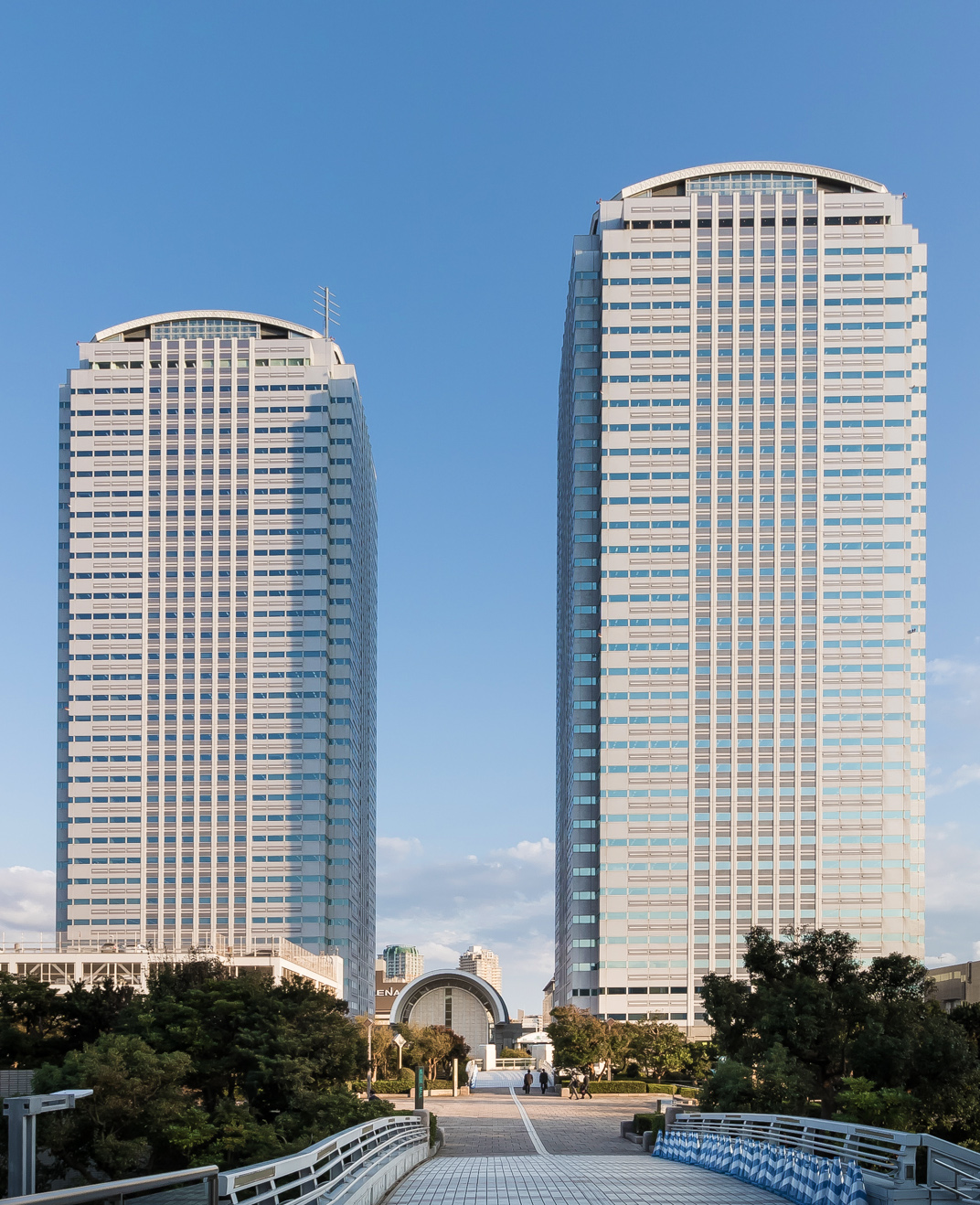
ワールドビジネスガーデン
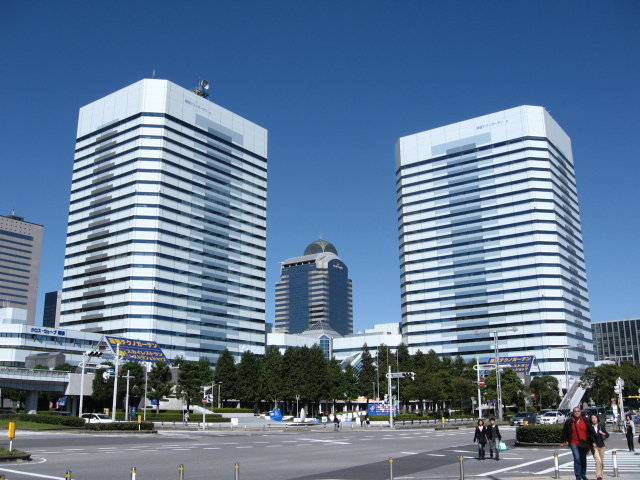
幕張テクノガーデン
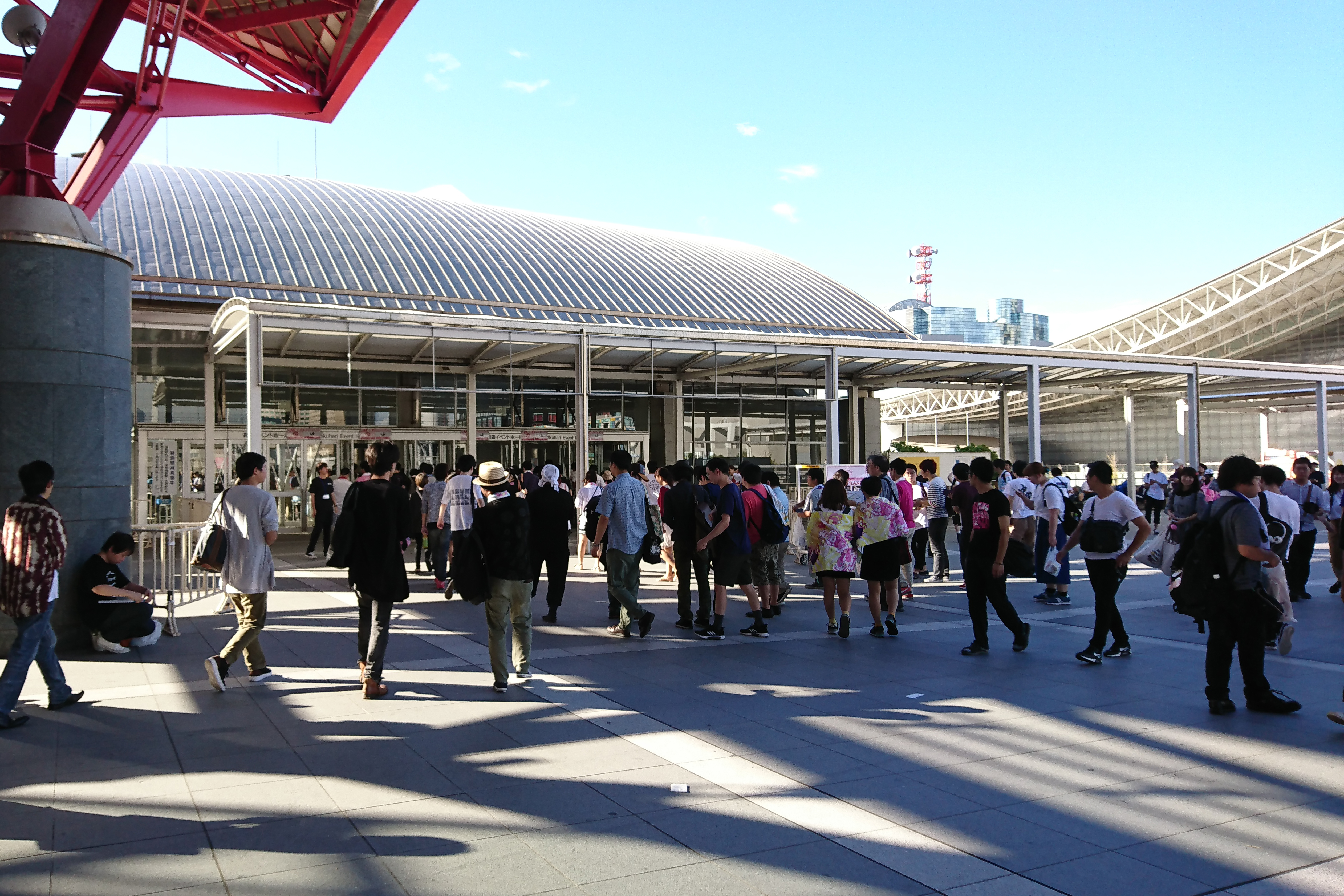
幕張イベントホール
幕張ベイタウン

### 重要地域拠点・生活拠点
各区の重要地域拠点（稲毛、幕張、都賀、鎌取）、生活拠点（検見川浜、稲毛海岸、土気、誉田、千城台、西千葉、検見川、幕張本郷、浜野）の市街地はそれぞれの拠点駅前を中心に形成されている。
生活拠点地区は駅前に拠点性を持つ大型商業施設（複合施設）や動線整備がされている。

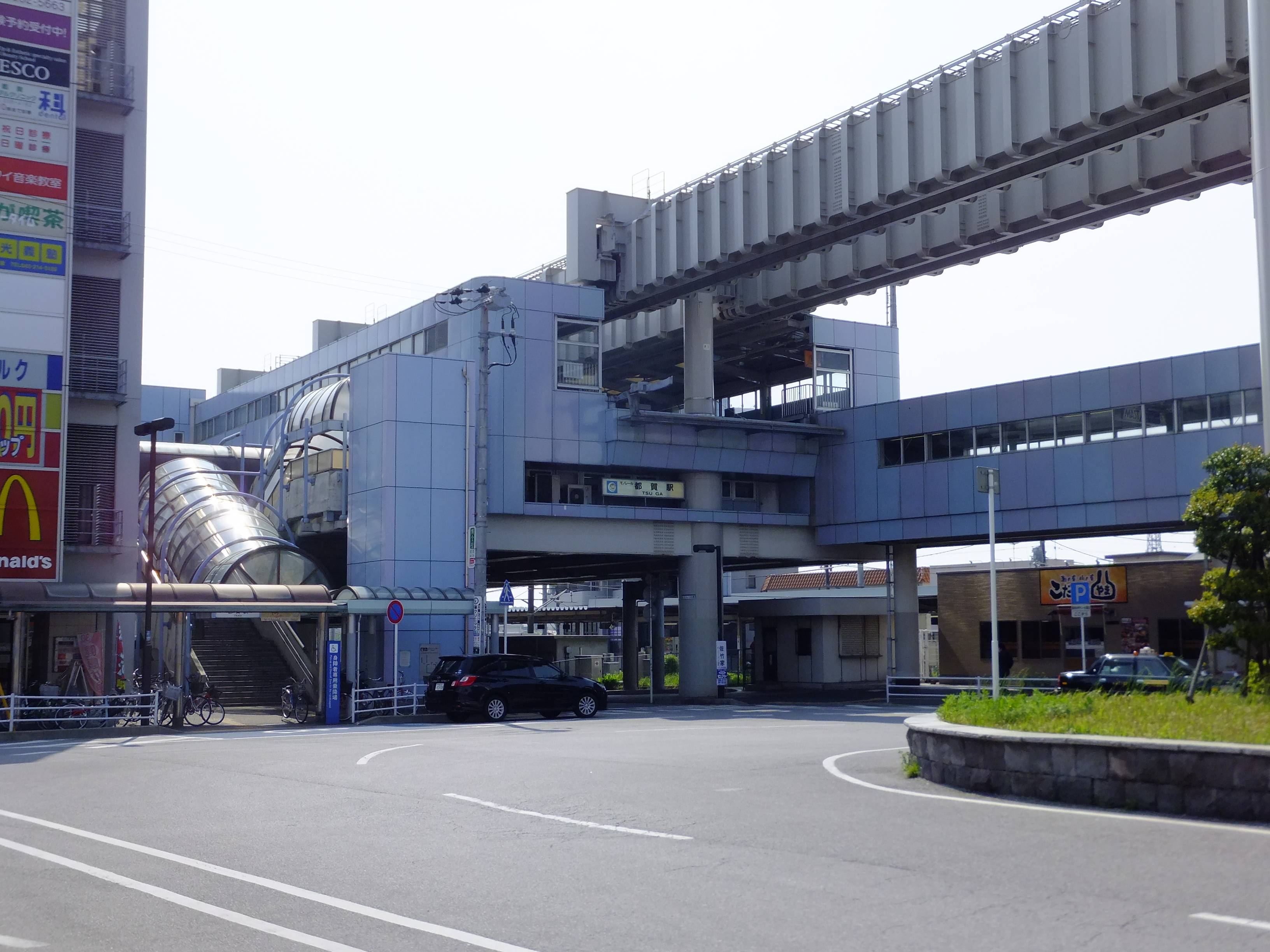
都賀駅（JR東日本・千葉都市モノレール）
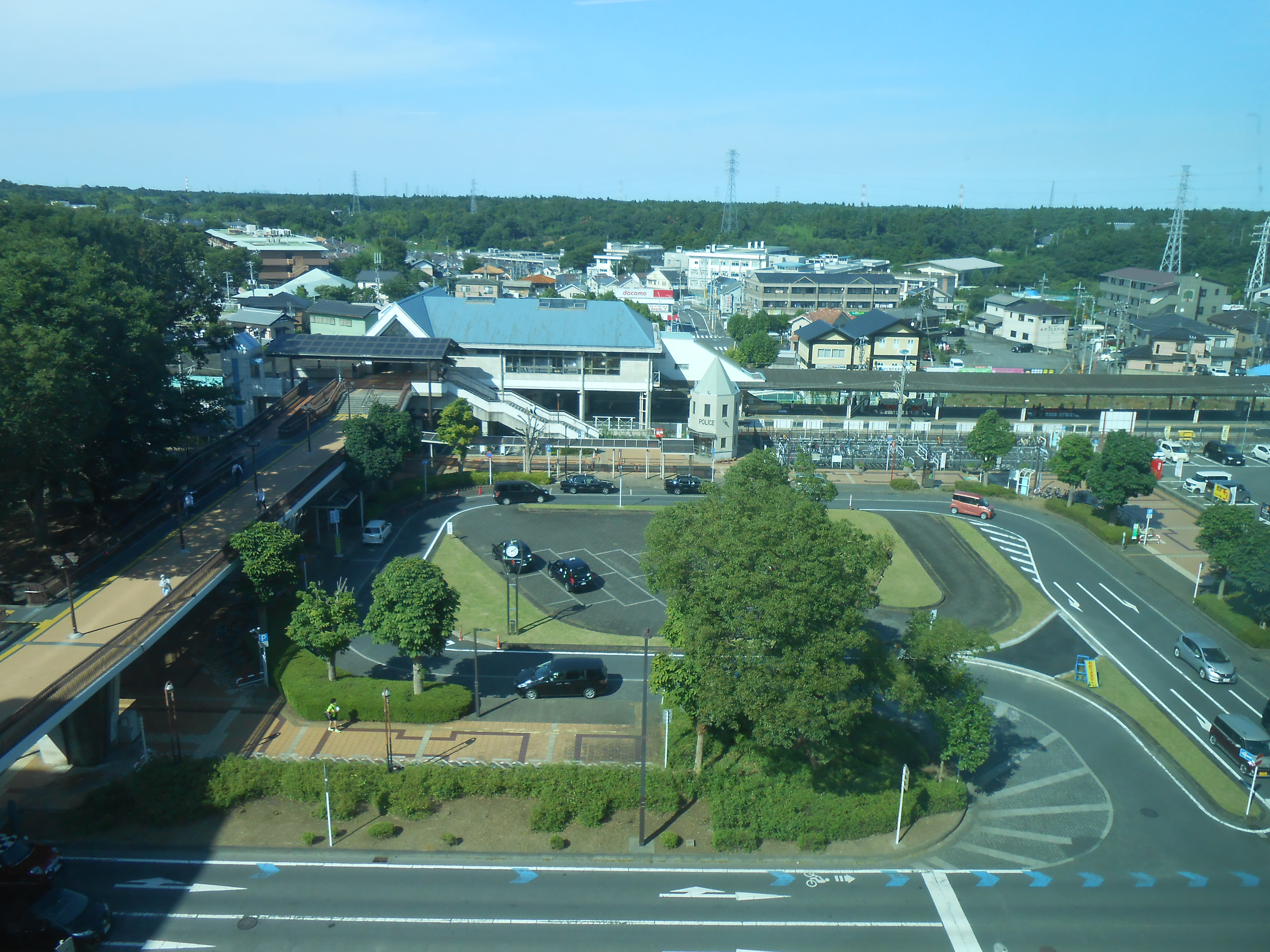
鎌取駅（JR東日本）
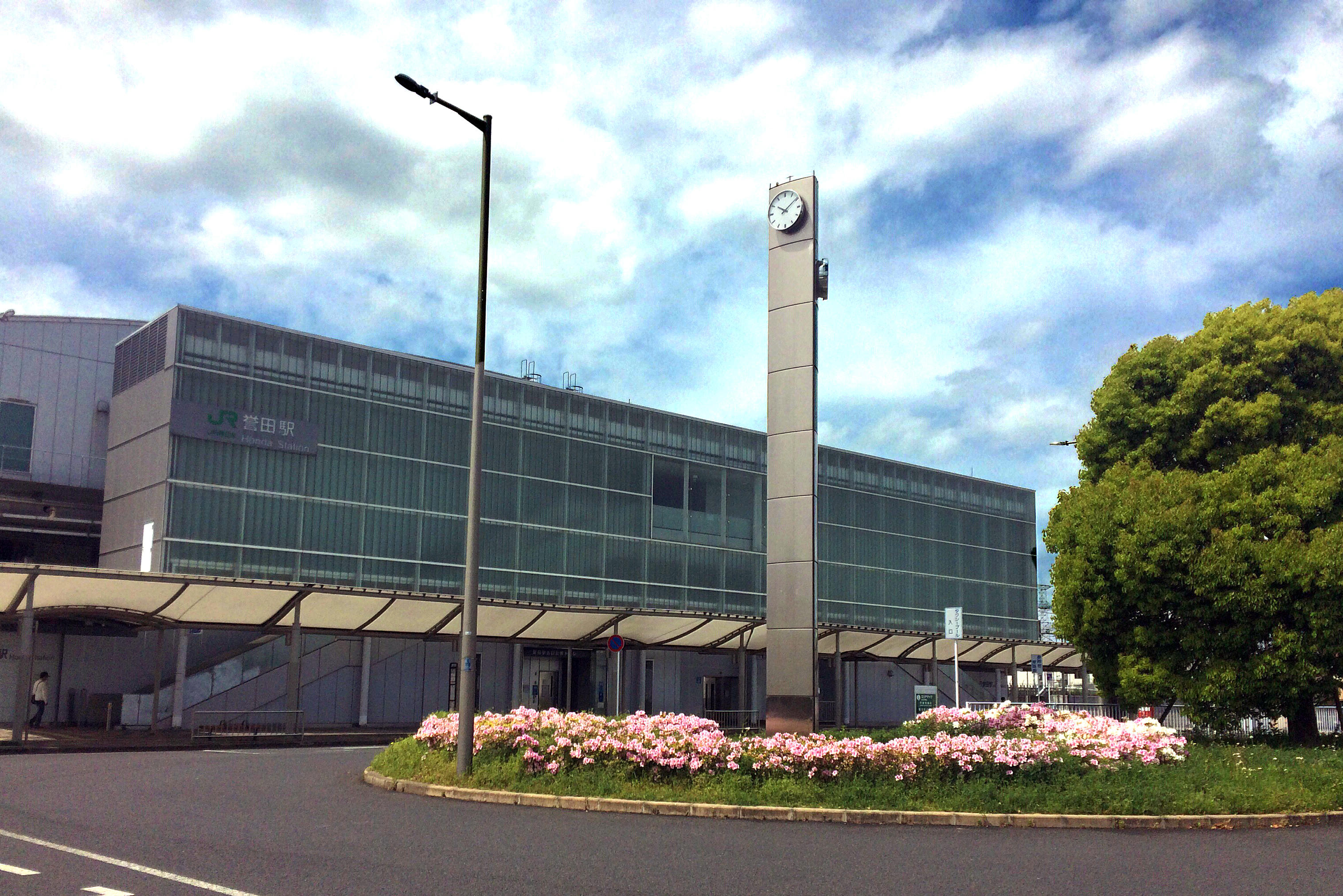
誉田駅（JR東日本）
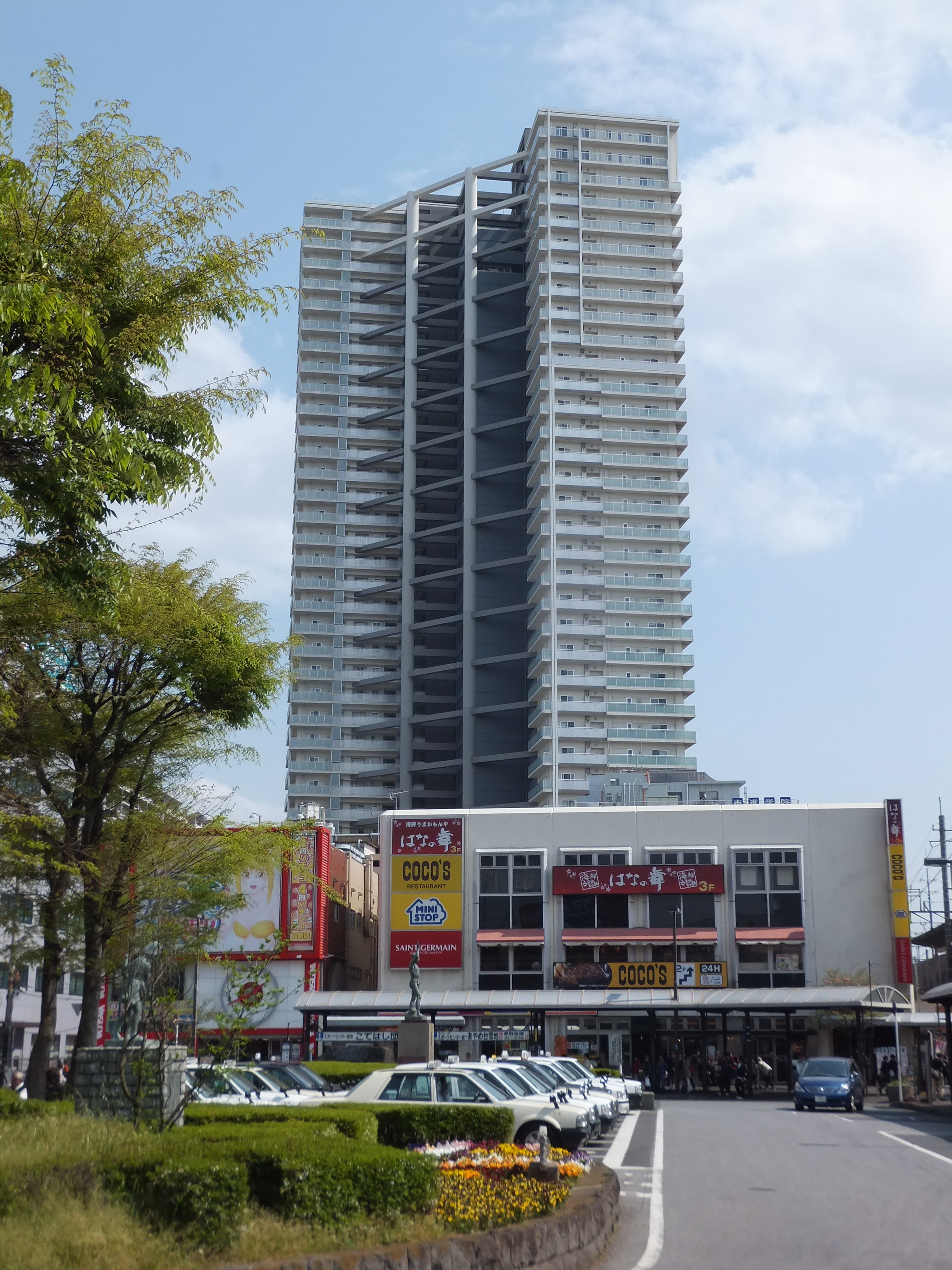
稲毛駅前
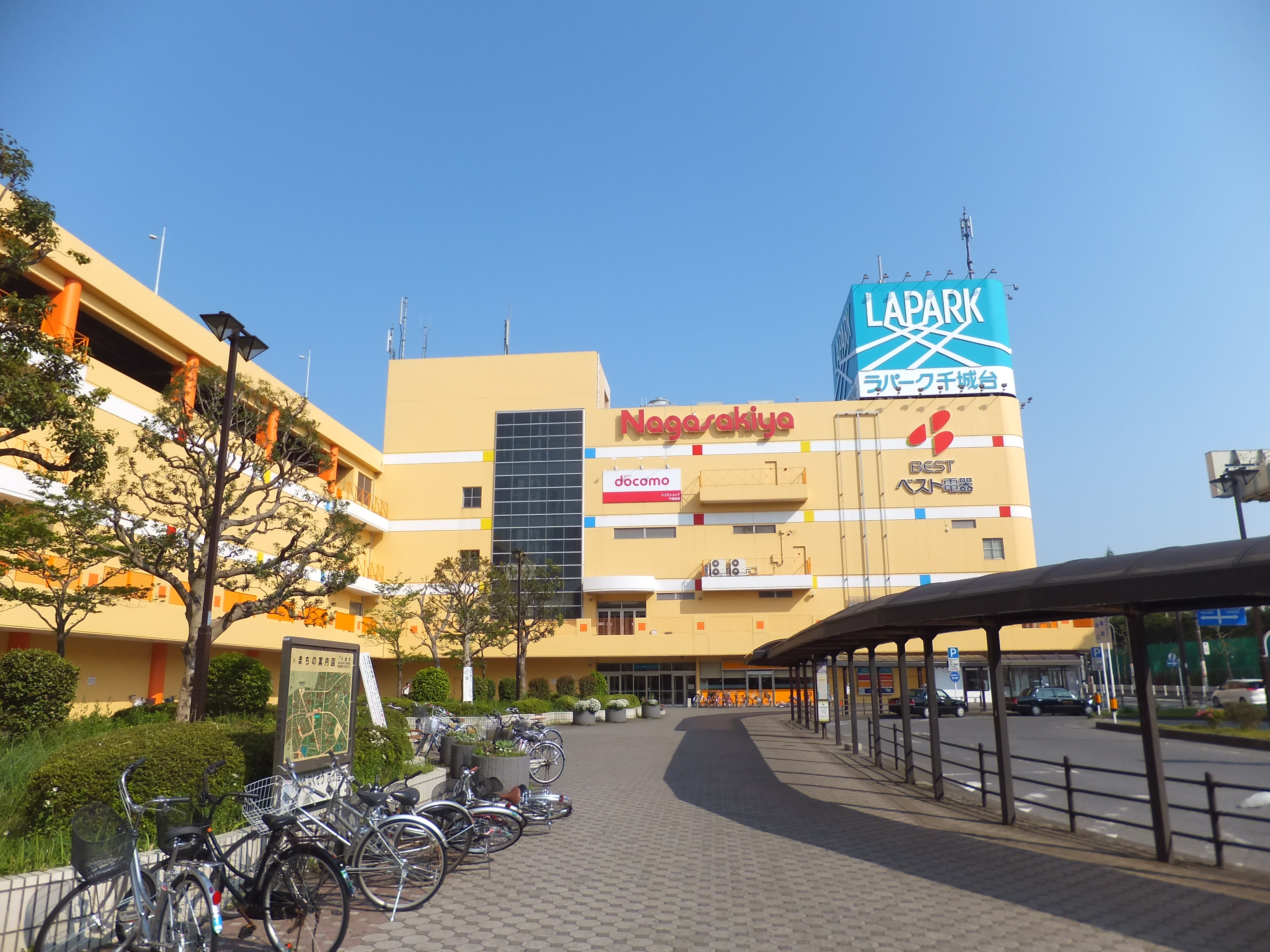
千城台駅前
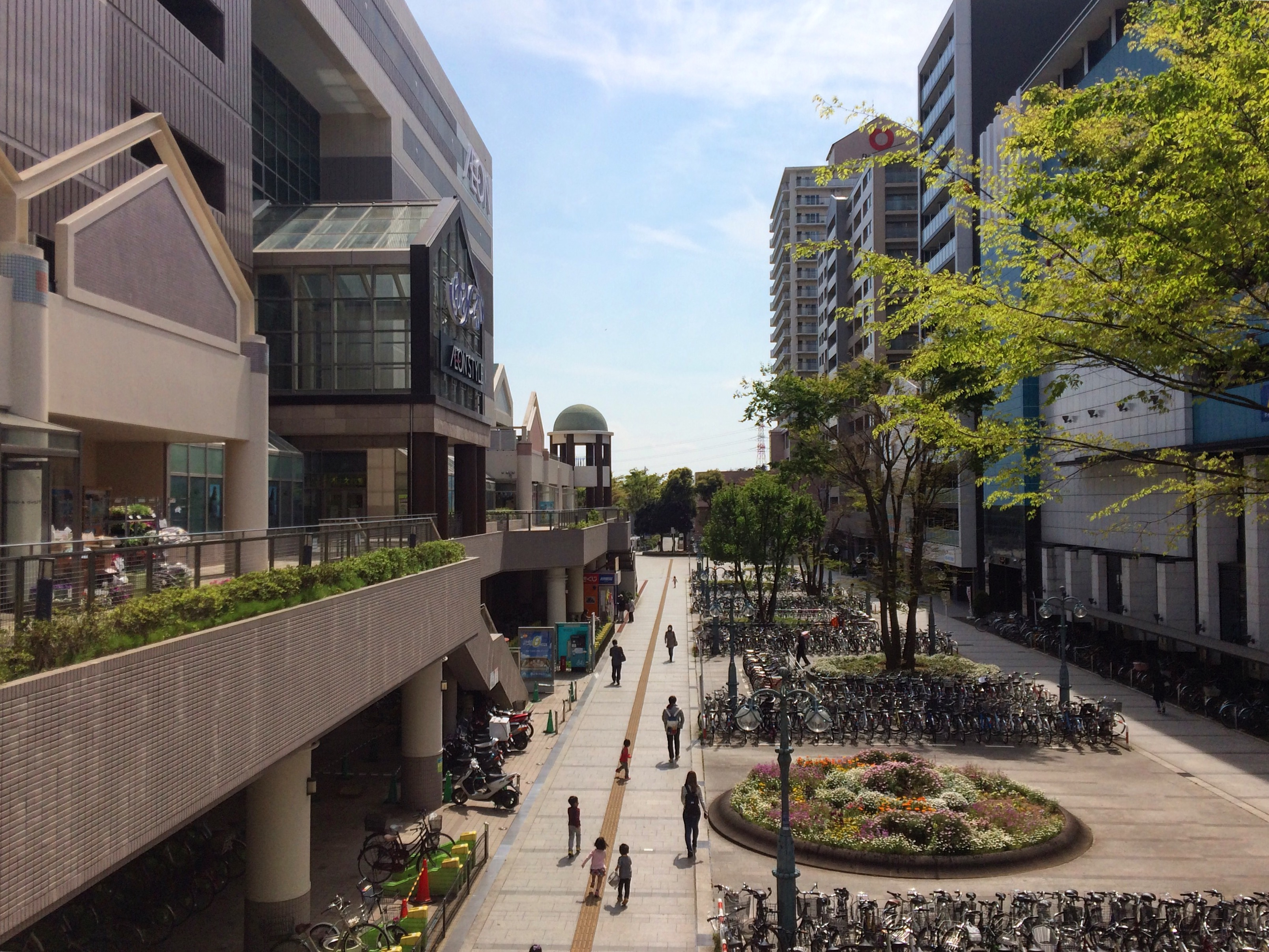
おゆみ野センターモール（鎌取）
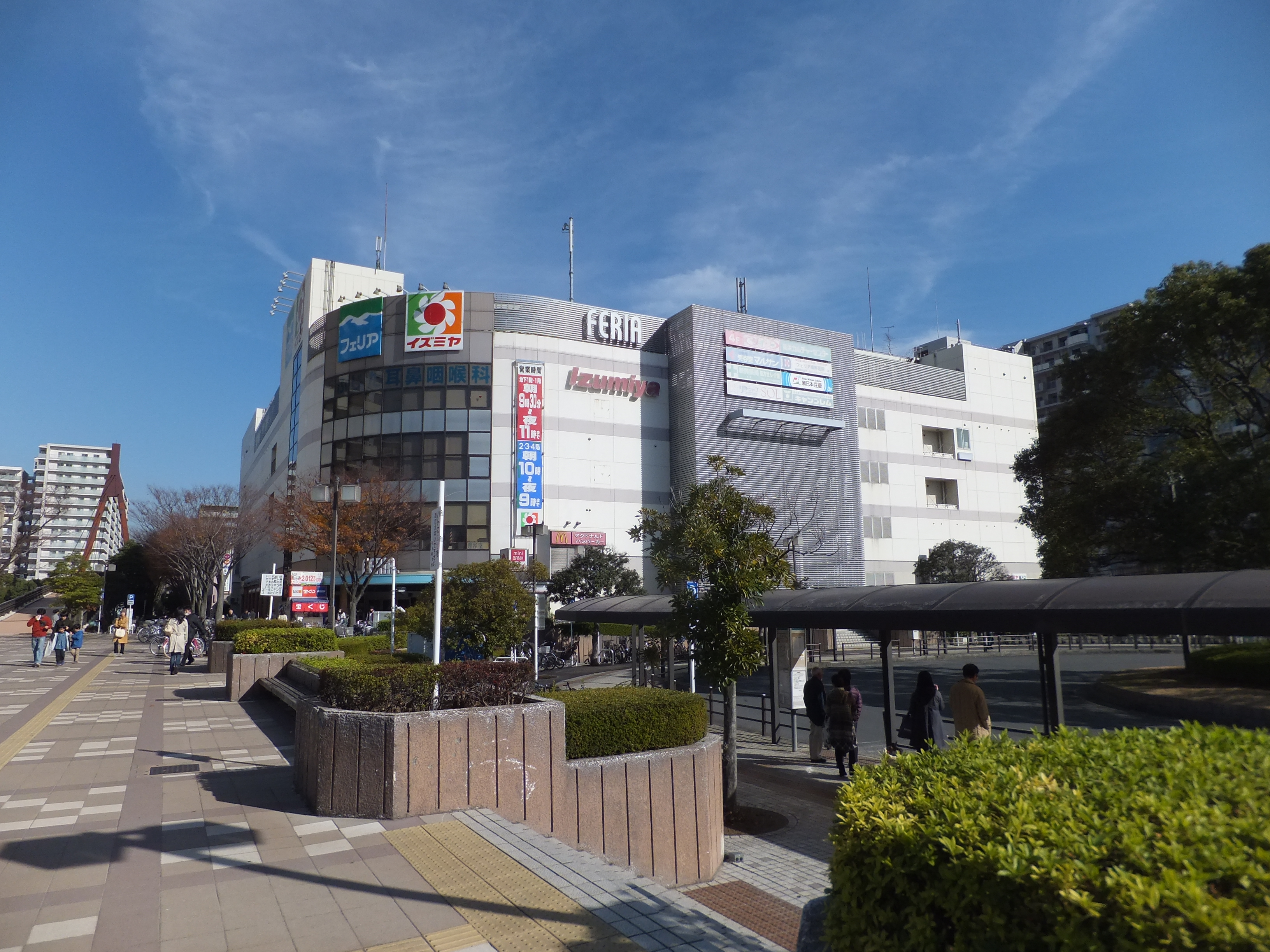
ベイサイドモール（検見川浜）

### 市外局番
元々の市外局番は「0472」だったが、政令指定都市昇格4週間後の1992年（平成4年）4月29日から「043」に変更され、市内局番は200番台になった。新規加入は300番台が割り当てられる（市外局番「0434」であった佐倉市、四街道市、八街市なども同日に「043」になり、市内局番は400番台になった）。ただし、花見川区の八千代市に接している一部の地域（柏井町・柏井・横戸町・横戸台など）は買い物などの生活基盤が八千代市であることなどを理由に住民の希望で市外局番が「047」（変更前は0474-8nで単位料金区域も八千代市扱い）となっており、同じ千葉市内でありながら「043」地域から「047」地域に電話をする際（逆も）には市外局番からかけなければならない。

### インフラ整備の状況
- 下水道普及率：97.3%（2017年（平成29年）度末 公益社団法人日本下水道協会統計）、首都圏の政令指定都市の中では神奈川県横浜市、川崎市の次に整備されている。

### キャラクター
「花の都・ちば」のシンボルキャラクターとして、ちはなちゃんが使用されている。パンフレットや看板などによく印画されているため、街中でも見ることができる。

### 施設

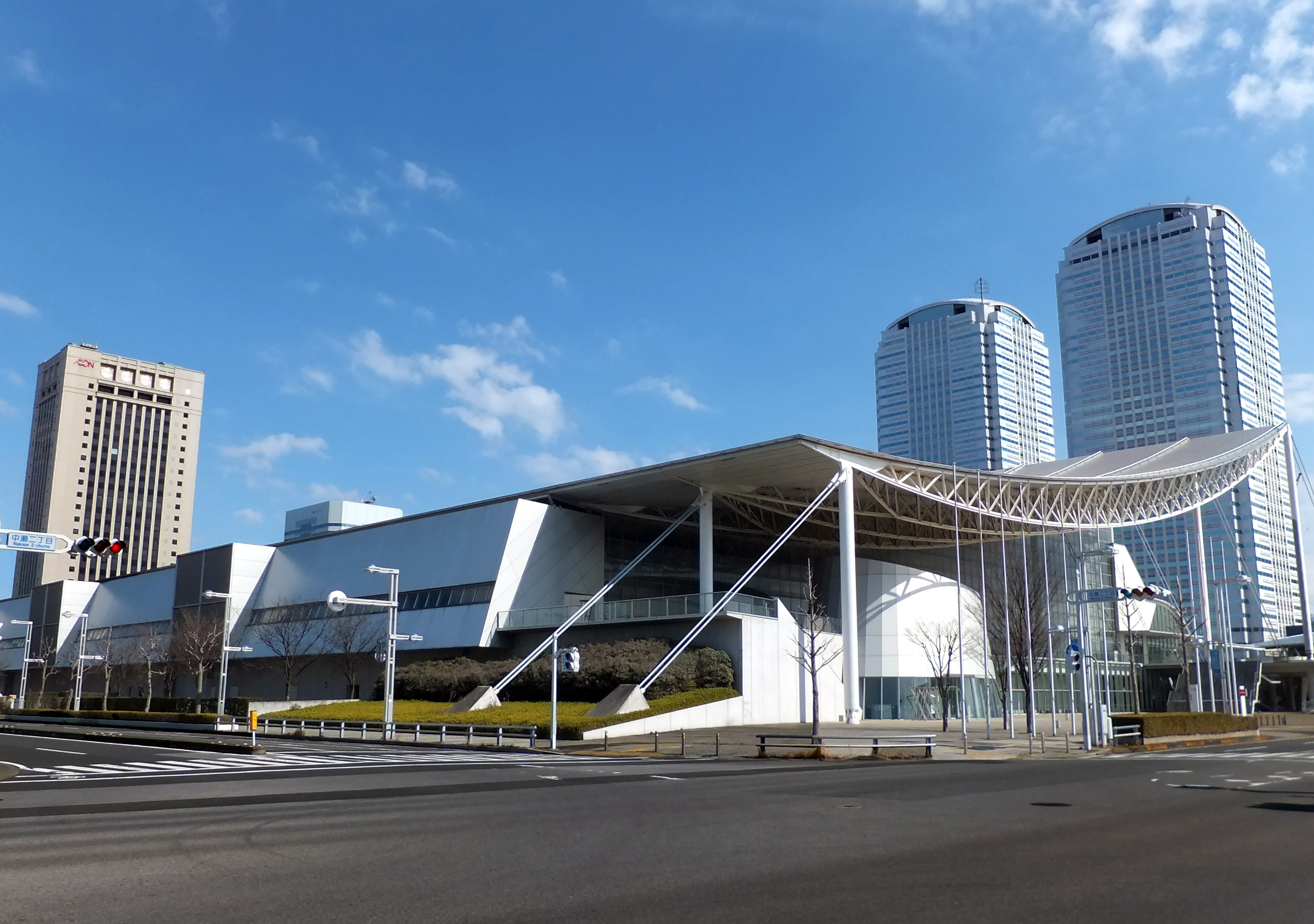
幕張メッセ

#### コンベンションセンター
- 幕張メッセ

#### 文化ホール
- 千葉県文化会館
- 青葉の森公園芸術文化ホール
- 千葉市民会館
- 千葉市文化センター

- 千葉市若葉文化ホール
- 千葉市女性センター
- 千葉市国際交流センター
- 千葉市美浜文化ホール

#### 市民活動センター
- 千葉市民活動支援センター

宿泊施設
- ホテルスプリングス幕張
- ホテルグリーンタワー幕張
- ホテルフランクス
- ホテル ザ・マンハッタン
- ホテルニューオータニ幕張
- アパホテル &リゾート東京ベイ幕張
- 東横イン千葉みなと駅前
- オークラ千葉ホテル

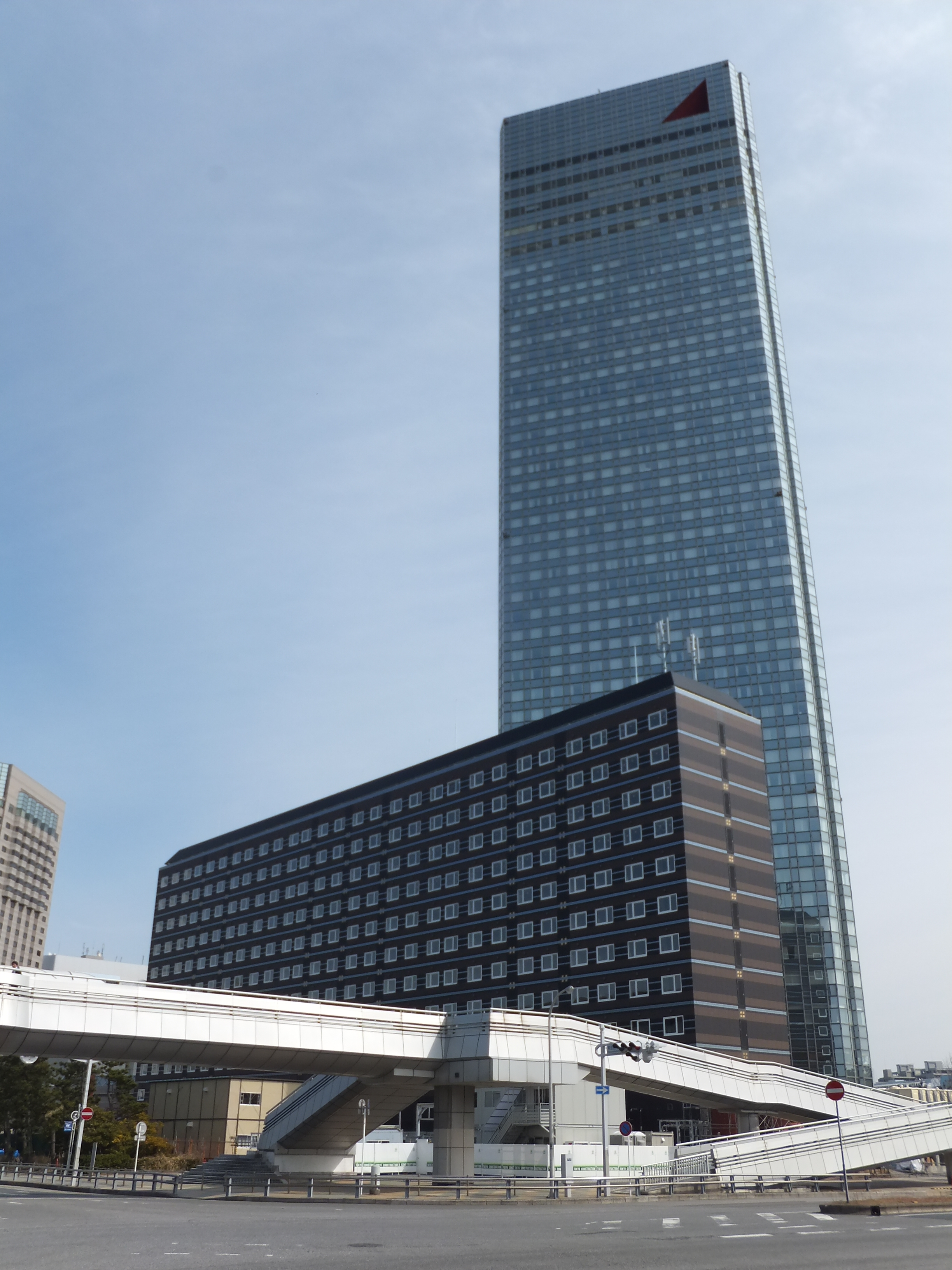
アパホテル&リゾート 東京ベイ幕張

- ホテルポートプラザちば
- ホテルニューツカモト
- 京成ホテルミラマーレ
- ザキューブホテル千葉
- スーパーホテル千葉駅前
- 三井ガーデンホテル千葉

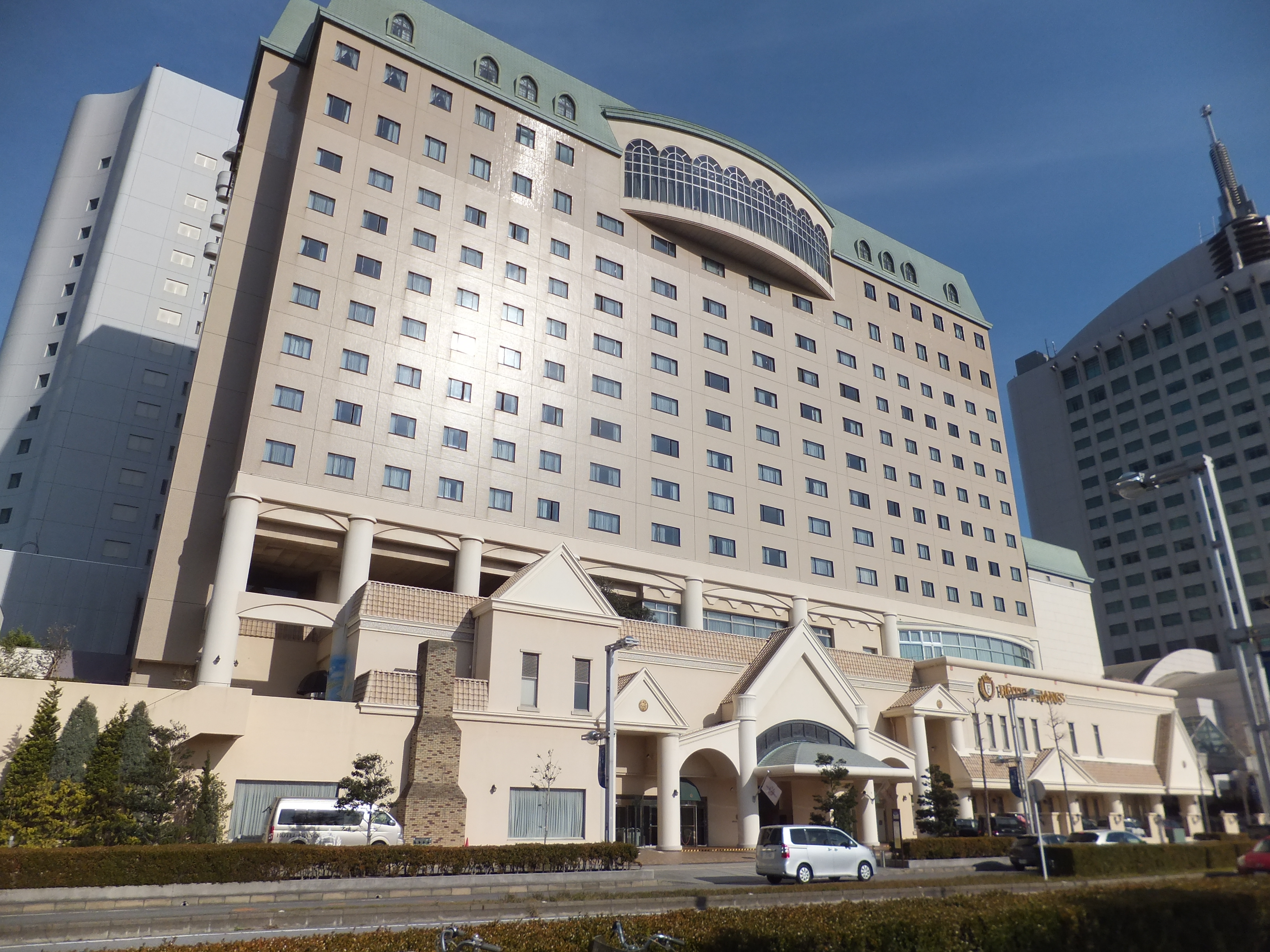
ホテルフランクス
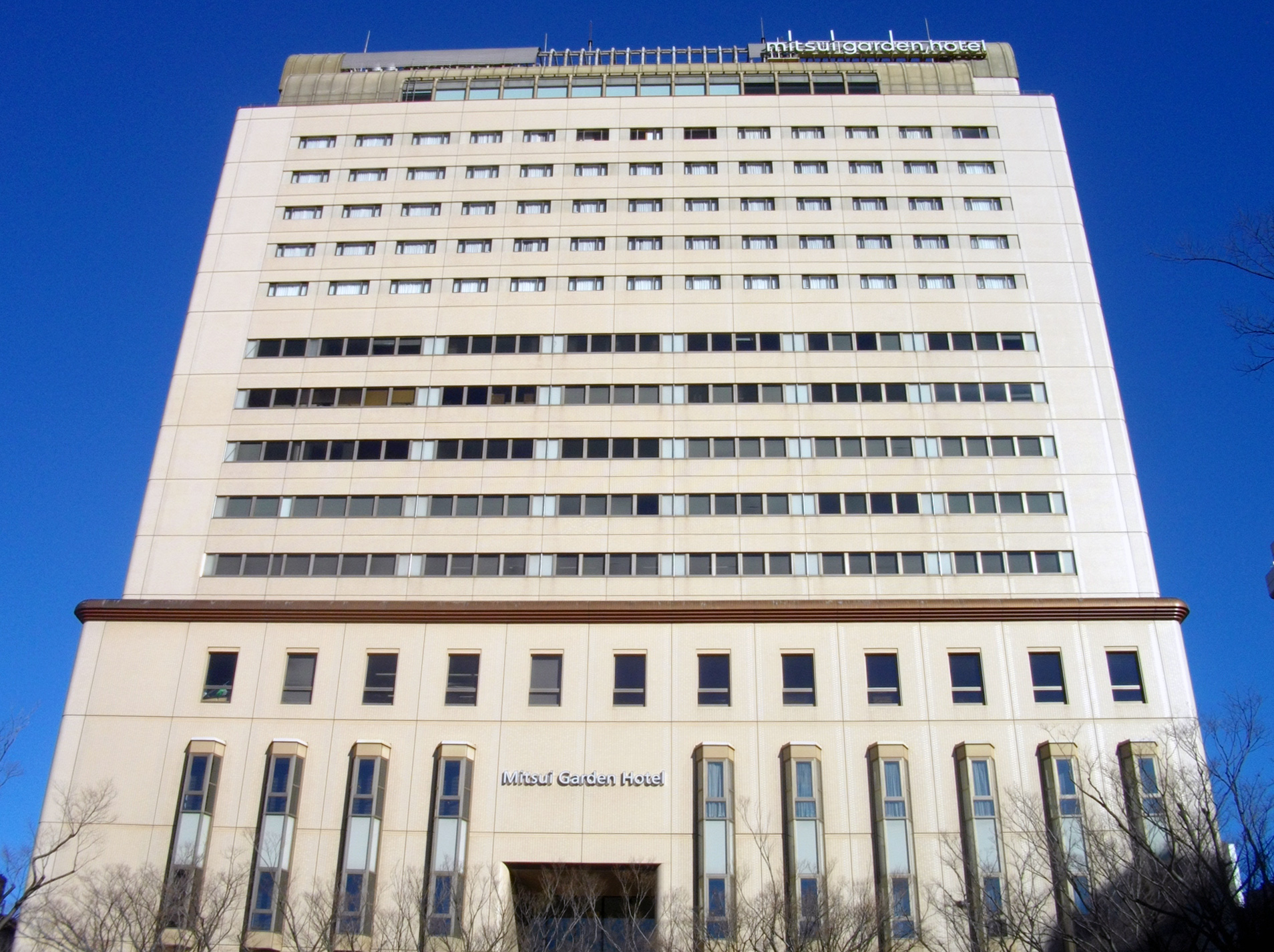
三井ガーデンホテル千葉
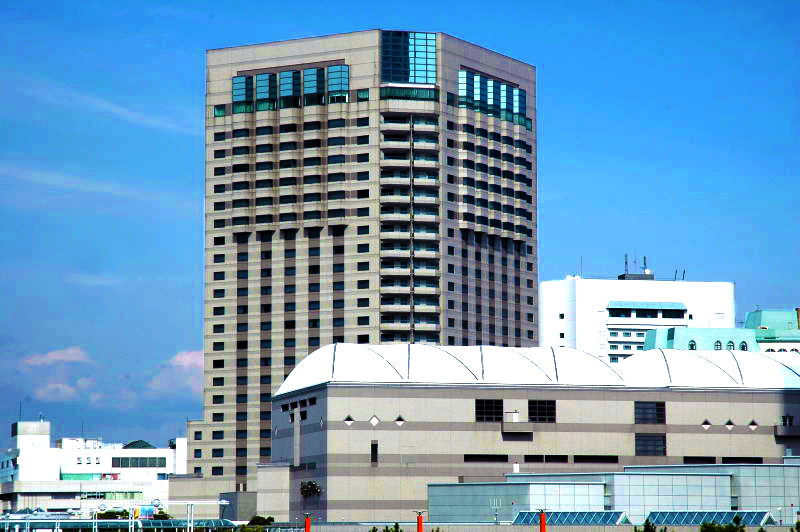
ホテルニューオータニ幕張
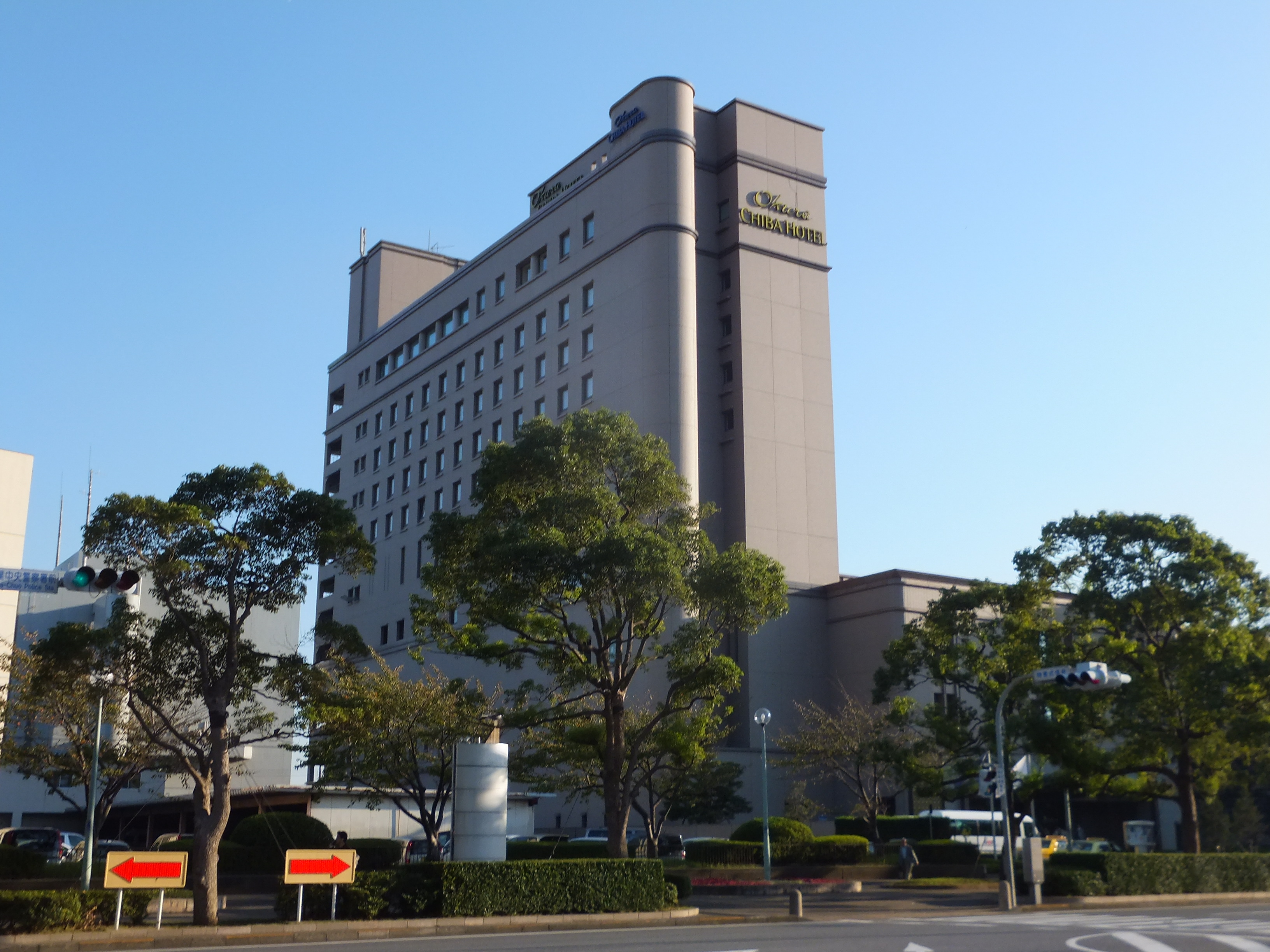
オークラ千葉ホテル
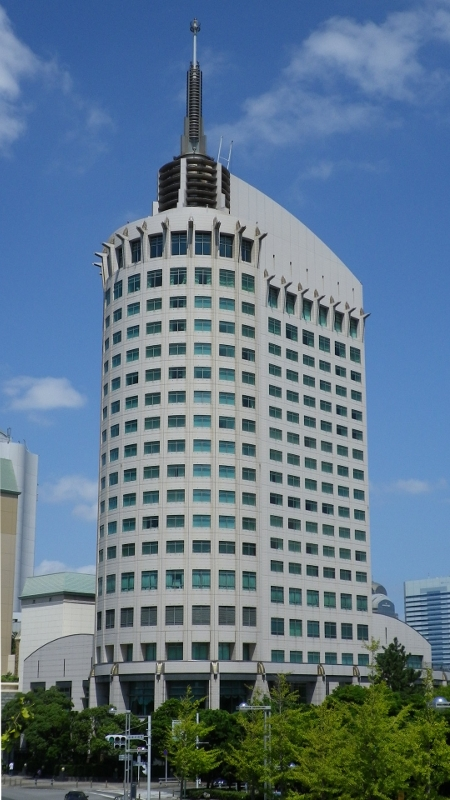
ホテル ザ・マンハッタン

## 医療
千葉市は、1市で1つの二次医療圏（千葉保健医療圏）を構成する。三次医療圏は千葉県医療圏（管轄区域：千葉県全域）。
医療提供施設は特筆性の高いもののみを記載する。
一次医療圏（市内）
中央区
- 区内の緊急指定病院
  - 国立病院機構千葉東病院
  - 千葉県がんセンター
  - 斎藤労災病院
- 区内の医療機関
  - 石郷岡病院
  - 井上記念病院
  - 柏戸病院
  - 木村病院
  - 三愛記念そが病院
  - 三愛記念病院
  - JCHO千葉病院
  - 千葉みなと病院
  - 千葉みなとリハビリテーション病院
  - 中村古峡記念病院
  - 増田病院
  - 三橋病院

美浜区
- 区内の緊急指定病院
  - みはま病院
- 区内の医療機関
  - 千葉県精神科医療センター
  - 自動車事故対策機構千葉療護センター
  - 東京歯科大学千葉病院

花見川区
- 区内の緊急指定病院
  - 幸有会記念病院
  - 最成病院
  - 平山病院
- 区内の医療機関
  - 千葉健生病院

稲毛区
- 区内の緊急指定病院
  - 稲毛病院
  - 山王病院
  - 千葉脳神経外科病院
- 区内の医療機関
  - QST病院（旧放射線医学総合研究所病院）
  - いなげ西病院（額田医学生物学研究所付属病院の入院診療を継続）
  - 富家千葉病院

若葉区
- 区内の緊急指定病院
  - 泉中央病院
  - 千葉中央メディカルセンター
  - みつわ台総合病院
- 区内の医療機関
  - 篠﨑病院
  - 総泉病院
  - 千葉市桜木園

緑区
- 区内の緊急指定病院
  - 千葉県こども病院
- 区内の医療機関
  - 国立病院機構下総精神医療センター
  - 千葉県千葉リハビリテーションセンター
  - おゆみの中央病院
  - 鏡戸病院
  - 千葉南病院
  - みどりのは葉記念病院

二次医療圏
- 国立病院機構千葉医療センター（中央区、災害拠点病院[63]）
- 千葉市立青葉病院（中央区、災害拠点病院）
- 千葉大学医学部附属病院（中央区、災害拠点病院）
- 千葉メディカルセンター（中央区）
- 千葉県総合救急災害医療センター（美浜区、災害拠点病院、救命救急センター）
- 千葉市立海浜病院（美浜区、災害拠点病院）

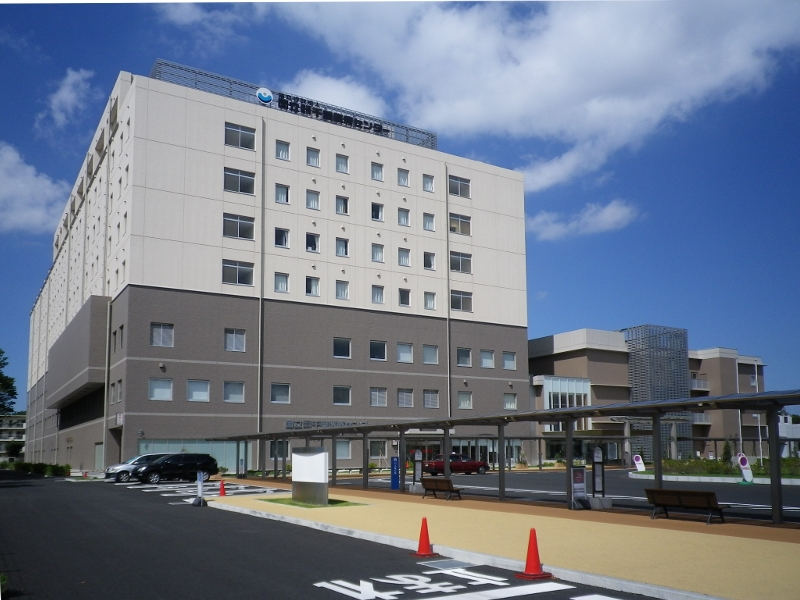
国立病院機構千葉医療センター
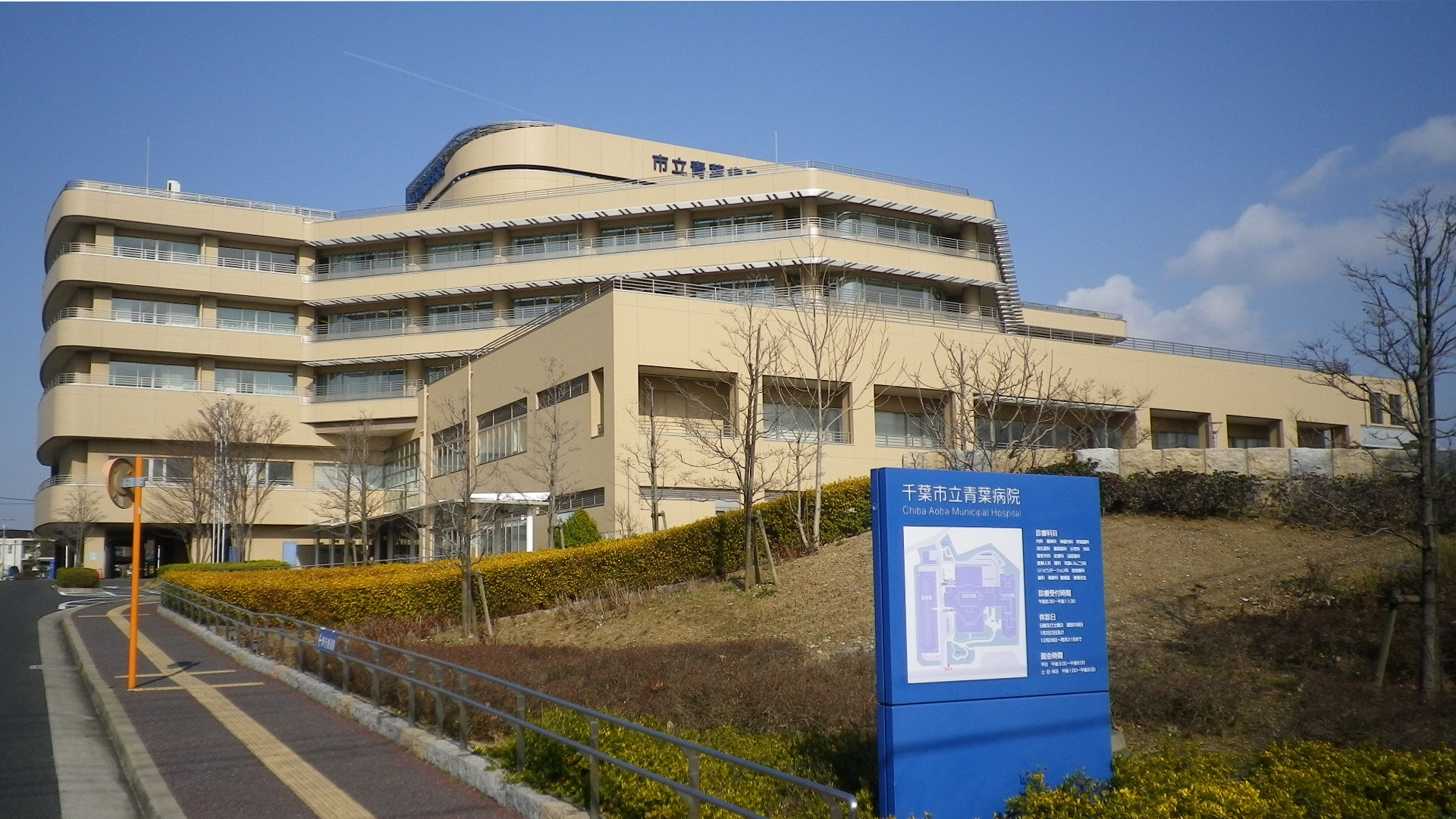
千葉市立青葉病院
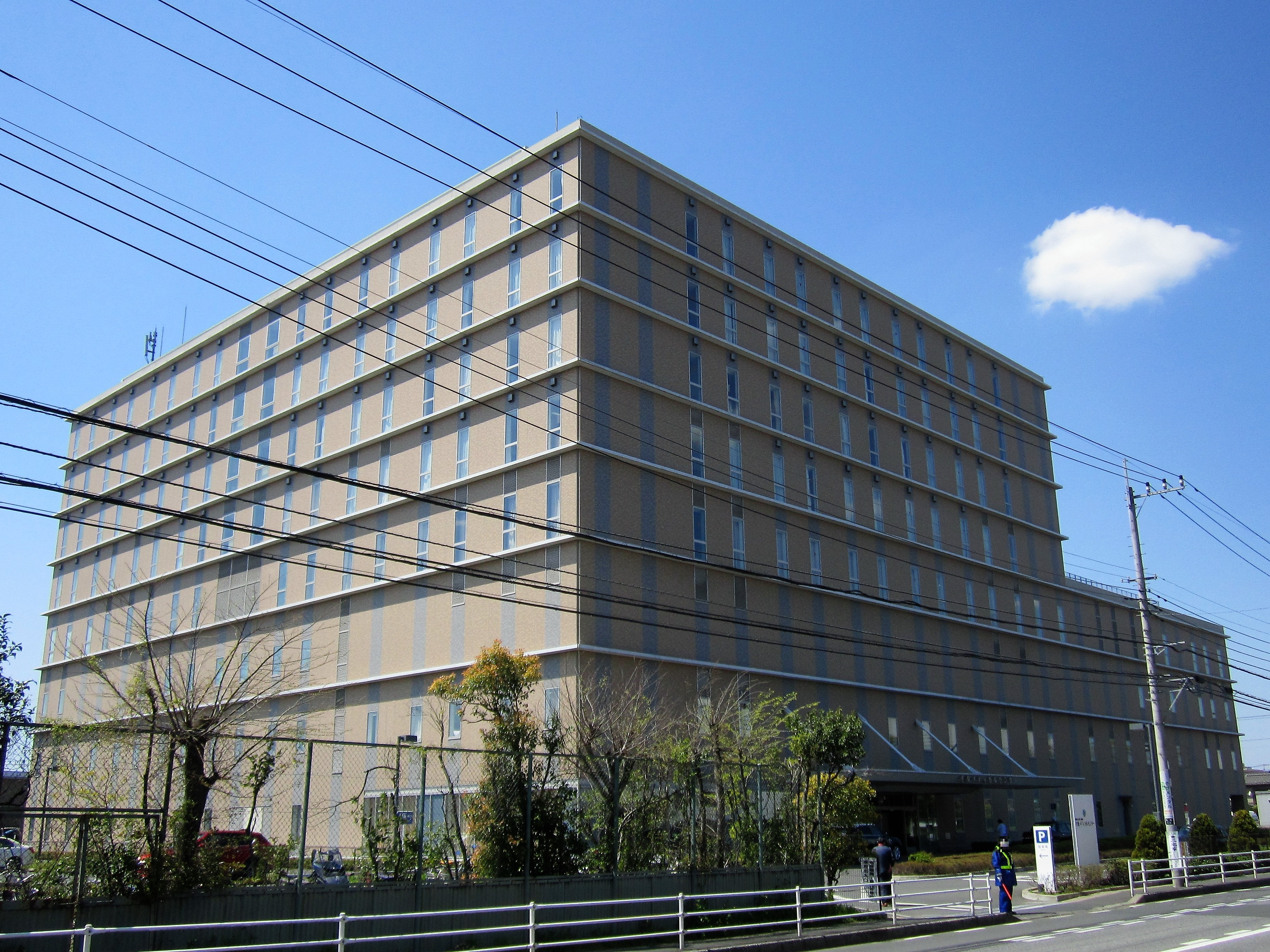
千葉メディカルセンター
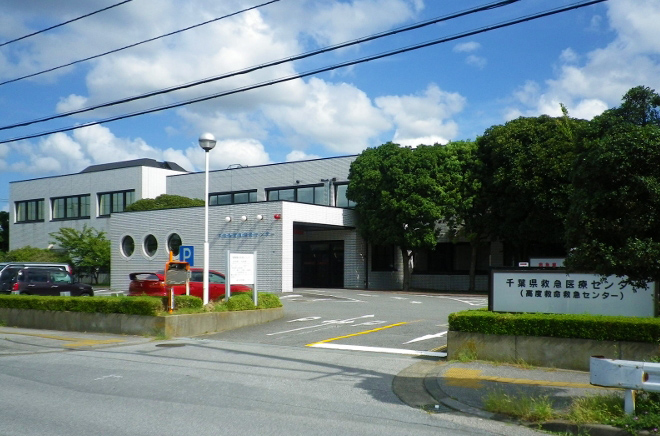
千葉県救急医療センター
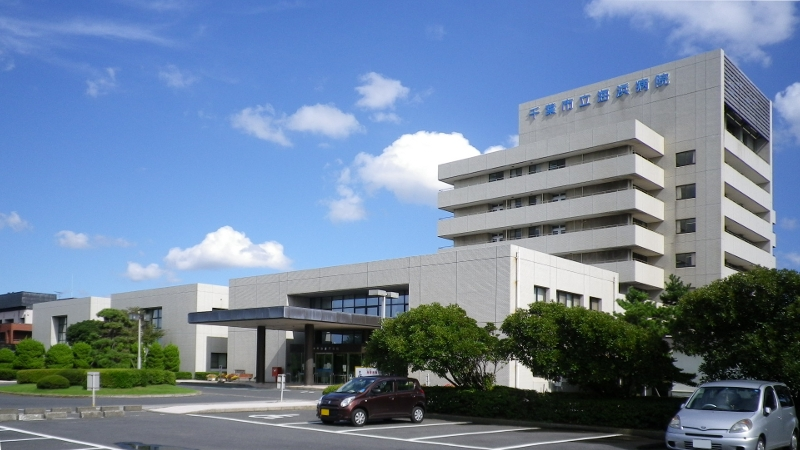
千葉市立海浜病院

## 教育
構造改革特区に指定されており、千葉国際教育特区構想が認可された。

### 学校教育

#### 大学
※千葉市内に本部を置く大学は太字で表示
国公立
- 千葉大学
  - 西千葉キャンパス（稲毛区）
  - 亥鼻キャンパス（中央区）
- 千葉県立保健医療大学
  - 幕張キャンパス（美浜区）
- 東京大学
  - 生産技術研究所千葉実験所（稲毛区）
  - 検見川セミナーハウス（花見川区）
  - 総合運動場（花見川区）

私立
- 淑徳大学
  - 千葉キャンパス（中央区）
  - 千葉第2キャンパス（中央区）
- 敬愛大学
  - 稲毛キャンパス（稲毛区）
- 千葉経済大学
  - 本部・キャンパス（稲毛区）
- 東京情報大学
  - 本部・キャンパス（若葉区）
- 植草学園大学
  - 本部・キャンパス（若葉区）

- 神田外語大学
  - 本部・キャンパス（美浜区）
- 放送大学
  - 本部・千葉学習センター（美浜区）
- 東京歯科大学
  - 千葉校舎（美浜区）
- 東都大学
  - 幕張キャンパス（美浜区）
- 帝京平成大学
  - 幕張キャンパス（美浜区）

#### 短期大学
私立
| - 中央区 - 千葉明徳短期大学 - 若葉区 - 植草学園短期大学 | - 稲毛区 - 千葉経済大学短期大学部 - 日本基督教短期大学(廃止) |

#### 専修学校
私立32校の専修学校がある。以下、主な専修学校一覧。
| - 中央区 - 千葉女子専門学校 - 国際医療福祉専門学校 - 千葉日建工科専門学校 - 上野法科ビジネス専門学校 - 千葉市青葉看護専門学校 | - 稲毛区 - 専門学校国際理工カレッジ - 美浜区 - 東京歯科大学歯科衛生士専門学校 - 関東鍼灸専門学校 |

#### 高等学校
県立
| - 中央区 - 千葉県立千葉高等学校 - 千葉県立千葉商業高等学校 - 千葉県立千葉工業高等学校 - 千葉県立千葉南高等学校 - 千葉県立生浜高等学校 - 花見川区 - 千葉県立柏井高等学校 - 千葉県立犢橋高等学校 - 稲毛区 - 千葉県立千葉女子高等学校 - 千葉県立千葉東高等学校 - 千葉県立京葉工業高等学校 - 千葉県立千葉北高等学校 | - 若葉区 - 千葉県立若松高等学校 - 千葉県立千城台高等学校 - 千葉県立泉高等学校 - 千葉県立千葉大宮高等学校 - 緑区 - 千葉県立土気高等学校 - 美浜区 - 千葉県立検見川高等学校 - 千葉県立磯辺高等学校 - 千葉県立幕張総合高等学校 - 千葉県立千葉西高等学校 |

市立
| - 稲毛区 - 千葉市立千葉高等学校 | - 美浜区 - 千葉市立稲毛高等学校 |

私立
| - 中央区 - 植草学園大学附属高等学校 - 千葉聖心高等学校 - 千葉明徳高等学校 - 明聖高等学校 - 稲毛区 - 敬愛学園高等学校 - 千葉経済大学附属高等学校 | - 若葉区 - 桜林高等学校 - 美浜区 - 渋谷教育学園幕張高等学校 - 昭和学院秀英高等学校 |

##### 小学校・中学校
学校名のリストおよび各学校の記事については、各区記事および「千葉県小学校一覧#千葉市」または「千葉県中学校一覧#千葉市」を参照。
千葉市の小学校・中学校の数は、以下の表の通り（千葉市教育委員会事務局、学校教育部学事課より）。
| 設置者   | 小学校         | 中学校 |
| -------- | -------------- | ------ |
| 千葉市立 | 113校（1分校） | 56校   |
| 国立     | 1校            | 1校    |
| 千葉県立 | -              | 1校    |
| 私立     | 1校            | 3校    |

国立
- 千葉大学教育学部附属中学校
- 千葉大学教育学部附属小学校

#### 特別支援学校
| 国立 - 稲毛区 - 千葉大学教育学部附属特別支援学校 県立 - 中央区 - 千葉県立仁戸名特別支援学校 - 花見川区 - 千葉県立千葉特別支援学校 - 若葉区 - 千葉県立桜が丘特別支援学校 - 緑区 - 千葉県立袖ケ浦特別支援学校 - 千葉県立千葉聾学校 | 市立 - 美浜区 - 千葉市立養護学校真砂分校 - 千葉市立高等特別支援学校 - 稲毛区 - 千葉市立養護学校 - 若葉区 - 千葉市立第二養護学校 |

各種学校
- 千葉朝鮮初中級学校（花見川区）

学校教育以外の教育訓練施設
- 養成機関
  - アジア経済研究所開発スクール（美浜区）
- 市民大学
  - 千葉県生涯大学校（中央区）
- 職業能力開発促進法に基づく職業能力開発短期大学校
  - 関東職業能力開発大学校附属千葉職業能力開発短期大学校（中央区）

### 千葉市のナンバースクール
高等学校
1950年（昭和25年）から1961年（昭和36年）まで、以下の高等学校はナンバースクールであった。
一高 千葉高等学校
二高 千葉女子高等学校
三高 千葉東高等学校
中学校
1947年（昭和22年）から、以下の中学校はナンバースクールであった。1952年（昭和27年）の新宿中学校・蘇我中学校の開校により、ナンバースクールは廃止された。
- 一中 加曽利中学校
- 二中 末広中学校
- 三中 葛城中学校
- 四中 椿森中学校
- 五中 緑町中学校
- 六中 小中台中学校
- 七中 花園中学校

※四中の椿森中学校は、校舎が定まらず翌1948年（昭和23年）に開校した。
現在では、緑町中学校の校章が数字の「五」を象っていることや、中学校の名簿の順番が加曽利中学校から始まることなどに名残が残っている。

## スポーツ

### スポーツ施設
千葉市の施設
- 青葉の森公園
  - 青葉の森スポーツプラザ野球場
  - 青葉の森公園陸上競技場
- 千葉公園
  - 千葉公園野球場
  - 千葉競輪場（千葉JPFドーム）
- 千葉市蘇我スポーツ公園
  - フクダ電子アリーナ
- 稲毛海浜公園
  - 稲毛海浜公園球技場
  - 稲毛海浜公園プール
  - 稲毛ヨットハーバー
  - いなげの浜
- アクアリンクちば
- 花見川サイクリングコース
- 泉自然公園
  - 泉自然公園・平和公園サイクリングコース
- 中田スポーツセンター球技場
- 千葉ポートパーク
- 千葉ポートアリーナ
- ちばむらオートキャンパーズリゾート（群馬県利根郡みなかみ町）

千葉県の施設
- 千葉県総合スポーツセンター
  - 千葉県総合スポーツセンター陸上競技場
  - 千葉県総合スポーツセンター第2陸上競技場
  - 千葉県野球場
  - 千葉県総合スポーツセンターサッカー・ラグビー場

その他
- 高円宮記念JFA夢フィールド
- 千葉マリンスタジアム - 2016年（平成28年）より命名権売却によりZOZOマリンスタジアムへと名称変更。
- 東京大学検見川総合運動場
- ゾゾパークホンダフットボールエリア

### スポーツチーム
野球
- プロ野球
  - 千葉ロッテマリーンズ（パシフィック・リーグ二軍はさいたま市）1992年（平成4年） -
- 社会人野球
  - JFE東日本硬式野球部（千葉市）
  - JR千葉硬式野球部（千葉市）

サッカー
- Jリーグ
  - ジェフユナイテッド市原・千葉　2003年（平成15年） - ※ 2010年（平成22年）〜はJ2
- WEリーグ
  - ジェフユナイテッド市原・千葉レディース

バスケットボール
- アルティーリ千葉（B.LEAGUE）
- 千葉ホークス（車椅子バスケット、日本選手権3連覇）

バレーボール
- 千葉ZELVA（V.LEAGUE DIVISION3 MEN）

陸上競技
- 富士通陸上競技部（千葉市美浜区）→2026年4月〜神奈川県川崎市中原区に拠点移動。

プロレス
- KAIENTAI DOJO（千葉市中央区、Blue Field）

ボクシング
- 本多ボクシングジム（千葉市中央区）
- 稲毛ボクシングジム（千葉市稲毛区）

### スポーツ史

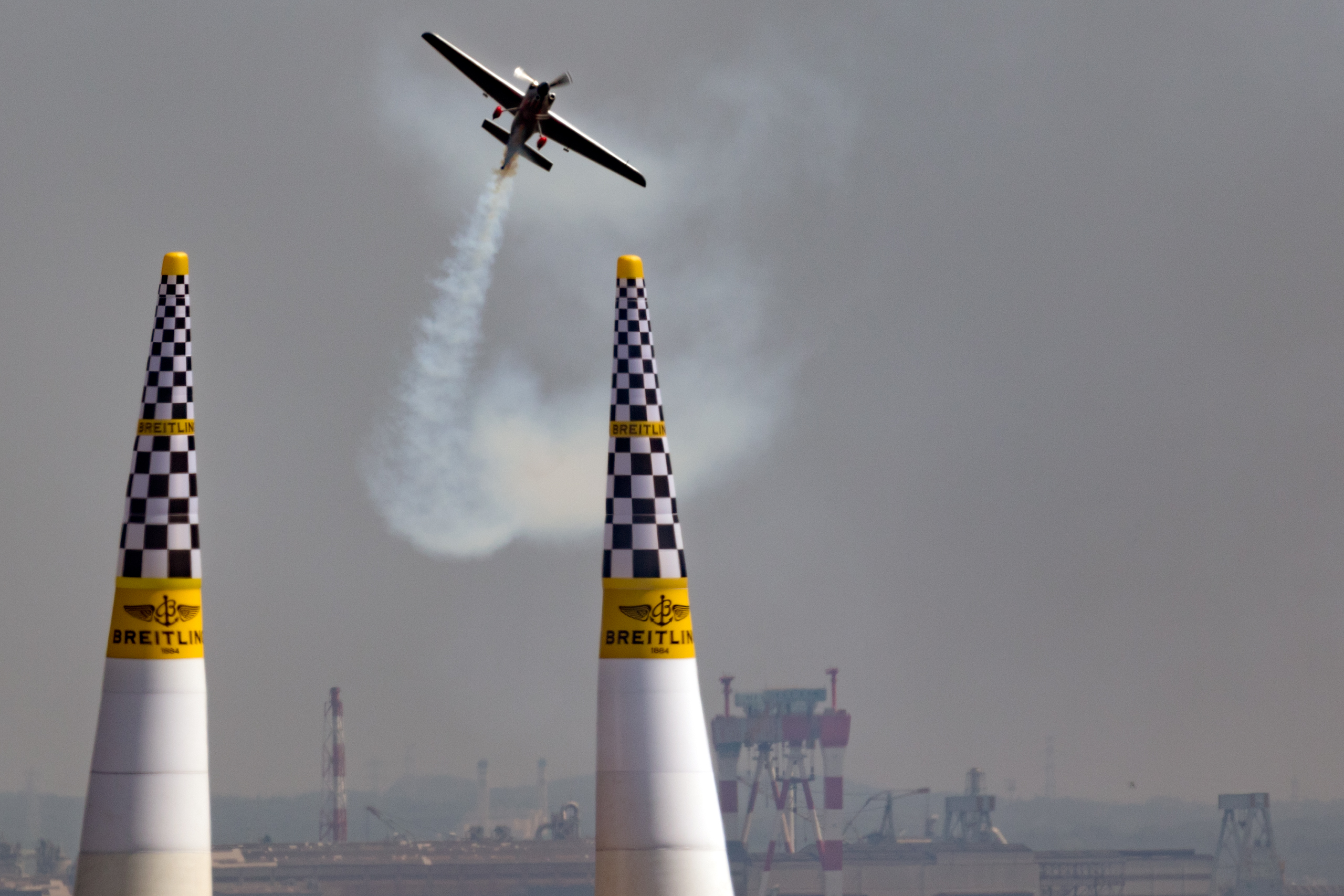
2015年レッドブル・エアレース・ワールドシリーズ 千葉

千葉市で開催された主な大会一覧。
- 2008年J1最終節
- キリンカップサッカー2009
- 国際千葉駅伝
- 第4回国民体育大会
- 第35回国民体育大会
- 1995年世界柔道選手権大会
- 第16回世界女子ソフトボール選手権
- 第41回世界卓球選手権
- 1994年世界フィギュアスケート選手権
- 昭和47年全日本6人制バレーボール総合選手権
- 昭和54年全日本6人制バレーボール総合選手権
- 第39回全日本中学校陸上競技選手権大会

- 1964年東京オリンピックの近代五種競技
- 2020年東京オリンピックのテコンドー競技
- 2020年東京オリンピックのフェンシング競技
- 2020年東京オリンピックのレスリング競技
- 第28回日本選手権競輪
- 第34回日本選手権競輪
- 第37回日本選手権競輪
- 2015年レッドブル・エアレース・ワールドシリーズ 千葉
- 2016年レッドブル・エアレース・ワールドシリーズ 千葉
- 2017年レッドブル・エアレース・ワールドシリーズ 千葉
- 2018年レッドブル・エアレース・ワールドシリーズ 千葉

### 障害者スポーツ
車いすバスケットボール日本選手権を3連覇した強豪の千葉ホークスの本拠地であり、また世界的に有名な競技用車椅子メーカーのオーエックスエンジニアリングが千葉市内に本社に持つ。
熊谷俊人市長は「車椅子スポーツのメッカを目指す」と発言するなど障害者スポーツに力を入れている。2015年10月には車いすバスケットボールの「2015IWBFアジアオセアニアチャンピオンシップ」が千葉ポートアリーナで開催された。

## 交通

### 空港
市内に空港はなく、千葉県成田市の成田国際空港（成田空港）もしくは東京都大田区の東京国際空港（羽田空港）が最寄りとなる。
成田国際空港
- 鉄道路線
  - JR東日本では総武快速線（成田線直通、成田エクスプレスなど）が市内の主要駅（千葉駅など）と空港第2ビル駅および成田空港駅を結ぶ列車を運行している。
  - 京成電鉄では京成本線が空港第2ビル駅および成田空港駅にアクセス可能である。
- リムジンバス
  - 幕張・千葉エリア(千葉市海浜エリア系統) ‐ 成田空港行のリムジンバス（京成バス千葉イースト・京成バスなど）を中心に運行。中央区内（千葉駅、千葉中央駅、千葉みなと駅）や美浜区内（各主要駅、幕張地区各主要ホテル）などから運行[65]。

東京国際空港
- 鉄道路線
  - 京成電鉄では京成本線（都営浅草線・京急線直通列車）が羽田空港第3ターミナル駅および羽田空港第1・第2ターミナル駅を結ぶ。
- リムジンバス
  - 幕張・千葉エリア(千葉市海浜エリア系統) ‐ 羽田空港行のリムジンバス（京浜急行バス・京成バス千葉イースト・京成バス・東京空港交通）を中心に運行。中央区内（千葉駅、千葉中央駅、千葉みなと駅）や美浜区内（各主要駅、幕張地区各主要ホテル）などから運行[66]。

### 鉄道路線
鉄道網が発達しており、3つの事業者が運行する12の旅客鉄道路線と、46の鉄道駅がある。このうち千葉駅・海浜幕張駅・稲毛駅は、JR東日本の乗車人員ランキング上位100位内にランクインする。一方で市内最多の利用者数を誇る千葉駅は県内では西船橋駅、船橋駅、柏駅に次ぐ4位に位置している。
東日本旅客鉄道（JR東日本）
 総武線各駅停車
- - 幕張本郷駅 - 幕張駅 - 新検見川駅 - 稲毛駅 - 西千葉駅 - 千葉駅

 総武快速線
- - 稲毛駅 - 千葉駅

 京葉線
- 蘇我駅 - 千葉みなと駅 - 稲毛海岸駅 - 検見川浜駅 - 海浜幕張駅 - 幕張豊砂駅 -

■ 内房線
- 千葉駅 - 本千葉駅 - 蘇我駅 - 浜野駅 -

■ 外房線
- 千葉駅 - 本千葉駅 - 蘇我駅 - 鎌取駅 - 誉田駅 - 土気駅 -

■ 総武本線・■成田線
- 千葉駅 - 東千葉駅 - 都賀駅 -

京成電鉄
 千葉線
- - 京成幕張本郷駅 - 京成幕張駅 - 検見川駅 - 京成稲毛駅 - みどり台駅 - 西登戸駅 - 新千葉駅 - 京成千葉駅 - 千葉中央駅

 千原線
- 千葉中央駅 - 千葉寺駅 - 大森台駅 - 学園前駅 - おゆみ野駅 -

千葉都市モノレール
 1号線
- 千葉みなと駅 - 市役所前駅 - 千葉駅 - 栄町駅 - 葭川公園駅 - 県庁前駅

 2号線
- 千葉駅 - 千葉公園駅 - 作草部駅 - 天台駅 - 穴川駅 - スポーツセンター駅 - 動物公園駅 - みつわ台駅 - 都賀駅 - 桜木駅 - 小倉台駅 - 千城台北駅 - 千城台駅

### バス路線
中心となるバス停：千葉駅バスターミナル

#### 路線バス
市域のほとんどで広義の京成グループの会社の手による路線バスが運行されている。また、公営交通（市営バス）の運行は実施してない。
乗車方法は一部の均一路線を除き、基本的に後乗り前降り後払い方式。運賃は整理券を用いた区間制を採っている。
市内において、バス共通回数券は現在発行されていない。ただし、九十九里鉄道を除く各社では非接触型ICカードであるPASMO・Suicaが利用できる。
- 京成バス
- 京成バス千葉イースト
- 京成バス千葉セントラル
- 小湊鉄道バス
- 九十九里鐵道バス

東洋バスグループ
- 東洋バス
- 千葉シーサイドバス

日東交通グループ
- 日東交通

その他のバス会社
- 平和交通
- あすか交通
- 京成バス千葉ウエスト
- 京浜急行バス
- 千葉市コミュニティバス（京成バス千葉イーストが運行）

### 道路

#### 高速道路
首都高速道路と接続している東日本高速道路（NEXCO東日本）の路線
E51東関東自動車道（首都高速湾岸線と接続）
- 湾岸幕張PA - 湾岸千葉IC - 宮野木JCT - 千葉北IC

E14京葉道路（首都高速7号小松川線と接続）
- 幕張IC - 幕張PA - 武石IC - 宮野木JCT - 穴川IC（穴川中IC、穴川東IC） - 貝塚IC - 千葉東JCT - 松ヶ丘IC - 蘇我IC
- ※幕張インターチェンジは習志野市との境界に存在する

東日本高速道路（NEXCO東日本）
E14館山自動車道
- 蘇我IC

首都圏中央連絡自動車道（圏央道）
- 緑区を400メートル程通過している。

E82千葉東金道路
- 大宮IC - 高田IC - 中野IC - 野呂PA

#### 有料道路
千葉外房有料道路（千葉県道67号生実本納線）
- - 鎌取IC（千葉方面起・終点） - 平山IC - 誉田PA（千葉方面のみ） - 高田IC - 誉田IC（両方向に出・入口）
- - 大木戸IC - 大野PA（茂原方面のみ） - 板倉IC -

#### 一般国道
中央区中央・本町の広小路交差点は国道14号の終点と国道51号の起点を兼ねており、戦前から千葉市における国道の結節点であった。
- 国道14号（千葉街道）
  - 習志野・船橋・市川・東京方面
- 国道16号
  - 柏・野田・春日部・さいたま方面
- 国道51号（佐倉街道）
  - 四街道・佐倉・成田・香取・鹿嶋・水戸方面
- 国道126号（東金街道）
  - 八街・東金・匝瑳・旭・銚子方面
- 国道128号
  - 茂原・東金・勝浦・館山方面
- 国道357号
  - 習志野・船橋・浦安・東京・川崎・横浜方面

#### 都道府県道
主要地方道
| - 千葉県道4号千葉竜ヶ崎線 - 千葉県道14号千葉茂原線（茂原街道） - 千葉県道20号千葉大網線（大網街道） - 千葉県道22号千葉八街横芝線 - 千葉県道24号千葉鴨川線 - 千葉県道40号東千葉停車場線 - 千葉県道53号千葉川上八街線 | - 千葉県道57号千葉鎌ケ谷松戸線 - 千葉県道64号千葉臼井印西線 - 千葉県道66号浜野四街道長沼線 - 千葉県道67号生実本納線（千葉外房有料道路） - 千葉県道69号長沼船橋線 - 千葉県道72号穴川天戸線 |

一般県道
| - 千葉県道126号八幡菊間線 - 千葉県道128号日吉誉田停車場線 - 千葉県道129号誉田停車場中野線 - 千葉県道131号土気停車場千葉中線 - 千葉県道132号土気停車場金剛地線 - 千葉県道133号稲毛停車場穴川線 | - 千葉県道134号稲毛停車場稲毛海岸線 - 千葉県道217号本千葉停車場線 - 千葉県道218号蘇我停車場線 - 千葉県道219号浜野停車場線 - 千葉県道262号幕張八千代線 - 千葉県道289号岩富山田台線 |

千葉市道
千葉市道路には以下の愛称が付けられている。
| 番号 | 道路愛称名                             | 位置                                     |
| ---- | -------------------------------------- | ---------------------------------------- |
| 1    | 御成街道                               | 若葉区若松町 - 若葉区富田町              |
| 2    | 学園通り                               | 稲毛区弥生町 - 稲毛区緑町2丁目           |
| 3    | 京葉線通り                             | 中央区中央港2丁目 - 美浜区幸町2丁目      |
| 4    | 臨港プロムナード                       | 中央区中央港1丁目 - 中央区新千葉1丁目    |
| 5    | 千葉駅前大通り                         | 中央区富士見1丁目 - 中央区富士見2丁目    |
| 6    | 末広街道                               | 中央区末広1丁目 - 中央区南町3丁目        |
| 7    | 青葉の森通り                           | 中央区都町 - 中央区南町2丁目             |
| 8    | タウンライナーストリート               | 若葉区都賀3丁目 - 若葉区千城台南4丁目    |
| 9    | 海浜大通り                             | 美浜区高浜7丁目 - 美浜区豊砂1丁目        |
| 10   | マリーナストリート                     | 美浜区稲毛海岸5丁目 - 美浜区磯辺3丁目    |
| 11   | 海浜松風通り                           | 美浜区高洲1丁目 - 美浜区高浜6丁目        |
| 12   | 海浜公園通り                           | 美浜区高洲1丁目 - 美浜区高浜3丁目        |
| 13   | こじま公園通り                         | 美浜区高洲1丁目 - 美浜区真砂1丁目        |
| 14   | けやき通り                             | 美浜区幸町1丁目 - 美浜区幸町2丁目        |
| 15   | ゆりの木通り                           | 中央区弁天4丁目 - 稲毛区弥生町           |
| 16   | 作草部坂通り                           | 中央区東千葉2丁目 - 稲毛区作草部町       |
| 17   | こてはし台なか通り                     | 花見川区横戸町 - 花見川区こてはし台1丁目 |
| 18   | みつわ台大通り                         | 若葉区殿台町 - 若葉区みつわ台5丁目       |
| 19   | 小倉いちょう大通り                     | 若葉区若松町 - 若葉区小倉台2丁目         |
| 20   | 小桜橋通り                             | 若葉区桜木町 - 若葉区千城台西1丁目       |
| 21   | 蘇我駅西口大通り                       | 中央区今井2丁目                          |
| 22   | 大宮台すずかけ通り                     | 若葉区大宮台7丁目 - 若葉区大宮台3丁目    |
| 23   | 大賀ハス通り                           | 花見川区浪花町 - 花見川区畑町            |
| 24   | 文教通り                               | 稲毛区穴川3丁目 - 中央区松波2丁目        |
| 25   | 真砂くすのき通り                       | 美浜区真砂2丁目 - 美浜区磯辺5丁目        |
| 26   | 中央区役所通り                         | 中央区本千葉町 - 中央区中央3丁目         |
| 27   | 若葉北通り                             | 若葉区貝塚町 - 若葉区若松町              |
| 28   | 大椎台さわやか通り                     | 緑区大木戸町 - 緑区大椎町                |
| 29   | 東大グランド通り                       | 花見川区検見川町5丁目 - 花見川区畑町     |
| 30   | 小仲台坂通り                           | 稲毛区小仲台6丁目 - 稲毛区小仲台8丁目    |
| 31   | 都町中通り                             | 中央区都町1丁目 - 若葉区加曽利町         |
| 32   | 都賀車坂通り                           | 若葉区貝塚町 - 若葉区都賀4丁目           |
| 33   | 鎌取タウンセンター北通り               | 緑区おゆみ野3丁目 - 緑区おゆみ野5丁目    |
| 34   | センターストリート                     | 美浜区中瀬1丁目                          |
| 35   | 国際大通り                             | 美浜区中瀬2丁目 - 美浜区若葉2丁目        |
| 36   | 公園大通り                             | 美浜区若葉2丁目 - 美浜区ひび野2丁目      |
| 37   | ハイテク通り                           | 美浜区ひび野1丁目 - 美浜区中瀬1丁目      |
| 38   | メッセ大通り                           | 美浜区打瀬3丁目 - 美浜区中瀬2丁目        |
| 39   | ビジネス通り                           | 美浜区中瀬2丁目 - 美浜区中瀬1丁目        |
| 40   | 花見川通り                             | 美浜区打瀬3丁目 - 美浜区若葉2丁目        |
| 41   | パークモール                           | 美浜区中瀬2丁目 - 美浜区中瀬1丁目        |
| 42   | 公園中通り                             | 美浜区ひび野2丁目 - 美浜区ひび野1丁目    |
| 43   | 浜田川通り                             | 美浜区中瀬2丁目 - 美浜区中瀬1丁目        |
| 44   | 白帆通り                               | 美浜区打瀬1丁目                          |
| 45   | 打瀬北通り                             | 美浜区打瀬3丁目 - 美浜区打瀬1丁目        |
| 46   | 打瀬東通り                             | 美浜区打瀬1丁目 - 美浜区打瀬2丁目        |
| 47   | 打瀬南通り                             | 美浜区打瀬2丁目 - 美浜区打瀬3丁目        |
| 48   | 打瀬中通り                             | 美浜区打瀬2丁目                          |
| 49   | 打瀬西通り                             | 美浜区打瀬3丁目                          |
| 50   | 美浜プロムナード                       | 美浜区打瀬1丁目 - 美浜区打瀬2丁目        |
| 51   | 松波本通り                             | 中央区松波2丁目 - 中央区松波1丁目        |
| 52   | 松波さくら通り                         | 中央区松波2丁目                          |
| 53   | ふれあい通り                           | 中央区松波2丁目 - 中央区松波4丁目        |
| 54   | 護国神社通り                           | 中央区松波1丁目 - 中央区松波4丁目        |
| 55   | 公園通り                               | 中央区松波4丁目                          |
| 56   | バレンタイン通り（英名：ValentineWay） | 美浜区打瀬3丁目 - 美浜区打瀬1丁目        |
| 57   | 大木戸台ふれあい通り                   | 緑区大木戸町                             |
| 58   | きぼーる通り                           | 中央区本千葉町 - 中央区中央4丁目         |
| 59   | つばさ記念ロード                       | 美浜区幸町2丁目 - 美浜区稲毛海岸5丁目    |

##### 道路元標位置
- 大正八年十一月十四日千葉県告示第二百九十五号/大正九年一月九日千葉県告示第一号

| 旧町村名   | 番地先                   | 目標物                        | 状態 |
| ---------- | ------------------------ | ----------------------------- | ---- |
| 千葉町     | 寒川字北長洲989番ノ1地先 | 羽衣公園                      | 現存 |
| 蘇我町     | 今井字神明前262番地先    | なし                          | 不明 |
| 生実浜野村 | 浜野字東町1130番地先     | 浜野交差点                    | 現存 |
| 検見川町   | 検見川字東上宿38番地先   | なし                          | 不明 |
| 幕張町     | 馬加字南寺口806番地先    | なし                          | 不明 |
| 椎名村     | 富岡字平台259番地先      | なし                          | 不明 |
| 誉田村     | 野田字上宿291番地先      | 野田十字路→緑土木事務所へ移設 | 現存 |
| 白井村     | 野呂字北ノ谷218番地先    | 白井小学校はす池              | 現存 |
| 更科村     | 上泉字下表耕地111番地先  | 消防団器具置場                | 現存 |
| 千城村     | 大宮字宮ノ谷688番地先    | 大宮神社                      | 現存 |
| 都村       | 加曽利字田向696番地先    | なし                          | 不明 |
| 都賀村     | 作草部字屋舗748番地先    | なし                          | 不明 |
| 犢橋村     | 長沼字屋敷24番地先       | なし                          | 不明 |
| 土気本郷町 | 土気字馬場1727番地先     | なし                          | 不明 |

### 船舶

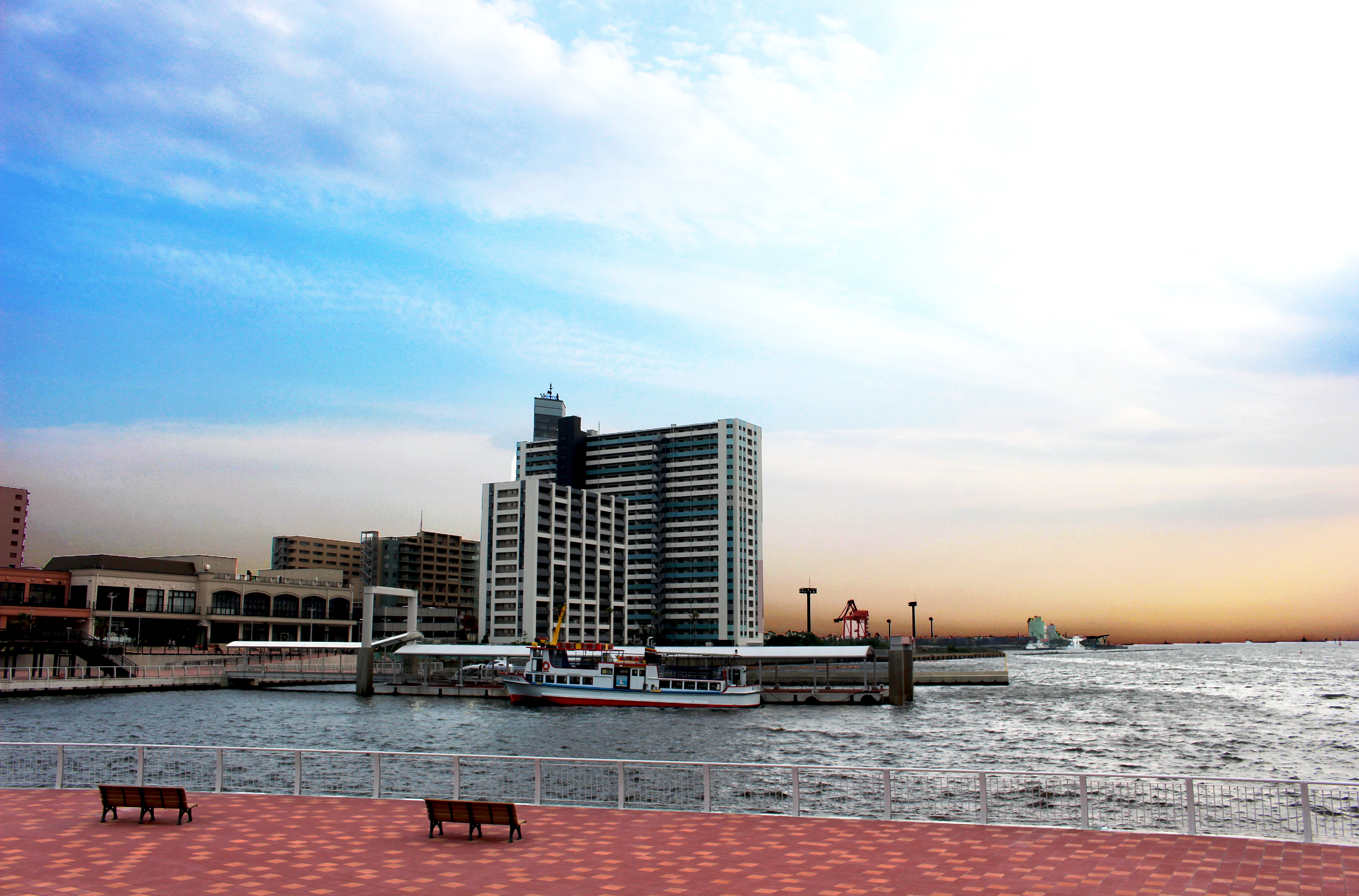
千葉中央港旅客船桟橋

旅客船・遊覧船としては千葉中央港旅客船桟橋（千葉みなと桟橋）より運航されている。
- 千葉みなと1号さん橋
  - 千葉ポートサービス：「あるめりあ」千葉港内遊覧「港めぐりコース」、「幕張メッセ沖合遊覧コース」や「千葉港内工場夜景」クルーズが出航
- 千葉みなと2号さん橋
  - シャイニービュー（日東商船）：「羽田沖滑走路飛行機見学クルーズ」、「チャータークルーズ」、「千葉港内クルーズ」が出航
  - （株）ケーエムシーコーポレーション：運航船舶：MYⅡ（エムワイツー）
  - 伊豆大島臨時船（高速ジェット船）

他、幕張ビーチ花火フェスタ（千葉市民花火大会）の納涼船なども期間限定で出航している。
市内には稲毛ヨットハーバーなど係留ないし保管する機能を持つ港湾施設もある。

## 名所・旧跡・観光スポット・祭事・催事
東京湾を望む幕張地区（美浜区）に、全国的に有名なイベントや会議などが開催される複合的コンベンション施設の幕張メッセや、千葉ロッテマリーンズの本拠地千葉マリンスタジアムなどがある。近年では、「花の都・ちば」を都市イメージとして確立すべく事業を展開している。

### 名所・旧跡
- 亥鼻城跡
- 生実陣屋
- 園生貝塚
- 加曾利貝塚
- 旧制千葉医科大学付属病院（現千葉大学医学部本館）
- 旧千葉県庁舎（1911年（明治44年）竣工のルネッサンス様式）
- 検見川送信所

| - 稲毛浅間神社 - 大宮神社 - 検見川神社 - 子守神社 - 昆陽神社 - 寒川神社 - 三代王神社 - 白幡神社 - 蘇我比咩神社 - 千葉縣護國神社 - 千葉神社 - 登渡神社 - 胤重寺 - 栄福寺 - 金城寺 | - 高徳寺 - 駒形観音堂 - 真光寺 - 善勝寺 - 千葉寺（板東札所第二十九番札所） - 大巌寺 - 大日寺（千葉氏歴代墓碑） - 天福寺 - 東光院 - 本行寺 - 妙興寺 - 無量寺 - 来迎寺 - 宗胤寺 - 重俊院 |

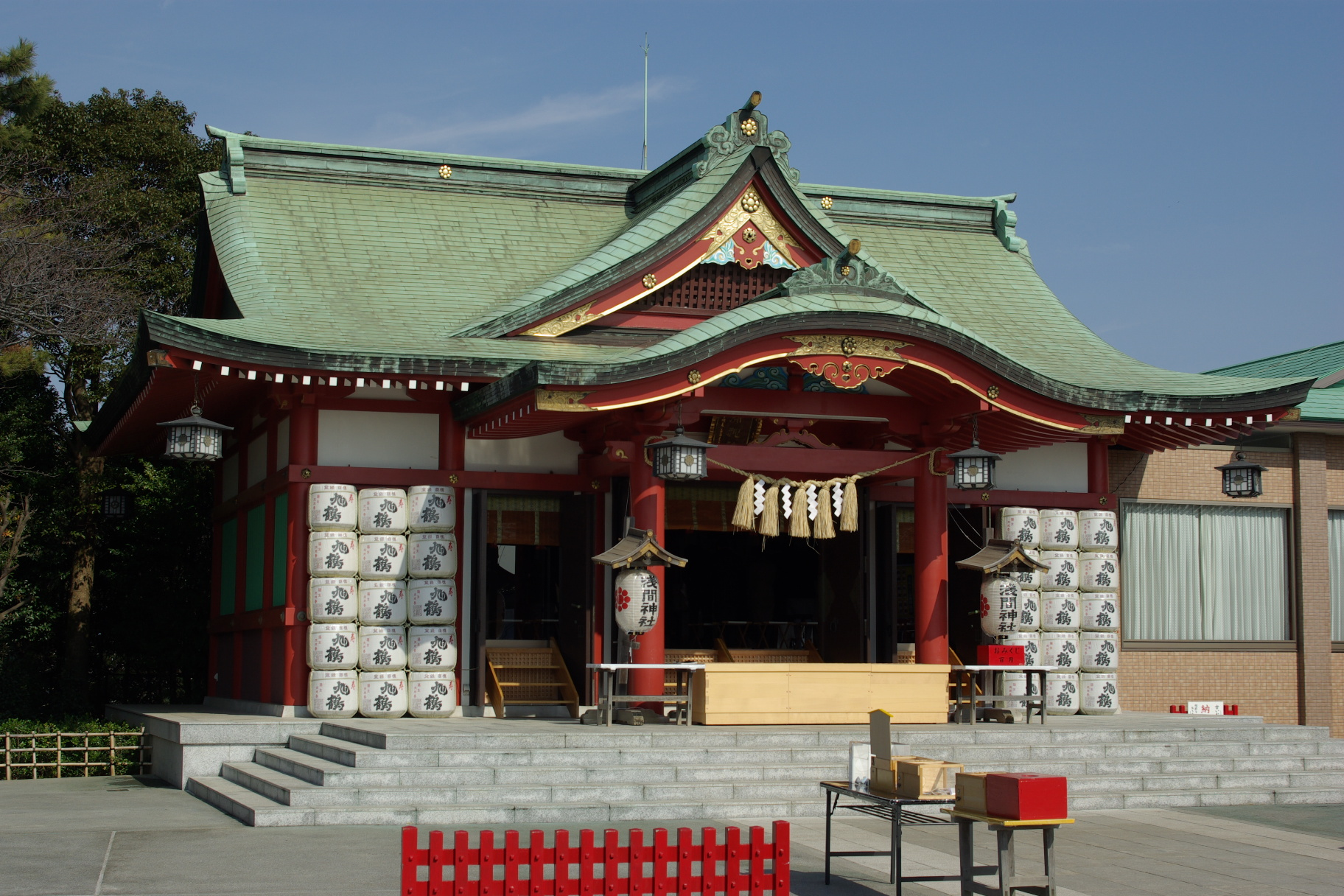
稲毛浅間神社
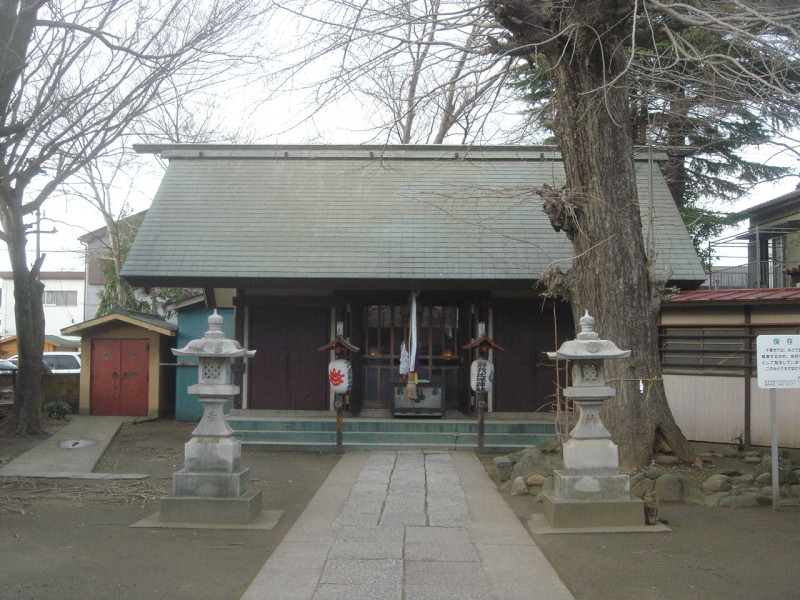
蘇我比咩神社
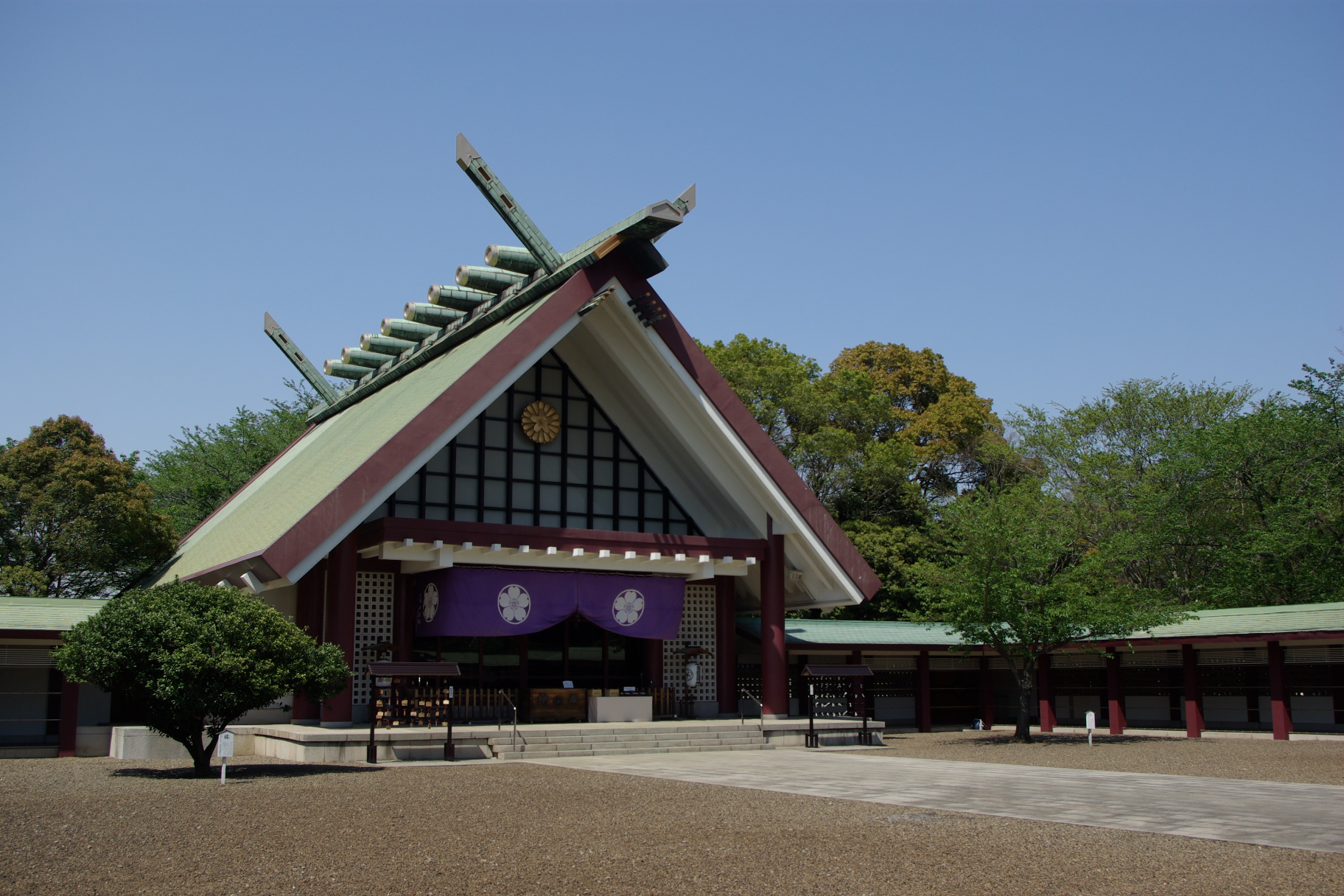
千葉縣護國神社
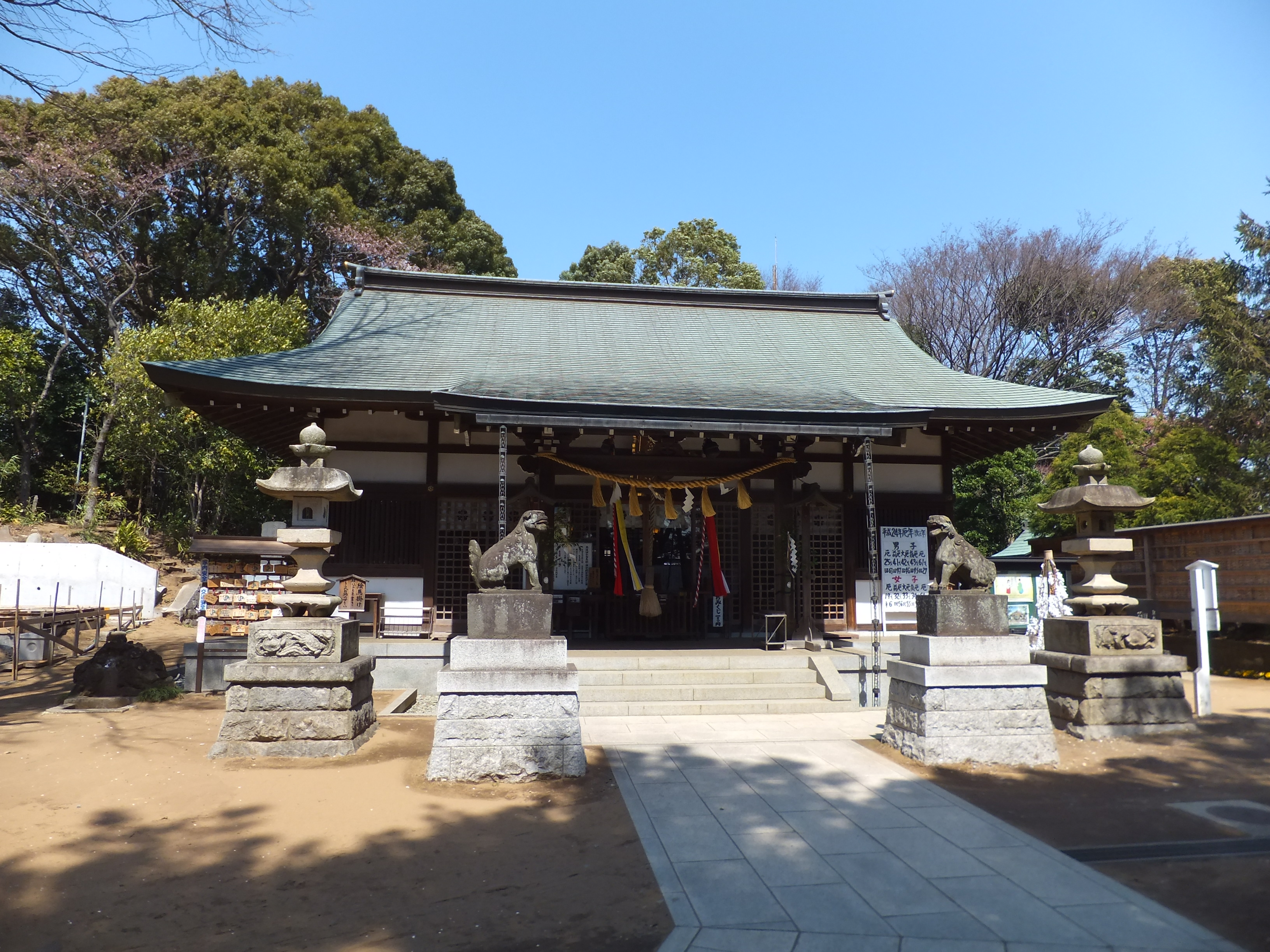
登渡神社
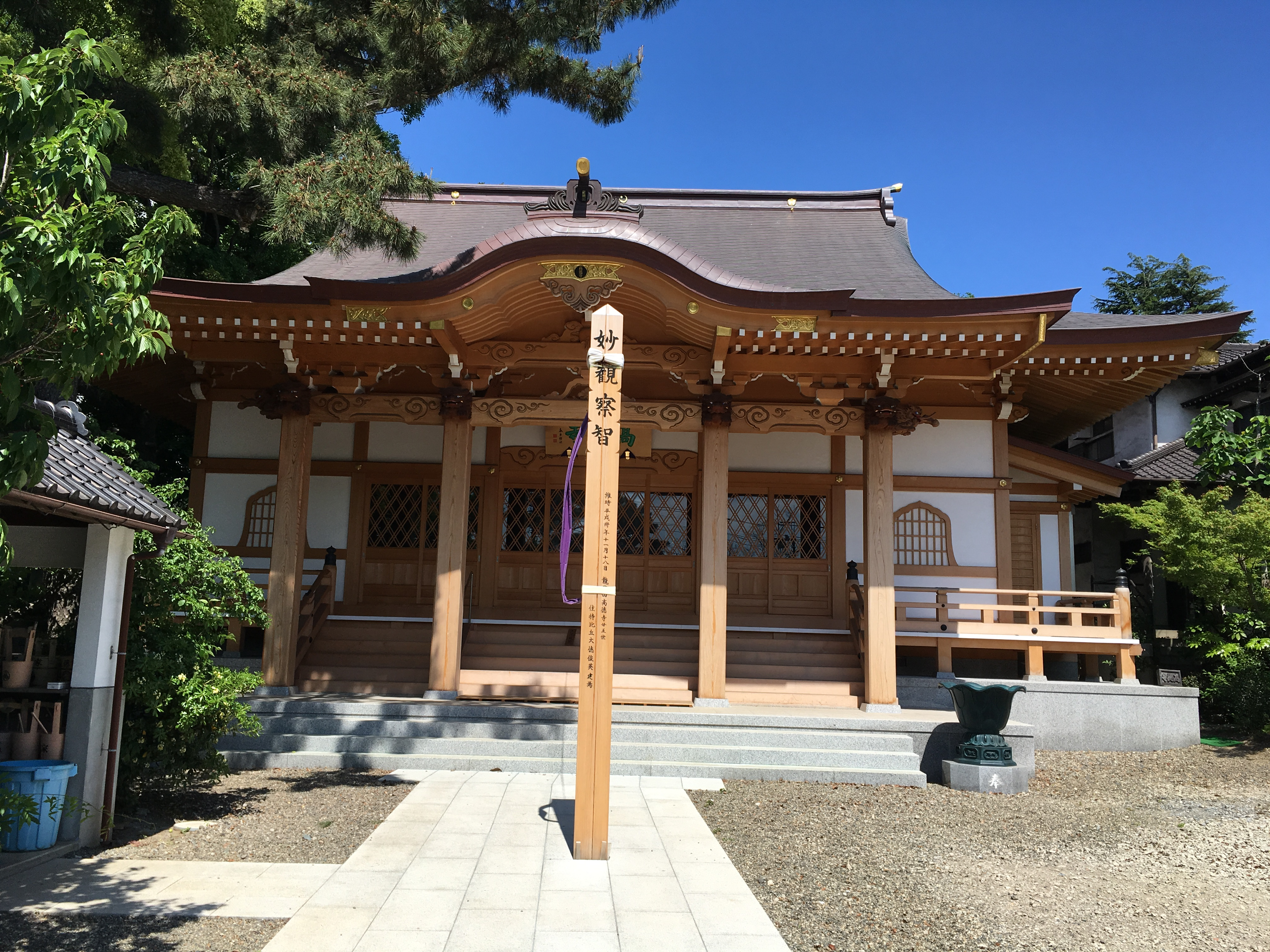
高徳寺
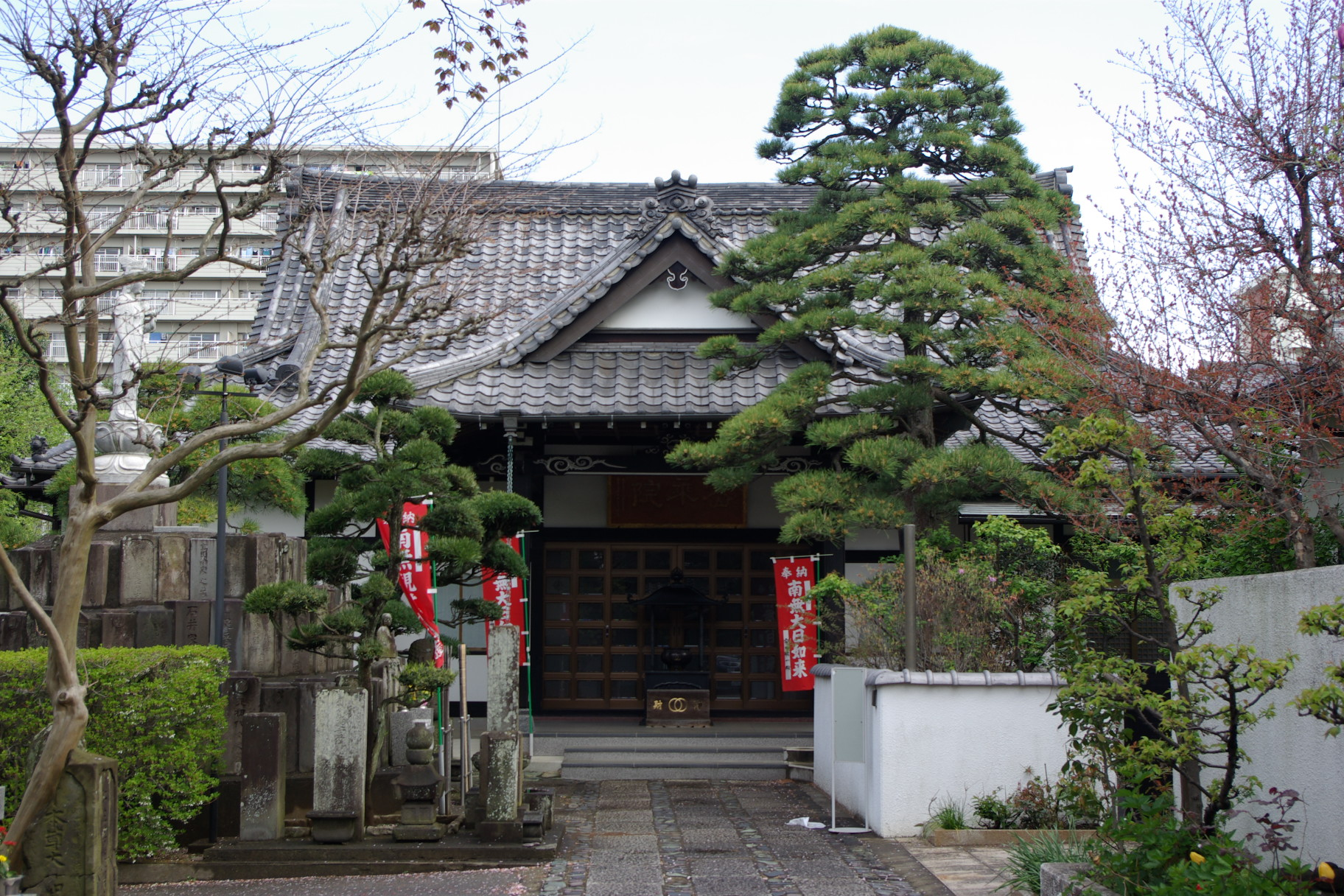
大日寺

### 観光スポット
「千葉市観光協会」も参照

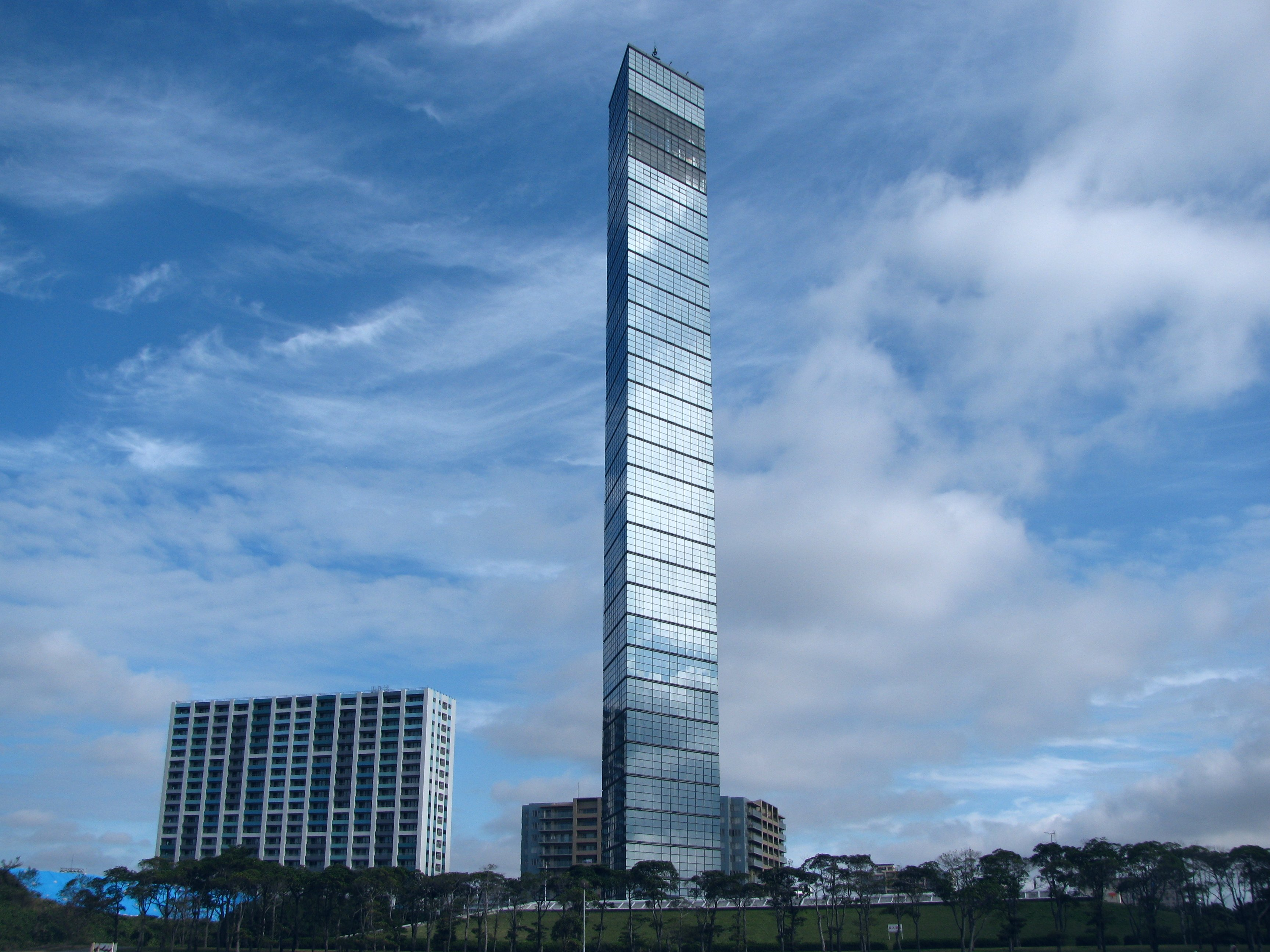
千葉ポートタワー

※前述の旧跡や文化施設を除く名所

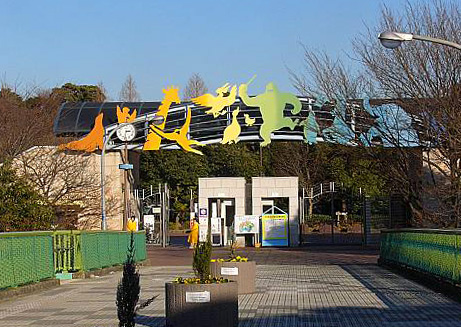
千葉市動物公園
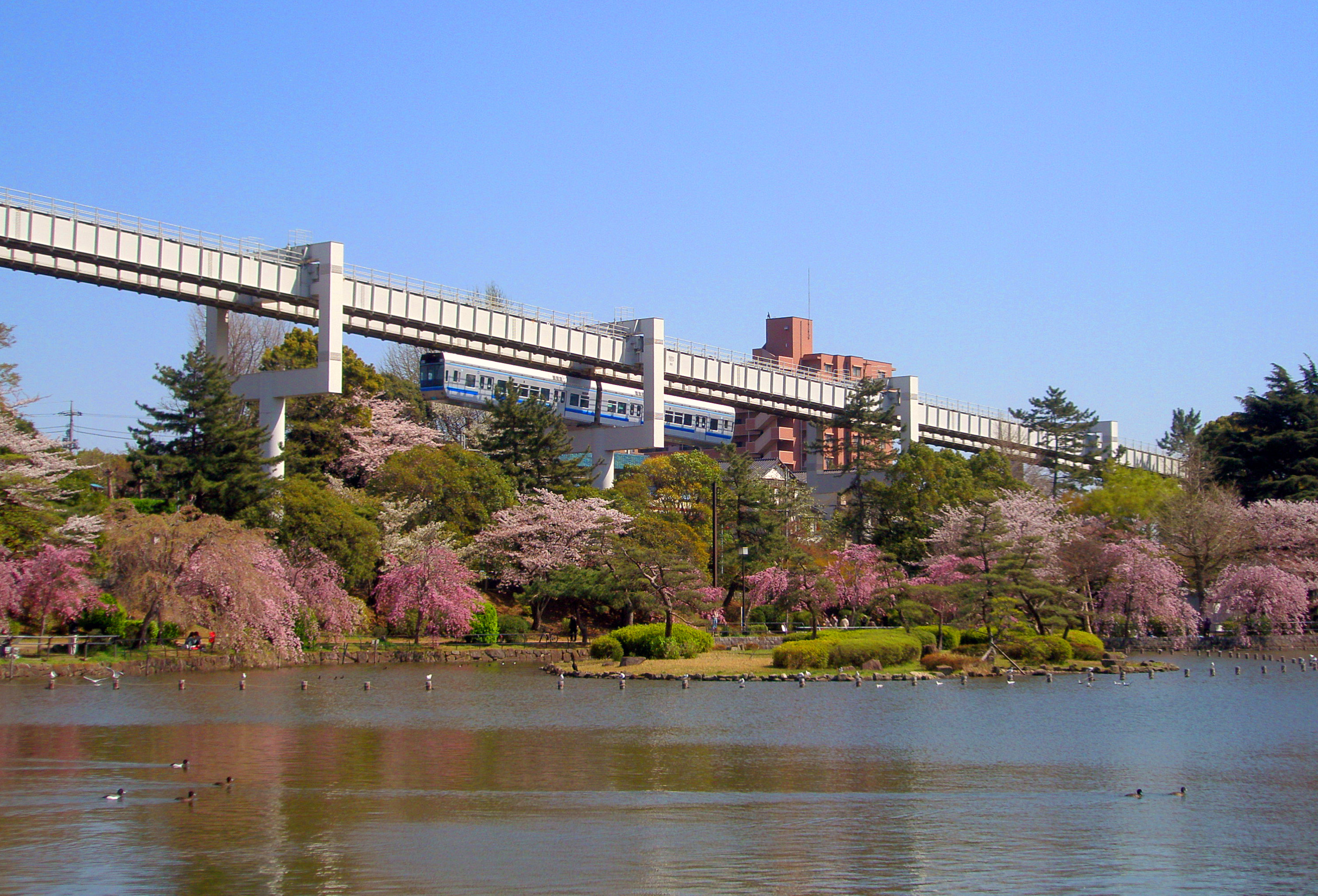
千葉公園
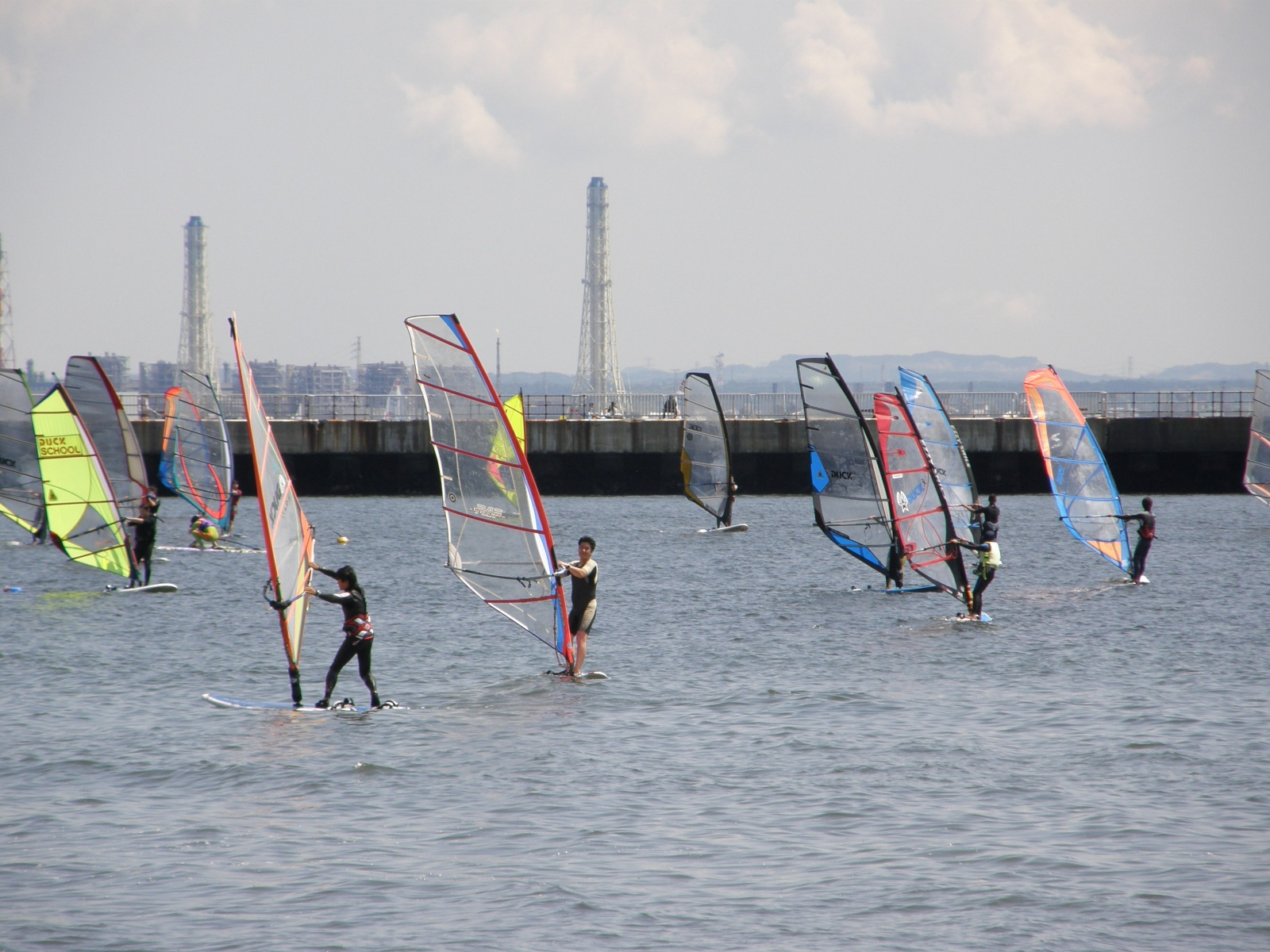
稲毛海浜公園（検見川の浜）
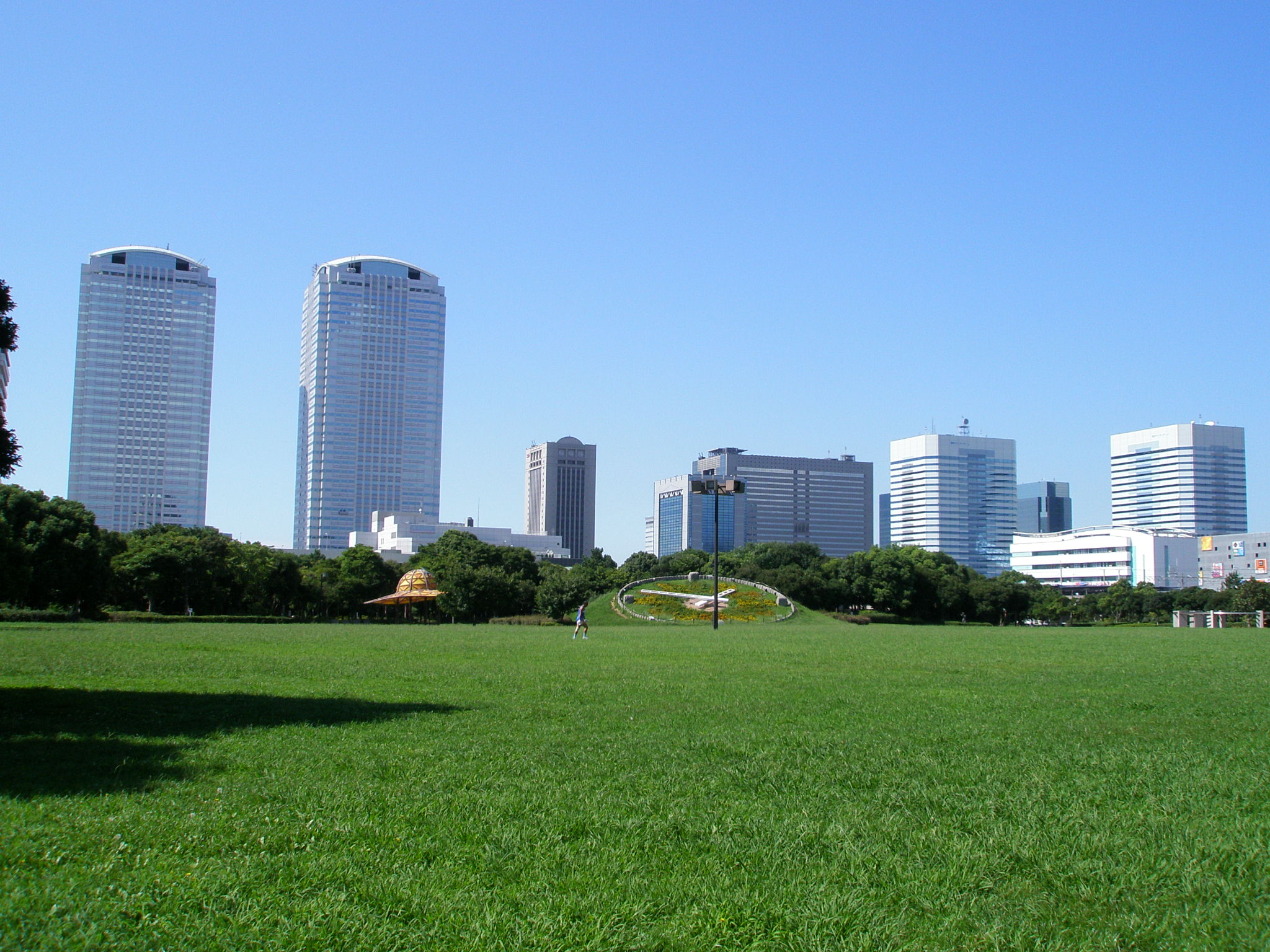
幕張海浜公園
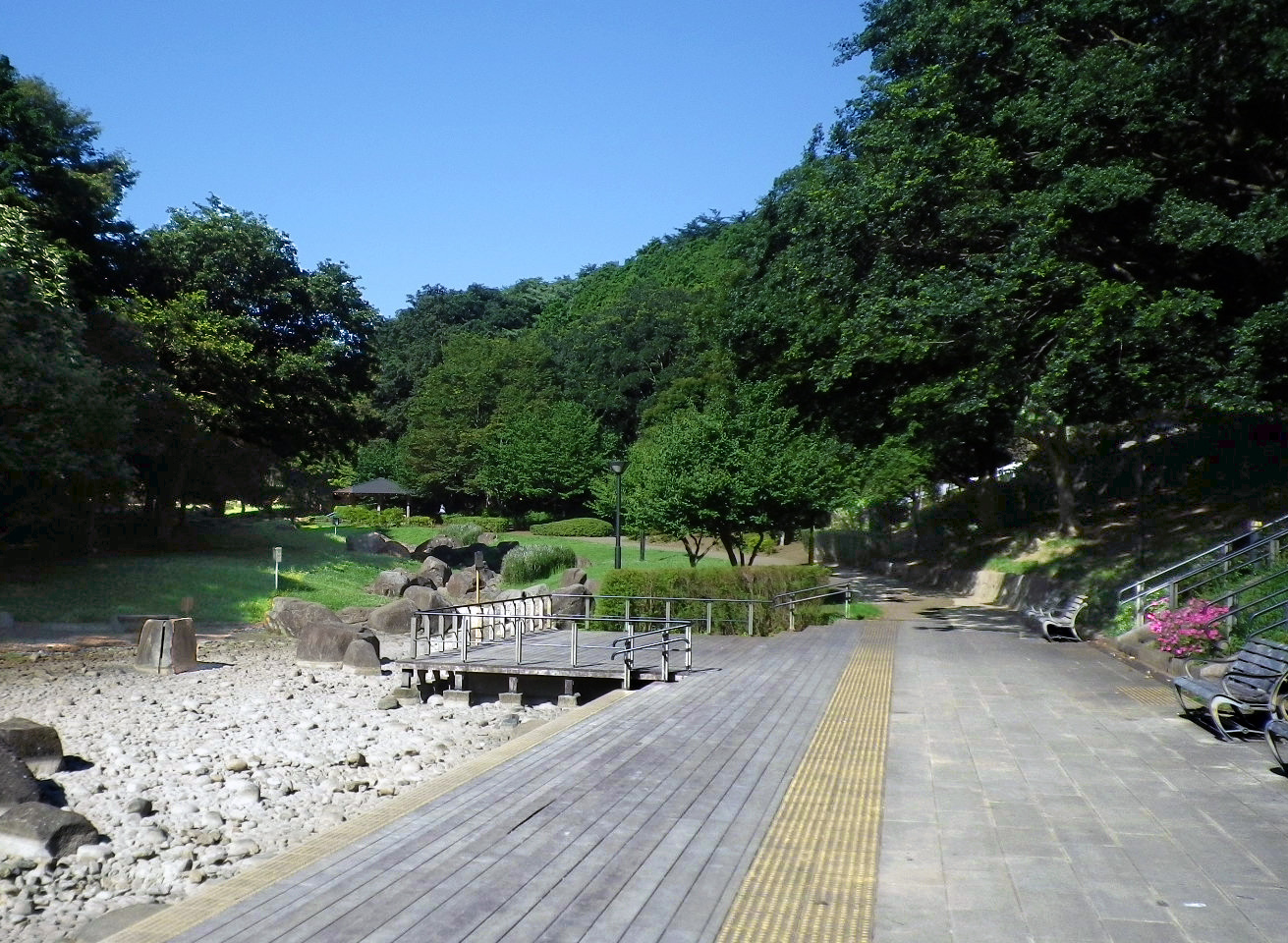
花島公園
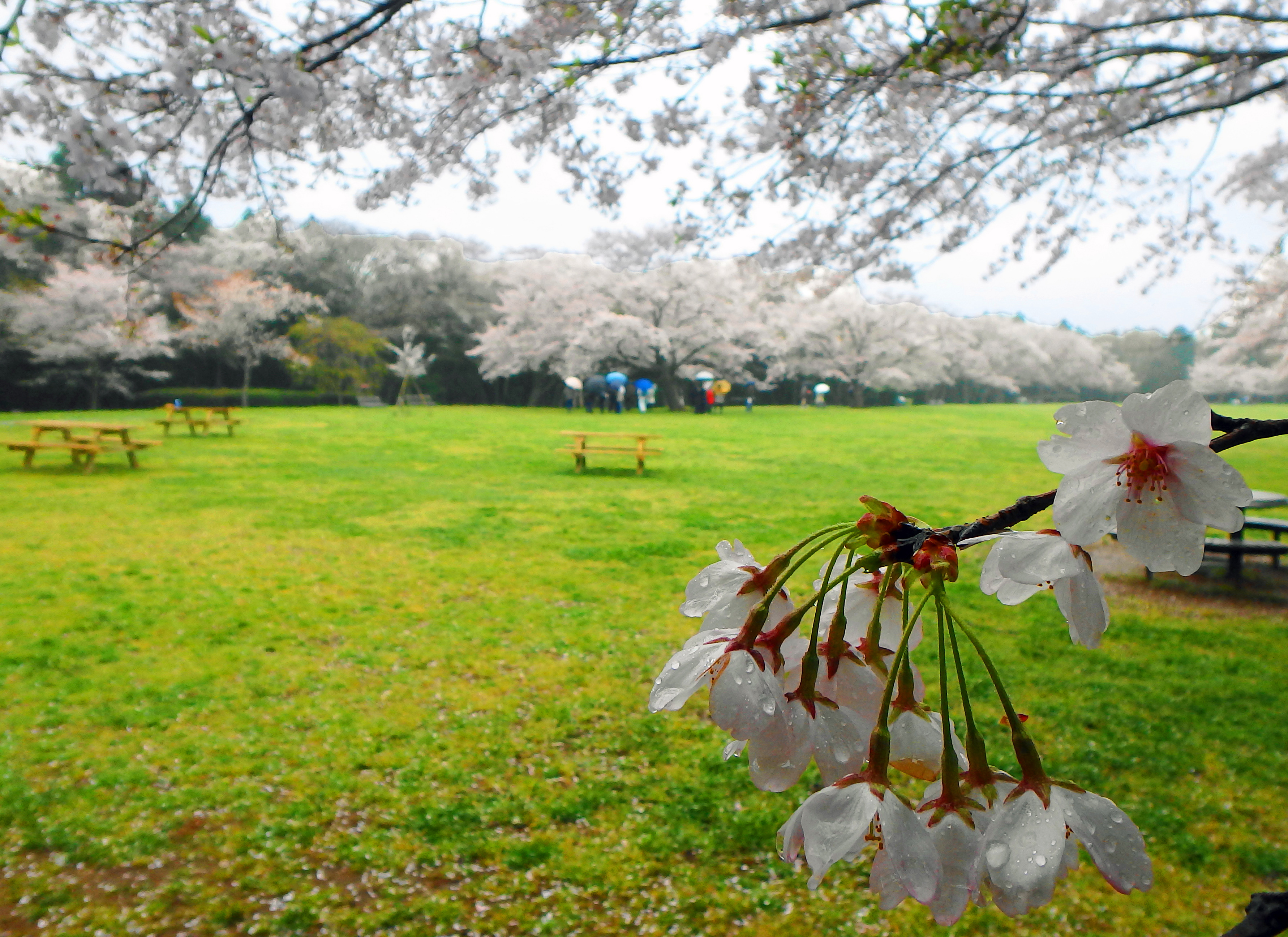
泉自然公園（日本桜名所百選）

- 中央区
  - 千葉ポートタワー
  - 千葉市動物公園
  - 千葉中央公園
  - 千葉市都市緑化植物園
  - 千葉県立中央博物館生態園
  - 青葉の森公園
  - 千葉公園
  - 千葉市蘇我スポーツ公園
- 稲毛区
  - 千葉市ゆかりの家・いなげ
- 花見川区
  - 花島公園

- 美浜区
  - 稲毛海浜公園
    - いなげの浜
    - 検見川の浜

  - 幕張海浜公園
    - 見浜園
- 若葉区
  - 泉自然公園（日本さくら名所100選）
- 緑区
  - 千葉市昭和の森公園

- 千葉市動物公園
- 千葉公園
- 稲毛海浜公園（検見川の浜）
- 幕張海浜公園
- 花島公園
- 泉自然公園（日本桜名所百選）

### 博物館

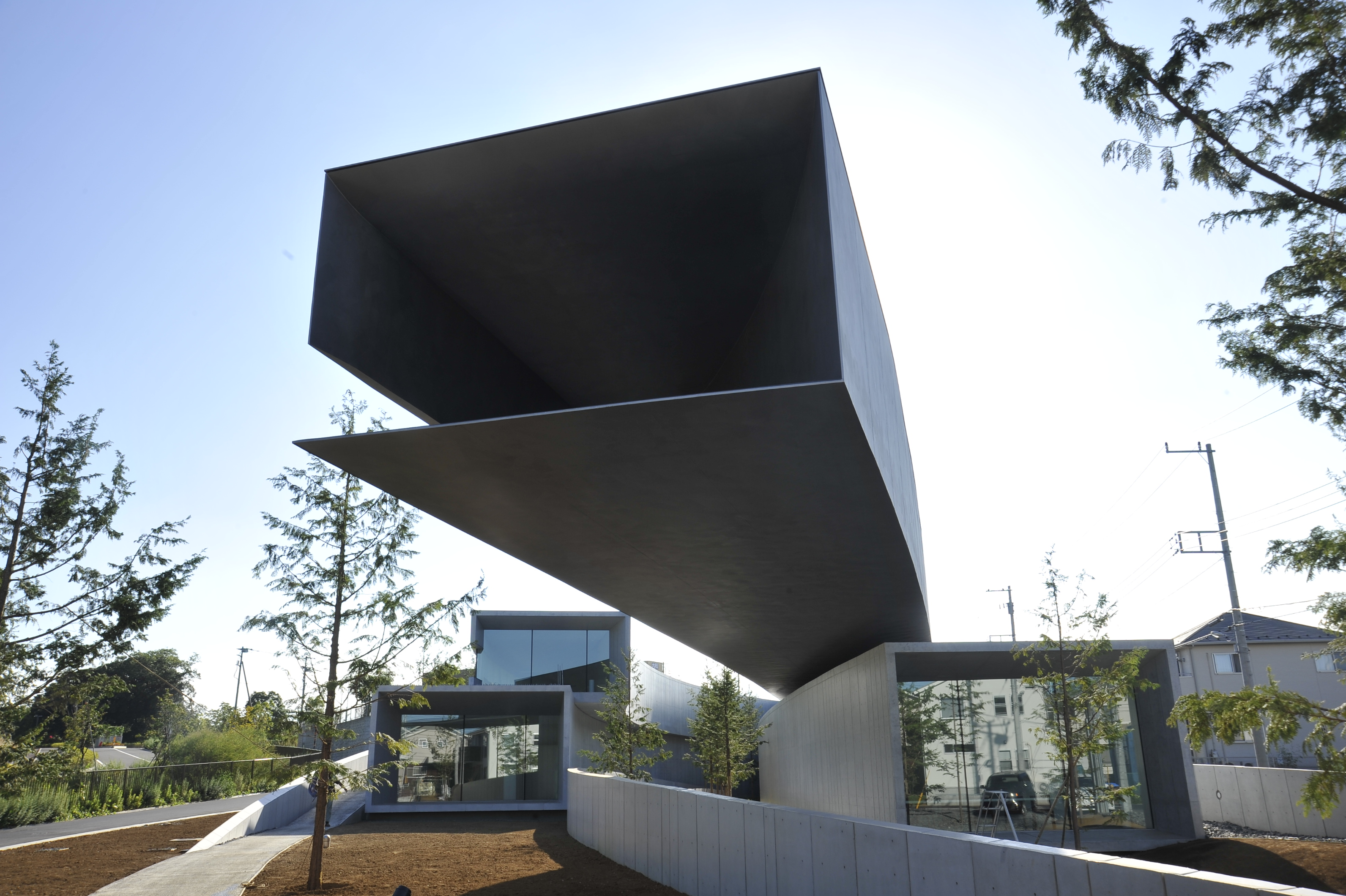
ホキ美術館

- 千葉県立中央博物館 - 1989年（平成元年）2月6日開館[69]
- 千葉市立郷土博物館（千葉城址内）
- 千葉市立加曽利貝塚博物館
- 稲毛民間航空記念館（稲毛海浜公園） - 1989年（平成元年）4月29日開館[70]
- 千葉市花の美術館

#### 科学館
- 千葉市科学館 - 2007年（平成19年）10月20日開館[71]

#### 美術館
- 千葉県立美術館
- 千葉市美術館 - 1995年（平成7年）11月1日開館[43]
- ホキ美術館 - 2010年（平成22年）11月3日開館[72]

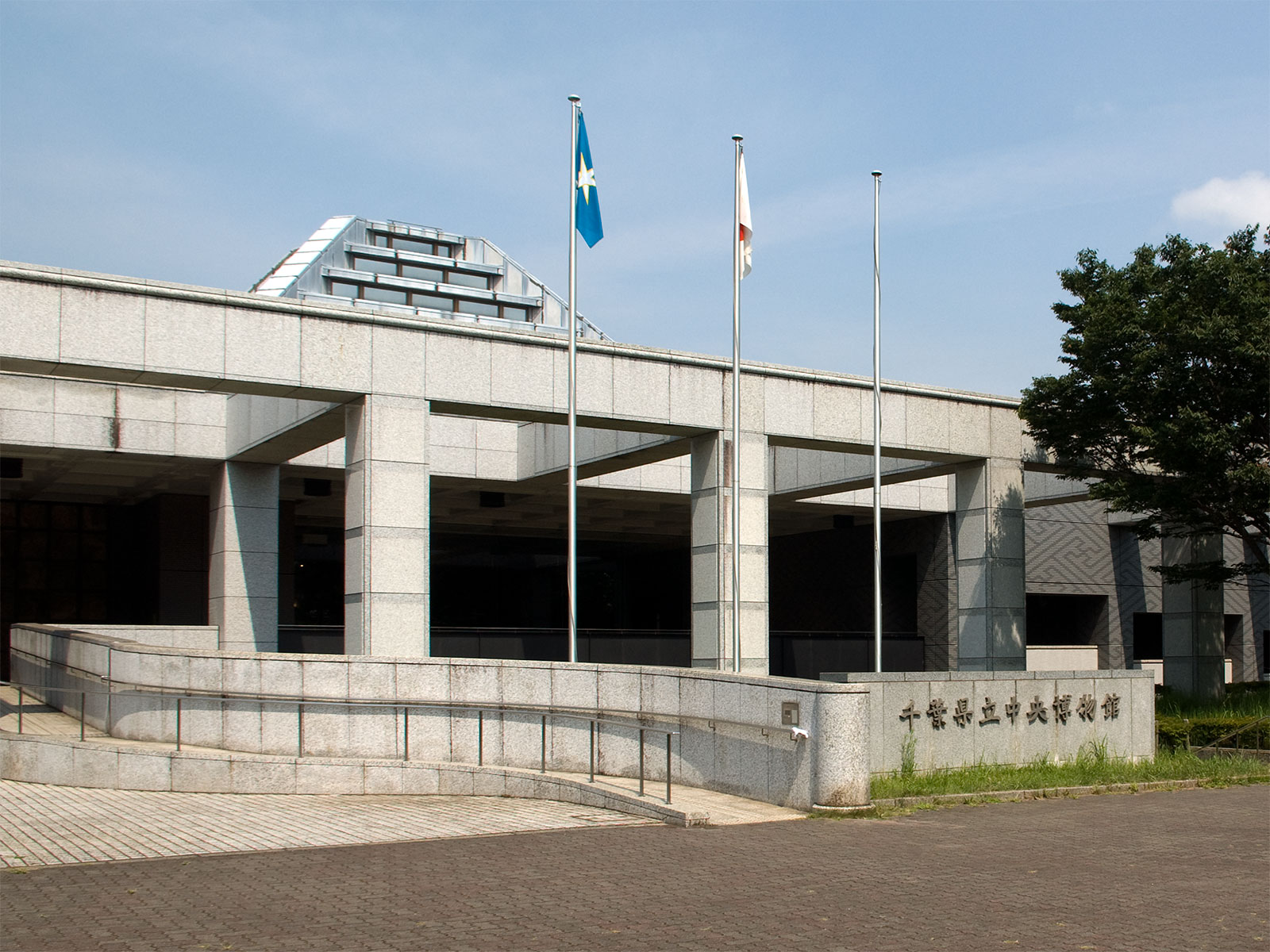
千葉県立中央博物館
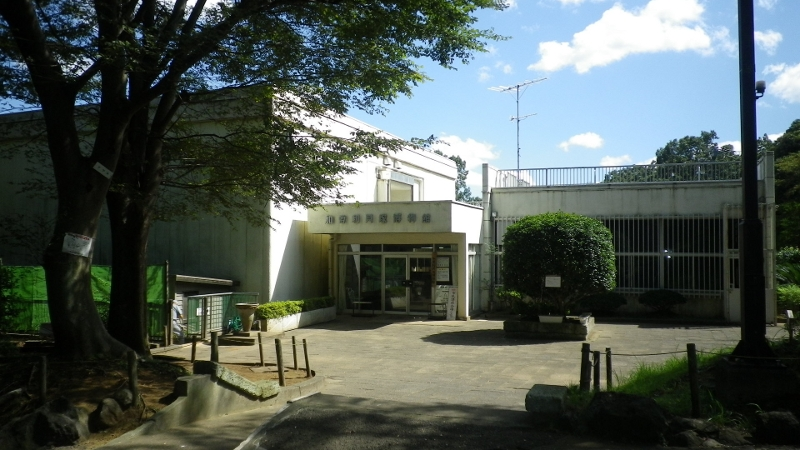
千葉市立加曽利貝塚博物館
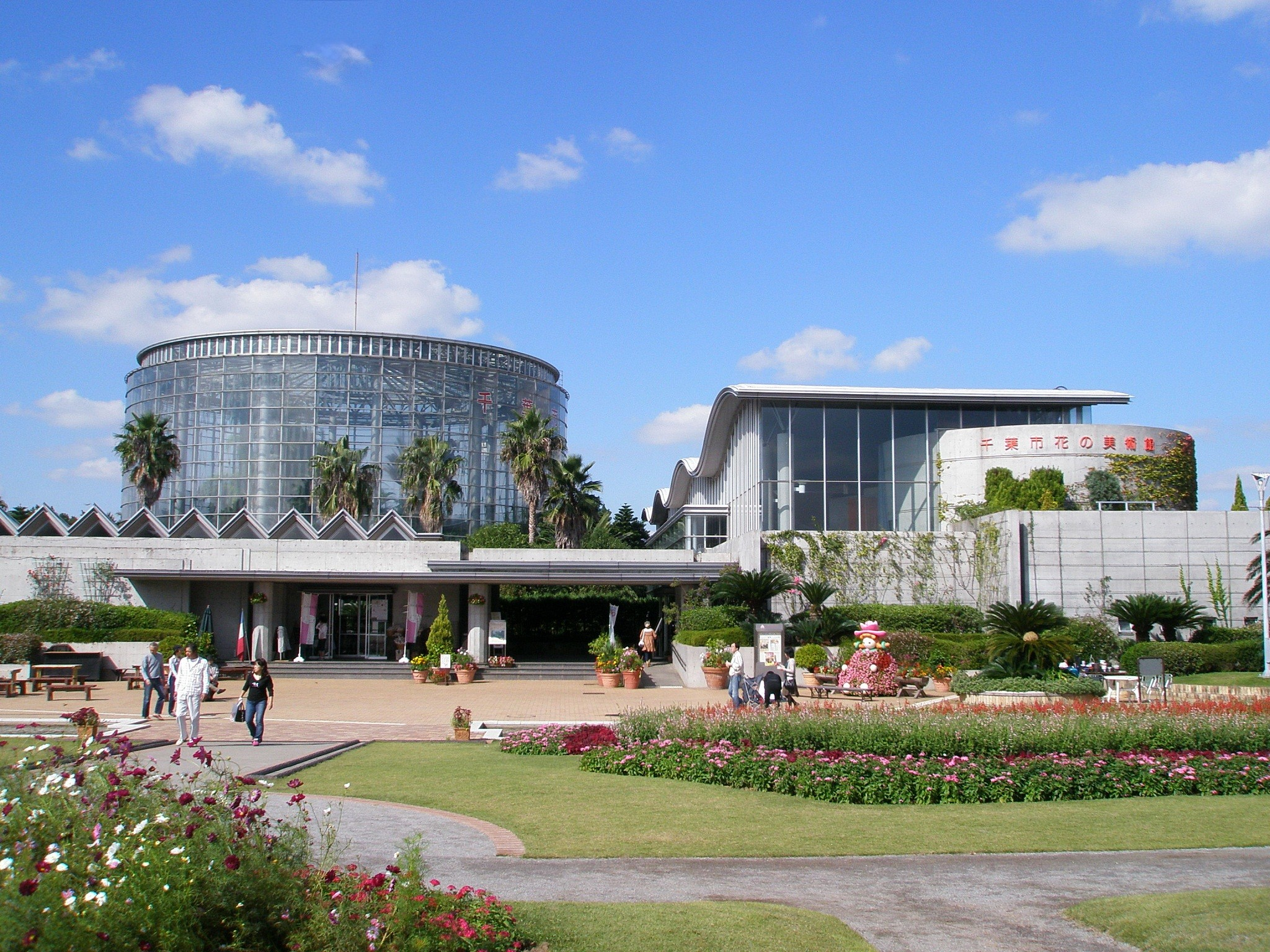
千葉市花の美術館
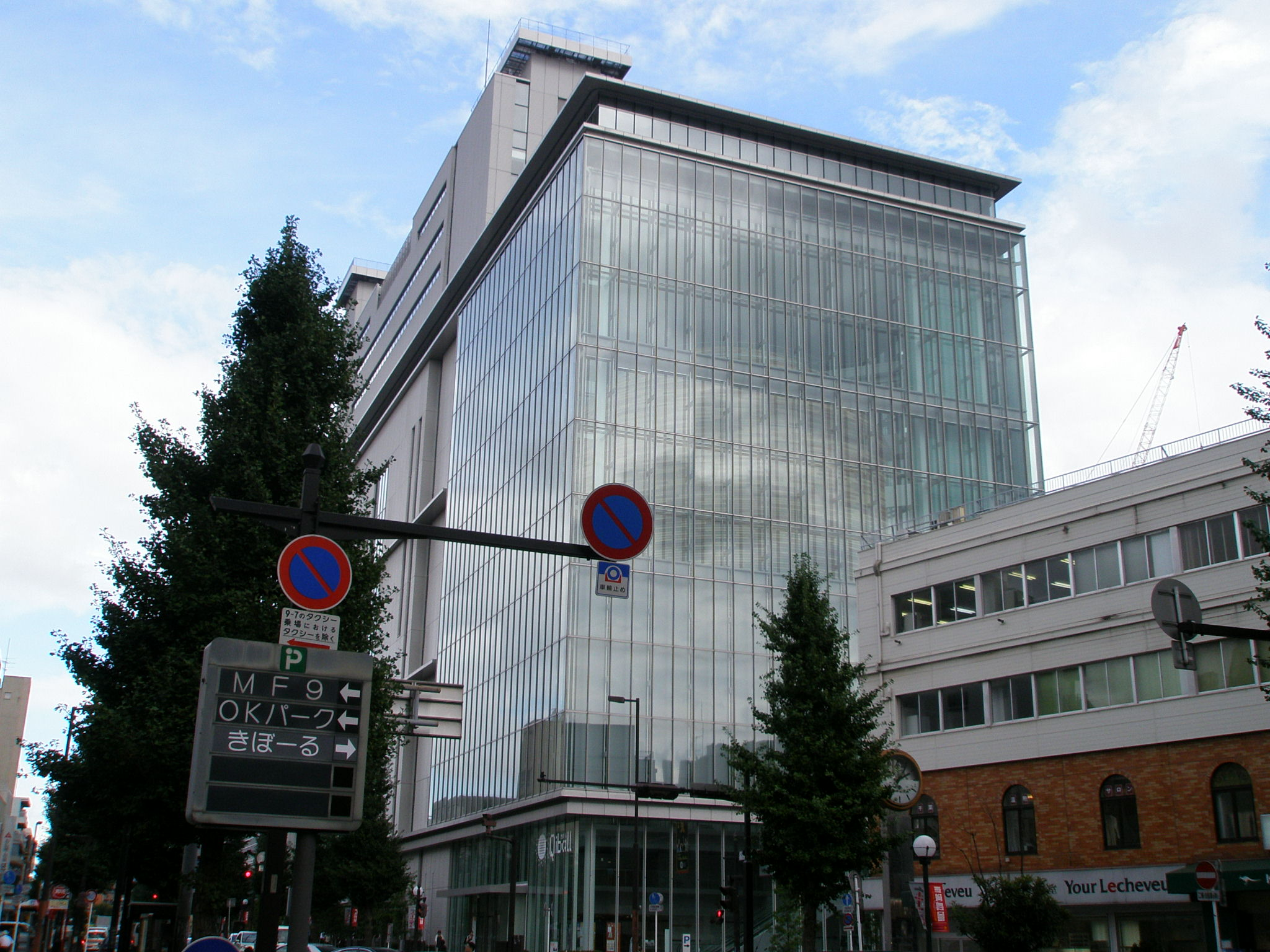
千葉市科学館
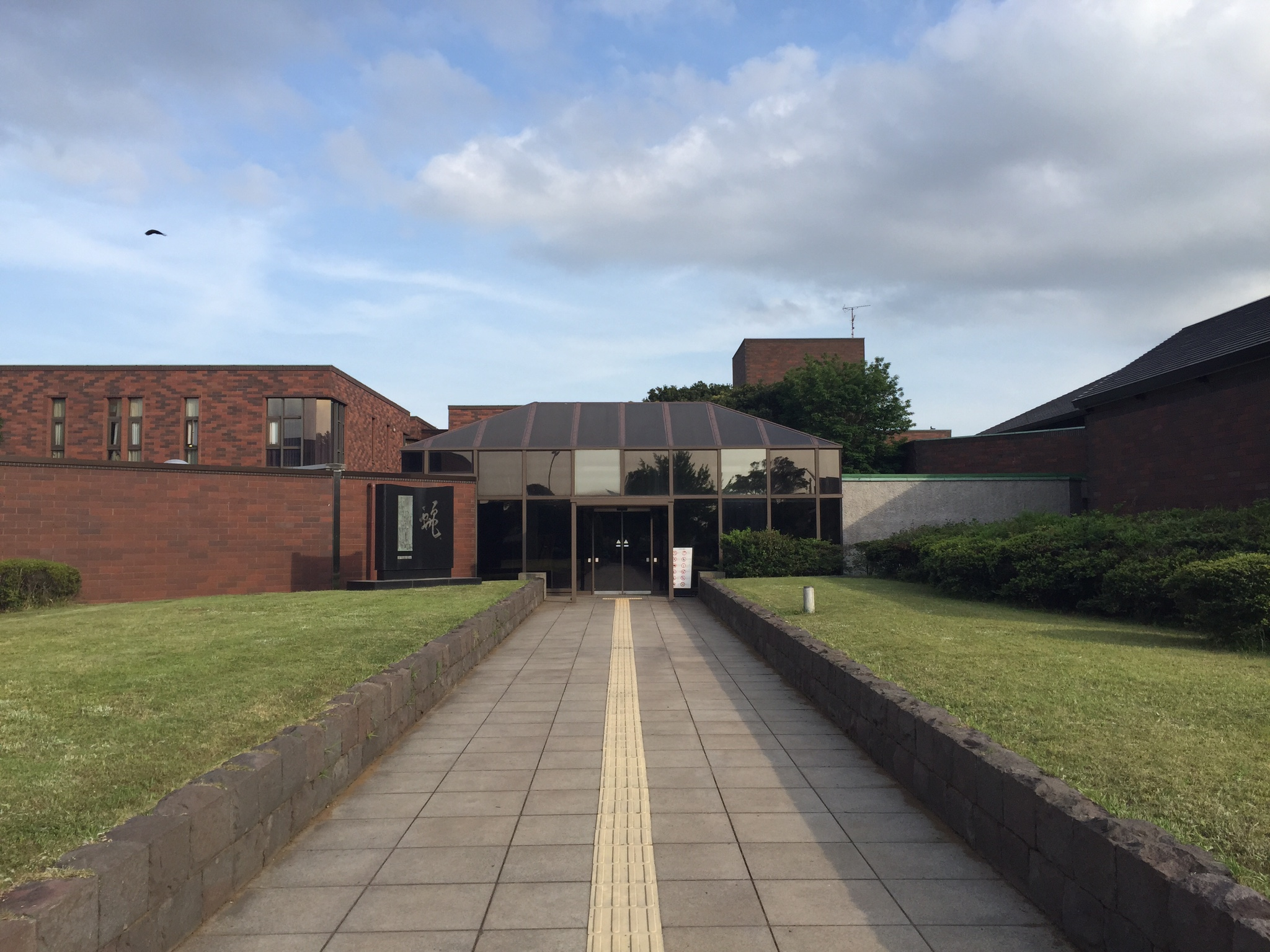
千葉県立美術館
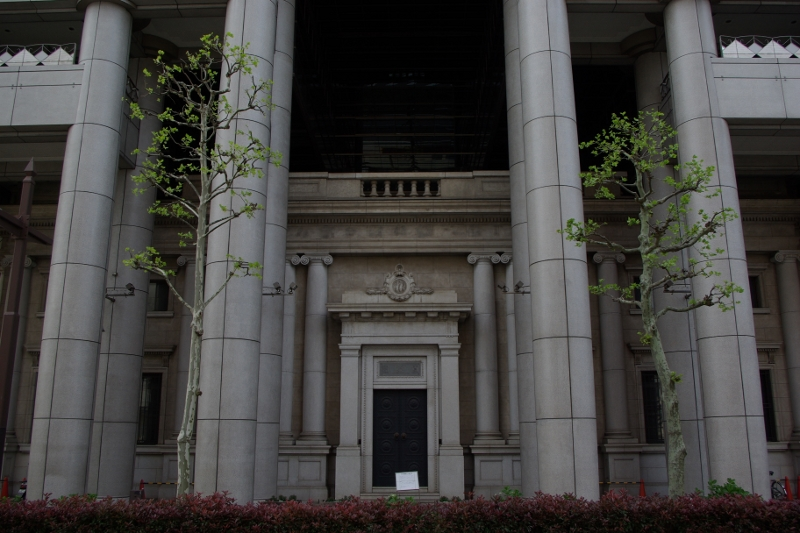
千葉市美術館

### 祭事・催事

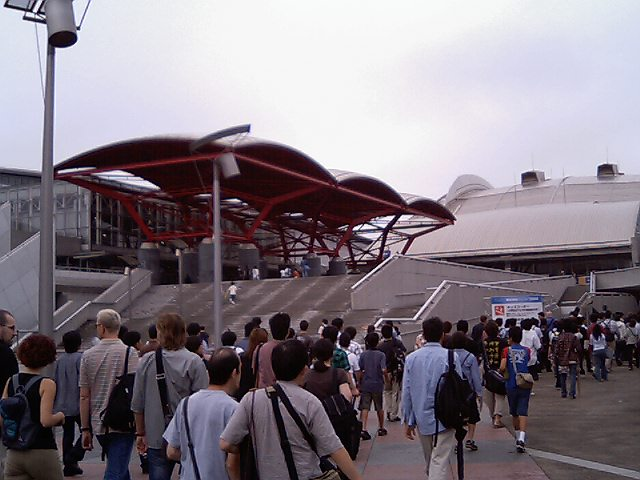
幕張イベントホール

幕張メッセ（幕張イベントホール）ではアジア地域有数の国際見本市会場及びMICE施設として大規模なイベントが多数行われている。
毎年あるいは数年おきに開催される主なイベントを以下に記す。
| 月     | イベント名称                             | 開催場所                                          | 備考                                                      |
| ------ | ---------------------------------------- | ------------------------------------------------- | --------------------------------------------------------- |
| 1月    | 東京オートサロン                         | 幕張メッセ                                        | 世界三大カスタムカーショー（1999年 - ）                   |
| 1月    | 日本レースクイーン大賞授賞式             | 幕張メッセ                                        | 東京オートサロン同時開催（2011年 - ）                     |
| 2月    | ワンダーフェスティバル冬                 | 幕張メッセ                                        | 世界最大のガレージキット（2009年 - ）                     |
| 3月    | さくら広場特別開園                       | さくら広場                                        | 4月ごろまで、ソメイヨシノ505本ライトアップなど            |
| 3月    | セント・パトリックス・デー・パレード千葉 | 幕張海浜公園など                                  | アイルランド祝日イベント                                  |
| 4月    | ニコニコ超会議                           | 幕張メッセ                                        | 株式会社ドワンゴ主催（2012年 - ）                         |
| 5月    | 幕張メッセ"どきどき"フリーマーケット     | 幕張メッセ                                        | ピーアーク presents                                       |
| 5月    | ベイタウンまつり                         | 幕張ベイタウン                                    |                                                           |
| 5月    | レッドブル・エアレース・ワールドシリーズ | 幕張海浜公園                                      | 若しくは6月実施（2015年 - ）                              |
| 6月    | SATANIC CARNIVAL                         | 幕張メッセ                                        | PIZZA OF DEATH RECORDS主催、屋内ロックフェス（2014年 - ） |
| 7月    | THE MUSIC DAY                            | 幕張メッセ                                        | 日本テレビ主催（2013年 - ）                               |
| 7月    | ワンダーフェスティバル夏                 | 幕張メッセ                                        | （2009年 - ）                                             |
| 7月    | 幕張ビーチ花火フェスタ                   | 幕張の浜                                          | 旧称：千葉市民花火大会                                    |
| 7月    | マリンスタジアム花火ナイター             | 千葉マリンスタジアム                              | 7月～9月ごろのプロ野球試合終了後                          |
| 7月    | 幕張ビアガーデン                         | 幕張テクノガーデン                                |                                                           |
| 7月    | 稲毛浅間神社例大祭                       | 稲毛浅間神社                                      |                                                           |
| 8月    | SUMMER SONIC                             | 幕張メッセ、千葉マリンスタジアム                  | （2001年 - ）                                             |
| 8月    | マクハリ的粋祭り                         | 幕張メッセ                                        | 幕張メッセ正面広場にて開催                                |
| 8月    | ベイタウン夏祭り                         | 幕張ベイタウン                                    |                                                           |
| 8月    | 千葉の親子三代夏祭り                     | 千葉中央公園                                      |                                                           |
| 9月    | 東京ゲームショウ                         | 幕張メッセ                                        | 世界三大ゲームショウ（1997年 - ）                         |
| 10月   | CEATEC JAPAN                             | 幕張メッセ                                        | IT技術とエレクトロニクスの国際展示会（1991年 - ）         |
| 11月   | 日テレ系音楽の祭典 ベストアーティスト    | 幕張メッセ                                        | 日本テレビ主催（2010年 - ）                               |
| 11月   | 幕張メッセウィンターイルミネーション     | 幕張メッセ                                        | 1月ごろまで実施                                           |
| 11月   | 幕張ウィンターイルミネーション           | 幕張テクノガーデン ホテルスプリングス             | 1月ごろまで実施                                           |
| 11月   | 幕張ウィンターイルミネーション           | イオンモール幕張新都心 三井アウトレットパーク幕張 | 2月ごろまで実施                                           |
| 11月   | 見浜園灯ろうまつり                       | 幕張海浜公園（見浜園）                            | 秋の庭園ライトアップなど                                  |
| 11月   | ブラックフライデー                       | イオンモール幕張新都心 イオン幕張 コストコなど    | イオン（流通大手）けん引のイベント（2016年 - ）           |
| 12月   | ミュージックステーション スーパーライブ  | 幕張メッセ                                        | テレビ朝日主催（2005年 - ）                               |
| 12月   | COUNTDOWN JAPAN                          | 幕張メッセ                                        | 年越しロック・J-ポップ・フェスティバル（2003年 - ）       |
| 12月   | クリスマスディスプレイ                   | ホテル ザ・マンハッタン                           |                                                           |
| 毎月   | マリンフェスタ                           | 千葉マリンスタジアム                              | 千葉ロッテマリーンズ主催ファン感謝デー（2015年 - ）       |
| 毎月   | アトリウムコンサート                     | 幕張テクノガーデン                                | ほぼ毎月開催                                              |
| 不定期 | 幕張ベイタウンオーケストラ               | 幕張ベイタウン・コア                              | 定期演奏会                                                |
| 不定期 | ベイタウン・ミュージック・フェスタ       | 幕張ベイタウン・コア                              | 定期演奏会（2002年 - ）                                   |
| 不定期 | 幕張マルシェ                             | 幕張海浜公園                                      | 幕張マルシェ実行委員会主催                                |
| 不定期 | ベイサイドジャズ千葉                     | 千葉市文化センターなど                            |                                                           |

### 文化財
- 市内の国指定文化財一覧

| 番号 | 種別     | 名称       | 所在地                 | 所有者又は管理者 | 指定年月日                      | 備考                                            |
| ---- | -------- | ---------- | ---------------------- | ---------------- | ------------------------------- | ----------------------------------------------- |
| 1    | 特別史跡 | 加曽利貝塚 | 若葉区桜木町141他      | 千葉市           | 平成29年10月13日                | 縄文時代中期から後期。 日本最大級の馬蹄形貝塚。 |
| 2    | 史跡     | 月ノ木貝塚 | 中央区仁戸名町289-1他  | 千葉市・他       | 昭和53年3月16日 平成14年3月19日 | 繩文時代中期から後期。馬蹄形貝塚。              |
| 3    | 〃       | 荒屋敷貝塚 | 若葉区貝塚町726-1他    | 千葉市・他       | 昭和54年3月13日                 | 縄文時代中期前半。馬蹄形貝塚。                  |
| 4    | 〃       | 犢橋貝塚   | 花見川区さつきが丘1-18 | 千葉市           | 昭和56年12月9日                 | -                                               |

- 市内の登録有形文化財一覧

| 番号 | 種別   | 名称                                                | 所在地                                         | 所有者又は管理者       | 登録年月日      | 備考                                                                       |
| ---- | ------ | --------------------------------------------------- | ---------------------------------------------- | ---------------------- | --------------- | -------------------------------------------------------------------------- |
| 1    | 建造物 | 千葉市民ギャラリー・いなげ （旧神谷伝兵衛稲毛別荘） | 稲毛区稲毛1-8-35                               | 千葉市                 | 平成9年5月7日   | 大正7年竣工。鉄筋コンクリート2階建。                                       |
| 2    | 〃     | 千葉トヨペット本社（旧勧業銀行本店）                | 美浜区稲毛海岸4-5-1                            | 千葉トヨペット株式会社 | 平成9年7月15日  | 明治32年6月竣工。昭和40年に現在地に移築。木造2階建。                       |
| 3    | 〃     | 千葉県水道局千葉高架水槽                            | 千葉市中央区矢作町670 （誉田給水場千葉分場内） | 千葉県水道局           | 平成19年7月31日 | 昭和12年2月竣工。正12角形の配水塔。高さ30m、5階建。 土木学会選奨土木遺産。 |

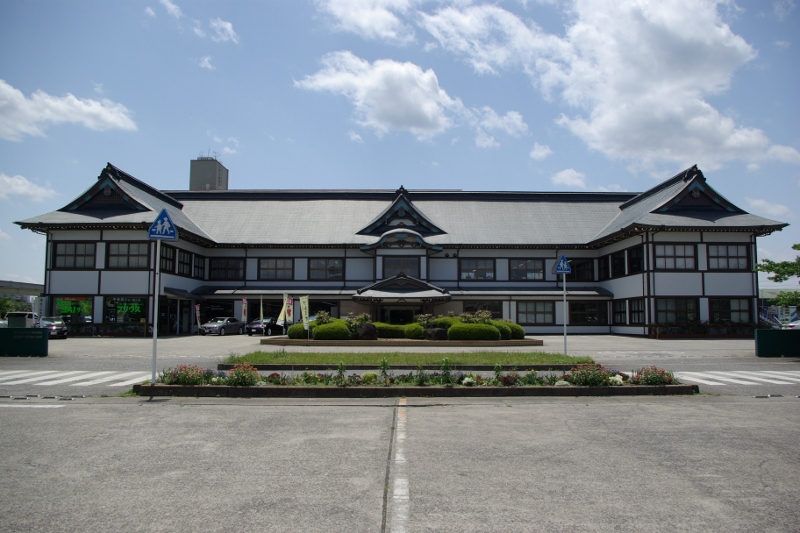
旧日本勧業銀行本店（国の登録有形文化財）

- 市内の千葉県指定文化財は「千葉県指定文化財一覧」を参照。

## 千葉市を舞台・ロケ地とした作品

### 映画
- 『指導物語』
- 『ゴジラvsメカゴジラ』
- 『ゴジラ2000 ミレニアム』
- 『雨の翼』
- 『ハナ 〜奇跡の46日間〜』
- 『縮図』
- 『ぬくもりの内側』

### TVドラマ
- 『やっぱり猫が好き』
- 『民衆の敵』（篠原涼子主演、フジ月9、2017年10月〜12月）
架空の「あおば市」が舞台だが、市域の規模と都市、農村部、海が揃っている千葉市がモデルとなり、海浜幕張駅前や千葉市役所、千葉中央公園など、市内各所でロケが行われた。
- 『ドクターX〜外科医・大門未知子〜』千葉市中央区の大学病院でロケが行われた。
- 『CODE-願いの代償-』千葉県庁、幕張国際研修センター、ザキューブホテル、京葉銀行、VEGAアサヒボウリングセンターなど、市内各所でロケが行われた[86]。

### 小説・ライトノベル
- 『ニューロマンサー』（ウィリアム・ギブスン）
- 『俺の妹がこんなに可愛いわけがない』（伏見つかさ）
主人公である「高坂京介」が千葉市に住んでいる。アニメ版では千葉駅周辺の景観をモデルとした風景も登場する。
- 『やはり俺の青春ラブコメはまちがっている。』（渡航）
- プロジェクト・クオリディア

### 漫画・アニメ
- 『うちの大家族』（重野なおき）
- 『幕張』（木多康昭）
- 『幕張サボテンキャンパス』（みずしな孝之）
- 『私がモテないのはどう考えてもお前らが悪い!』（谷川ニコ）
- 『弱虫ペダル』
- 『あっちこっち』
- 『ボールパークでつかまえて!』（須賀達郎）
- 『ひぐらしのなく頃に』（興宮の舞台として緑区土気周辺が使われている）
- 『Re:ゼロから始める異世界生活』(第一話、主人公が立ち寄ったコンビニが、あすみが丘東一丁目のミニストップがモデルになっている。)